# 四国八十八箇所

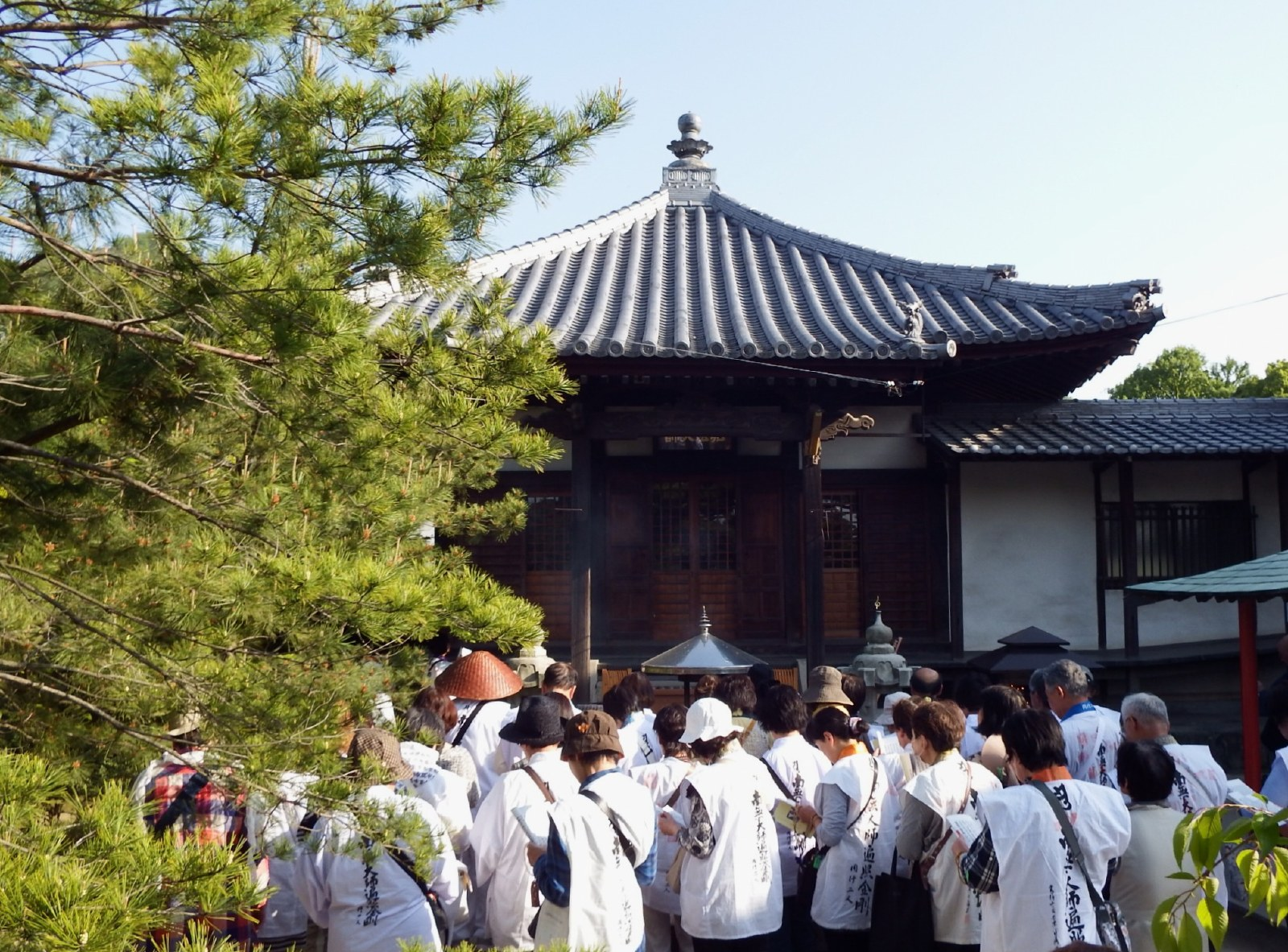
団体で参拝するお遍路さん（天皇寺にて）

四国八十八箇所（しこくはちじゅうはっかしょ、四国八十八ヶ所とも表記される）は、四国にある空海（弘法大師）ゆかりの88か所の仏教寺院の総称で、四国霊場の最も代表的な札所である。他に「八十八箇所」「お四国さん」「本四国」などの呼称がある。四国八十八箇所を巡礼（巡拝）することを四国遍路、遍路といい、また四国八十八ヶ所霊場会では「四国巡礼」といい、他に「四国巡拝」などともいう。俳句では春の季語となり、地元の人々は巡礼者を「お遍路さん」と呼ぶ。また、札所に参詣することを「打つ」、巡礼に親切にすることを「お接待」と表現する（「#四国遍路に因む文化」の項で後述）。
阿波国（現・徳島県）の霊場は「発心の道場」で23か寺、土佐国（現・高知県）の霊場は「修行の道場」で16か寺、伊予国（現・愛媛県）の霊場は「菩提の道場」で26か寺、讃岐国（現・香川県）の霊場は「涅槃の道場」で23か寺が、88の霊場寺院の内訳である。
2015年（平成27年）4月24日には、日本遺産の最初の18件の一つとして「四国遍路〜回遊型巡礼路と独自の巡礼文化」が文化庁により認定された。2019年10月29日には、同庁により「歴史の道百選」に「四国遍路」が選ばれた。

## 概要
四国八十八箇所は単に88の寺院の総称ということだけでなく、室町時代以降に定められたとみられる88の寺院と急峻な山や深き谷を巡り、その間にある仏堂を残らず巡る488里の修行のことであり、江戸時代頃から一般庶民も巡礼するようになってからは現生利益を求めて88の寺院を巡る300有余里の札所巡拝のことである。また、江戸時代頃から西国三十三所観音霊場、熊野詣、善光寺参りなど庶民の間に巡礼が流行するようになり、そのうちの一つが四国八十八箇所である。これを模して全国各地に大小様々な八十八箇所の巡礼地が作られた。これらは「移し」または「写し」とも呼ばれ、「新四国」と掲げる霊場もあるように、四国八十八箇所隆盛の証左ともいわれている。その具体例は下記の地四国・島四国・新四国の項に記述する。
霊場寺院を結ぶ歩き道を遍路道といい、八十八箇所を通し打ち（後述）で巡礼した場合の全長は1,100 - 1,400キロメートルほどである。距離に幅があるのは遍路道は一択ではなく、選択する道により距離が変動するためである。自動車を利用すると、打ち戻りと呼ばれる来た道をそのまま戻るルートや遠回りのルートが多いので、徒歩より距離が増える傾向にある。一般的に、全ての札所を徒歩で巡拝する歩き遍路の場合は40日程度、自動車や団体バスによる車遍路では8日から13日程度で一巡できる。

### 巡拝方法

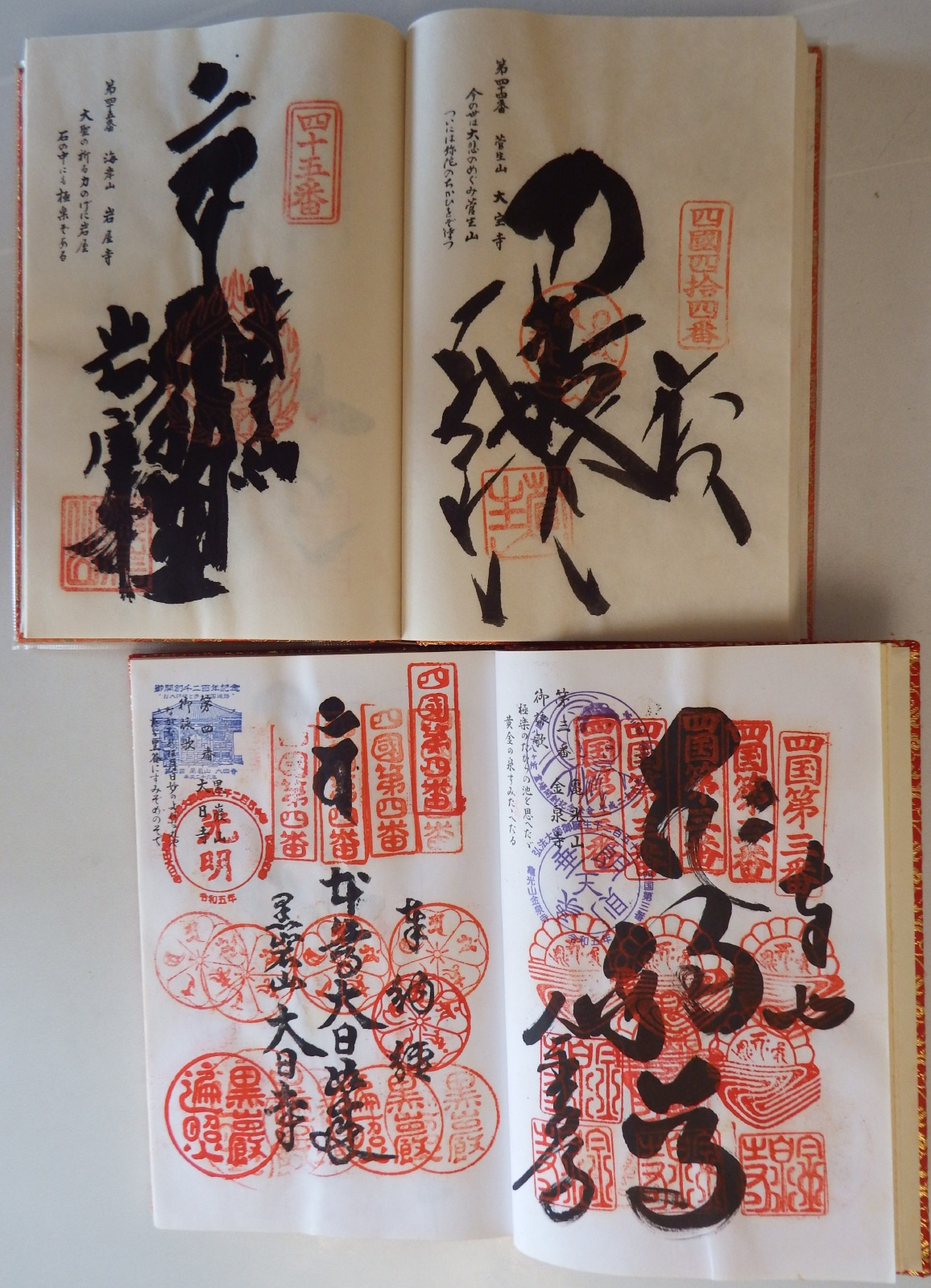
納経帳（下は重ね）

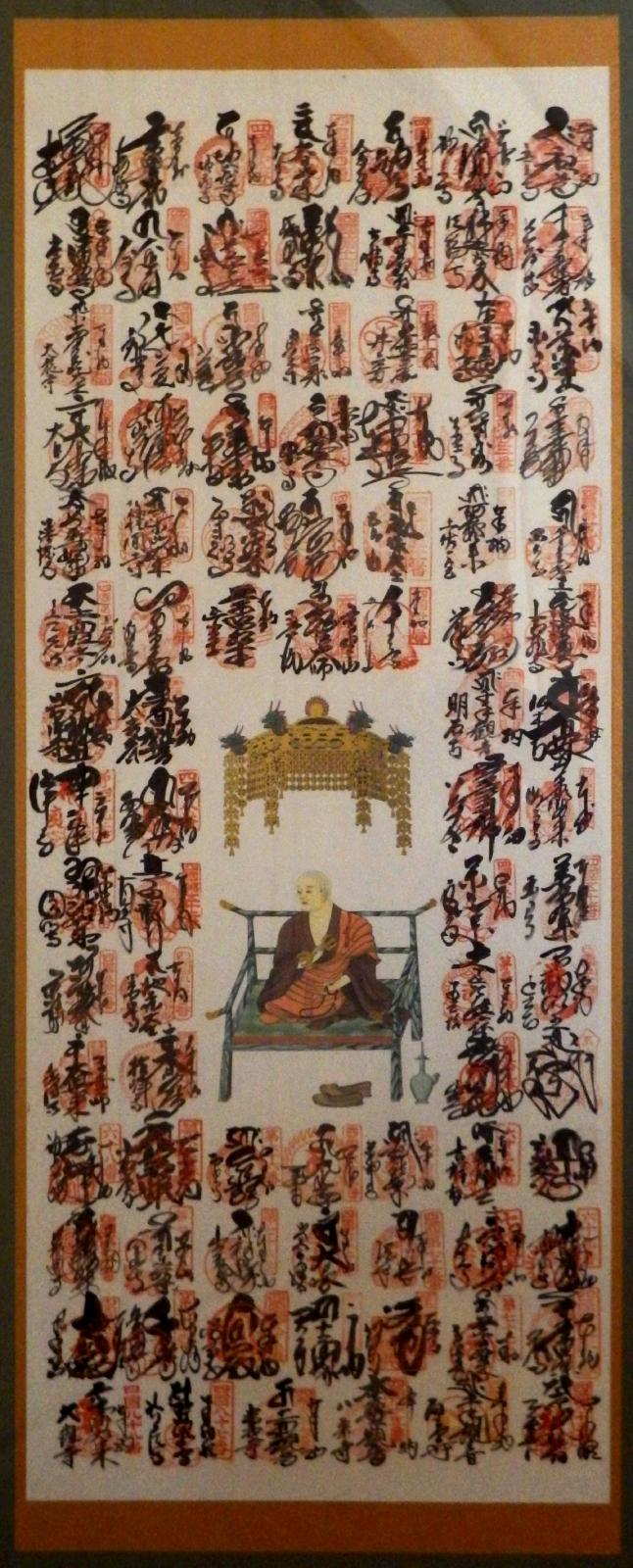
完成した掛軸

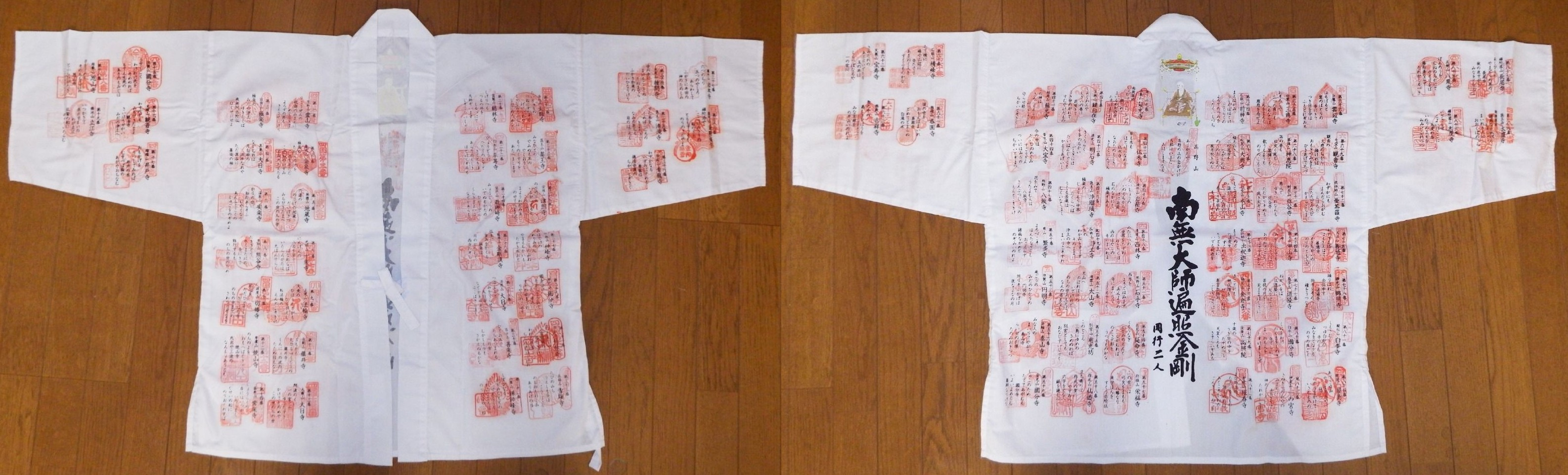
白衣の御印譜

遍路は順番通り打たなければならないわけではなく、各人の居住地や都合により、どの寺から始めてもよく、移動手段や日程行程なども様々である。一度の旅で八十八箇所の全て廻ることを「通し打ち」、何回かに分けて巡ることを「区切り打ち」といい、区切り打ちのうち阿波、土佐、伊予、讃岐の4つに分けて巡礼することを特に「一国参り」という。また、順番どおり廻るのを「順打ち」、逆に廻るのを「逆打ち」という。近年は順序にこだわらず打つことを「乱れ打ち」という。一般的には順打ちによる道案内がなされており、逆打ちは道に迷うといった苦労も多いため多くの御利益があるともいわれていたが、現在はどちらからでも見やすいように標識が設置され、さらにカーナビゲーションの普及によりどこからでも回れるようになっている。俗説によれば、巡錫中の弘法大師に無礼を働いた伊予の豪商・衛門三郎が大師に許しを請うため遍路に出たが、20回以上順打ちで巡礼しても追い付けず、閏年の申年に逆回りを試して出会えたという伝承がある。このため、閏年の逆打ちは御利益が3倍あるとの考えから、閏年には逆打ちが平年に比べ多くなるといわれ、逆打ちのツアーを組んでいる旅行会社もある。
なお、故人は命日より七日ごとに閻魔大王から裁きを受け四十九日に結論が出ると云われるが、極楽へ行けなかったとき、もう一度最後に裁かれる百箇日のため、残された者が四十九日と百箇日の間に追善供養の遍路をとの考え方がある。
納経時間は午前8時〜午後5時
なお、次の札所は現在、7番十楽寺は午前7時30分〜午後5時、12番焼山寺は午前8時〜午後4時30分、67番大興寺は午前7時〜午後5時(今のところ）、80番国分寺は午後4時30分閉門、81番白峯寺は午前8時30分〜午後5時

### 参拝方法
遍路（巡拝者）は札所に到着すると、およそ決められた手順（宗派や指導者によって多少異なる）に従って参拝する。それは、山門前で合掌礼拝一礼し、手水舎でお清めをしたのち、表示などで可能であれば鐘楼堂にて梵鐘を一回突く（参拝後に突くことを「出鐘」と呼び、「出金」に通じること、さらに出鐘自体が死者を送る際に突く鐘と言われるため、参拝後には突かない）。そして、本堂において燈明・線香・賽銭奉納をして納札（おさめふだ、後述）を納める、また、写経を納めることもある。続いて般若心経や本尊真言、大師宝号などの読経を行い、祈願する。次は大師堂に向い燈明・線香・賽銭奉納をして納札を納め、般若心経や大師宝号などの読経を行い、祈願する。なお、最近は唱える者は希になったが本堂では寺の御詠歌を、大師堂では弘法大師の御詠歌を唱える。
その後、境内にある納経所にて、持参した納経帳や掛軸や白衣に、札番印、宝印、寺号印の計3種の朱印と、寺の名前や本尊の名前、本尊を表す梵字の種字などを墨書してもらい、各寺の本尊が描かれた御影（おみえ）を頂き、納経料を支払う。この一連の所作を納経という。なお、納経帳への納経は一人につき1冊で、同時に掛け軸も1幅、白衣も1着ずつであり、一日に一度限りである。当霊場を1度だけでなく何度も訪れる場合、同じ納経帳に何度も朱印してもらうのを「重ね」といい、毎回、帳面を新しくしてもどちらでもよいが、公認先達に申請する予定の者は重ねが好ましい。白地に黒印字の御影は漏れなく頂けるが、カラー御影は、別途有料で販売している。また、弘法大師の50年ごとの生誕・入定や開創記念などで散華やカードの配付およびスタンプの押印が期間限定で行われる（詳細は下記の四国八十八箇所霊場会の項で）。最後は山門前にて合掌礼拝一礼し、次の札所へのお参りとなる。
八十八箇所を全て廻りきると「結願（けちがん）」となり、どの札所から初めてもよいので88番目の札所が結願寺となる。その証明書を任意（いずれも有料）で作ってくれる札所があり、88番の大窪寺と43番の明石寺では「結願」の証、75番の善通寺では「満願」の証、1番の霊山寺では「四国八十八ヶ所霊場満願之証」である。また、納経帳に、讃岐国分寺では「願行成満」、白峯寺では「大願成就」と記帳してもらえる。その後、お礼参りとして結願寺から高野山の奥の院御廟に詣でて、全ての札所を参ることができたことを弘法大師に報告・感謝をして満願成就となる。これは特に定められたものでないものの、納経帳や掛軸に高野山奥の院の項があるので参拝して納経するのが一般的である。さらに、東寺（教王護国寺）に足を伸ばせば「成満証」を希望により（有料）作ってもらえる。

## 歴史

### 修行の地・四国

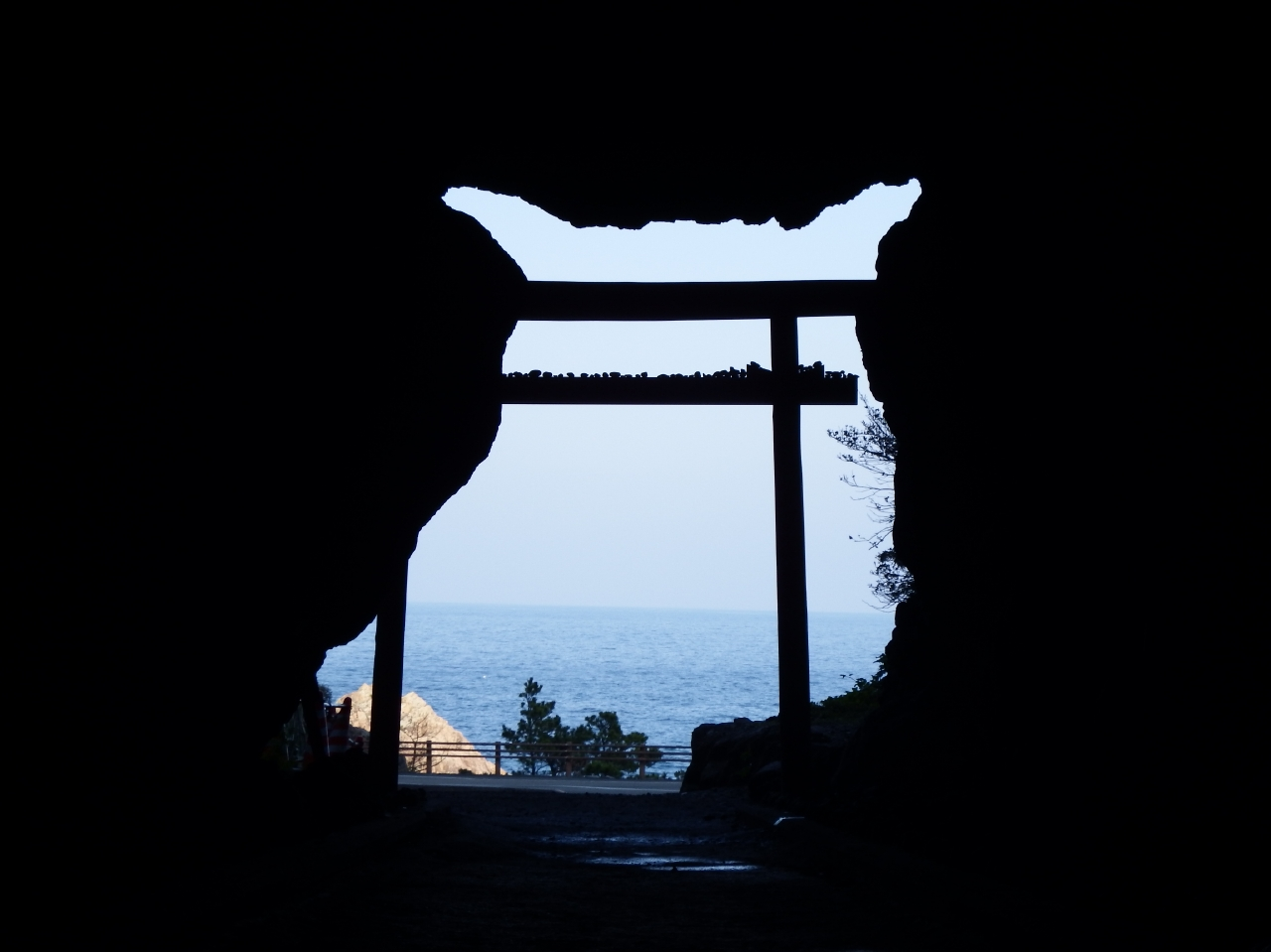
空海が修行した室戸岬の御厨人窟

古代、海辺の道を廻ることを辺地（へんち・へち）と呼んだ。平安時代頃には修験者の修行の道であり、讃岐国に生まれた若き日の空海もその一人であったといわれている。空海の入定後、修行僧らが大師の足跡を辿って遍歴の旅を始めた。これが四国遍路の原型とされる。時代が経つにつれ、空海ゆかりの地に加え、修験道の修行地や足摺岬のような補陀洛渡海の出発点となった地などが加わり、四国全体を修行の場とみなすような修行を、修行僧や修験者が実行した。

### 四国遍路の成立
信仰上は、空海が42歳の厄年の弘仁6年（815年）に四国霊場を開創したとされているが、史実ではない。ほかに、空海死後に弟子の真済（800-860年）が遺跡を巡拝したとあるが、伝承の域である。その後、平安時代末期に『今昔物語集』や『梁塵秘抄』に四国辺地修行したことを記載する。聖宝（832-909年）や重源（1121-1206年）も四国で辺地修行をし、西行は1167年に崇徳上皇を祀った白峯御陵（白峯寺）参拝をしているが、成立している形跡はない。
鎌倉時代に入ると、道範（1178-1252年）が『南海流浪記』に、空海遺跡を参拝したことが書かれており、一遍（1239-1289年）も遺跡を廻ったことを記載する。これらは断片的で、全体としての成立がなされていないことを示している。室町時代になると僧侶の修行としての巡拝だったのが、庶民にも広がったと云われている。
なお、1350年前後に善通寺を再興した宥範が、また、道隆寺や天皇寺の住職を務め四国の多くの社寺を復興した増吽（1366-1452年）が四国遍路の成立や88箇所の選定に関わっている可能性がある。誰だったにしろ、弘法大師が88箇所を定めたと空海に仮託し、自らの名を残していない。
「辺路」の初出は、弘安年間（1248-1288年）の醍醐寺文書で「四国邊路、三十三所諸国巡礼」と記されている。また、80番国分寺には永正10年（1513年）年に記された「四国中辺路，同行只二人納申候」という墨書が残されている。
戦国時代の長宗我部元親による四国平定の戦（1578年頃より）から豊臣秀吉軍による四国攻め（1585年）までの一連の戦で、阿波の札所16箇寺、伊予の札所8箇寺、讃岐の札所14箇寺が壊滅的な影響を受けたことが伝えられ、それから、数十年後に訪れた澄禅が承応2年（1653年）に巡拝した記録『四國辺路日記』に、徳島の数箇所において、復興が遅れ「礎のみ残り」「小さな草堂」と表現される寺院でも札所であることから、戦国時代以前から札所として選ばれていたと思われる。
江戸時代初期になると、賢明の寛永15年（1638年）に巡拝した記録『空性法親王四国霊場御巡行記』には、現在とほぼ同じ札所がほぼ同じ順番で記されている。澄禅の日記（1653年巡拝）には、井戸寺からスタートしたものの文中に「大師は阿波の北分十里十ケ所、霊山寺を最初にして阿波土佐伊予讃岐と順に…」とあるように、番号こそ記載はないが、霊山寺が最初の札所であるのが慣例であったと見なされる。
そして、澄禅が巡拝途中に阿波海部で『辺路札所ノ日記』を購入しているが、それは、現存している元禄9年（1696年）に重版された『奉納四國中邊路之日記』の先行版のことであるとみられ、札所番号こそ記載がないが、次の札所までの距離・本尊・御詠歌が88の項目の表として記載、澄禅が巡拝する以前から、既に八十八箇所が確定していたことがわかる。
その後、真念によって1687年出版された『四國邊路道指南（しこくへんろみちしるべ）』には札所番号が記され、札所間の内容や本尊・寺の状況が端的に記されている。真念の情報により書かれた寂本の『四国遍礼霊場記』（1689年）は詳しく由緒が書かれ、境内状況が描かれた絵が載せられ、読み物としても興味深い。これらの本の流布により修行者が行っていた遍路が一般人にも開かれた。それまでは四国の辺々を歩いて回りながら修業をすることが意識されている巡礼から、ある決まった寺を参拝して回るということが四国遍路であるというふうに四国遍路のあり方が変わり、それが後の時代に引き継がれていった。また、手の形の矢印で順路を示した遍路道の石造の道しるべも篤志家によってこの時期に設置され始めたといわれる。
1854年に発生した大震災（安政南海地震）とみられる要因により土佐17箇所、翌年にはさらに宇和島藩の南予4箇所に遍路入国禁止となり、伊予国の番外寺院で代理納経が行われる事態が起こっている。また、幕末の動乱で入国の制限が阿波で起きるなどあったほか、明治初期には廃仏毀釈の影響を受けた。世情が安定してからは遍路入国禁止は解除になり、明治5年以降は高知県の札所も納経が行われている。

### 四国遍路が確立した以降
修行僧や信仰目的の巡礼者以外にも、疾病、犯罪などの理由により、故郷を追われた、もしくは捨てざるを得なかった者たちが施しを受けながら四国遍路を終生行う「職業遍路」が存在した。もっともこれらの者たちも、信仰によって病気が治るのではないかという期待や、信仰による贖罪であったので、信仰が目的であったともいえる。また、信仰によって病気や身体の機能不全が治るのではないかと一縷の望みをかけ、現代でいう視聴覚障害者や身体障害者が巡礼することも始まった。その後、地区によっては一種の通過儀礼として村内の若衆が遍路に出ることもあったとされる。
四国遍路は信仰者の義務ではなく、修行者や僧侶、後には庶民や窮民が祖霊供養や宗教心を深めるために自ら決意して実行してきたものである。他の巡礼地と比べて現世利益よりも病回復、懺悔や死などのイメージが強い。途中で行き倒れて遍路道に葬られる巡礼者もあった。近代でも四国霊場が他にない神秘性とほの暗さを湛えていたのは、悩みを抱えた巡礼者が死装束に身を包み、病や疎外感を抱えて祈りながら歩く遍路道だったからである。一方、現代ではその暗さは無くなり、供養や当病平癒や心願成就に加え、健康維持や余暇の充実のための遍路に変化している。

### 明治の神仏分離・廃仏毀釈の影響
明治初頭の神仏分離令及びそれをきっかけに起こった廃仏毀釈運動により、それまで札所だった神社から別当寺などへ札所を移したり、神仏習合の寺が神社と分離独立したり、寺そのものが廃寺になったりするなど四国八十八箇所霊場の一部が大きく変わっていった。特に影響を受けたのは高知県と愛媛県の今治・西条地区で、のちに同じ場所に再興されたり別の寺が札所になったりするなど徐々に復興していった。また、明治政府による上知令による寺領の没収や離檀により多くの札所が経済的困窮に追い込まれた。例を挙げると、52番太山寺では9町6反余の広大な寺領が1町2反余に、50番繁多寺では4町8反余が4反余とされた。さらに、無檀家の寺は廃寺にすべしとの命令が出て無住寺になる札所も出た。そして、神仏分離から100年以上経った平成6年（1994年）に第三十番札所が確定したときに、現在の霊場の形に落ち着いた。

#### 影響を受けた札所
- 13番札所： 一宮神社が札所だったが、本地仏・十一面観音を別当の大日寺に移して本尊とし、当寺が札所となる[20]。
- 27番札所： 神峯観音堂が札所だったが神社となり、本尊・十一面観音と札所は金剛頂寺に預けられるも明治20年（1887年）に本尊と札所を帰還させ元の地から少し下った憎坊跡に再興。1912年（大正元年）、神峯寺として寺格を持つ。[21]
- 28番札所： 大日寺は廃寺になるも、明治17年（1884年）に再興された。[22]
- 30番札所： 土佐一ノ宮高賀茂大明神が札所で納経は別当寺の神宮寺で行っていたが、塔頭の観音院善楽寺とともに廃寺となり、いち早く再興した安楽寺に札所と本地仏・阿弥陀如来が預けられていた土佐国分寺から移った。1929年（昭和4年）に善楽寺が再興されて札所を名乗るようになり、30番札所が2か所存在し混乱することになるが、1994年（平成6年）元日から30番札所は善楽寺とし、安楽寺は奥ノ院と定められた。[23][19]
- 33番札所： 雪蹊寺は廃寺になり、31番竹林寺に札所を預けていたが、再興して札所も戻る。[19][24]
- 34番札所： 種間寺は廃寺となり[25]、本尊は近くの池田観音堂に移してあったが、隣接した平地の現在地に再興される[26][27][28]。
- 37番札所： 仁井田五社が札所だったが、本地仏5体と札所は別当寺の岩本寺に移る。[19][29]
- 41番札所： 龍光寺本堂の稲荷明神像と観音堂の本地仏・十一面観音は下段に新築した本堂に移され上段は神社に下段は寺院に分けられた。[30]
- 55番札所： 別宮大山祇神社が札所であったが、本地・大通智勝如来像は別当寺の南光坊薬師堂に移り札所も当寺に移る[31]。
- 57番札所： 石清水八幡宮が札所で栄福寺は別当寺であったが、神社と寺は分離独立し、寺は山頂から麓に移転して札所を引き継ぐ。[19]
- 60番札所： 横峰寺は廃寺になり札所は麓の清楽寺に移るが、1880年（明治13年）に大峰寺の名前で再興。1885年（明治18年）に札所は戻り、1909年（明治42年）に横峰寺の寺名に戻る。[19]
- 62番札所： 一ノ宮が札所で別当寺の宝寿寺は廃寺になるも1877年（明治10年）に再興され札所となり、1921年（大正10年）に現在地に移転した。[19]
- 64番札所：前神寺は石鈇山蔵王権現の祭祀の破棄と石鉄神社への衣替えの命令を受けるがこれを拒否し抵抗するも、その最中、火災に遭い現在地にあった塔頭の医王院へ移転。廃寺通告を受けるも、その地で1879年（明治12年）より再興していった。[19]
- 68番札所： 琴弾八幡宮が札所だったが、本地阿弥陀如来図を別当寺の観音寺西金堂へ移し、観音寺の院号であった神恵院を寺名として観音寺が68番の札所も引き継いだ（元々68番の納経も観音寺がしていた）。[32]
- 79番札所： 摩尼珠院妙成就寺は廃寺になり札所は塔頭の高照院が引継ぎ、1887年（明治20年）に天皇寺高照院として摩尼珠院のあった現在地に移転する[33]。
- 81番札所：白峯寺は当寺管理の白峯御陵は宮内省の管理となり、上知令により塔頭は当寺以外は廃寺となり当寺は無住持となり当寺も廃寺の危機を迎えるが乗り越えた。しかし次は頓証寺部分が金比羅宮の神社として多くの宝物とともに獲られることになるも苦難のすえ、1898年（明治31年）に寺地とごく一部の宝物を取り返して現在に至る[34]。
- 札所の数とせずといへども皆往参する霊境：観世音寺北緯33度03分19.4秒 東経132度39分32.0秒は廃寺となり、月山霊場は 月山神社となり、本式の遍路なれば大三島へ渡り大山積神社へ往参していたが、明治以降はいずれも遍路としては行かなくなった。

### 近代における遍路の「観光化」

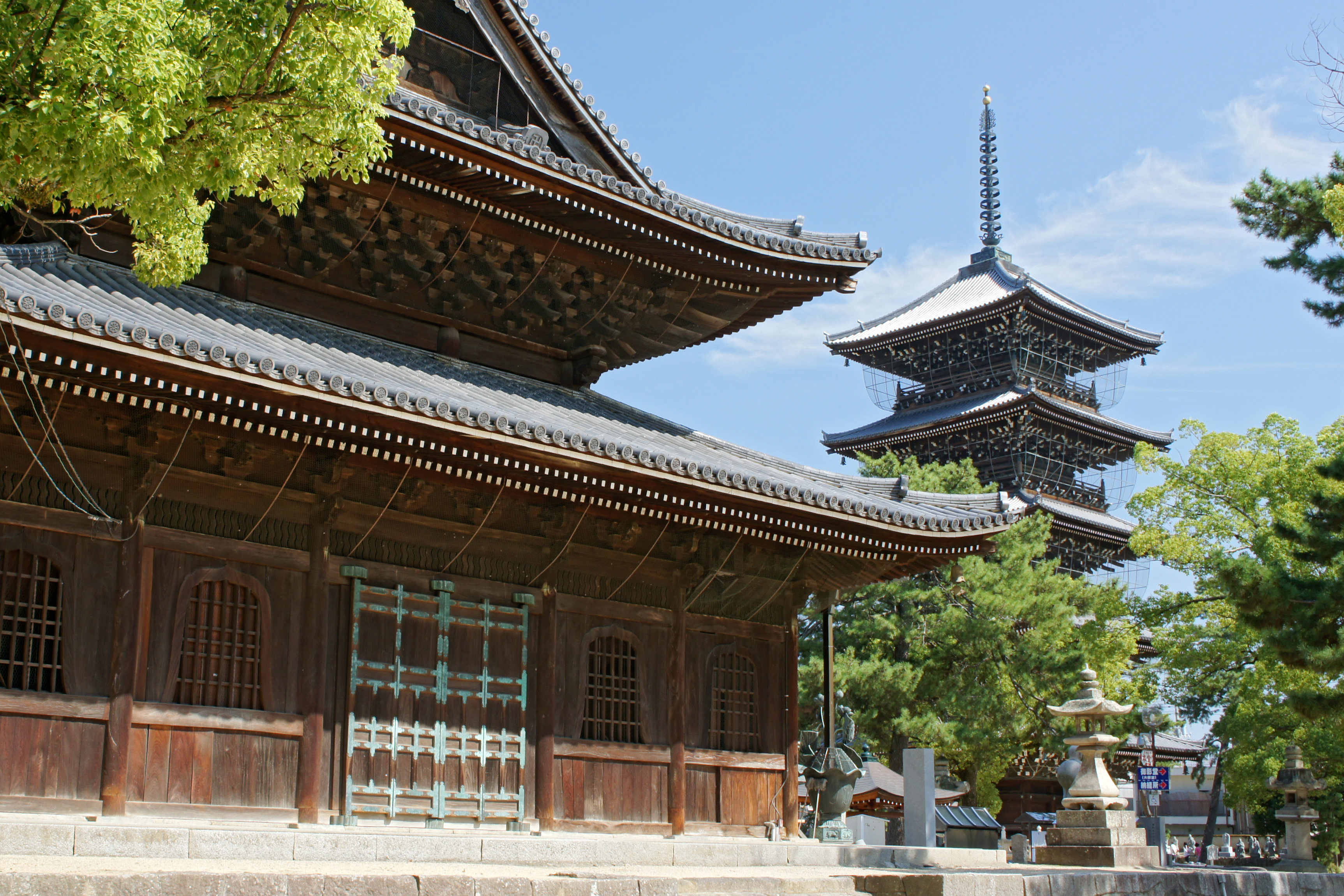
弘法大師生誕地 善通寺

昭和30年代頃までは「辺土」と呼ばれ、交通事情も悪く、決して今日のような手軽なものではなかった。今日でこそその心理的抵抗は希薄になっているが、どこで倒れてもお大師の下へ行けるようにと死に装束であり、その捉え方も明るいイメージではなかった。しかしながら、次第に観光化の道を歩み始める。
近代以降、四国遍路は様々な場面で取り上げられることとなった。1908年には現在の『毎日新聞』の前身である『大阪毎日新聞』で、四国遍路の巡礼競争が企画された。全国紙での企画ではこれが最初のものであるらしい。1930年代には乗り物を用いて、旅館などに宿泊する巡礼者が登場した。彼らは「モダン遍路」と呼ばれた。四国遍路は観光としてみなされたのだった。

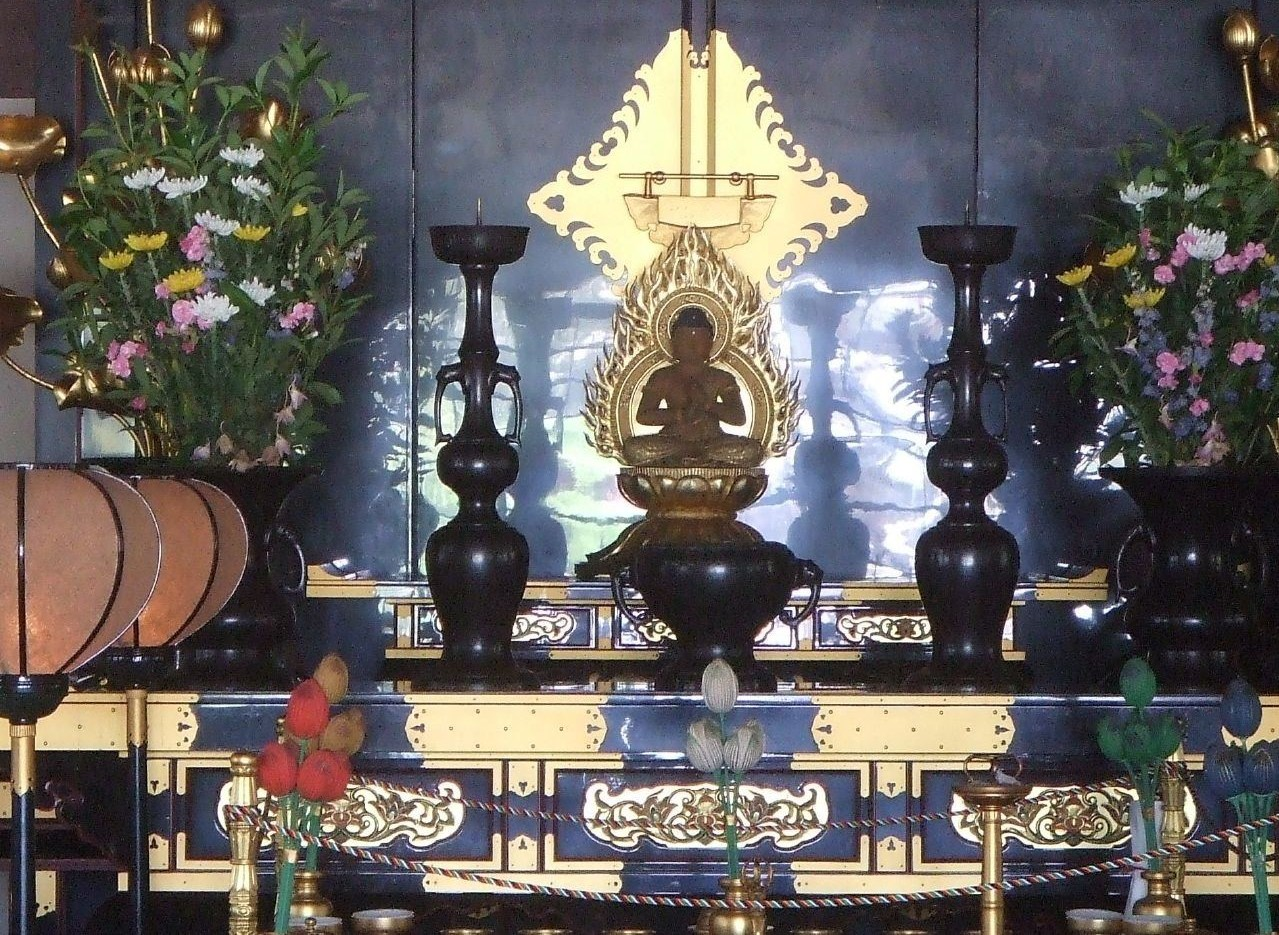
南光坊の前立仏

観光として四国遍路を捉える人々に対して、伝統的な四国遍路を主張する「遍路同行会」が1929年に東京で誕生した。ただし実質的な活動はしておらず、本格的な組織は1942年に善通寺を中心とした「四国八十八ヶ所霊場会」である。この霊場会の組織に先立って、高野山電気鉄道を子会社に持つ大阪の南海鉄道によって1937年5月5日から6月16日までの43日間にわたって「四国八十八ヶ所霊場出開帳」が開催された。本尊の分身仏像88体を作成し、住職総出の開眼法要を大阪で行い、第1番から第39番札所（徳島県・高知県）の分身仏像を南海本線助松駅（現・松ノ浜駅）近くの遠州園に、第40番から第88番札所（愛媛県・香川県）の分身仏像を南海高野線金剛駅近くの金剛園にそれぞれ安置した。両会場とも約20万人の参拝者があったとされる。それまで全寺院が協力して何かを成し遂げることなどなかったが、このとき初めて全寺院が団結して出開帳を成功させた。この経験が、1942年の霊場会の成立と関わっているのではないかとされている。なお、その時に造られた出開帳用本尊は各寺に返され、「前立ち仏」として鎮座している。
昭和三十年代まで、納経帳は各自で作成していたが、これでは不便ということで、市販の納経帳が作られ販売されることとなった。

### 現代
現代においては、従来の信仰に基づくものや、現世・来世利益を期待する巡礼者も引き続き大勢いるが、1990年代後半からは信仰的な発心よりも、いわゆる自分探し、癒やしとしての巡礼者が増えたといわれている。一時期減ったといわれる、歩き遍路も同じ頃から増えた。徳島大学、今治明徳短期大学など、四国の大学・短期大学の中には歩き遍路を自分を見つめ直す機会ととらえ、教育課程に組み込んでいる学校もある。
遍路をするに当たり予約や届け出などをする必要がなく、いつどの札所から始めても終わっても自由である。統計が取れないため人数は定かではないが、巡礼者数は年間10万 - 30万人（うち歩き遍路が2500 - 5000人）ともいわれる。
外国人も増加傾向にあるとみられる。87番長尾寺と88番大窪寺の間にある四国遍路に関する資料館でゲストブックに記入した外国人歩き遍路は2007年に44人だったものが、2013年度の160人、2014年度は404人、2015年度は429人、2016年度は448人、2017年度には416人へと10年で10倍ほどに増えており、2017年度は、フランス、台湾、アメリカ合衆国、オランダの順で多かった。また、外国人遍路へのサポートとして各札所への英会話カードの配置を進めている人も現れた。
米紙『ニューヨーク・タイムズ』が2015年1月に掲載した世界の観光地ベスト52で「四国と遍路」が35位にランクされている。
2018年11月に四国経済連合会などが行った調査では、国内の巡礼者は10年前比で平均38％減少しており、70％減少していると回答した寺もある。一方、外国人巡礼者が「増えた」と回答した寺は9割以上であった。
2020年、新型コロナウイルス感染症（COVID-19）の流行で全国に緊急事態宣言が出たことにより、同年4月18日、霊場会は各札所に納経所の閉鎖を要請、4月中旬より順次79箇所の札所が納経所などを閉鎖し、そのうち3箇所は閉山した。このような事態は霊場会が発足した以降は初めてのことである。その後、同年5月11日に75箇所の札所が納経所を再開。その後も再開が広がり、6月1日より全札所は元通りに戻った（霊場会公式ホームページより）。

## 霊場一覧
以下に四国八十八箇所霊場の一覧を国（県）ごとに示す。この表の注意事項・解説は表の下に記する。

### 阿波（発心の道場）
徳島県にある1 - 23番までの寺院一覧。
| No. | 山号   | 山号の読み     | 院号     | 寺号   | 寺号の読み   | 宗派           | 本尊           | 所在地   |
| --- | ------ | -------------- | -------- | ------ | ------------ | -------------- | -------------- | -------- |
| 1   | 竺和山 | じくわざん     | 一乗院   | 霊山寺 | りょうぜんじ | 高野山真言宗   | 釈迦如来       | 鳴門市   |
| 2   | 日照山 | にっしょうざん | 無量寿院 | 極楽寺 | ごくらくじ   | 高野山真言宗   | 阿弥陀如来     | 鳴門市   |
| 3   | 亀光山 | きこうざん     | 釈迦院   | 金泉寺 | こんせんじ   | 高野山真言宗   | 釈迦如来       | 板野町   |
| 4   | 黒巖山 | こくがんざん   | 遍照院   | 大日寺 | だいにちじ   | 東寺真言宗     | 大日如来       | 板野町   |
| 5   | 無尽山 | むじんざん     | 荘厳院   | 地蔵寺 | じぞうじ     | 真言宗御室派   | 勝軍地蔵菩薩   | 板野町   |
| 6   | 温泉山 | おんせんざん   | 瑠璃光院 | 安楽寺 | あんらくじ   | 高野山真言宗   | 薬師如来       | 上板町   |
| 7   | 光明山 | こうみょうざん | 蓮華院   | 十楽寺 | じゅうらくじ | 高野山真言宗   | 阿弥陀如来     | 阿波市   |
| 8   | 普明山 | ふみょうざん   | 真光院   | 熊谷寺 | くまだにじ   | 高野山真言宗   | 千手観音菩薩   | 阿波市   |
| 9   | 正覚山 | しょうかくざん | 菩提院   | 法輪寺 | ほうりんじ   | 高野山真言宗   | 涅槃釈迦如来   | 阿波市   |
| 10  | 得度山 | とくどざん     | 灌頂院   | 切幡寺 | きりはたじ   | 高野山真言宗   | 千手観音菩薩   | 阿波市   |
| 11  | 金剛山 | こんごうざん   |          | 藤井寺 | ふじいでら   | 臨済宗妙心寺派 | 薬師如来       | 吉野川市 |
| 12  | 摩盧山 | まろざん       | 正寿院   | 焼山寺 | しょうさんじ | 高野山真言宗   | 虚空蔵菩薩     | 神山町   |
| 13  | 大栗山 | おおぐりざん   | 花蔵院   | 大日寺 | だいにちじ   | 真言宗大覚寺派 | 十一面観音菩薩 | 徳島市   |
| 14  | 盛寿山 | せいじゅざん   | 延命院   | 常楽寺 | じょうらくじ | 高野山真言宗   | 弥勒菩薩       | 徳島市   |
| 15  | 薬王山 | やくおうざん   | 金色院   | 国分寺 | こくぶんじ   | 曹洞宗         | 薬師如来       | 徳島市   |
| 16  | 光耀山 | こうようざん   | 千手院   | 観音寺 | かんおんじ   | 高野山真言宗   | 千手観音菩薩   | 徳島市   |
| 17  | 瑠璃山 | るりざん       | 真福院   | 井戸寺 | いどじ       | 真言宗善通寺派 | 七仏薬師如来   | 徳島市   |
| 18  | 母養山 | ぼようざん     | 宝樹院   | 恩山寺 | おんざんじ   | 高野山真言宗   | 薬師如来       | 小松島市 |
| 19  | 橋池山 | きょうちざん   | 摩尼院   | 立江寺 | たつえじ     | 高野山真言宗   | 延命地蔵菩薩   | 小松島市 |
| 20  | 霊鷲山 | りょうじゅぜん | 宝珠院   | 鶴林寺 | かくりんじ   | 高野山真言宗   | 地蔵菩薩       | 勝浦町   |
| 21  | 舎心山 | しゃしんざん   | 常住院   | 太龍寺 | たいりゅうじ | 高野山真言宗   | 虚空蔵菩薩     | 阿南市   |
| 22  | 白水山 | はくすいざん   | 医王院   | 平等寺 | びょうどうじ | 高野山真言宗   | 薬師如来       | 阿南市   |
| 23  | 医王山 | いおうざん     | 無量寿院 | 薬王寺 | やくおうじ   | 高野山真言宗   | 薬師如来       | 美波町   |

### 土佐（修行の道場）
高知県にある24 - 39番までの寺院一覧。
| No. | 山号   | 山号の読み   | 院号     | 寺号     | 寺号の読み       | 宗派           | 本尊             | 所在地     |
| --- | ------ | ------------ | -------- | -------- | ---------------- | -------------- | ---------------- | ---------- |
| 24  | 室戸山 | むろとざん   | 明星院   | 最御崎寺 | ほつみさきじ     | 真言宗豊山派   | 虚空蔵菩薩       | 室戸市     |
| 25  | 宝珠山 | ほうしゅざん | 真言院   | 津照寺   | しんしょうじ     | 真言宗豊山派   | 延命地蔵菩薩     | 室戸市     |
| 26  | 龍頭山 | りゅうずざん | 光明院   | 金剛頂寺 | こんごうちょうじ | 真言宗豊山派   | 薬師如来         | 室戸市     |
| 27  | 竹林山 | ちくりんざん | 地蔵院   | 神峯寺   | こうのみねじ     | 真言宗豊山派   | 十一面観音菩薩   | 安田町     |
| 28  | 法界山 | ほうかいさん | 高照院   | 大日寺   | だいにちじ       | 真言宗智山派   | 大日如来         | 香南市     |
| 29  | 摩尼山 | まにざん     | 宝蔵院   | 国分寺   | こくぶんじ       | 真言宗智山派   | 千手観音菩薩     | 南国市     |
| 30  | 百々山 | どどさん     | 東明院   | 善楽寺   | ぜんらくじ       | 真言宗豊山派   | 阿弥陀如来       | 高知市     |
| 31  | 五台山 | ごだいさん   | 金色院   | 竹林寺   | ちくりんじ       | 真言宗智山派   | 文珠菩薩         | 高知市     |
| 32  | 八葉山 | はちようざん | 求聞持院 | 禅師峰寺 | ぜんじぶじ       | 真言宗豊山派   | 十一面観音菩薩   | 南国市     |
| 33  | 高福山 | こうふくざん | 幸福院   | 雪蹊寺   | せっけいじ       | 臨済宗妙心寺派 | 薬師如来         | 高知市     |
| 34  | 本尾山 | もとおさん   | 朱雀院   | 種間寺   | たねまじ         | 真言宗豊山派   | 薬師如来         | 高知市     |
| 35  | 醫王山 | いおうざん   | 鏡池院   | 清瀧寺   | きよたきじ       | 真言宗豊山派   | 薬師如来         | 土佐市     |
| 36  | 独鈷山 | どっこざん   | 伊舎那院 | 青龍寺   | しょうりゅうじ   | 真言宗豊山派   | 波切不動明王     | 土佐市     |
| 37  | 藤井山 | ふじいざん   | 五智院   | 岩本寺   | いわもとじ       | 真言宗智山派   | 五仏             | 四万十町   |
| 38  | 蹉跎山 | さださん     | 補陀洛院 | 金剛福寺 | こんごうふくじ   | 真言宗豊山派   | 三面千手観音菩薩 | 土佐清水市 |
| 39  | 赤亀山 | しゃっきざん | 寺山院   | 延光寺   | えんこうじ       | 真言宗智山派   | 薬師如来         | 宿毛市     |

### 伊予（菩提の道場）
愛媛県にある40 - 65番までの寺院一覧。
| No. | 山号   | 山号の読み     | 院号       | 寺号     | 寺号の読み   | 宗派           | 本尊           | 所在地     |
| --- | ------ | -------------- | ---------- | -------- | ------------ | -------------- | -------------- | ---------- |
| 40  | 平城山 | へいじょうざん | 薬師院     | 観自在寺 | かんじざいじ | 真言宗大覚寺派 | 薬師如来       | 愛南町     |
| 41  | 稲荷山 | いなりざん     | 護国院     | 龍光寺   | りゅうこうじ | 真言宗御室派   | 十一面観音菩薩 | 宇和島市   |
| 42  | 一か山 | いっかざん     | 毘盧舎那院 | 佛木寺   | ぶつもくじ   | 真言宗御室派   | 大日如来       | 宇和島市   |
| 43  | 源光山 | げんこうざん   | 円手院     | 明石寺   | めいせきじ   | 天台寺門宗     | 千手観音菩薩   | 西予市     |
| 44  | 菅生山 | すごうざん     | 大覚院     | 大寶寺   | だいほうじ   | 真言宗豊山派   | 十一面観音菩薩 | 久万高原町 |
| 45  | 海岸山 | かいがんざん   |            | 岩屋寺   | いわやじ     | 真言宗豊山派   | 不動明王       | 久万高原町 |
| 46  | 医王山 | いおうざん     | 養珠院     | 浄瑠璃寺 | じょうるりじ | 真言宗豊山派   | 薬師如来       | 松山市     |
| 47  | 熊野山 | くまのざん     | 妙見院     | 八坂寺   | やさかじ     | 真言宗醍醐派   | 阿弥陀如来     | 松山市     |
| 48  | 清滝山 | せいりゅうざん | 安養院     | 西林寺   | さいりんじ   | 真言宗豊山派   | 十一面観音菩薩 | 松山市     |
| 49  | 西林山 | さいりんざん   | 三蔵院     | 浄土寺   | じょうどじ   | 真言宗豊山派   | 釈迦如来       | 松山市     |
| 50  | 東山   | ひがしやま     | 瑠璃光院   | 繁多寺   | はんたじ     | 真言宗豊山派   | 薬師如来       | 松山市     |
| 51  | 熊野山 | くまのざん     | 虚空蔵院   | 石手寺   | いしてじ     | 真言宗豊山派   | 薬師如来       | 松山市     |
| 52  | 瀧雲山 | りゅううんざん | 護持院     | 太山寺   | たいさんじ   | 真言宗智山派   | 十一面観音菩薩 | 松山市     |
| 53  | 須賀山 | すがざん       | 正智院     | 圓明寺   | えんみょうじ | 真言宗智山派   | 阿弥陀如来     | 松山市     |
| 54  | 近見山 | ちかみざん     | 宝鐘院     | 延命寺   | えんめいじ   | 真言宗豊山派   | 不動明王       | 今治市     |
| 55  | 別宮山 | べっくさん     | 金剛院     | 南光坊   | なんこうぼう | 真言宗御室派   | 大通智勝如来   | 今治市     |
| 56  | 金輪山 | きんりんざん   | 勅王院     | 泰山寺   | たいさんじ   | 真言宗単立     | 地蔵菩薩       | 今治市     |
| 57  | 府頭山 | ふとうざん     | 無量寿院   | 栄福寺   | えいふくじ   | 高野山真言宗   | 阿弥陀如来     | 今治市     |
| 58  | 作礼山 | されいざん     | 千光院     | 仙遊寺   | せんゆうじ   | 高野山真言宗   | 千手観音菩薩   | 今治市     |
| 59  | 金光山 | こんこうざん   | 最勝院     | 国分寺   | こくぶんじ   | 真言律宗       | 薬師如来       | 今治市     |
| 60  | 石鈇山 | いしづちざん   | 福智院     | 横峰寺   | よこみねじ   | 真言宗御室派   | 大日如来       | 西条市     |
| 61  | 栴檀山 | せんだんざん   | 教王院     | 香園寺   | こうおんじ   | 真言宗単立     | 大日如来       | 西条市     |
| 62  | 天養山 | てんようざん   | 観音院     | 宝寿寺   | ほうじゅじ   | 真言宗善通寺派 | 十一面観音菩薩 | 西条市     |
| 63  | 密教山 | みっきょうざん | 胎蔵院     | 吉祥寺   | きちじょうじ | 真言宗東寺派   | 毘沙聞天       | 西条市     |
| 64  | 石鈇山 | いしづちざん   | 金色院     | 前神寺   | まえがみじ   | 真言宗石鈇派   | 阿弥陀如来     | 西条市     |
| 65  | 由霊山 | ゆれいざん     | 慈尊院     | 三角寺   | さんかくじ   | 高野山真言宗   | 十一面観音菩薩 | 四国中央市 |

### 讃岐（涅槃の道場）
香川県にある66 - 88番までの寺院一覧。ただし、66番は香川県・徳島県境の徳島県側にある。

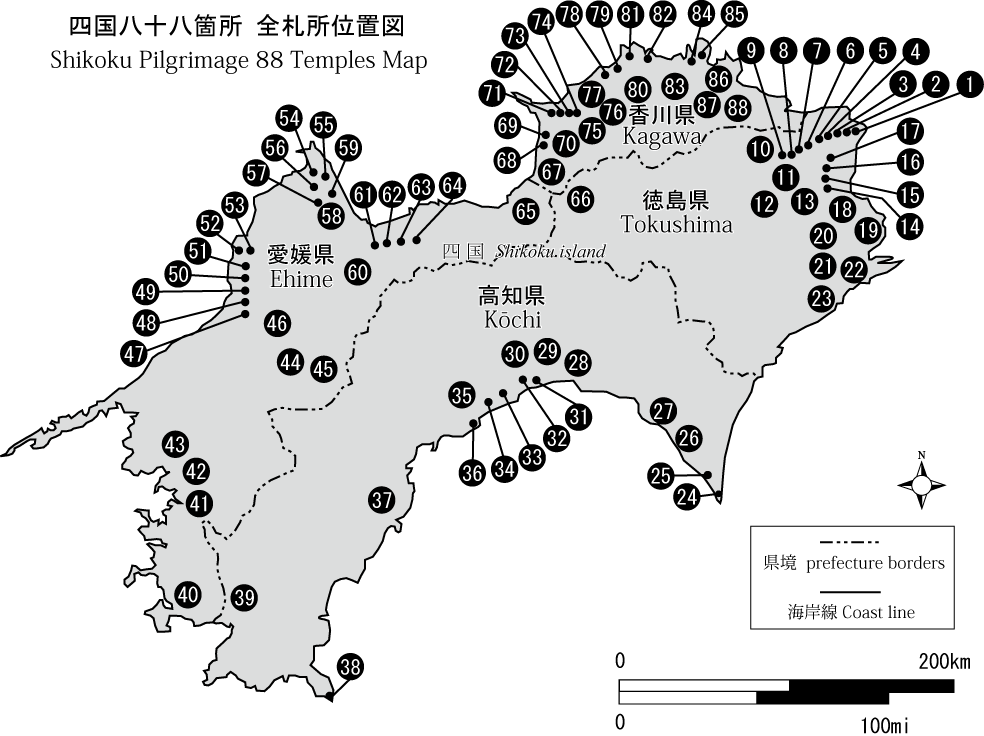
全札所位置図

| No. | 山号     | 山号の読み       | 院号     | 寺号     | 寺号の読み     | 宗派           | 本尊               | 所在地   |
| --- | -------- | ---------------- | -------- | -------- | -------------- | -------------- | ------------------ | -------- |
| 66  | 巨鼇山   | きょごうざん     | 千手院   | 雲辺寺   | うんぺんじ     | 真言宗御室派   | 千手観世音菩薩     | 三好市   |
| 67  | 小松尾山 | こまつおざん     | 不動光院 | 大興寺   | だいこうじ     | 真言宗善通寺派 | 薬師如来           | 三豊市   |
| 68  | 七宝山   | しっぽうざん     |          | 神恵院   | じんねいん     | 真言宗大覚寺派 | 阿弥陀如来         | 観音寺市 |
| 69  | 七宝山   | しっぽうざん     |          | 観音寺   | かんのんじ     | 真言宗大覚寺派 | 聖観音菩薩         | 観音寺市 |
| 70  | 七宝山   | しっぽうざん     | 持宝院   | 本山寺   | もとやまじ     | 高野山真言宗   | 馬頭観音菩薩       | 三豊市   |
| 71  | 剣五山   | けんござん       | 千手院   | 弥谷寺   | いやだにじ     | 真言宗善通寺派 | 千手観音菩薩       | 三豊市   |
| 72  | 我拝師山 | がはいしざん     | 延命院   | 曼荼羅寺 | まんだらじ     | 真言宗善通寺派 | 大日如来           | 善通寺市 |
| 73  | 我拝師山 | がはいしざん     | 求聞持院 | 出釈迦寺 | しゅっしゃかじ | 真言宗御室派   | 釈迦如来           | 善通寺市 |
| 74  | 医王山   | いおうざん       | 多宝院   | 甲山寺   | こうやまじ     | 真言宗善通寺派 | 薬師如来           | 善通寺市 |
| 75  | 五岳山   | ごがくざん       | 誕生院   | 善通寺   | ぜんつうじ     | 真言宗善通寺派 | 薬師如来           | 善通寺市 |
| 76  | 鶏足山   | けいそくざん     | 宝幢院   | 金倉寺   | こんぞうじ     | 天台寺門宗     | 薬師如来           | 善通寺市 |
| 77  | 桑多山   | そうたざん       | 明王院   | 道隆寺   | どうりゅうじ   | 真言宗醍醐派   | 薬師如来           | 多度津町 |
| 78  | 仏光山   | ぶっこうざん     | 広徳院   | 郷照寺   | ごうしょうじ   | 時宗           | 阿弥陀如来         | 宇多津町 |
| 79  | 金華山   | きんかざん       | 高照院   | 天皇寺   | てんのうじ     | 真言宗御室派   | 十一面観音菩薩     | 坂出市   |
| 80  | 白牛山   | はくぎゅうざん   | 千手院   | 國分寺   | こくぶんじ     | 真言宗御室派   | 十一面千手観音菩薩 | 高松市   |
| 81  | 綾松山   | りょうしょうざん | 洞林院   | 白峯寺   | しろみねじ     | 真言宗御室派   | 千手観音菩薩       | 坂出市   |
| 82  | 青峰山   | あおみねざん     | 千手院   | 根香寺   | ねごろじ       | 天台宗単立     | 千手観音菩薩       | 高松市   |
| 83  | 神毫山   | しんごうざん     | 大宝院   | 一宮寺   | いちのみやじ   | 真言宗御室派   | 聖観音菩薩         | 高松市   |
| 84  | 南面山   | なんめんざん     | 千光院   | 屋島寺   | やしまじ       | 真言宗御室派   | 十一面千手観音菩薩 | 高松市   |
| 85  | 五剣山   | ごけんざん       | 観自在院 | 八栗寺   | やくりじ       | 真言宗大覚寺派 | 聖観音菩薩         | 高松市   |
| 86  | 補陀洛   | ふだらくざん     | 清浄光院 | 志度寺   | しどじ         | 真言宗善通寺派 | 十一面観音菩薩     | さぬき市 |
| 87  | 補陀洛   | ふだらくざん     | 観音院   | 長尾寺   | ながおじ       | 天台宗         | 聖観音菩薩         | さぬき市 |
| 88  | 医王山   | いおうざん       | 遍照光院 | 大窪寺   | おおくぼじ     | 真言宗単立     | 薬師如来           | さぬき市 |

## いろいろな巡礼手段

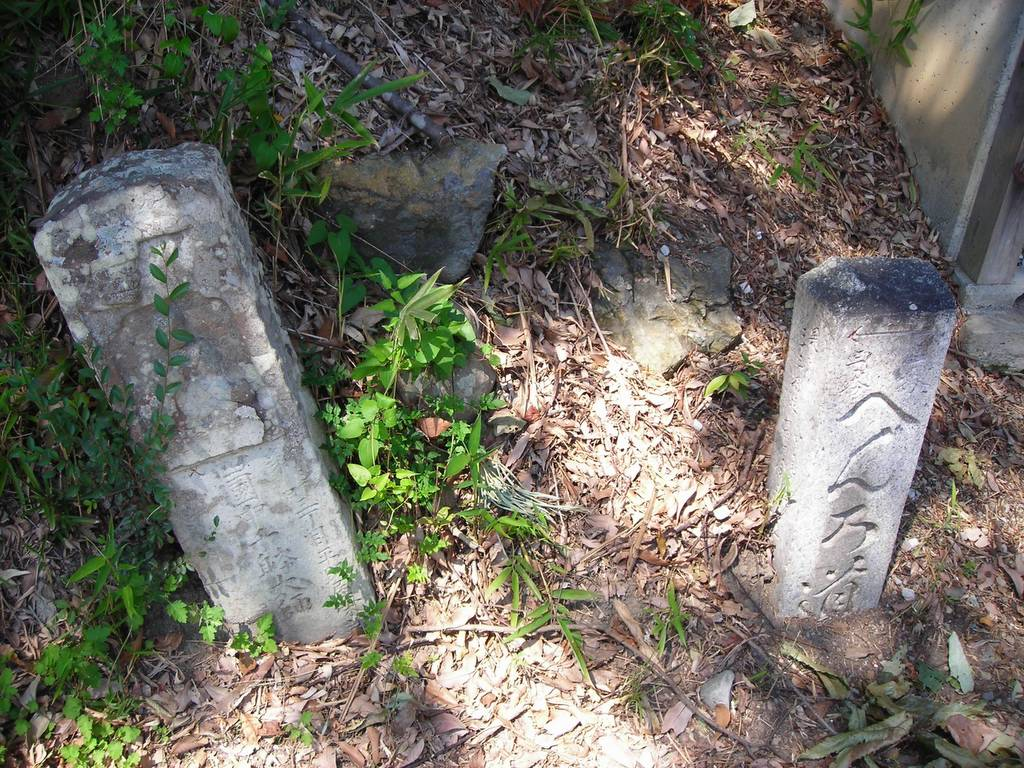
道しるべ

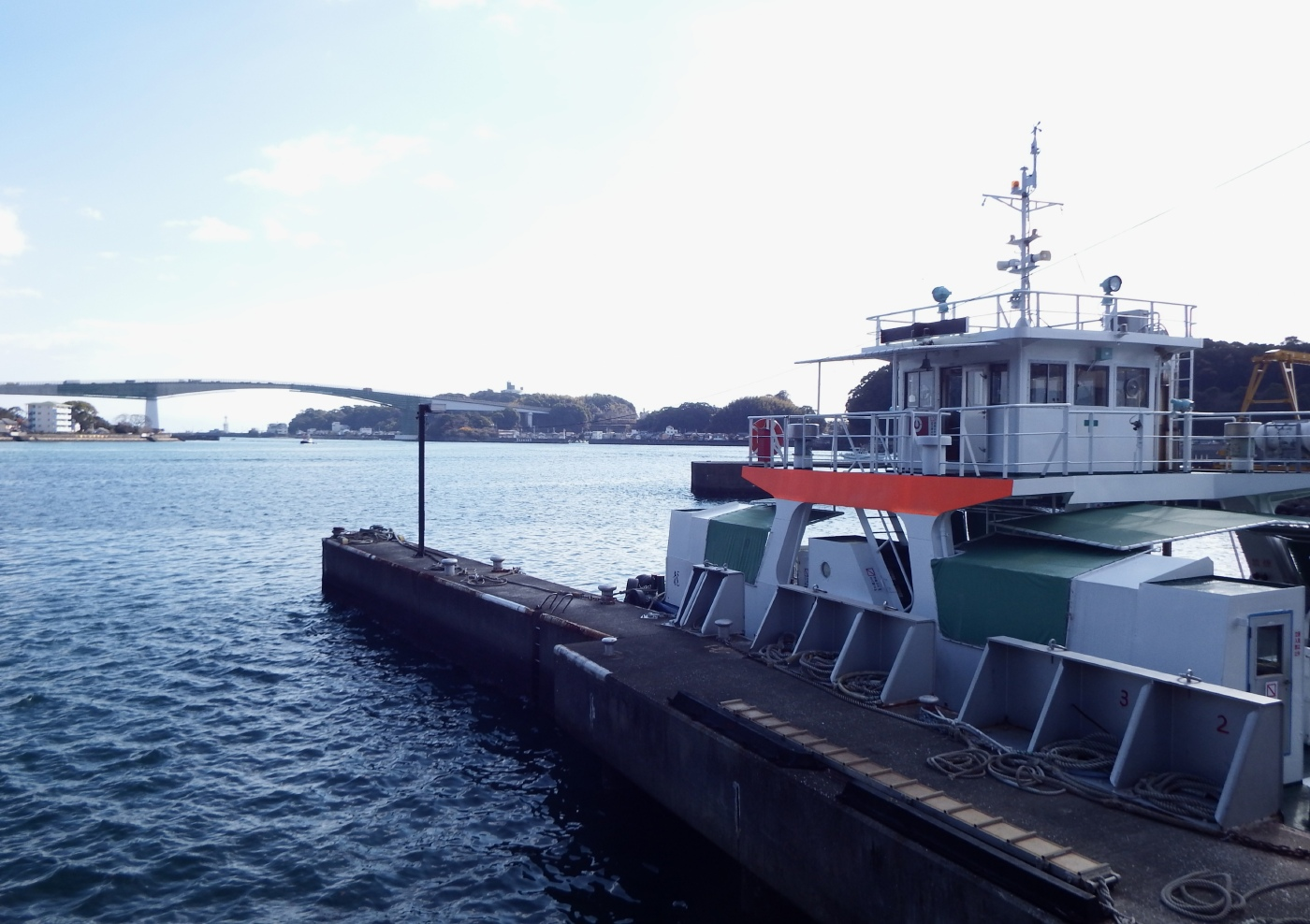
車遍路は浦戸大橋を通るが、歩きはフェリーに乗る

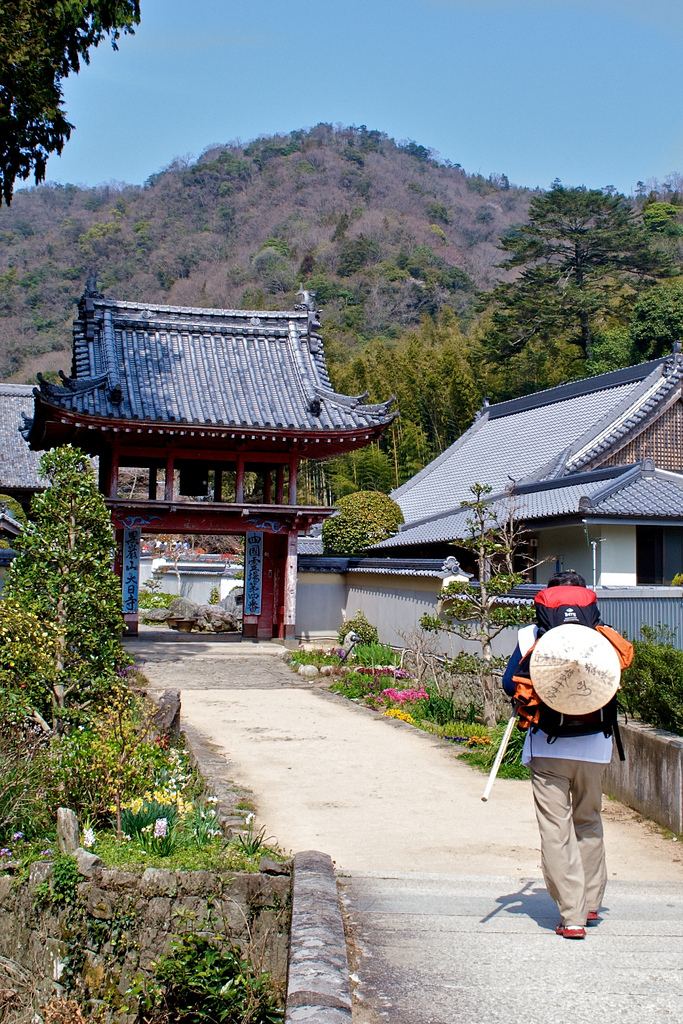
巡礼者（4番大日寺）

### 人物

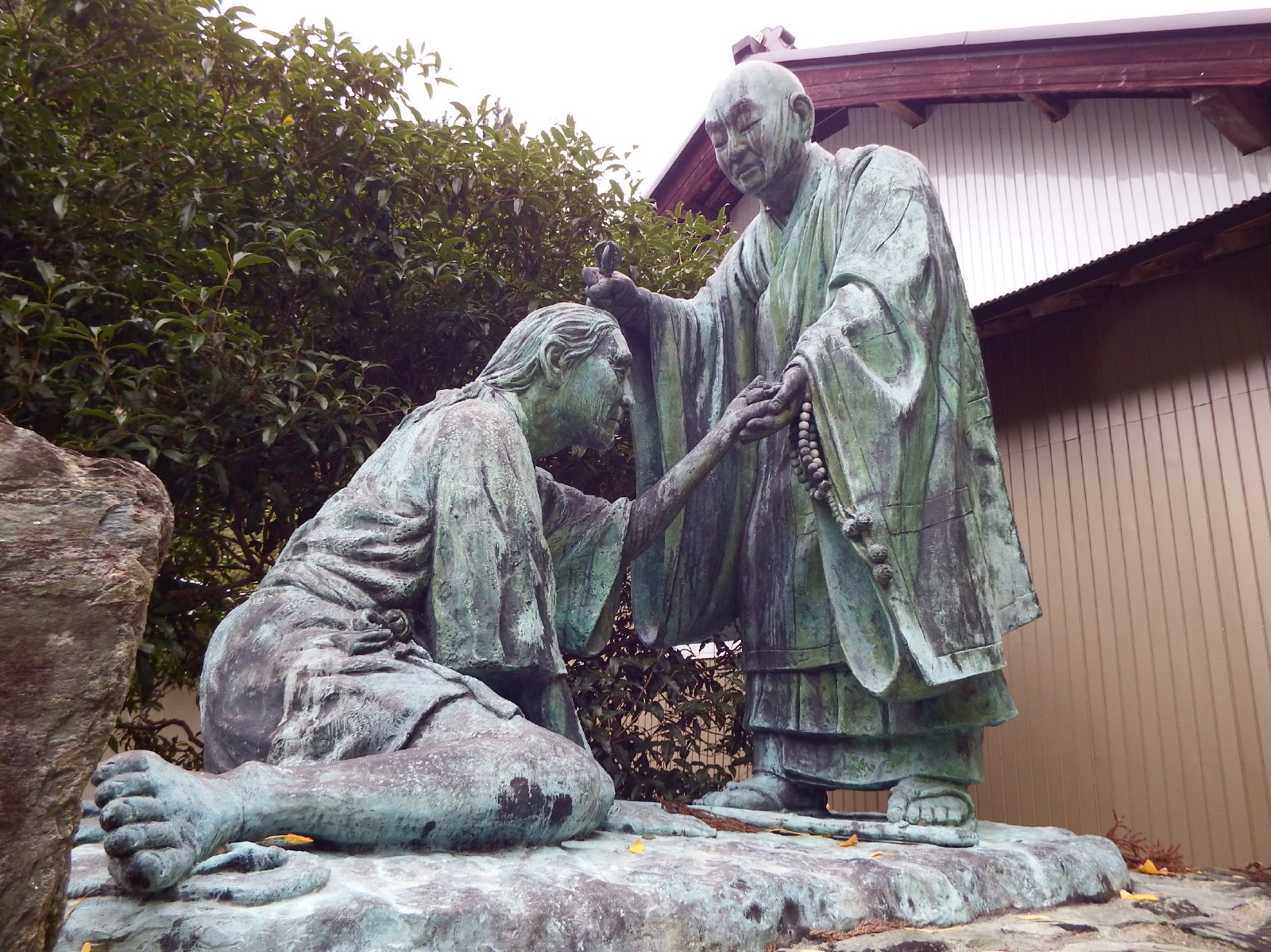
衛門三郎像が終焉の地となった杖杉庵にある

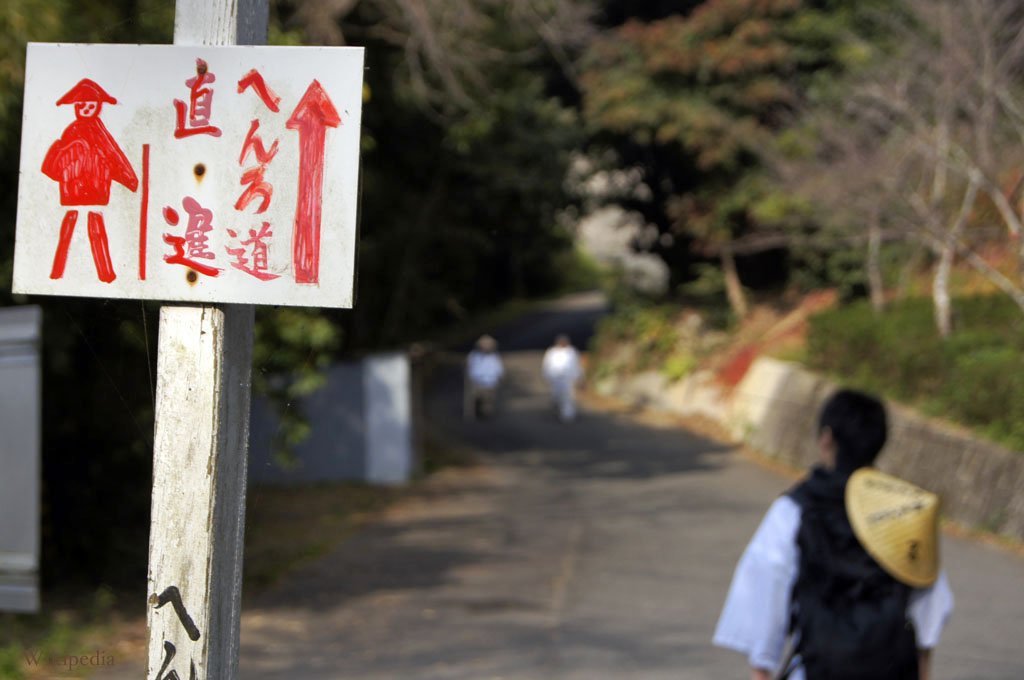
宮崎建樹が設置した道しるべ（切幡寺）

### 装束・持ち物

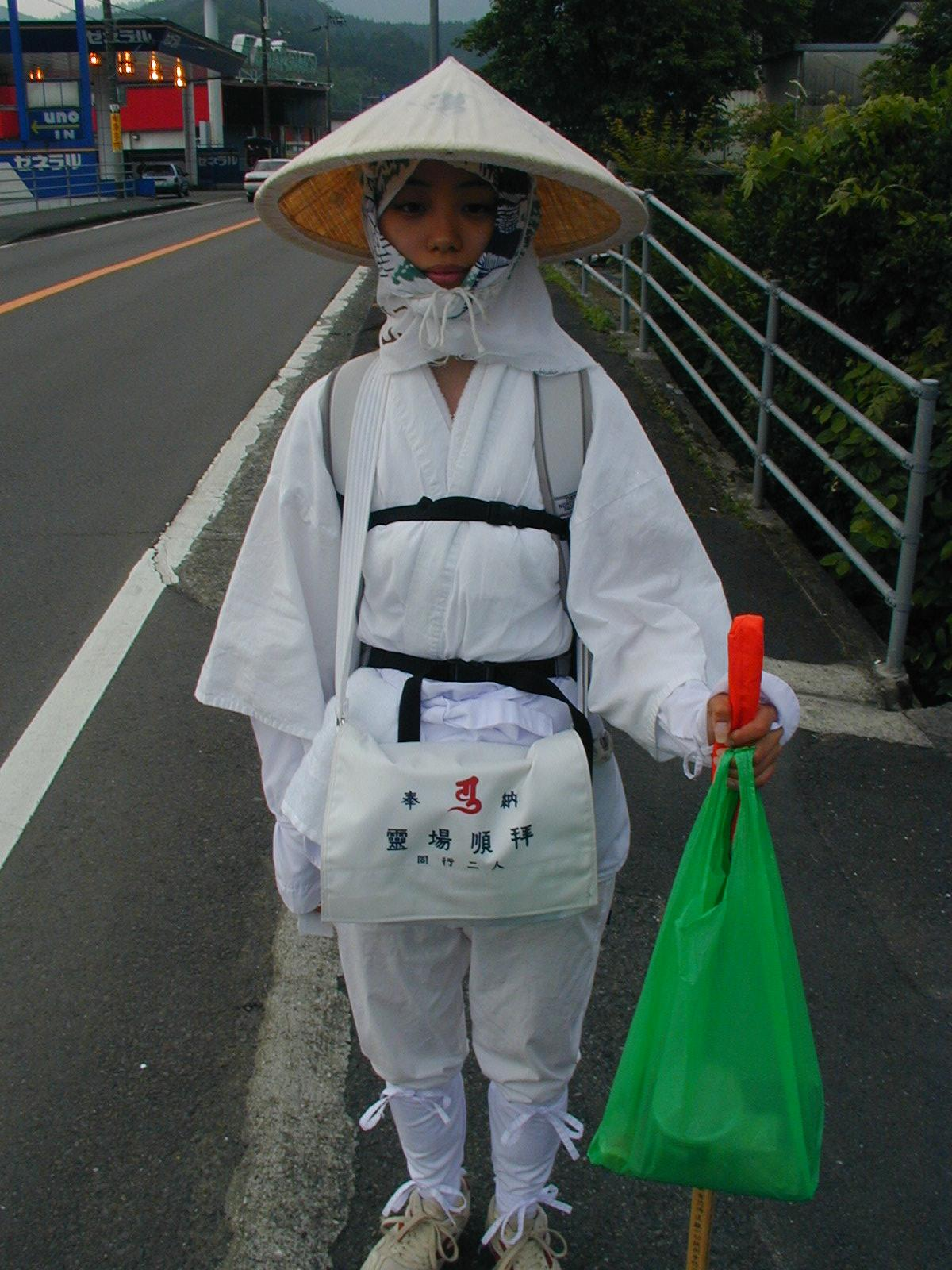
白衣

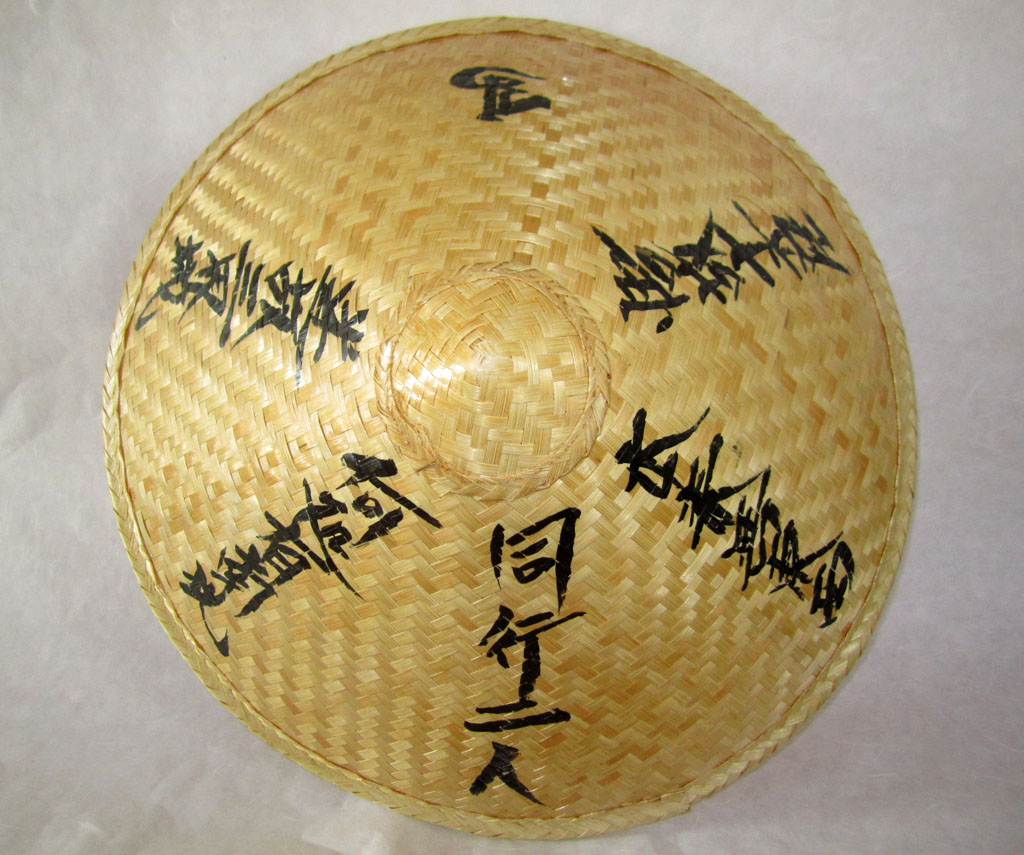
遍路で使用する笠

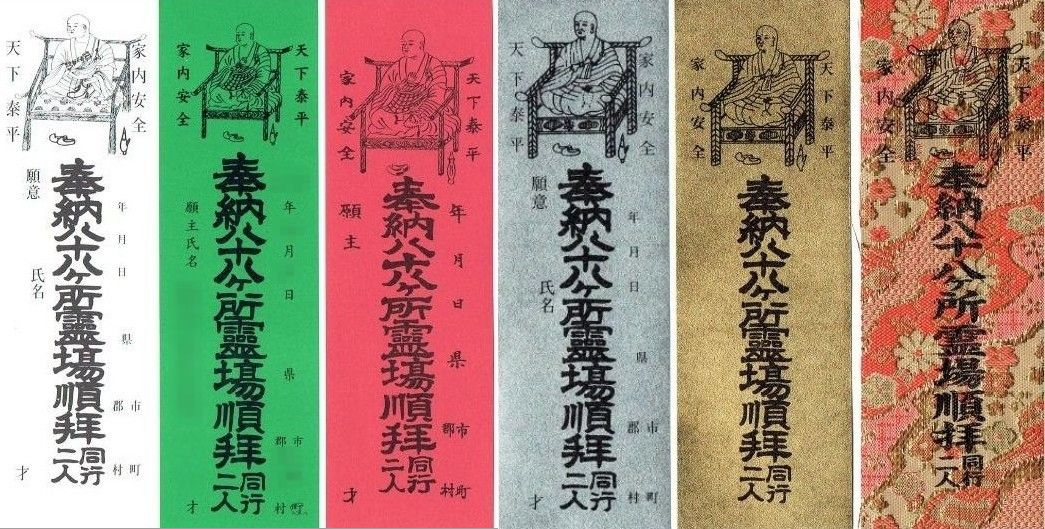
納札

### 用語

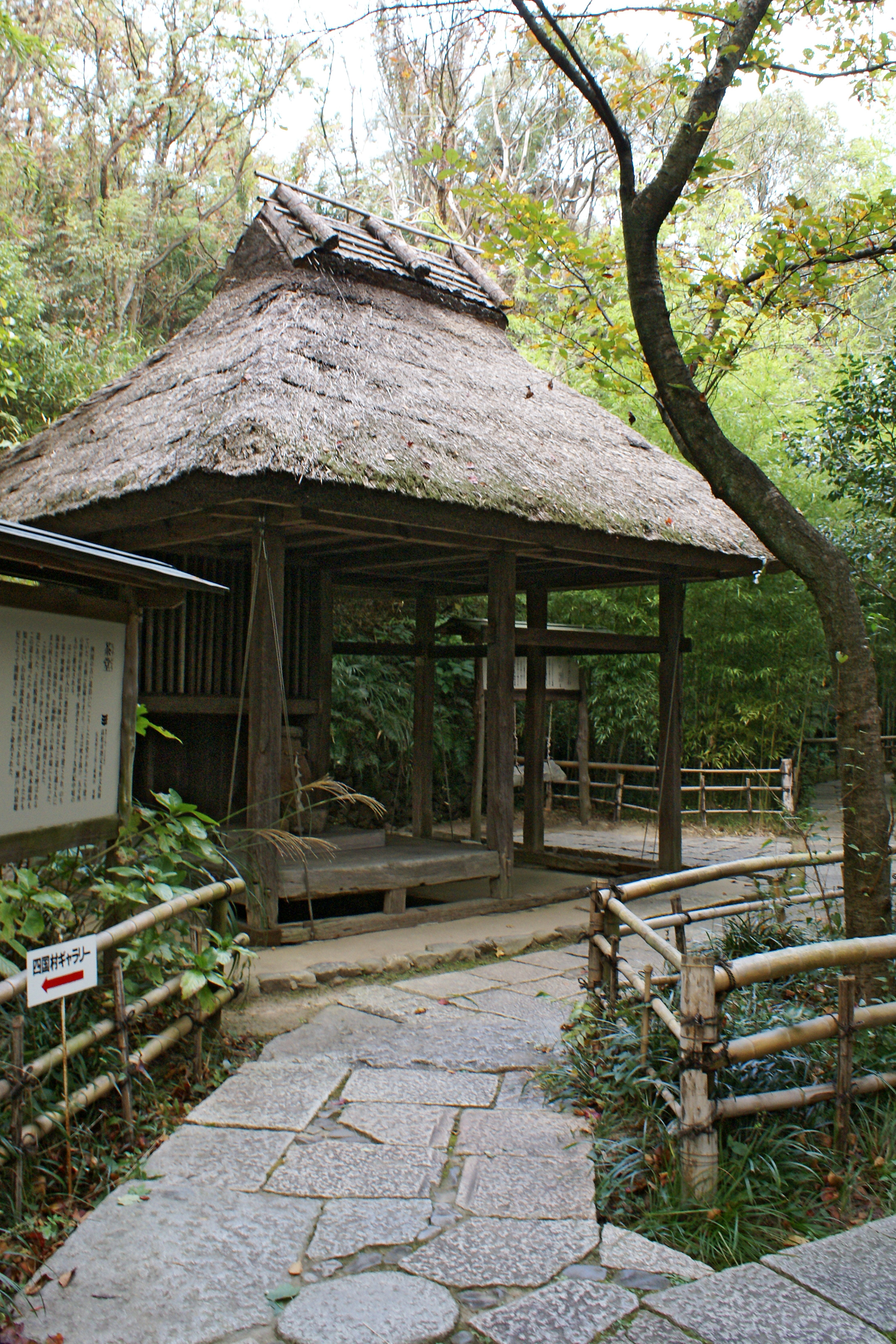
茶堂の例（四国村。北宇和郡より移築）

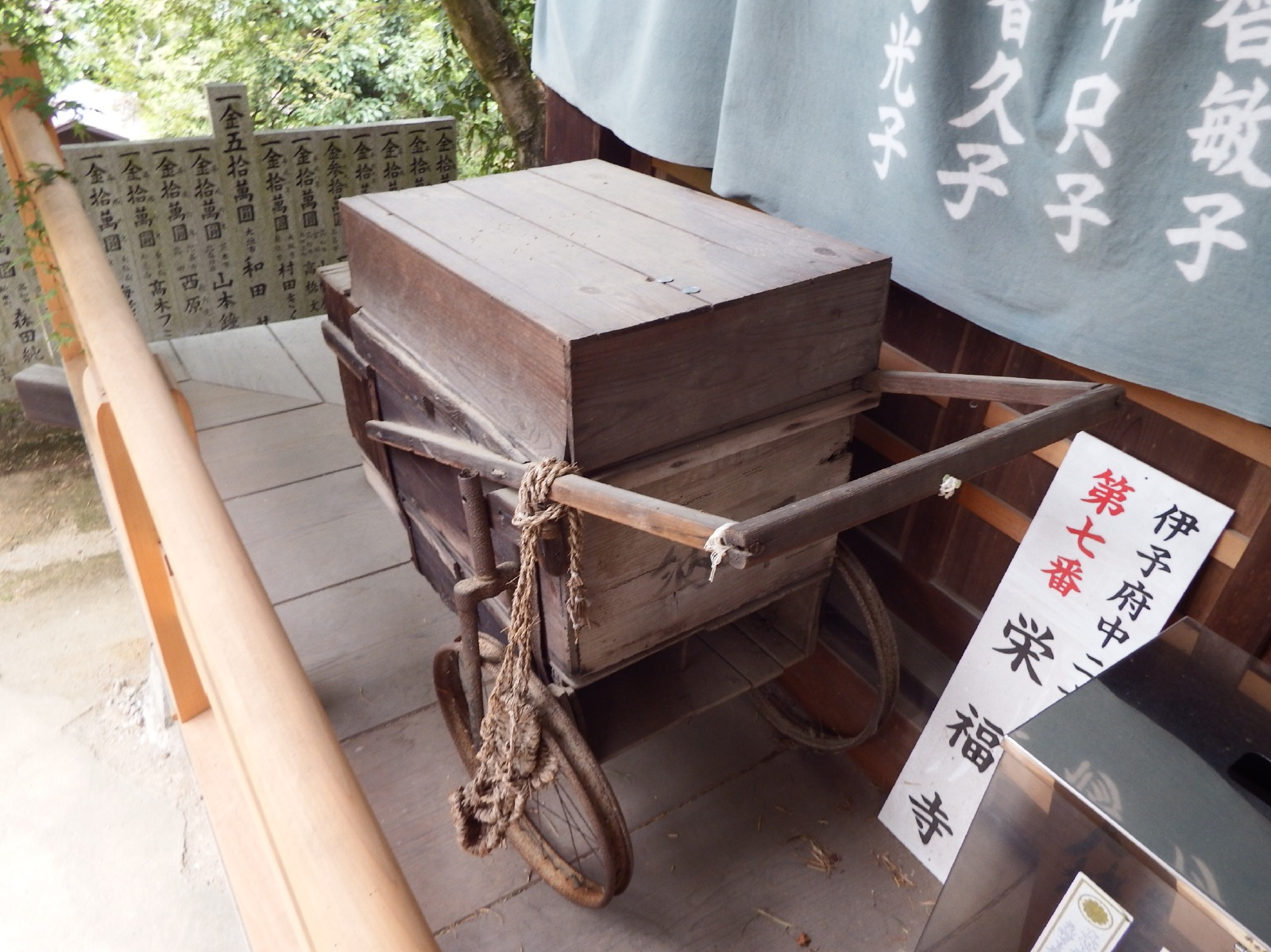
栄福寺のいざり車

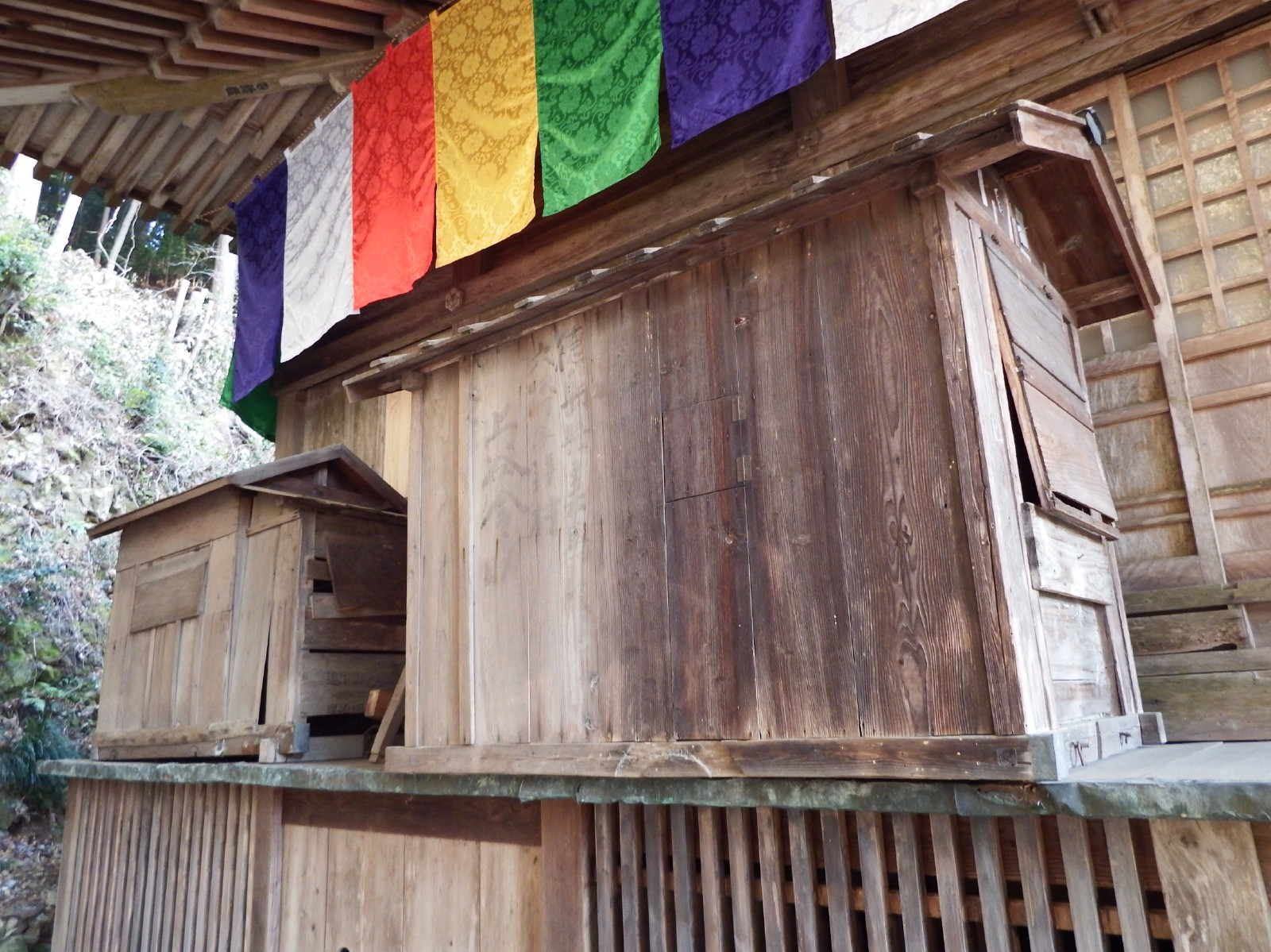
平等寺の

## 四国八十八箇所霊場会

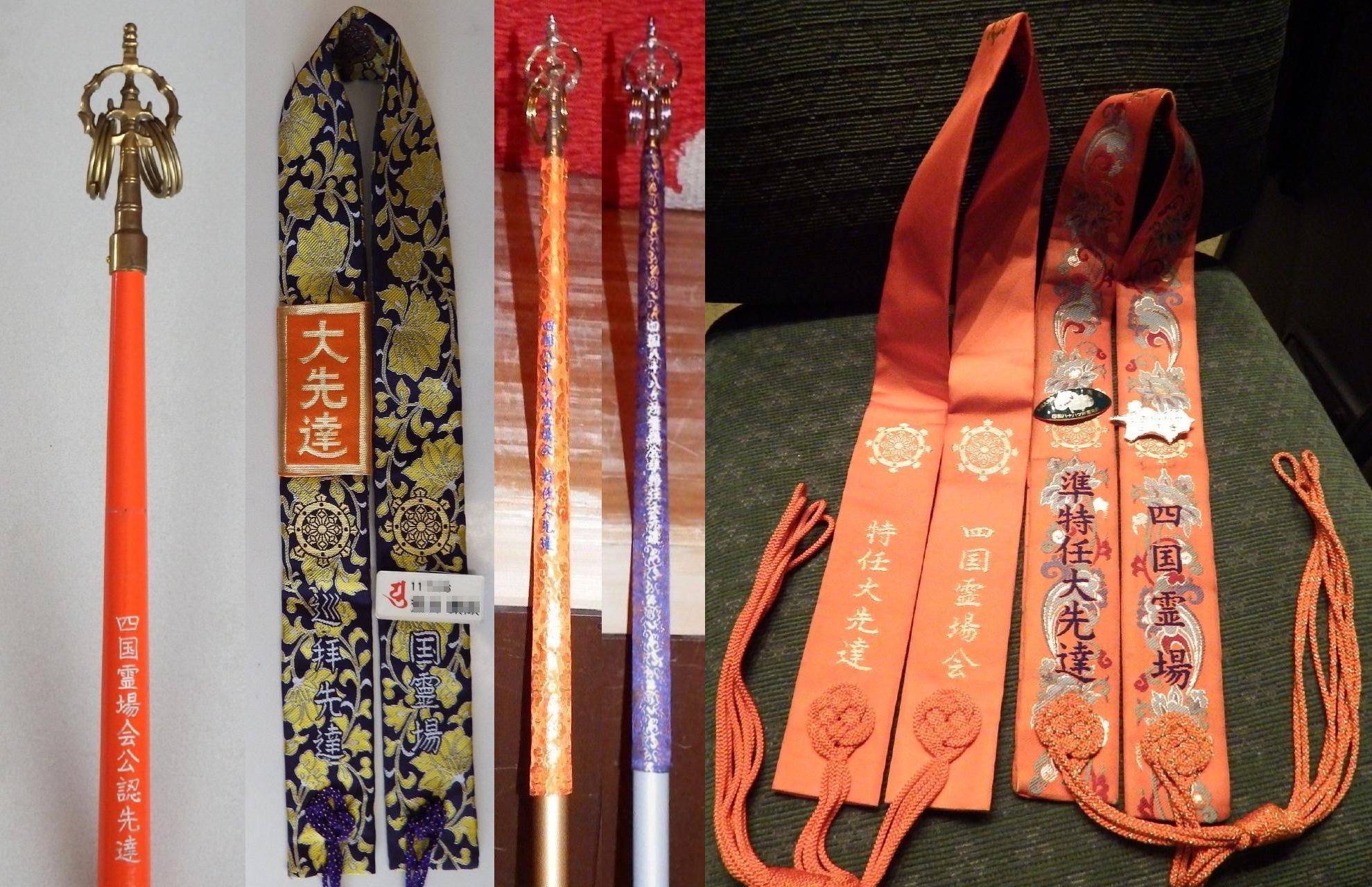
先達の杖と袈裟

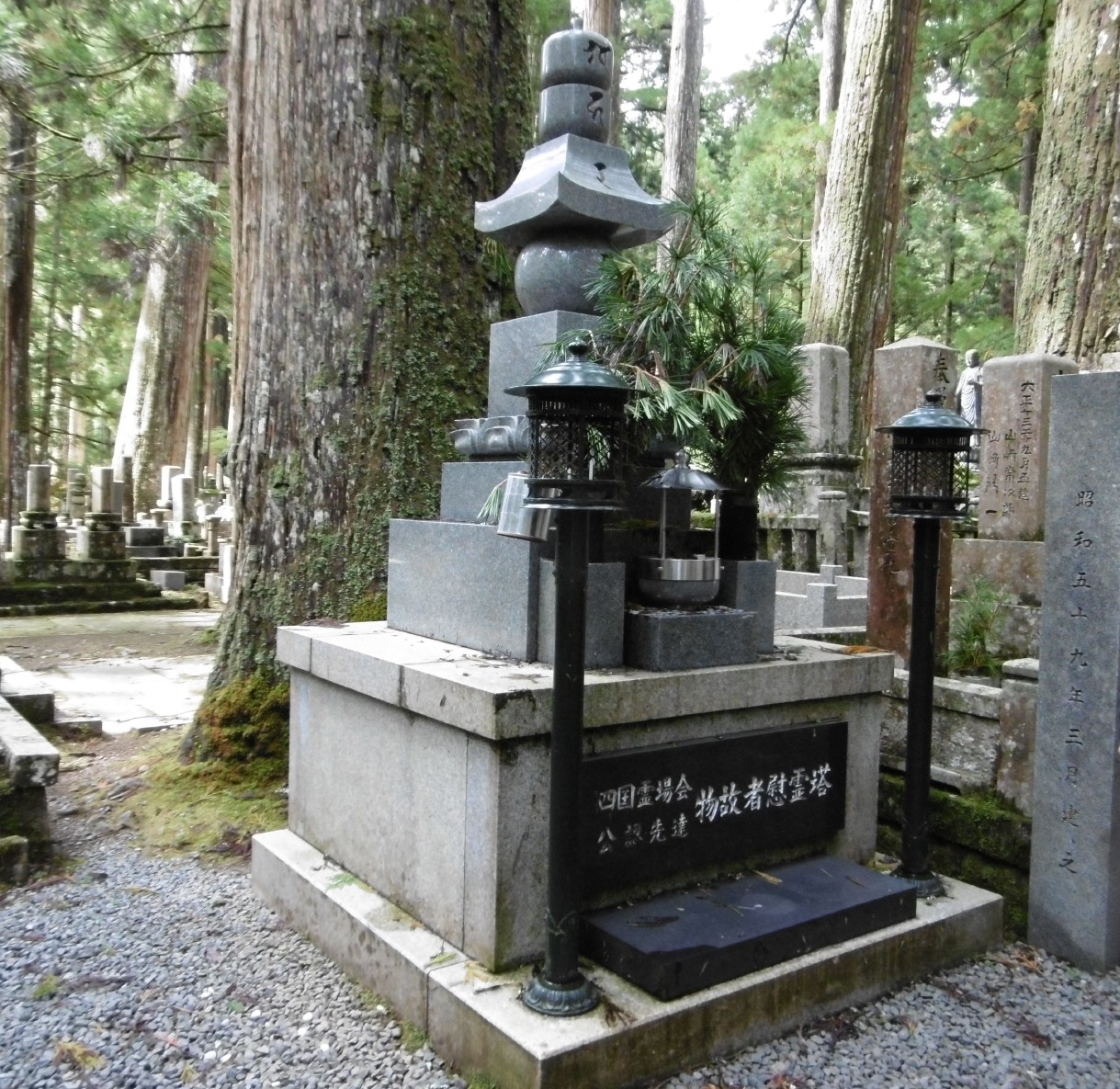
公認先達物故者慰霊塔（高野山奥院の御廟橋を渡って右にある）

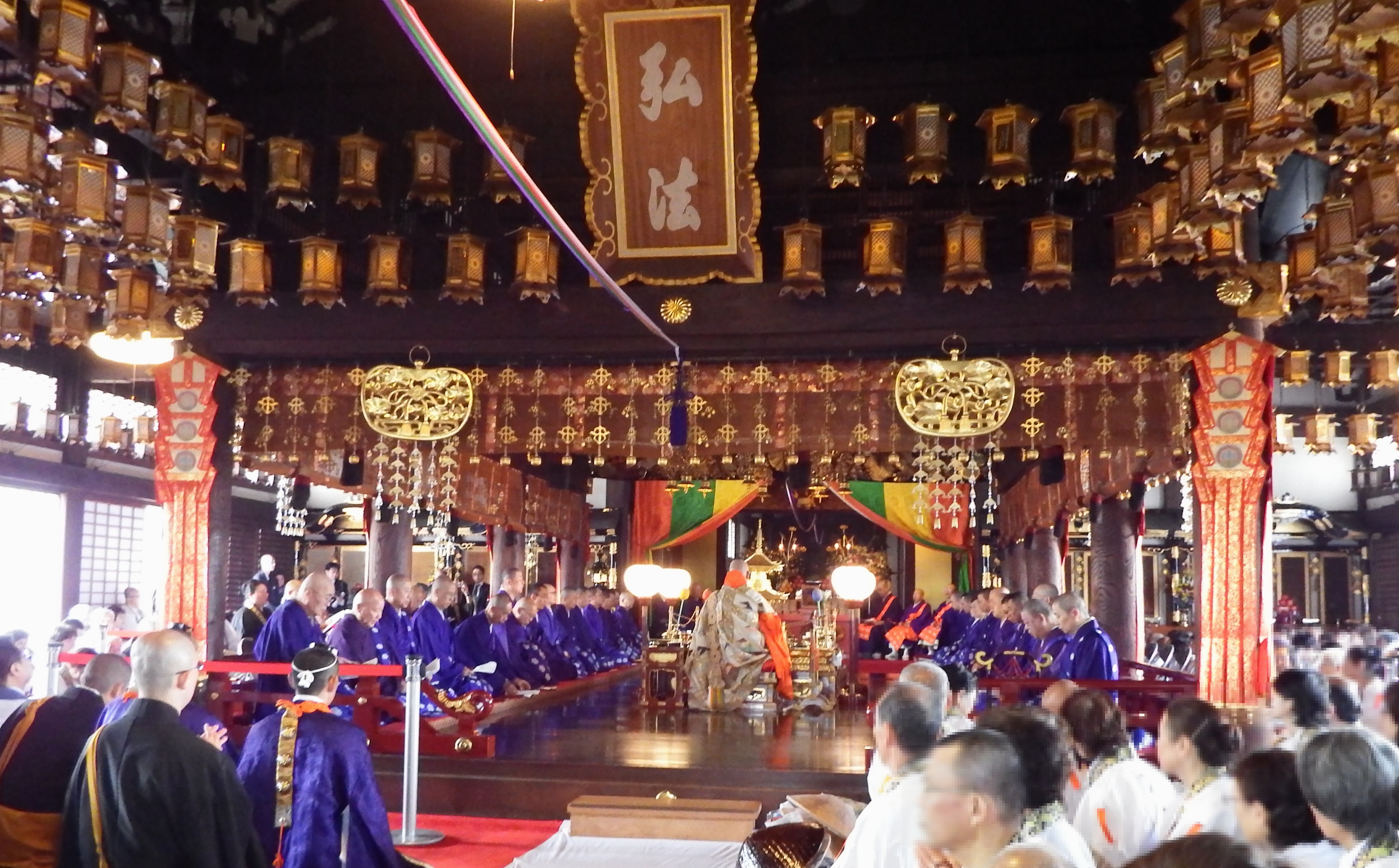
善通寺御影堂2014.5.9

四国の遍路道を徒歩練行一行が歩む

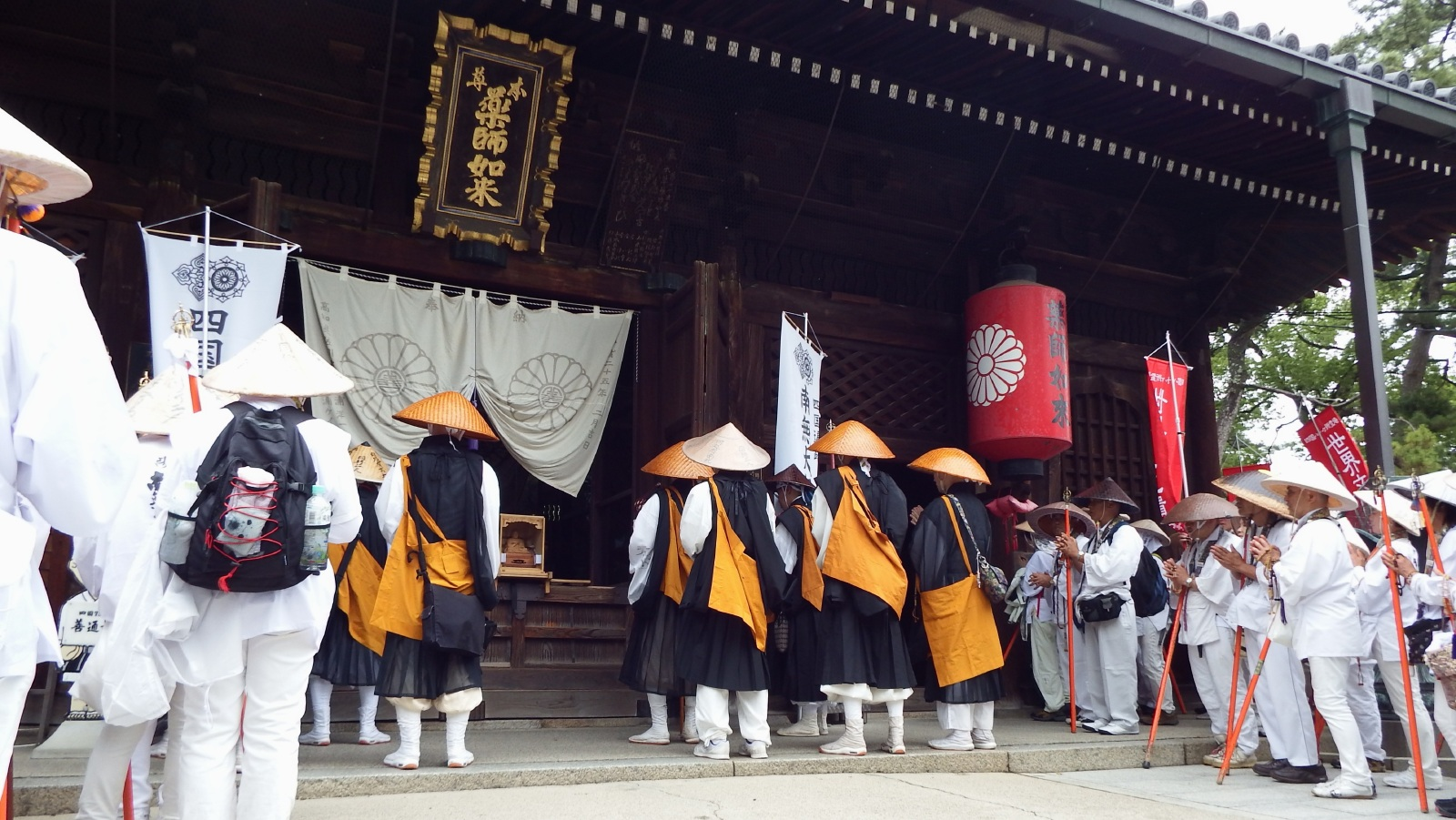
善通寺金堂2017.6.21

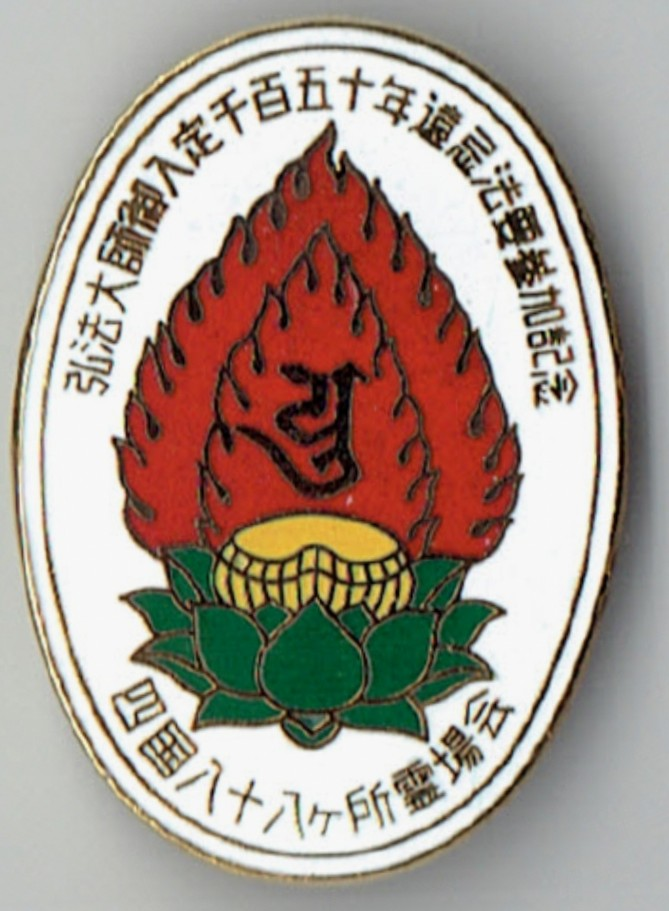
弘法大師御入定1150年遠忌法要参加記念バッジ

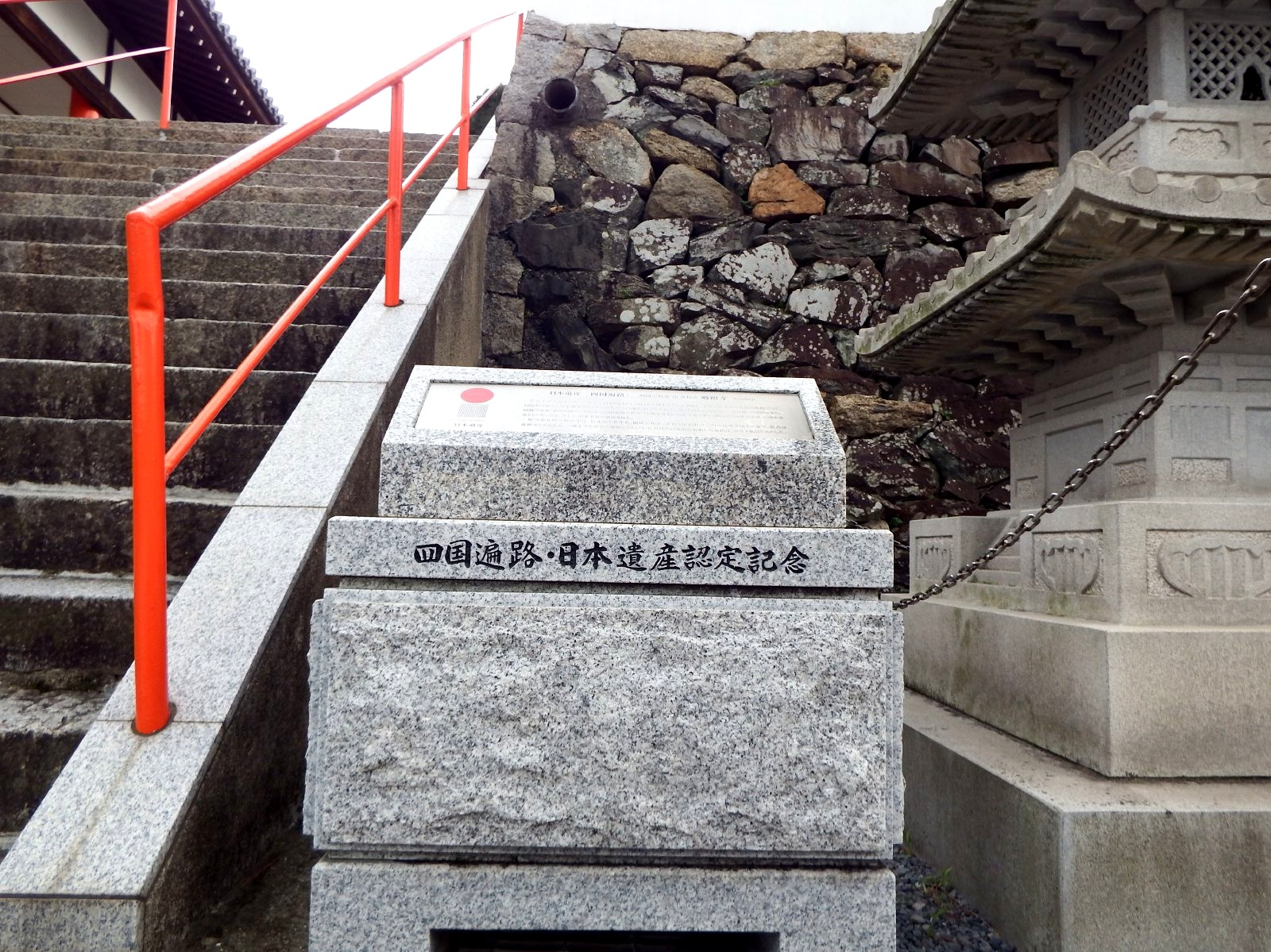
日本遺産の石碑（郷照寺）

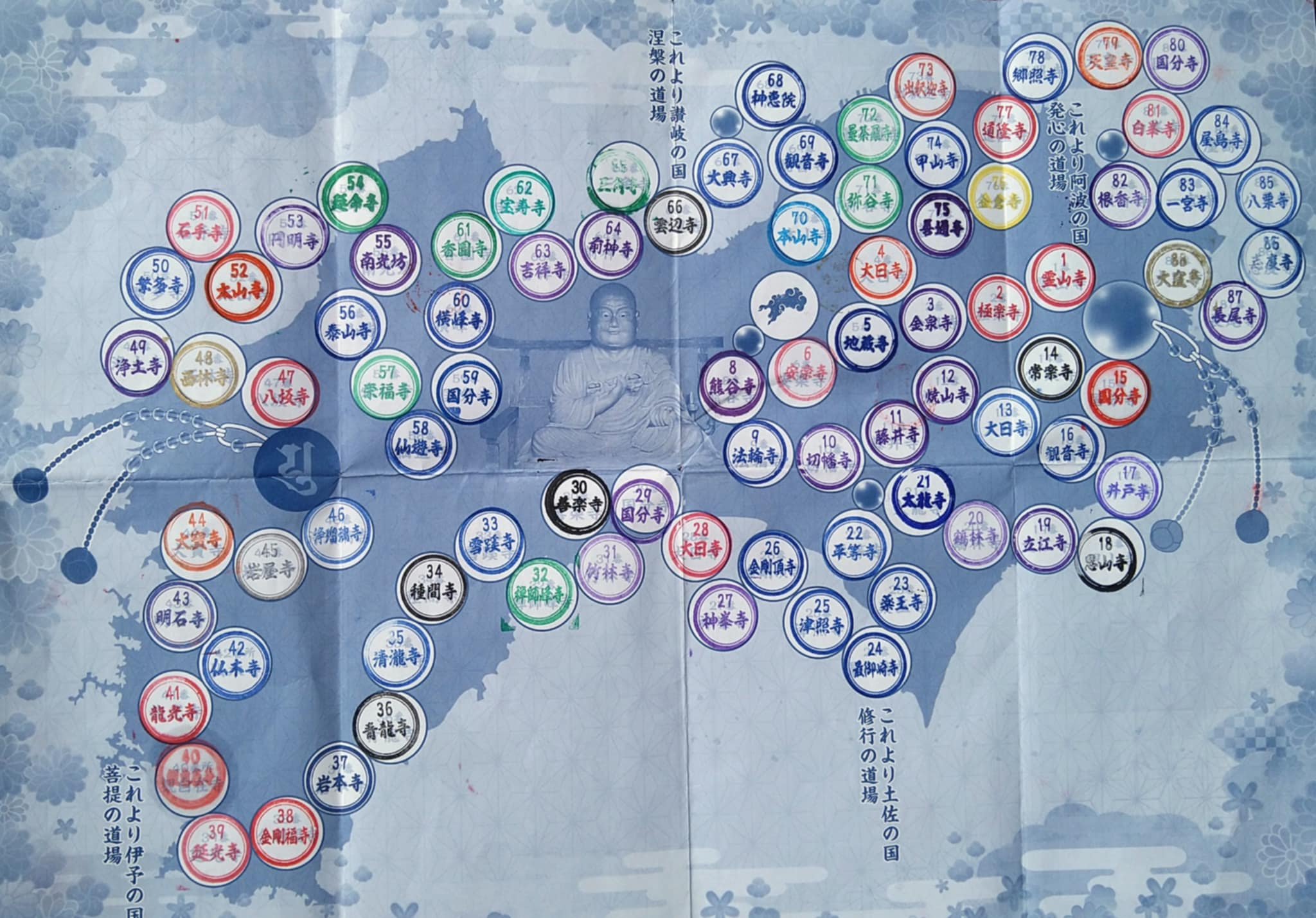
完成した88縁玉念珠スタンプ帳

## ギャラリー

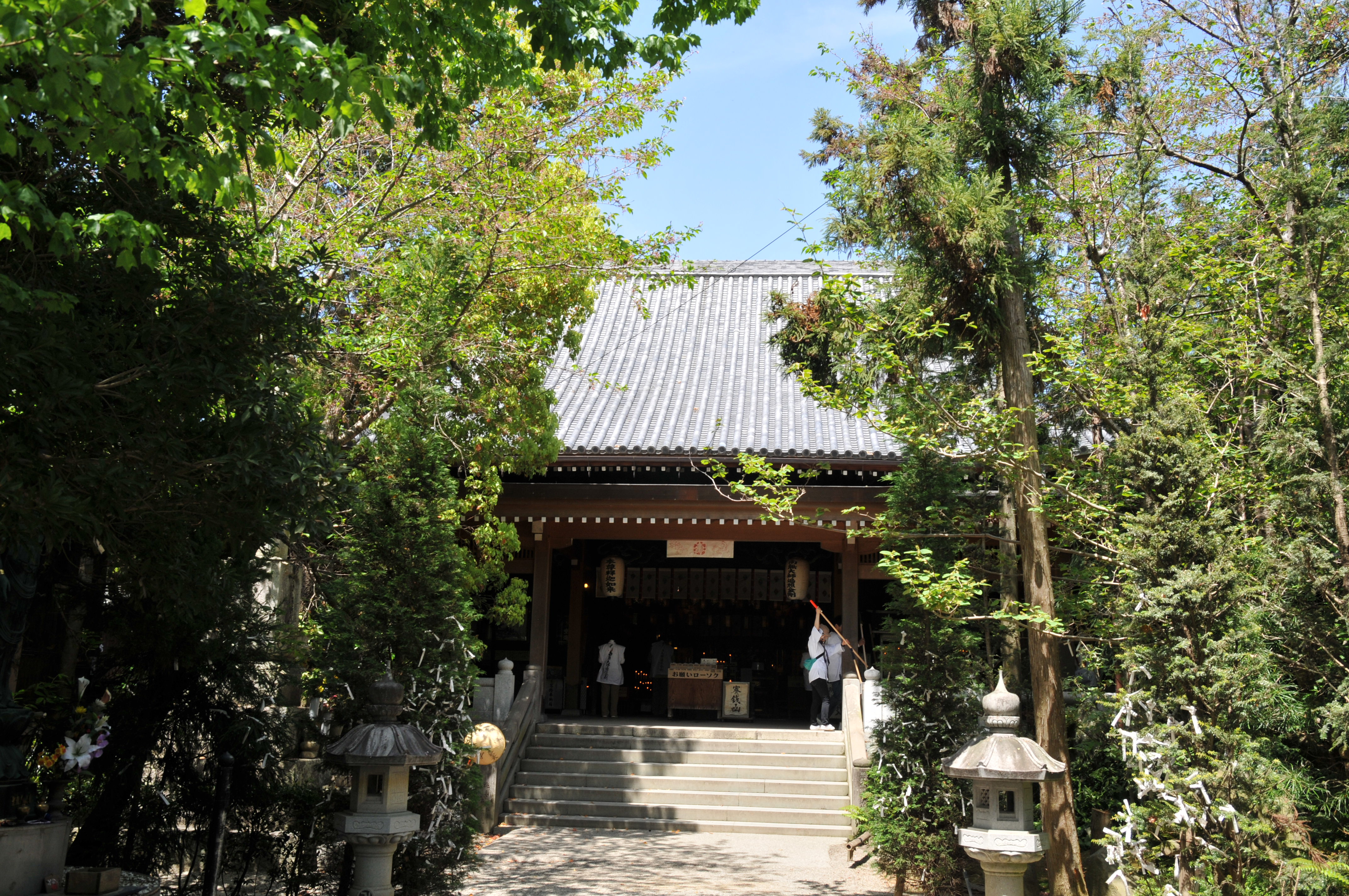
霊山寺（1番）
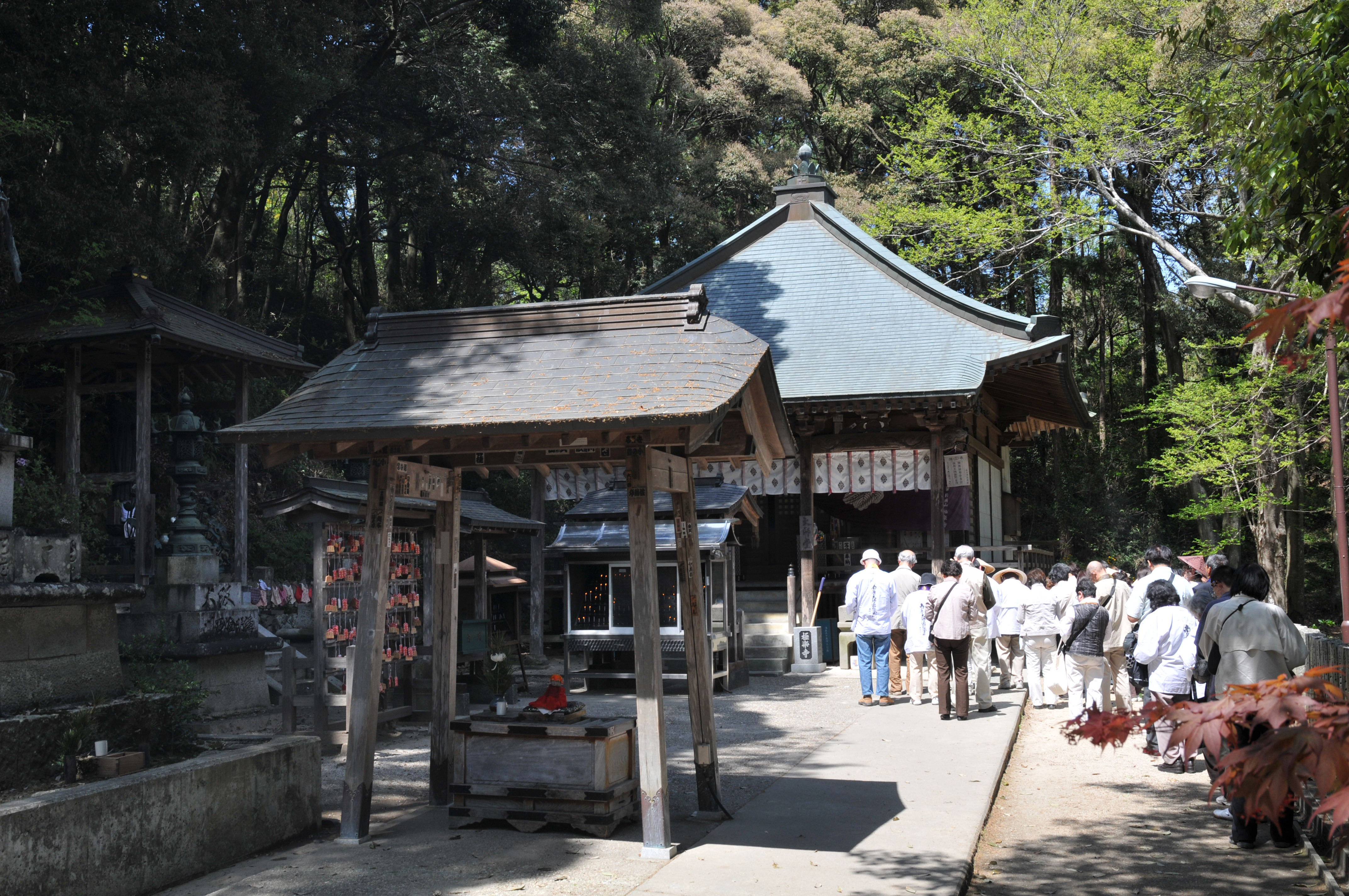
極楽寺（2番）
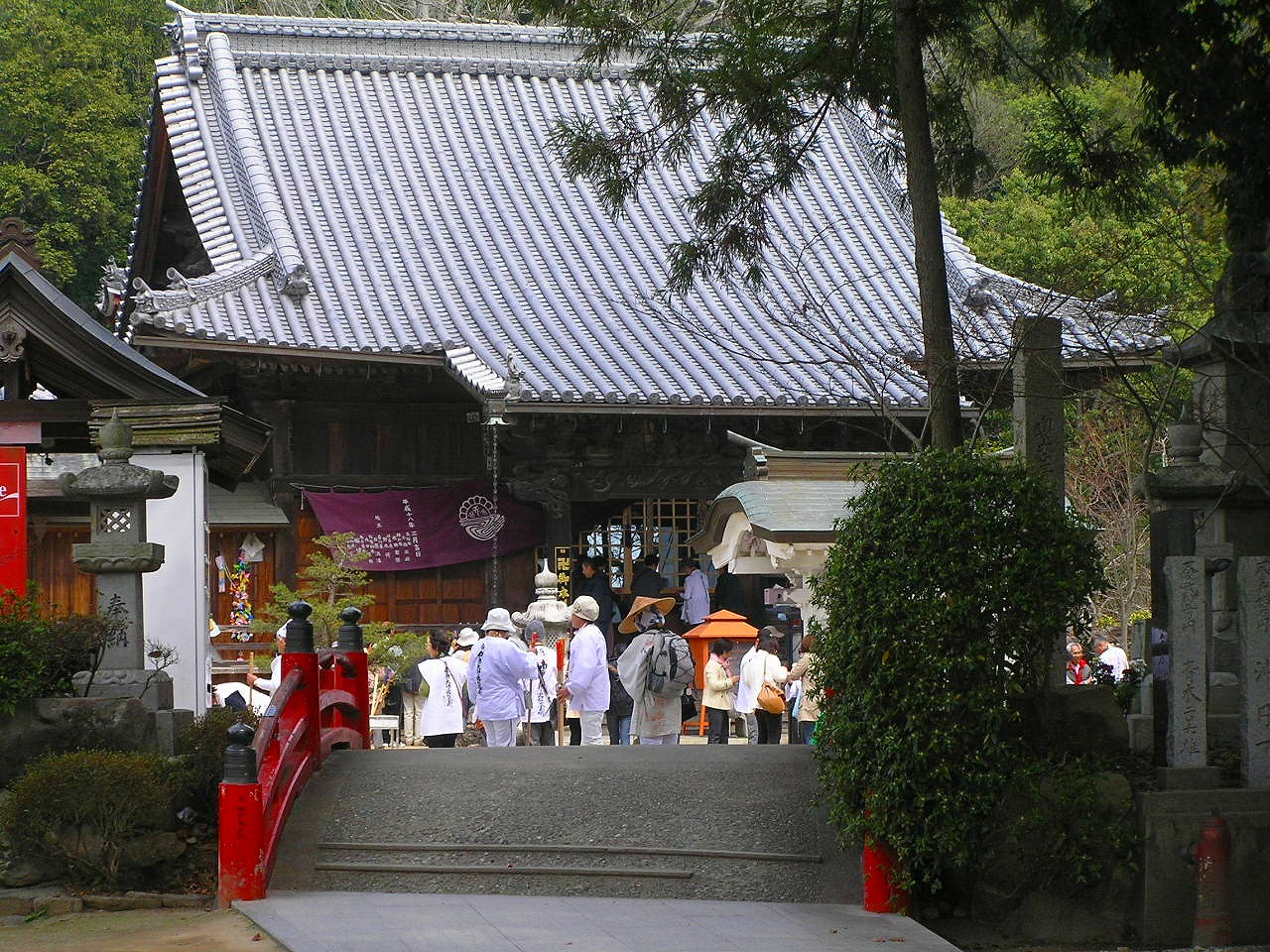
金泉寺（3番）
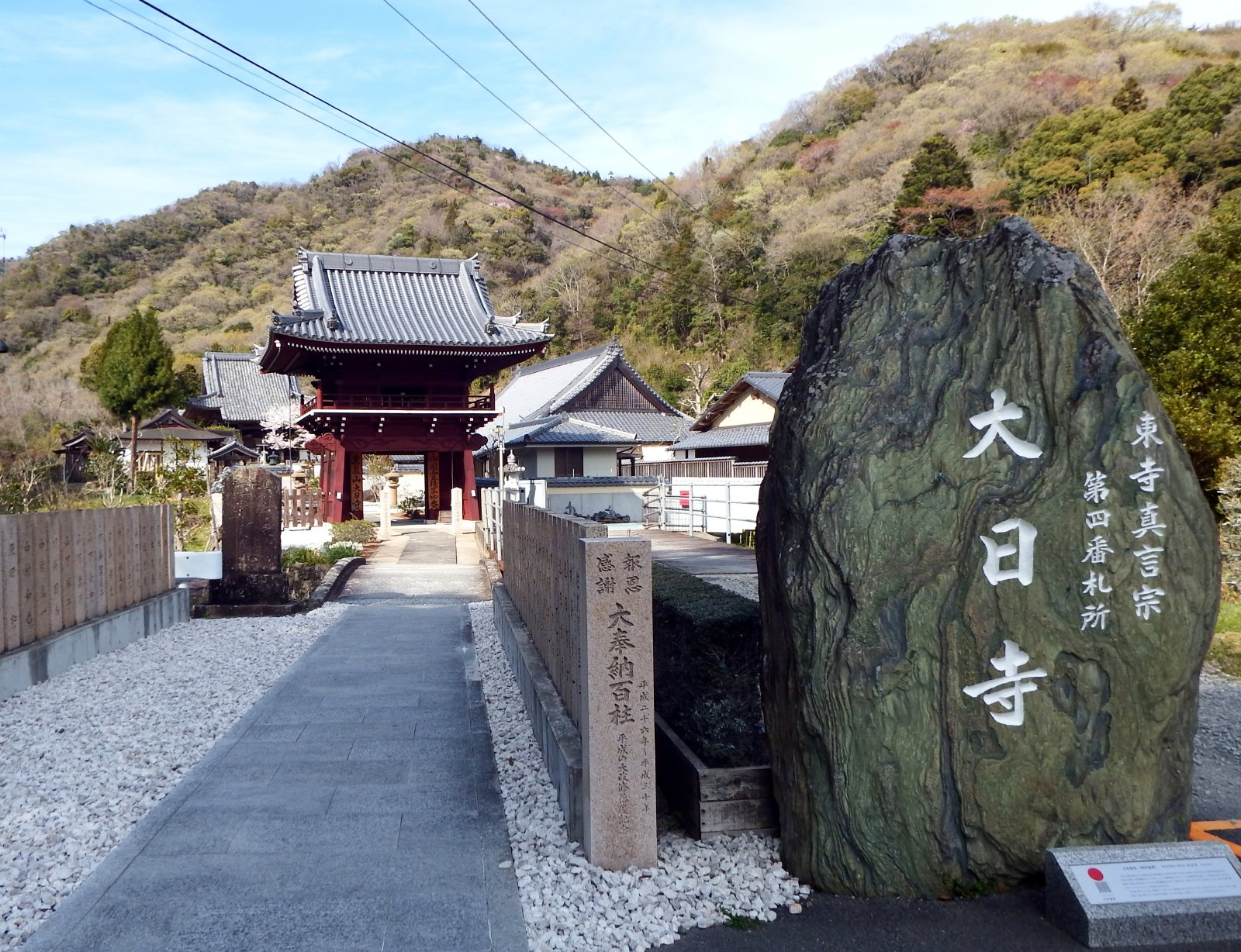
大日寺（4番）
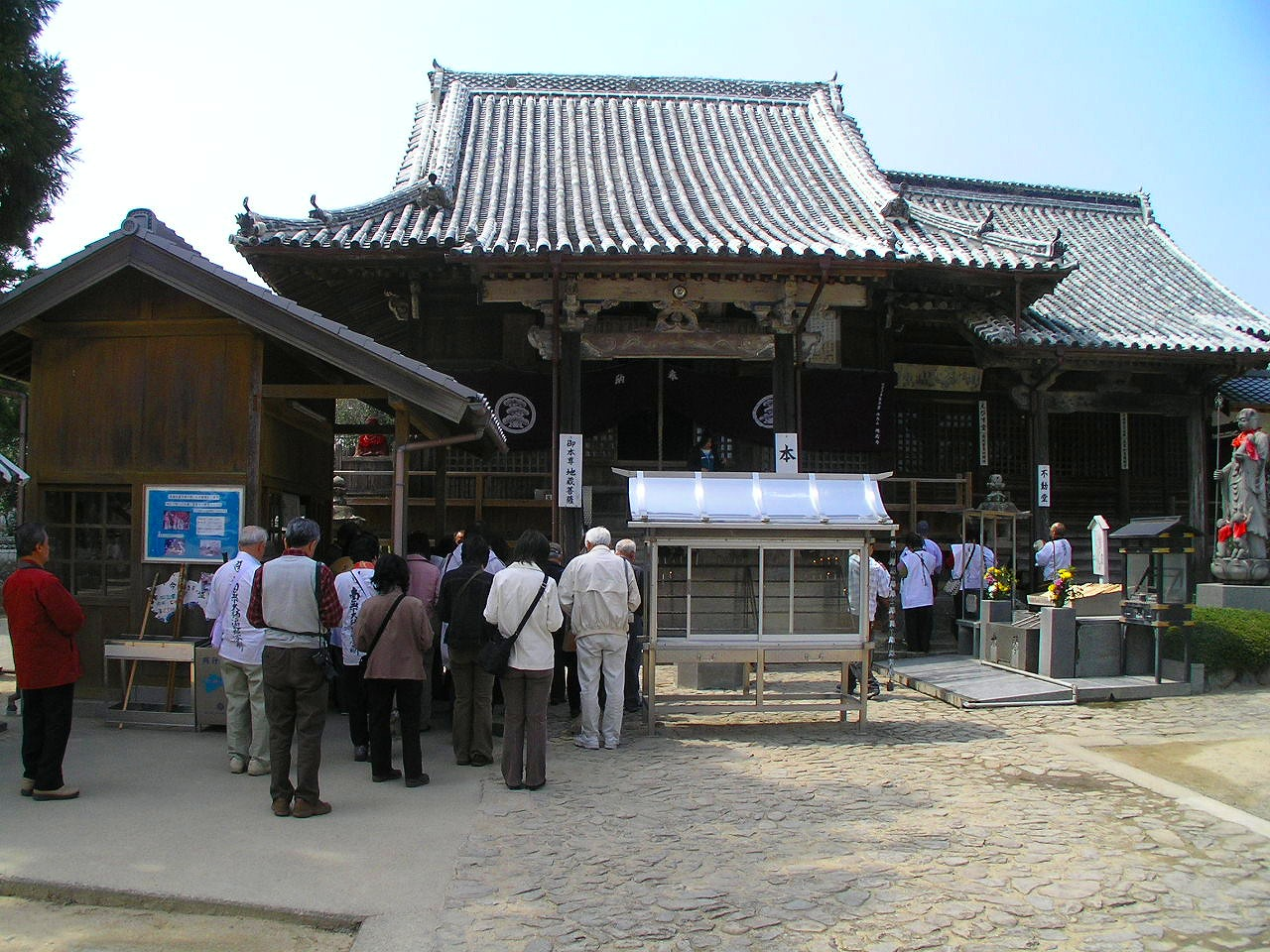
地蔵寺（5番）
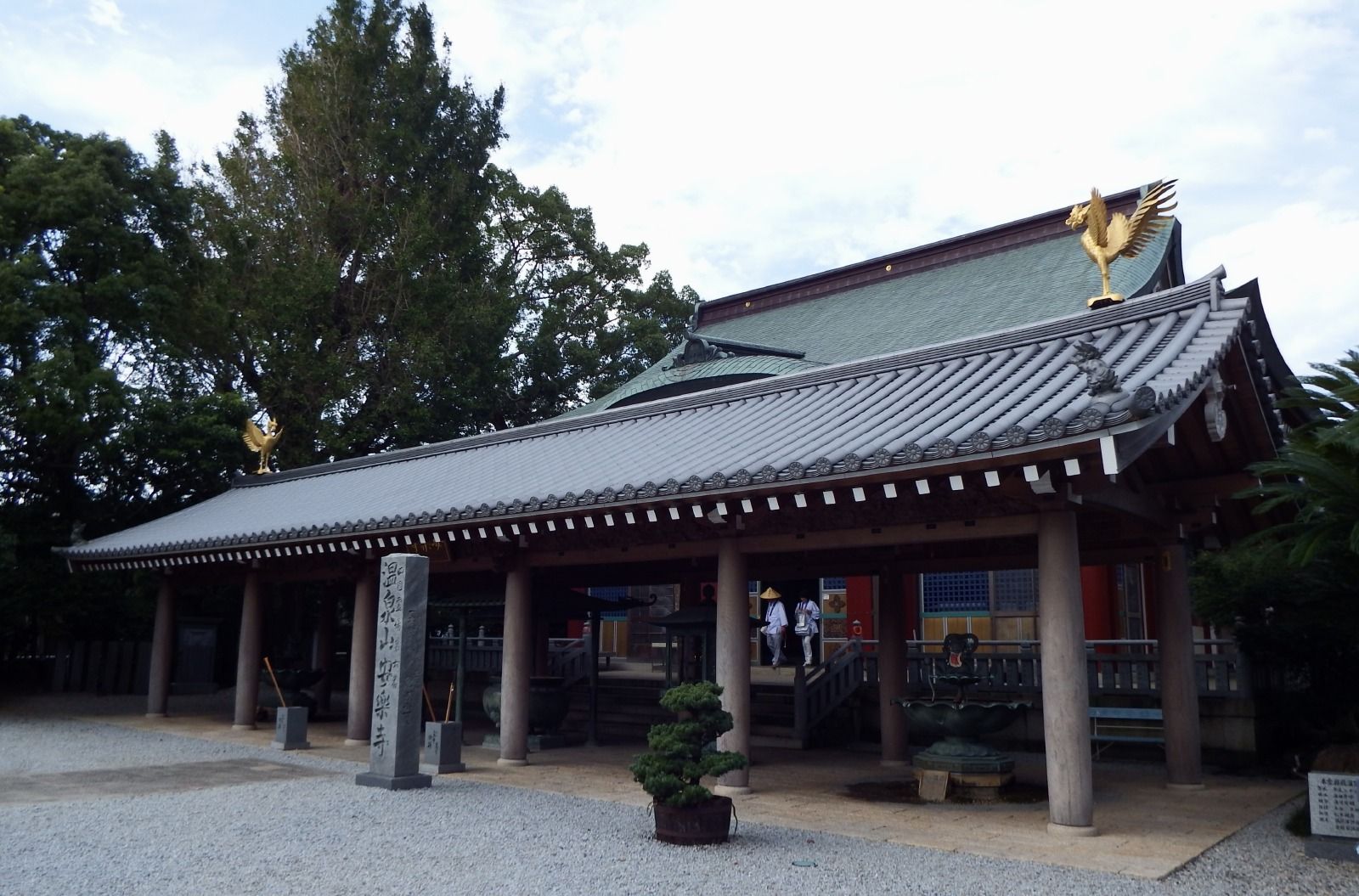
安楽寺（6番）
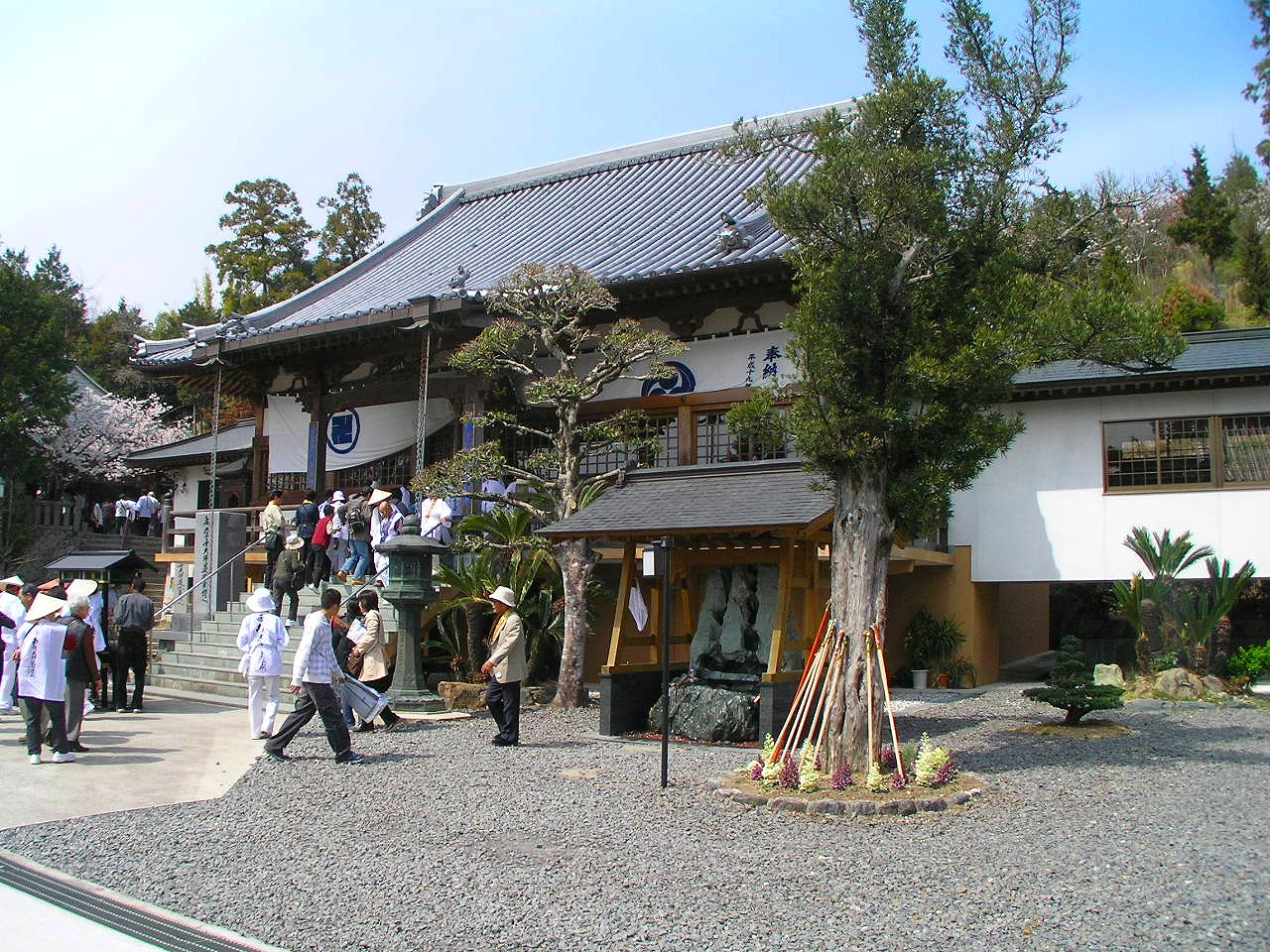
十楽寺（7番）
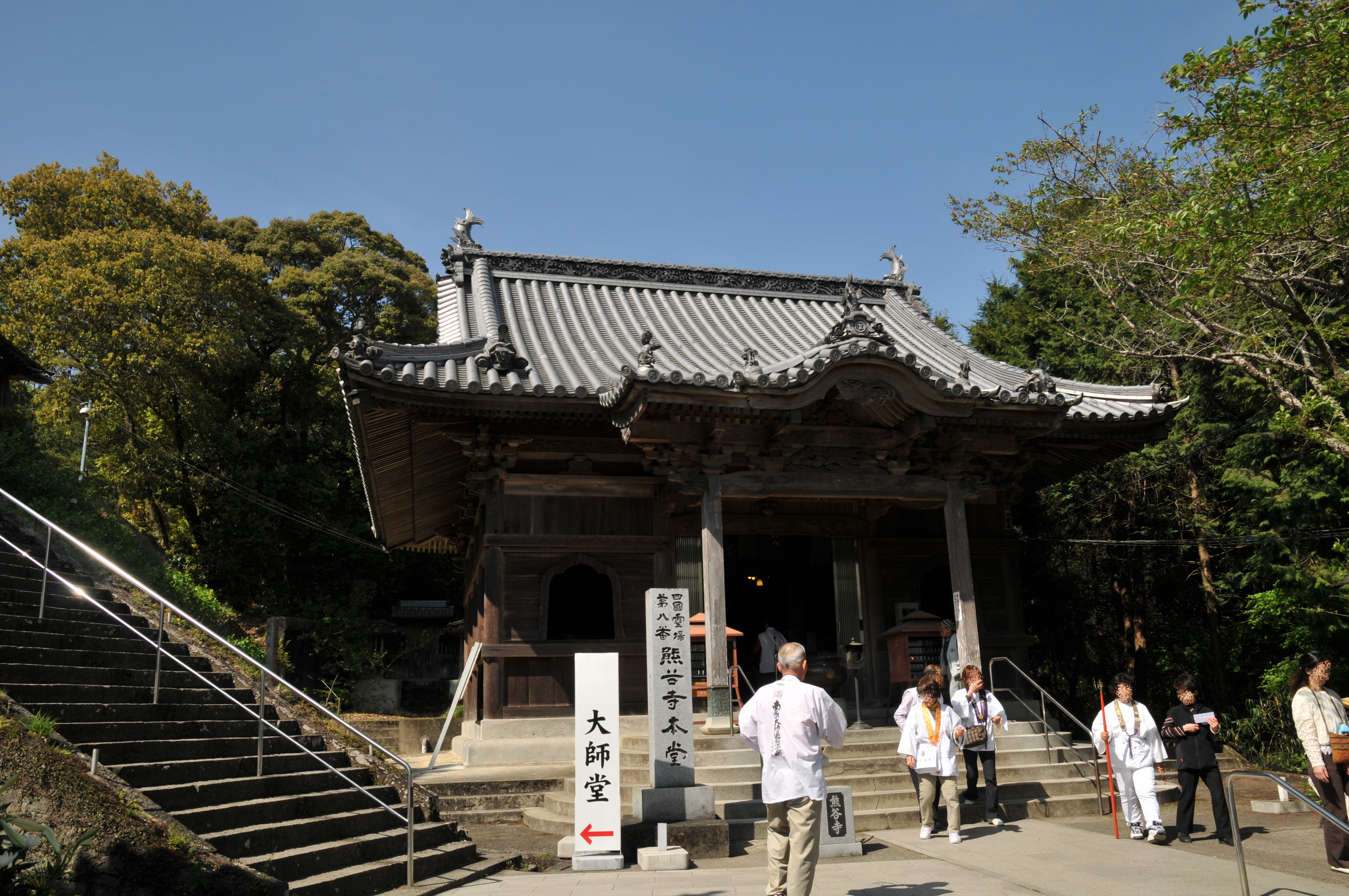
熊谷寺（8番）
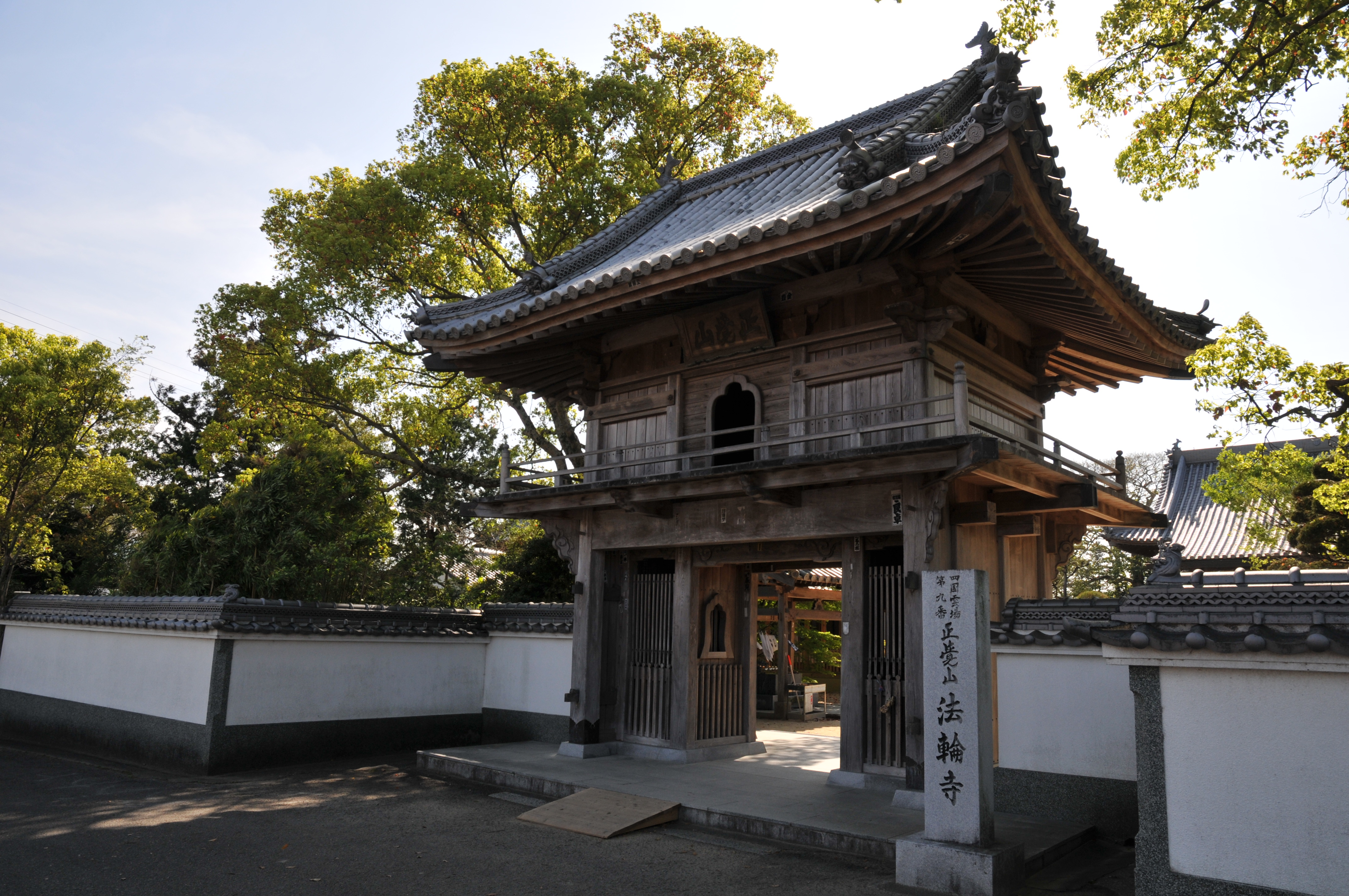
法輪寺（9番）
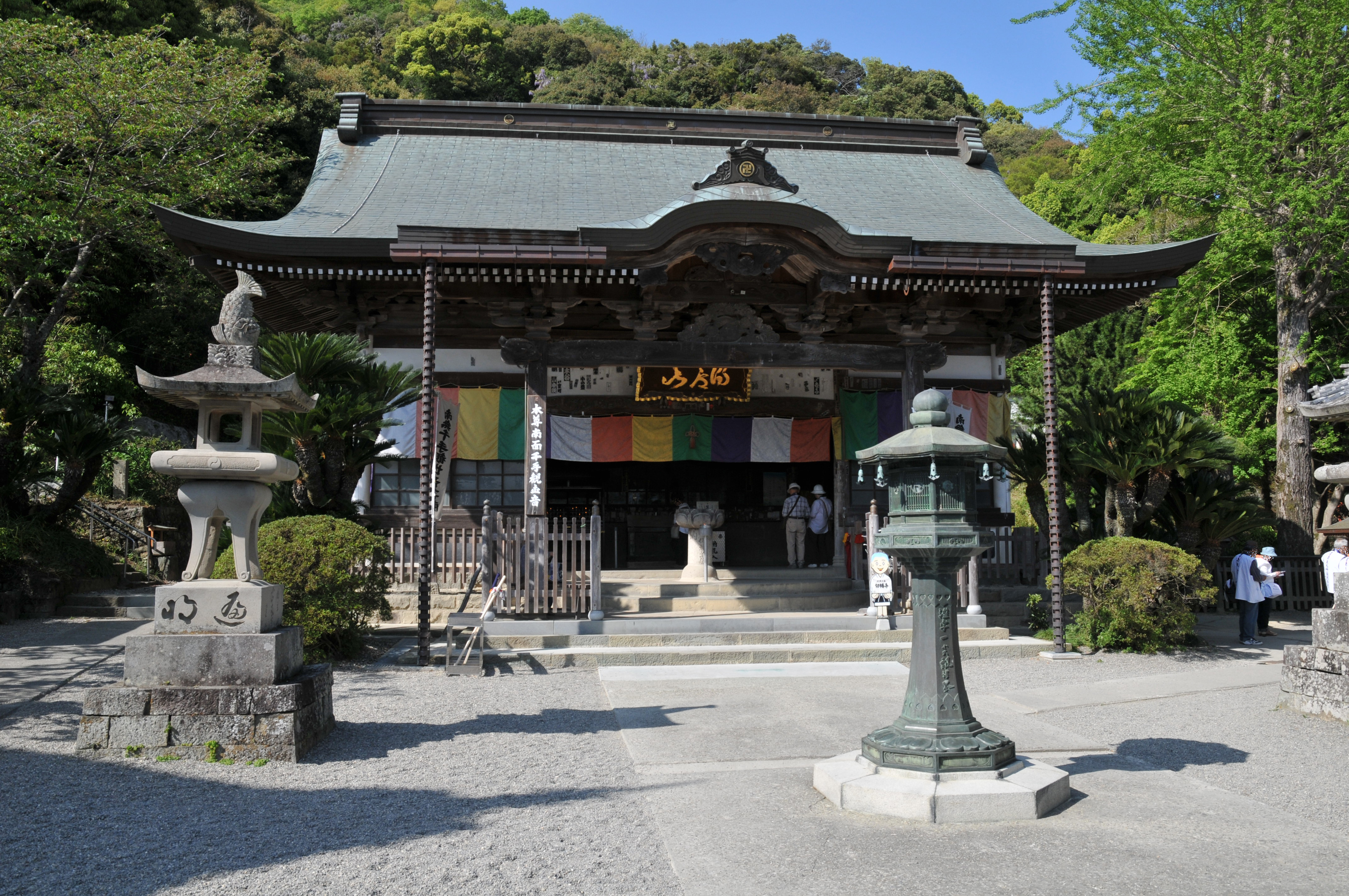
切幡寺（10番）
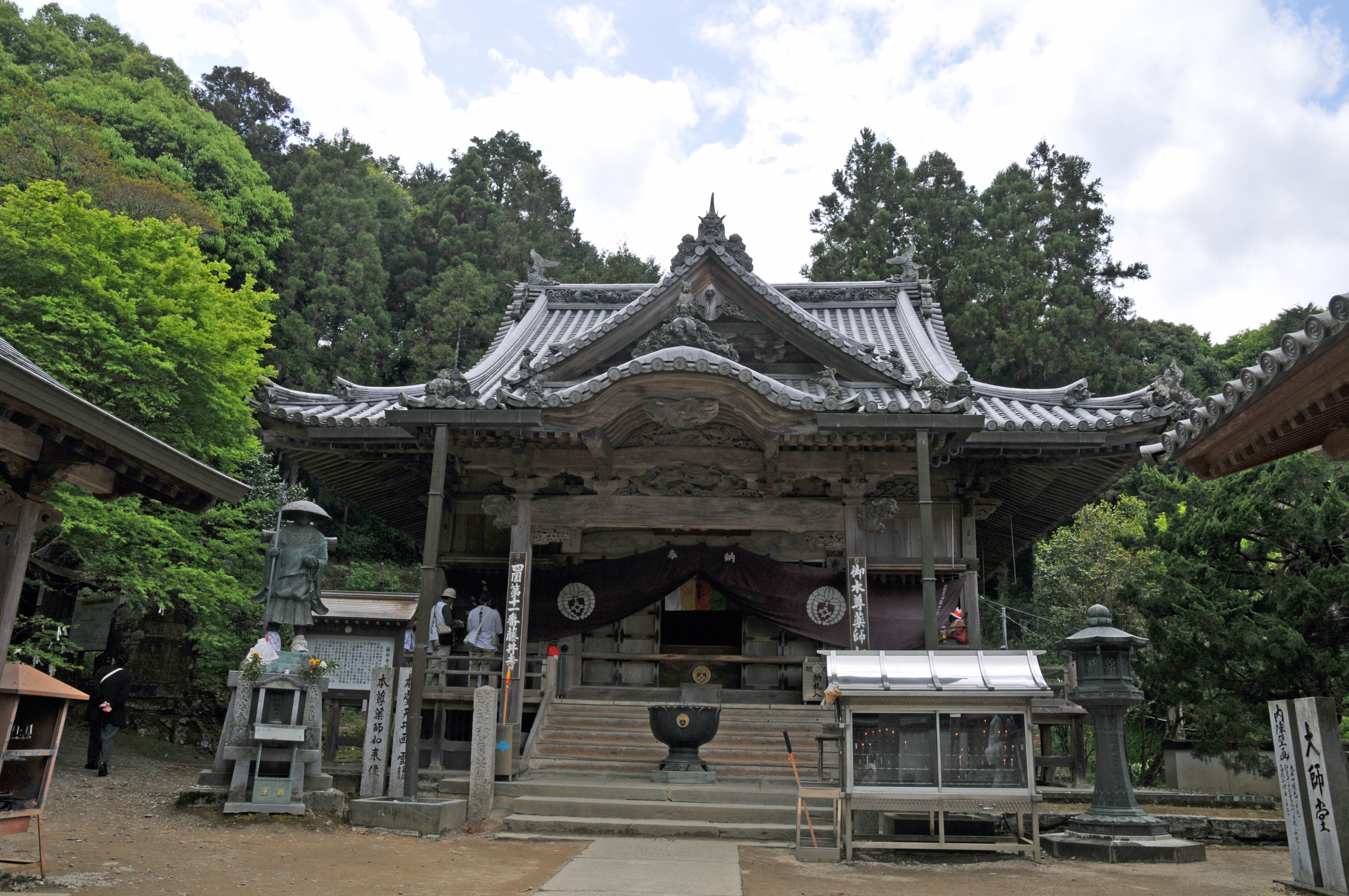
藤井寺（11番）
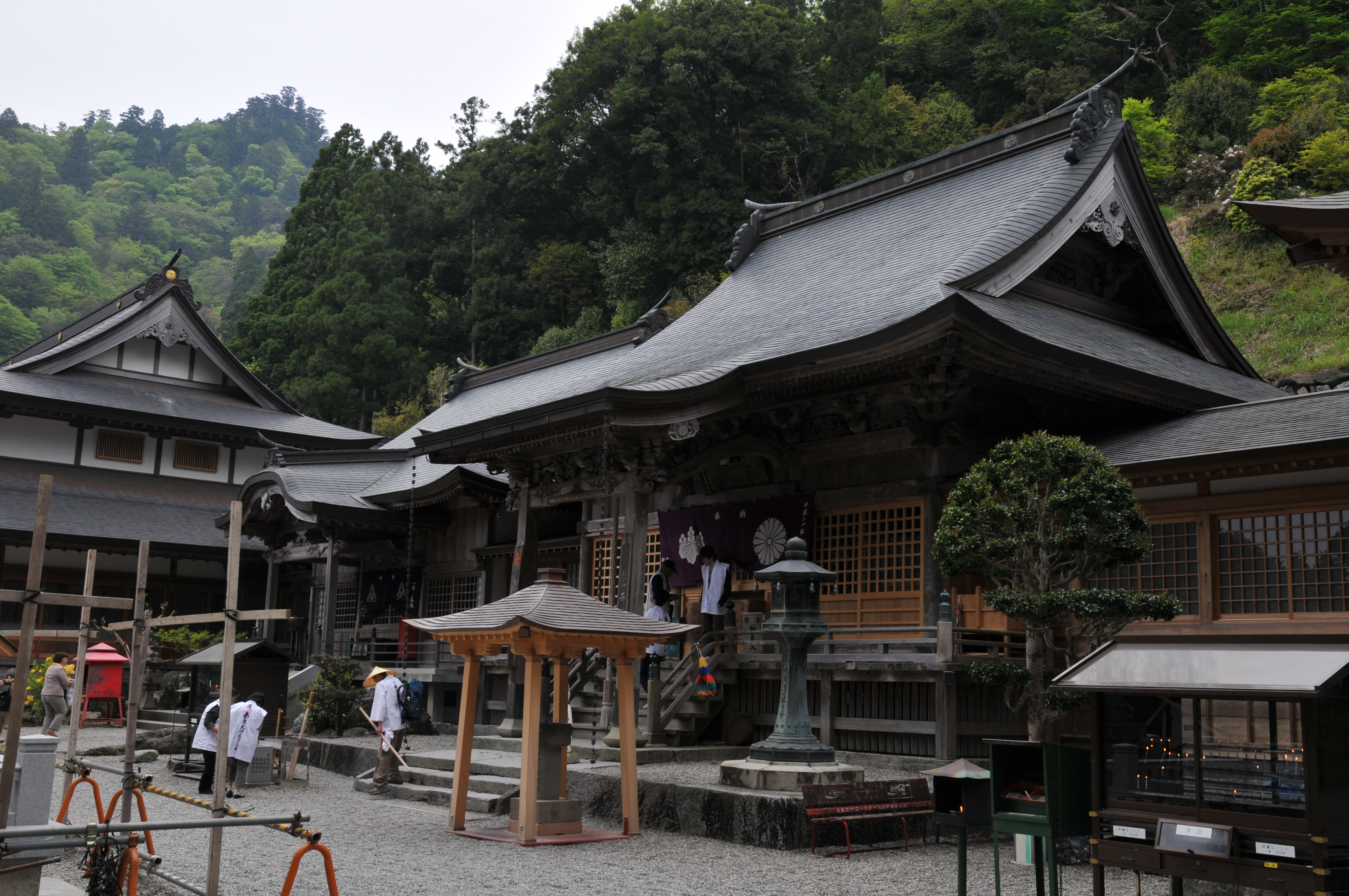
焼山寺（12番）
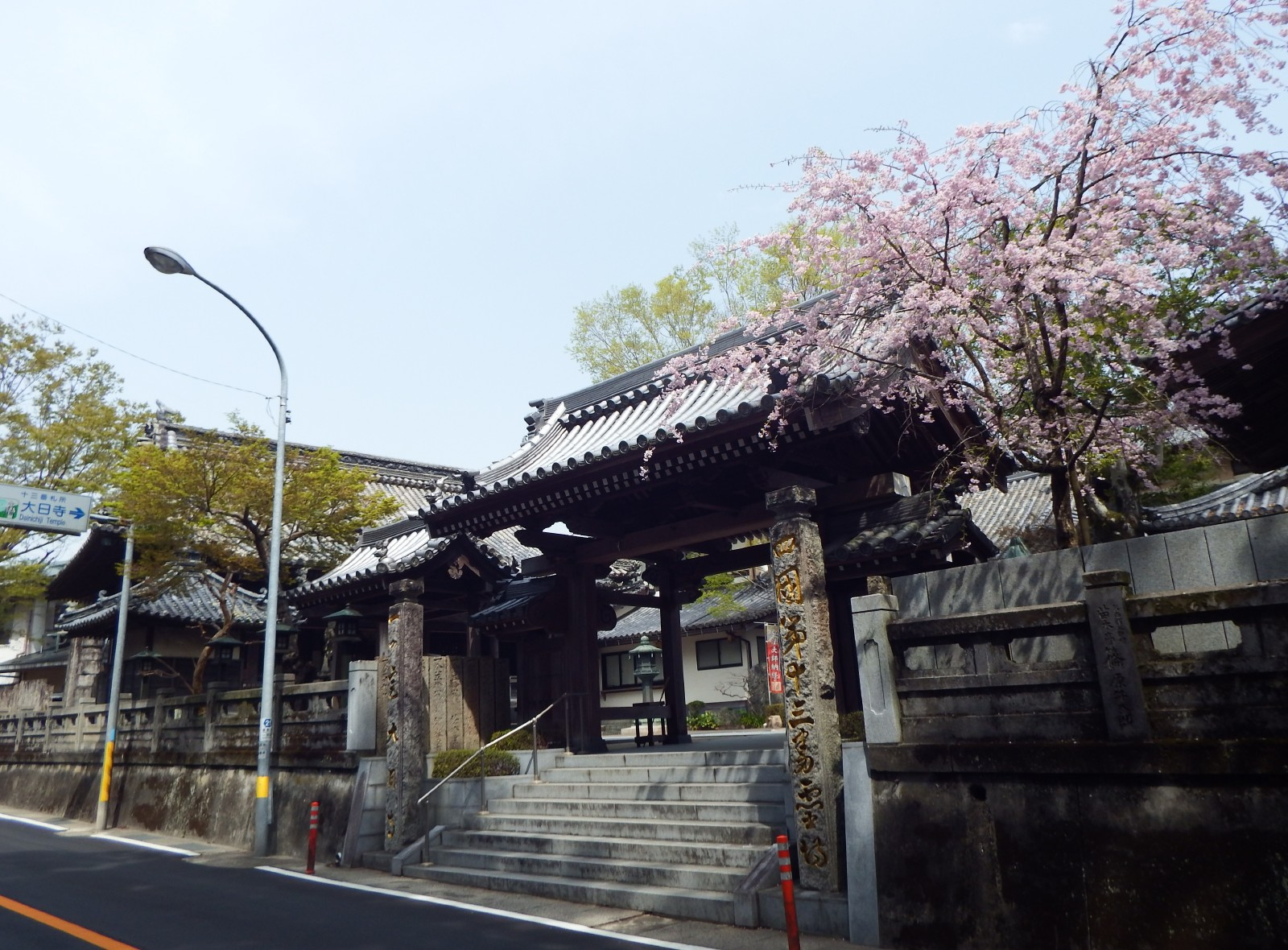
大日寺（13番）
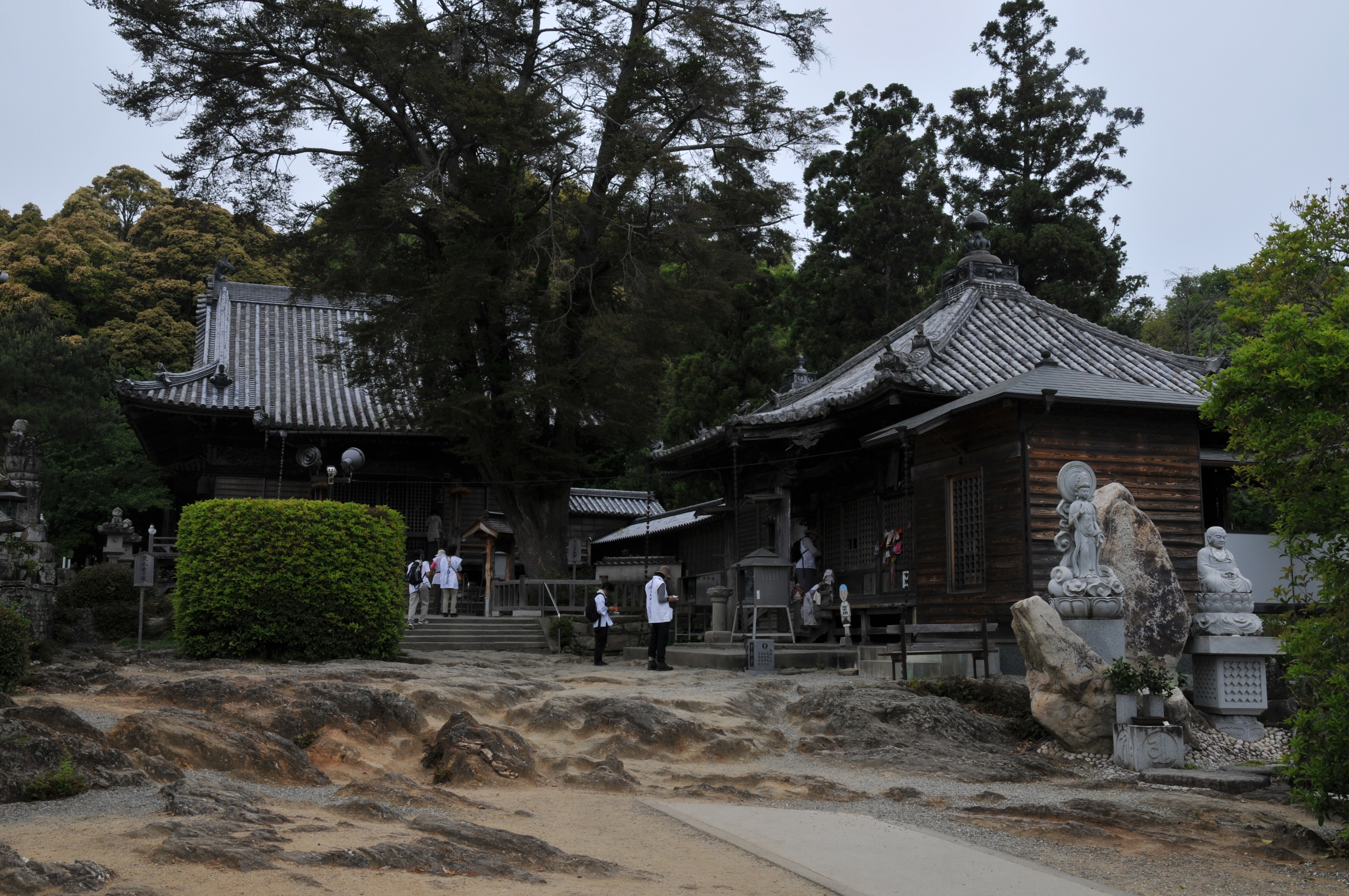
常楽寺（14番）
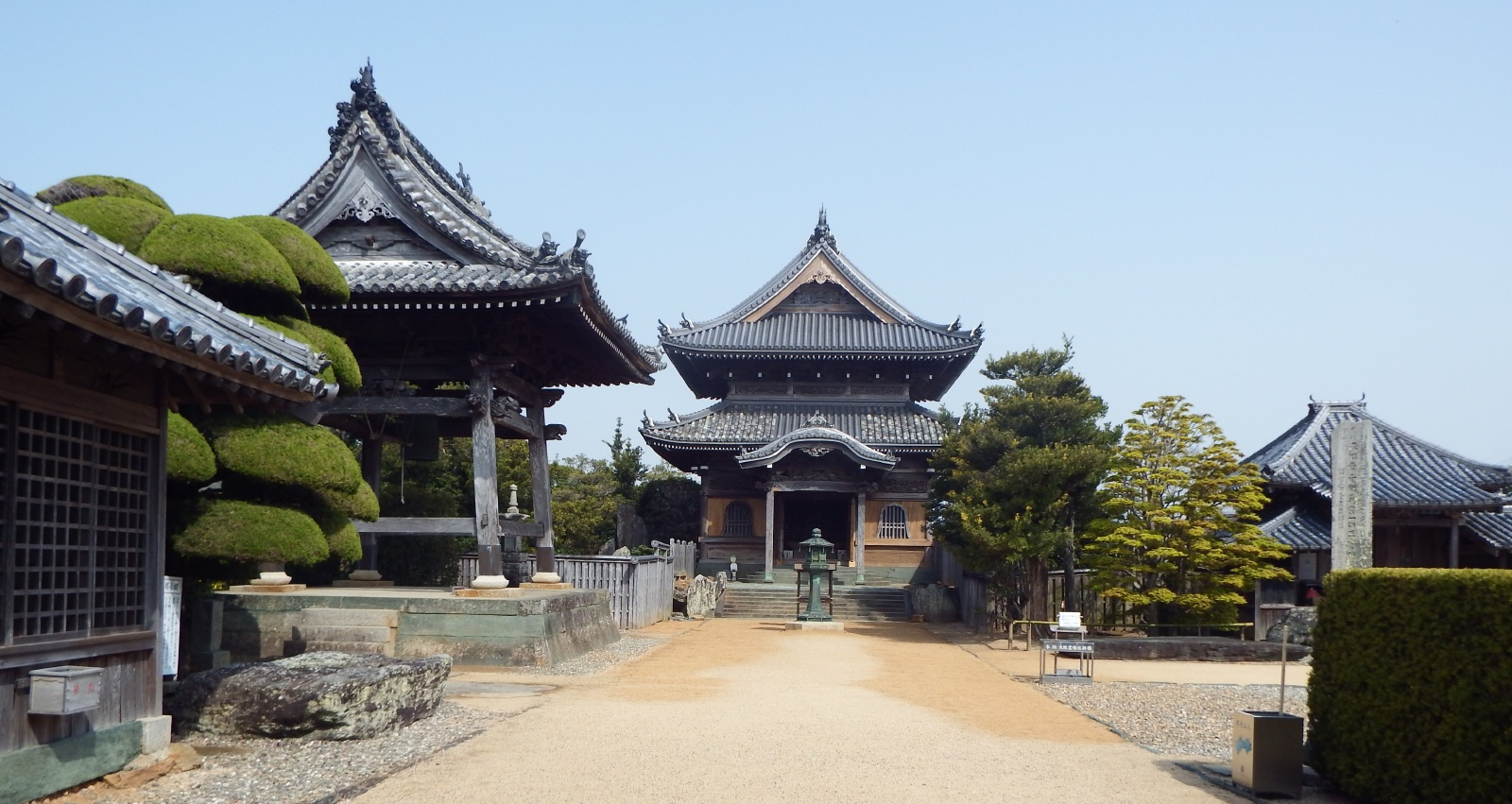
阿波国分寺（15番）
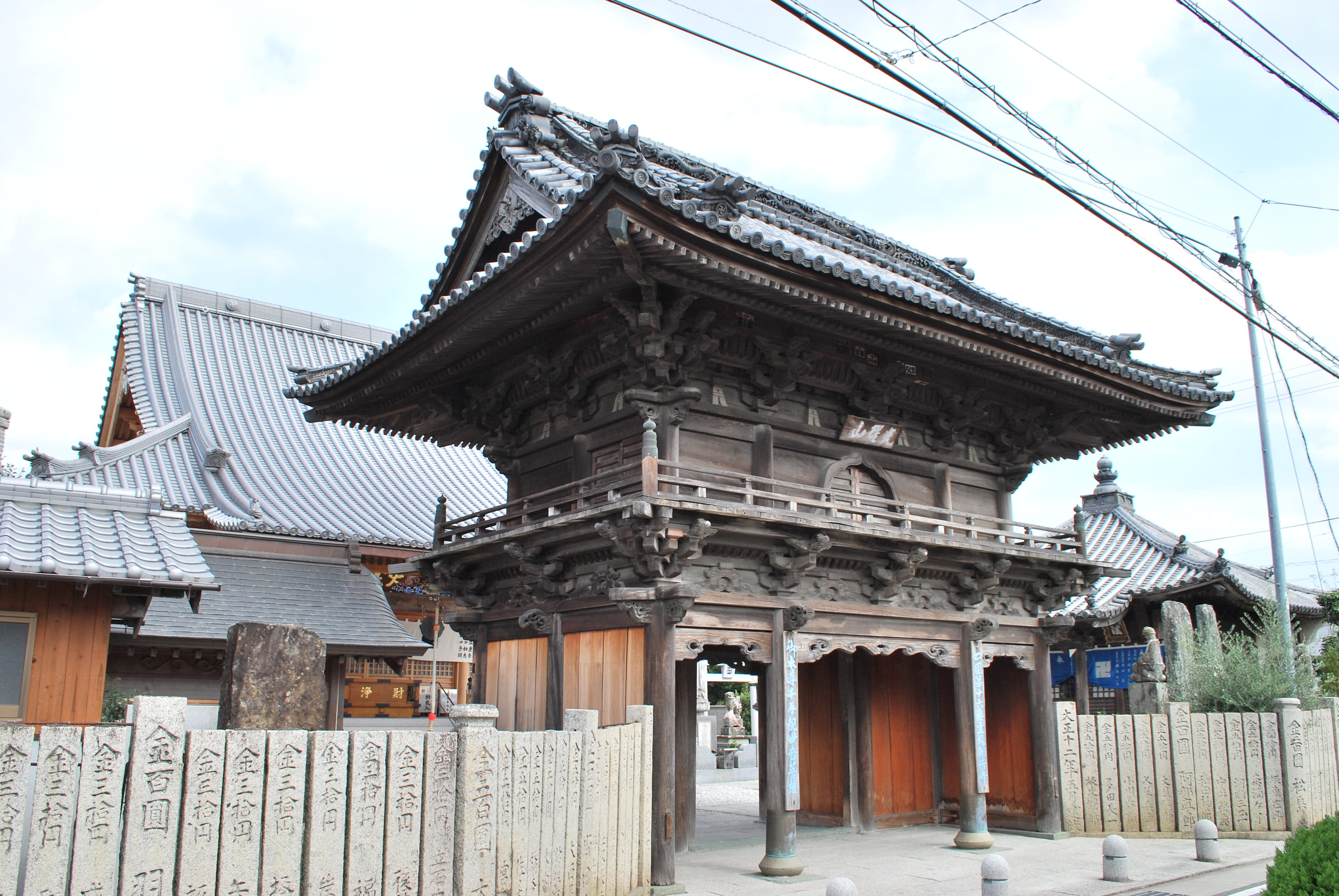
観音寺（16番）
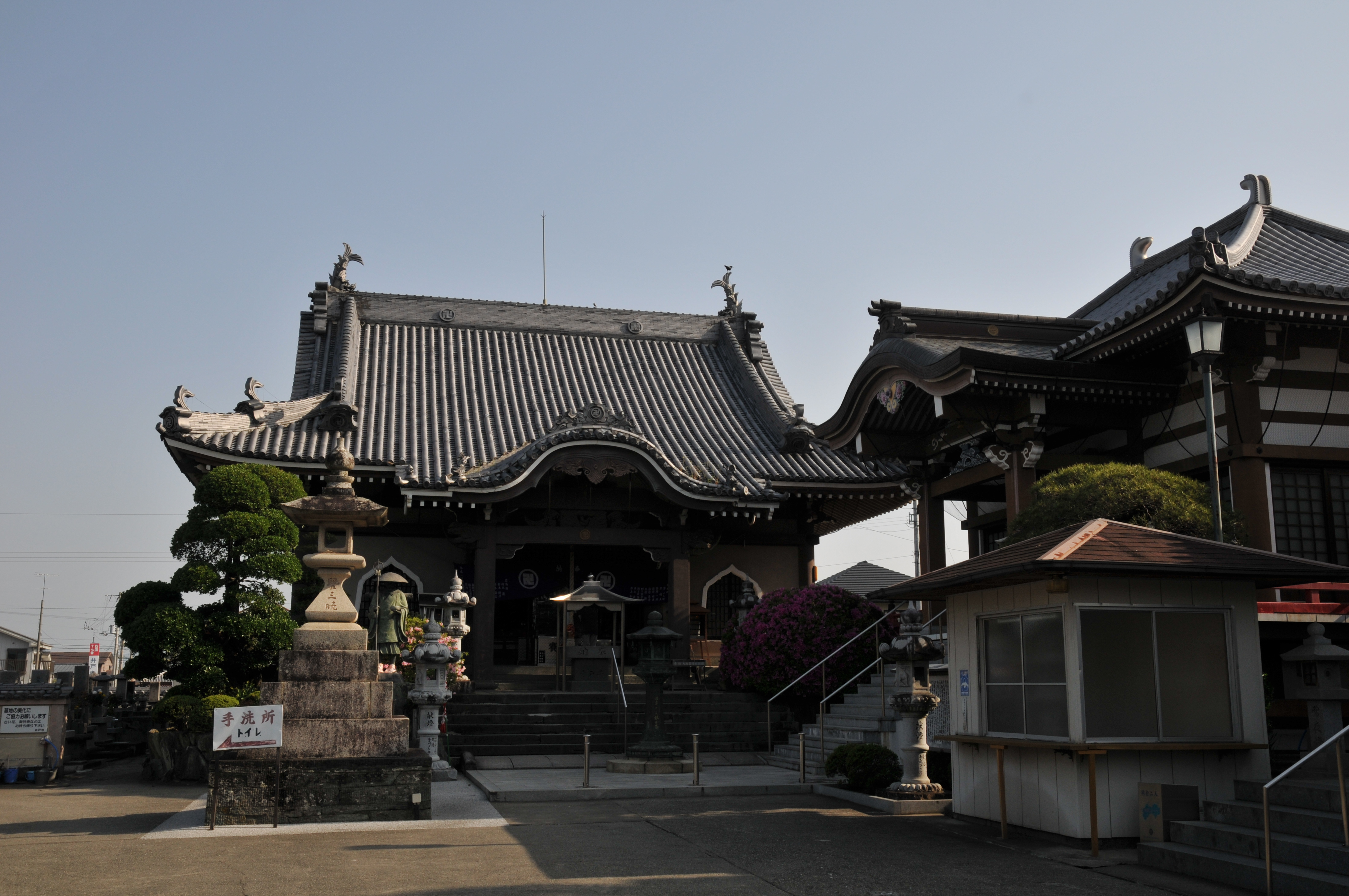
井戸寺（17番）
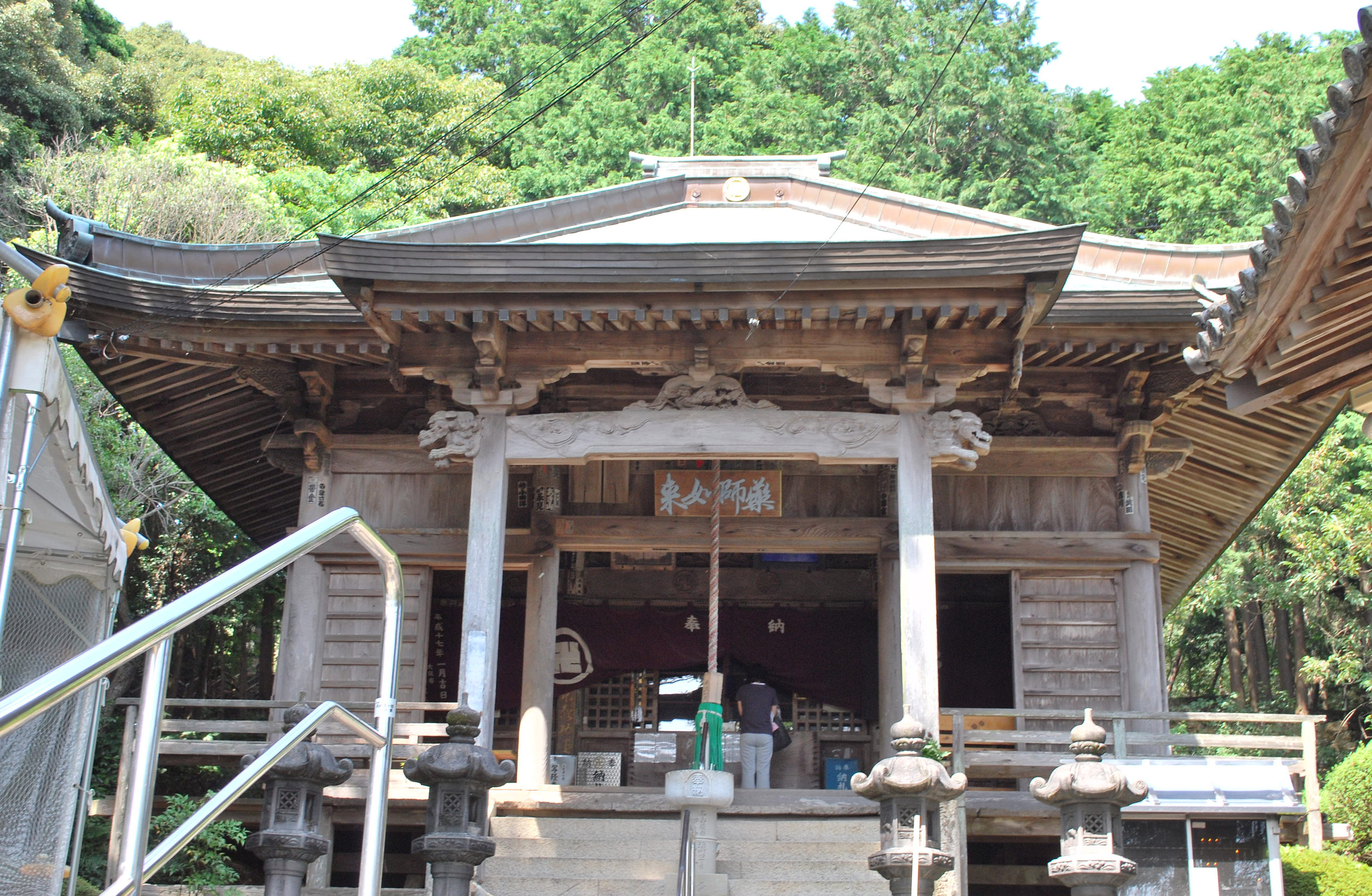
恩山寺（18番）
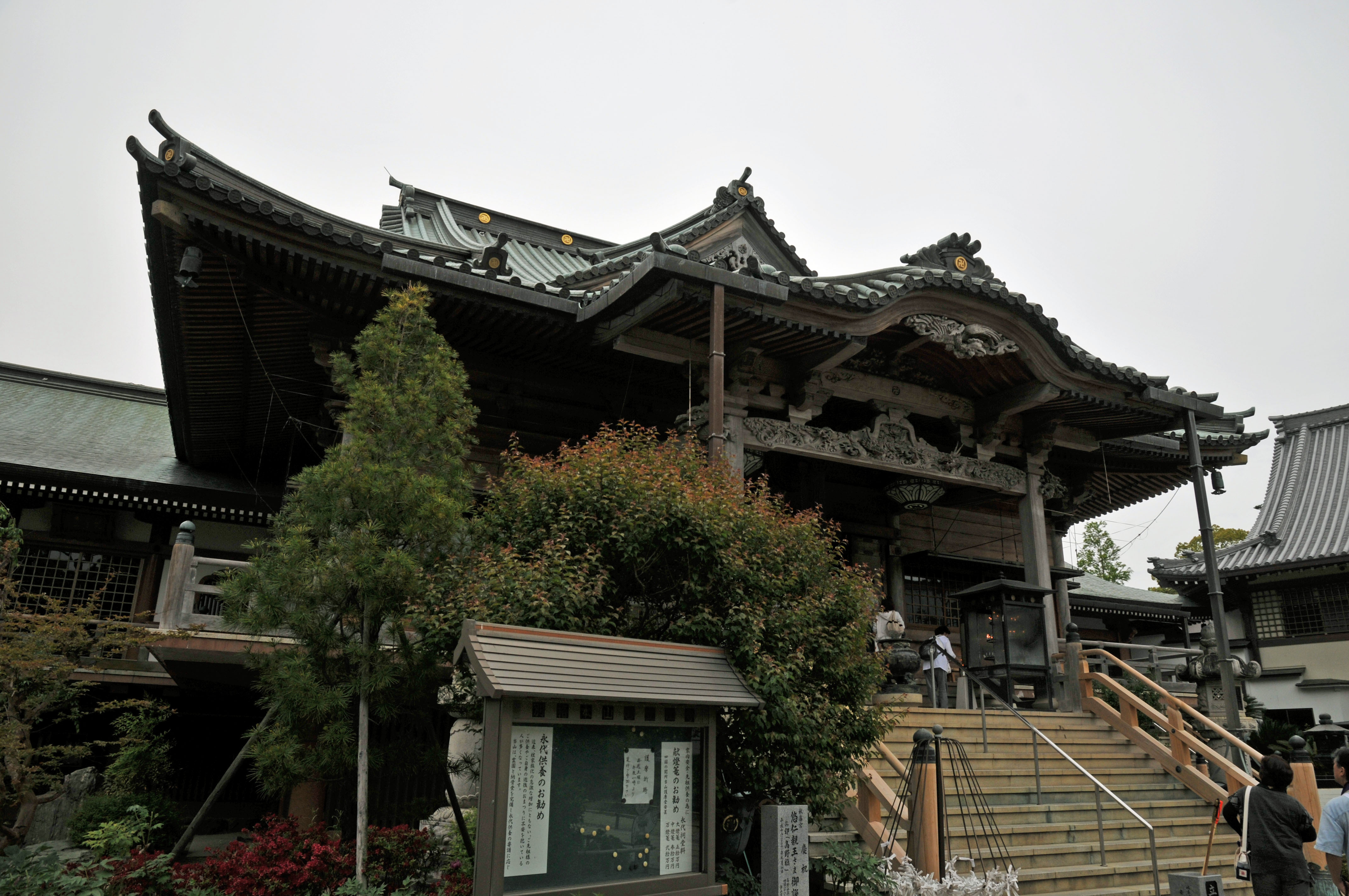
立江寺（19番）
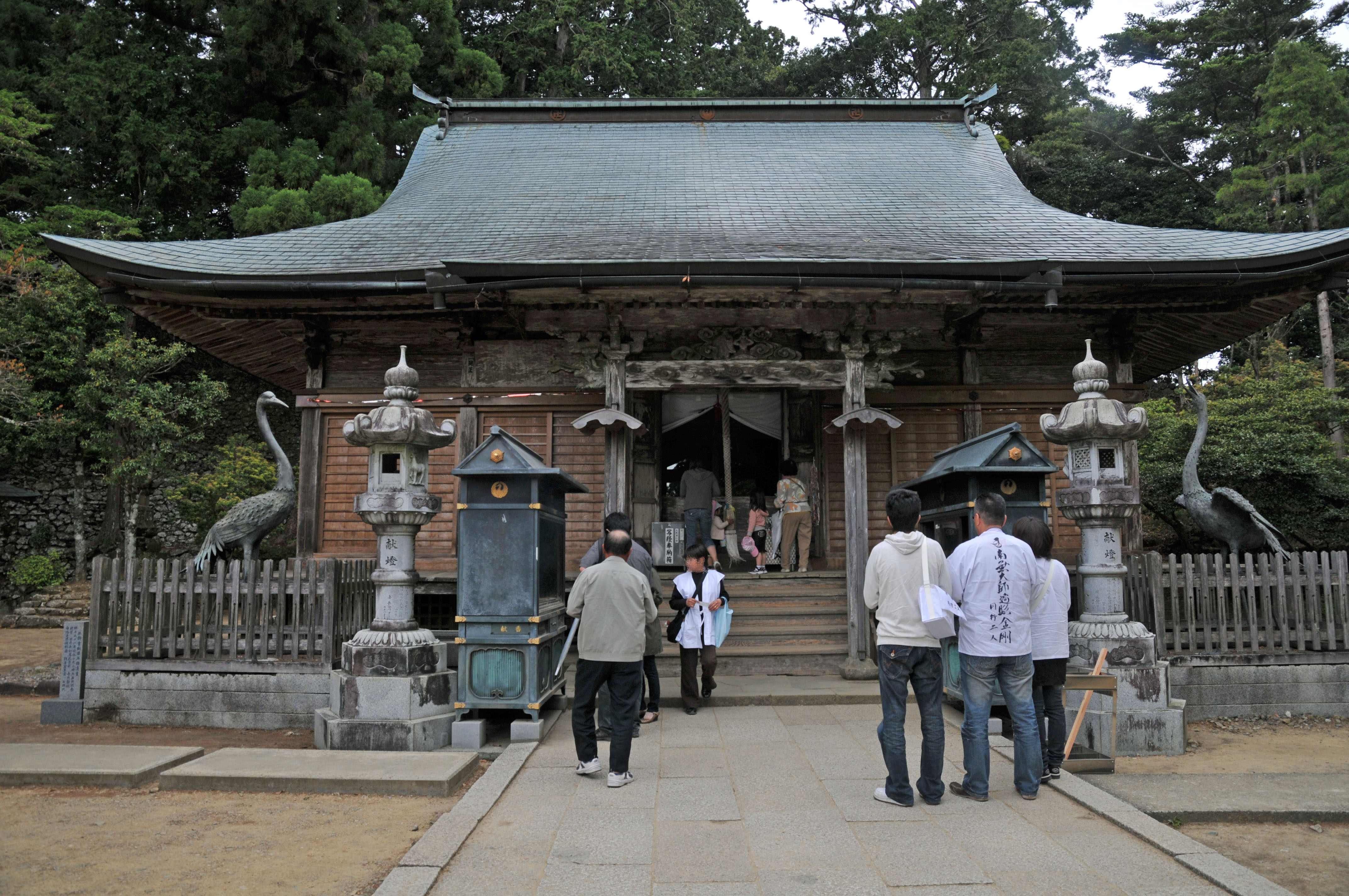
鶴林寺（20番）
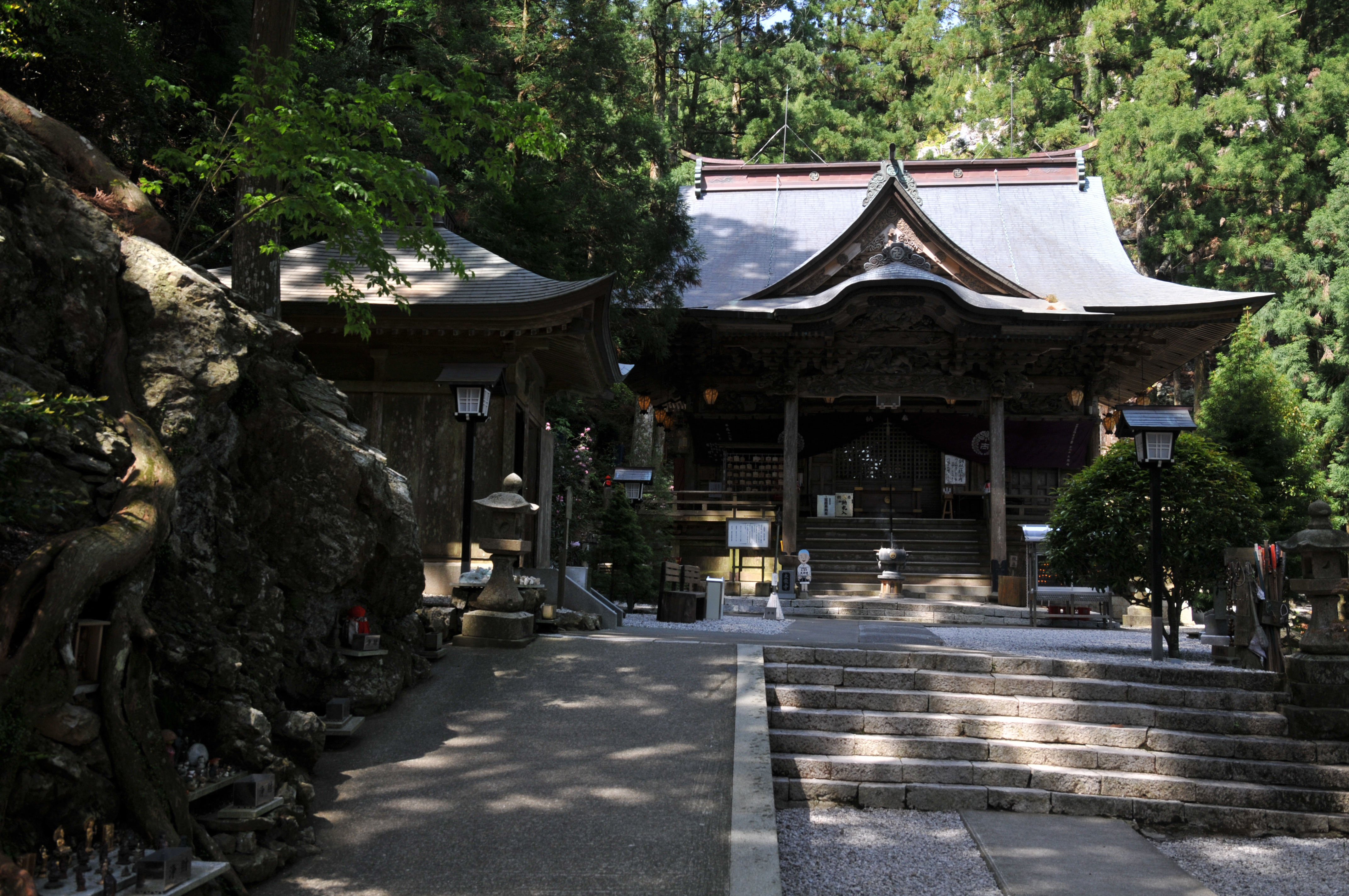
太龍寺（21番）
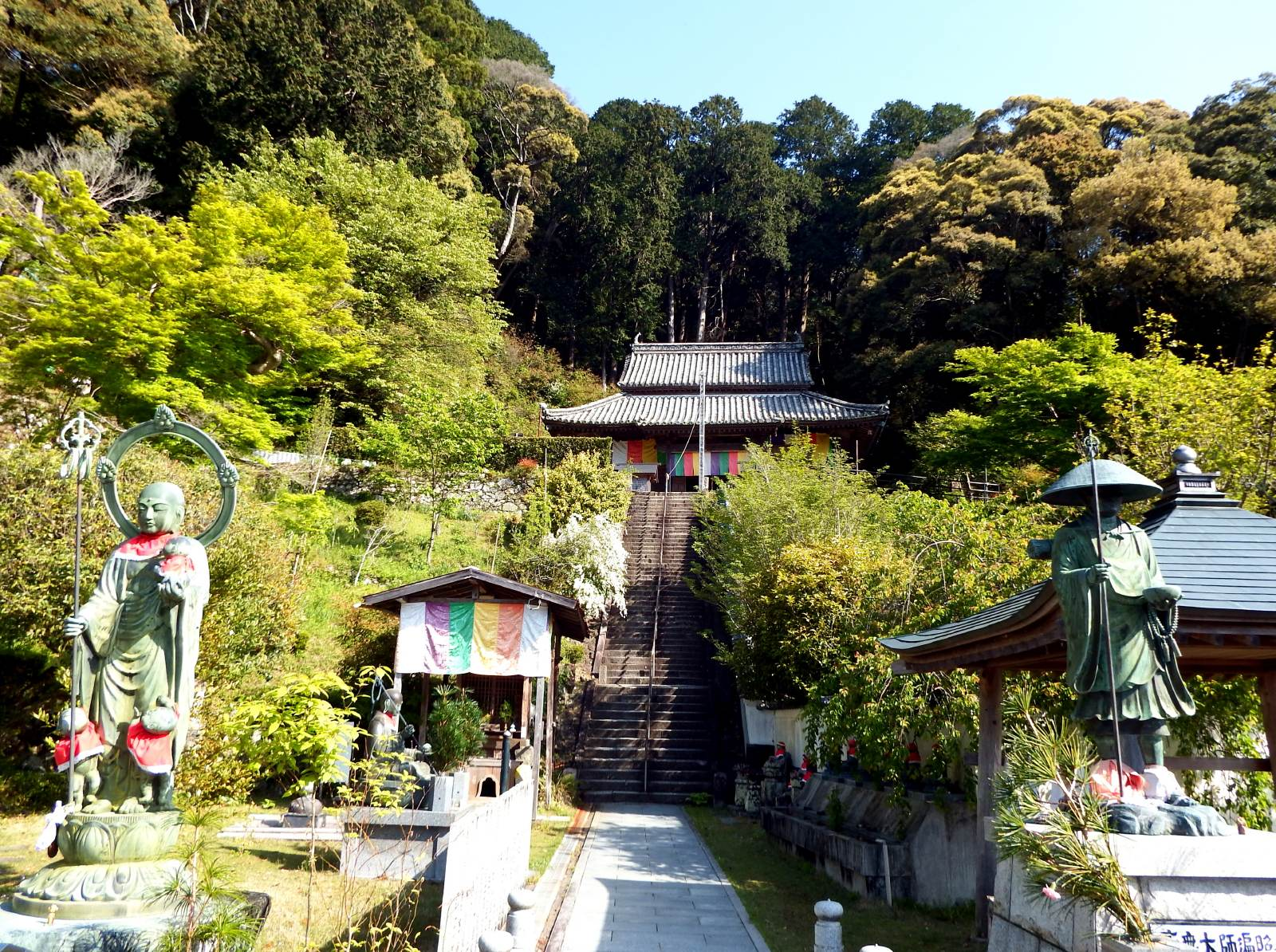
平等寺（22番）
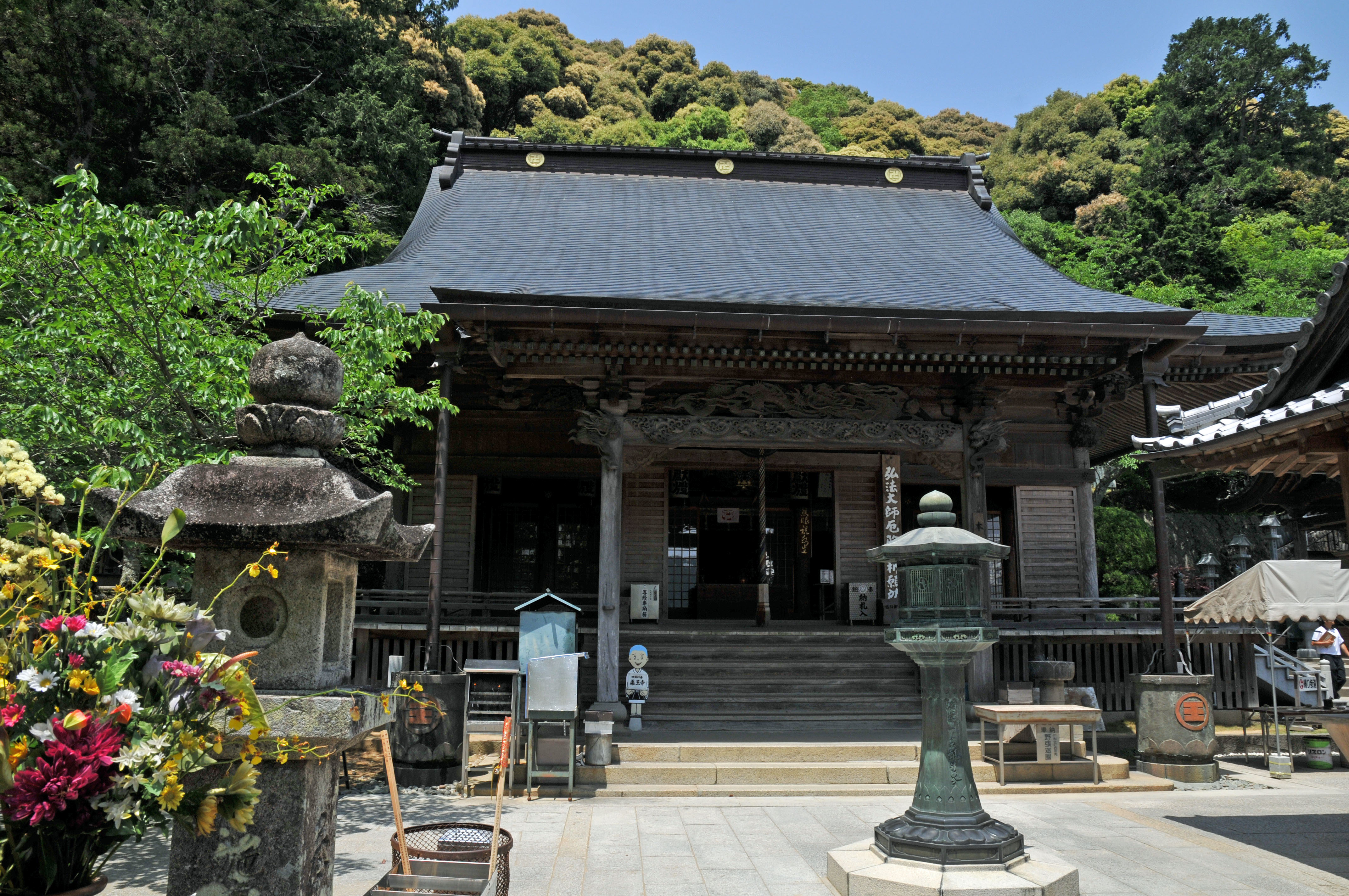
薬王寺（23番）
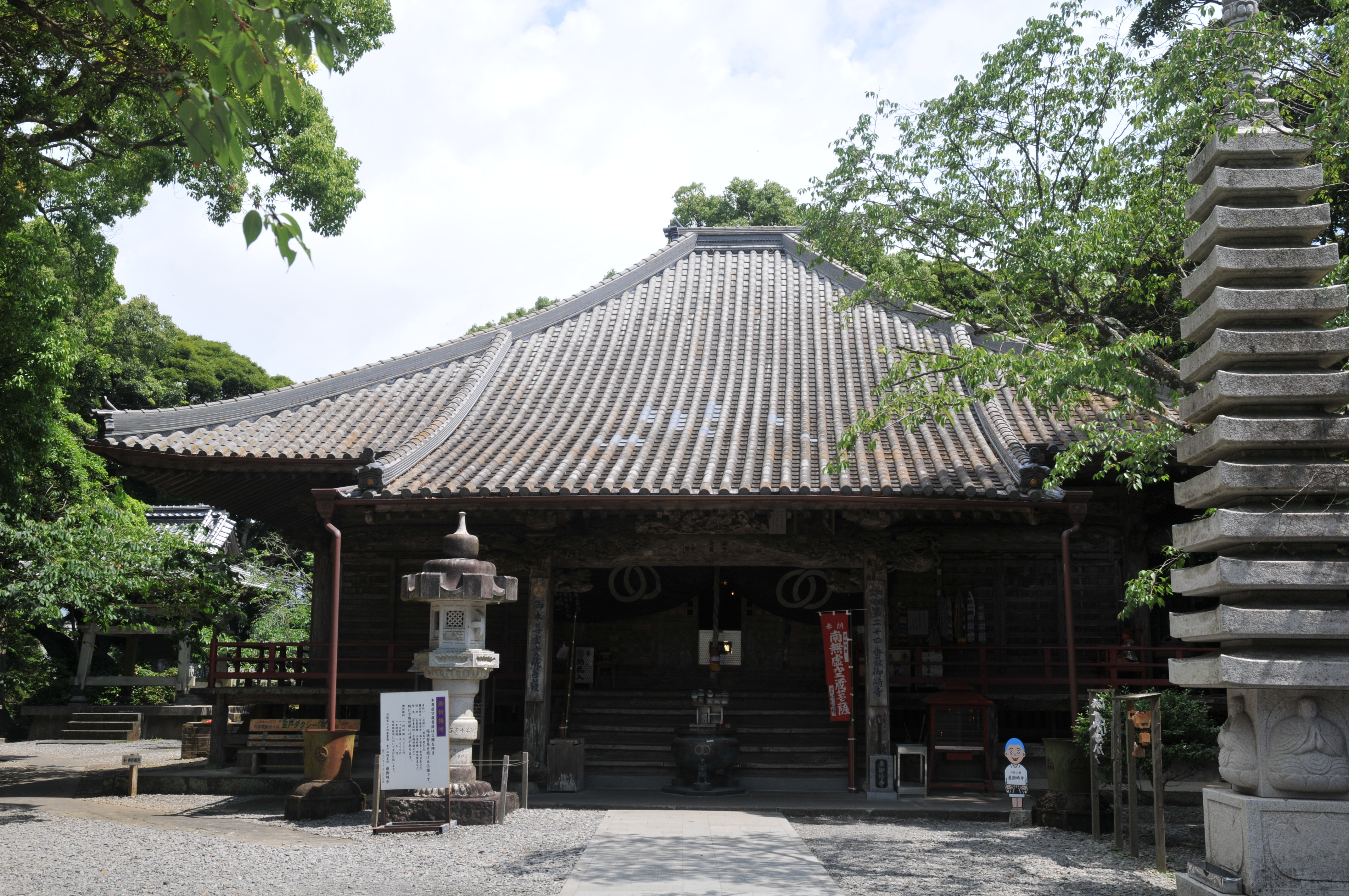
最御崎寺（24番）
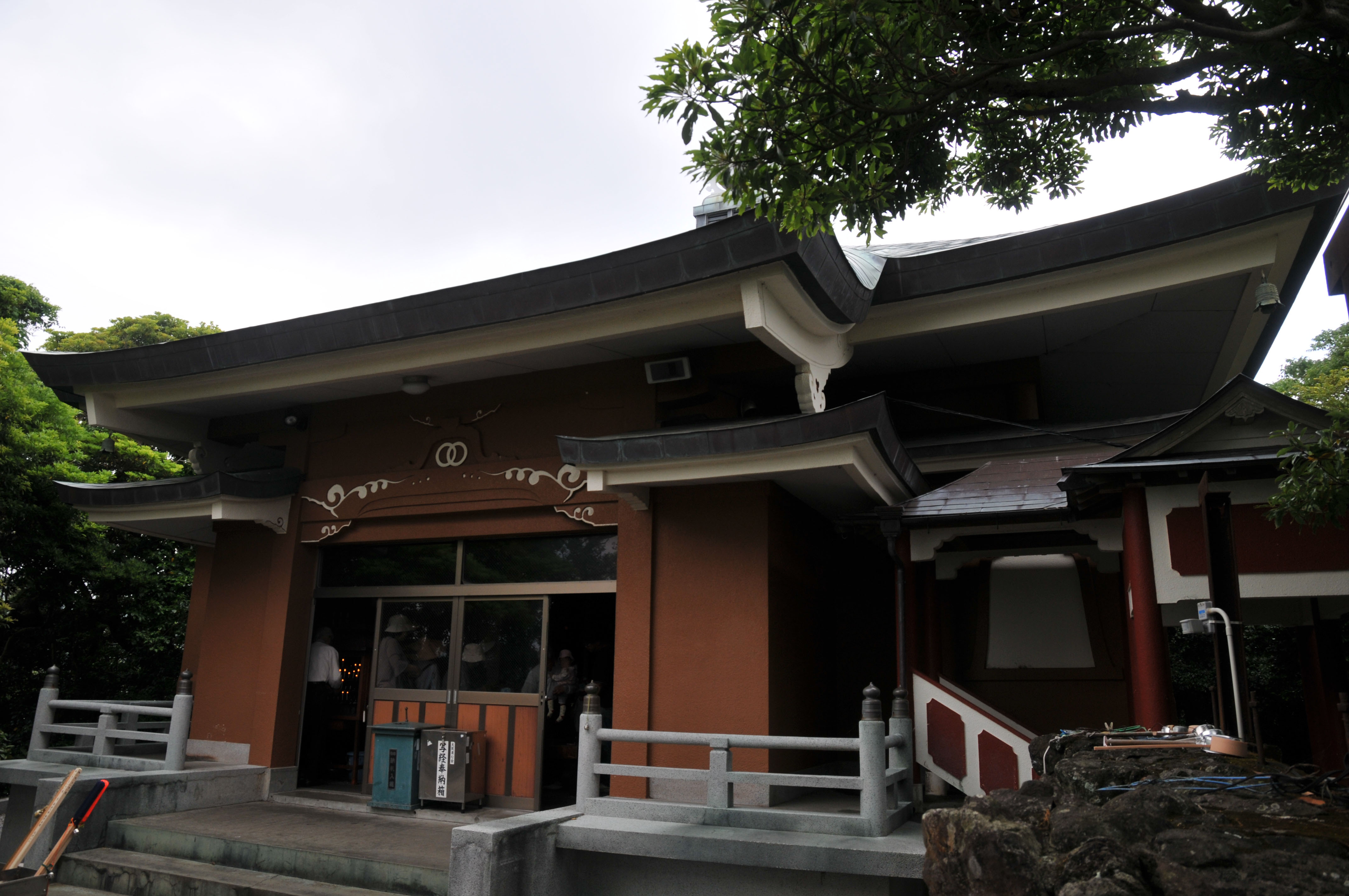
津照寺（25番）
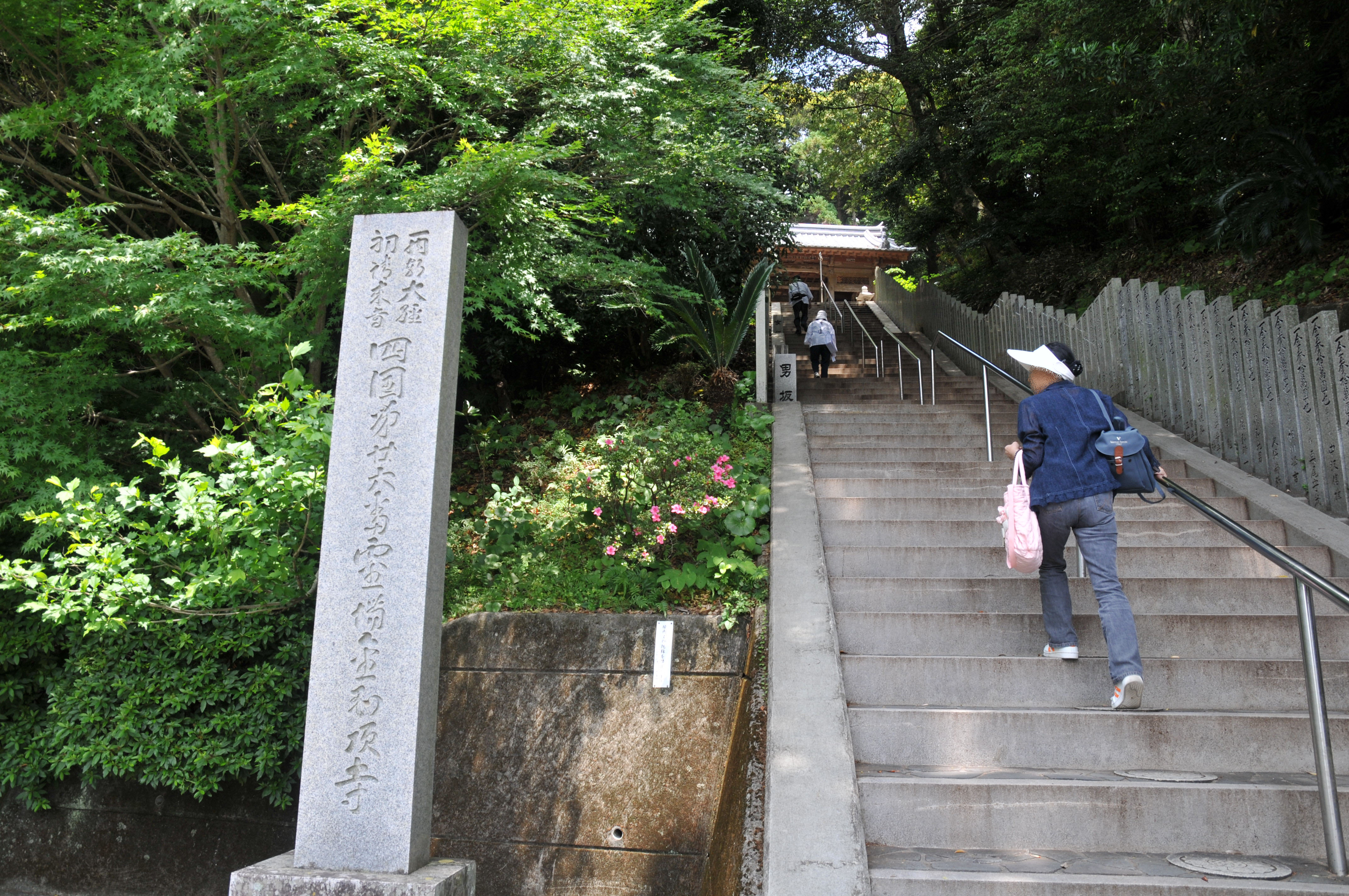
金剛頂寺（26番）
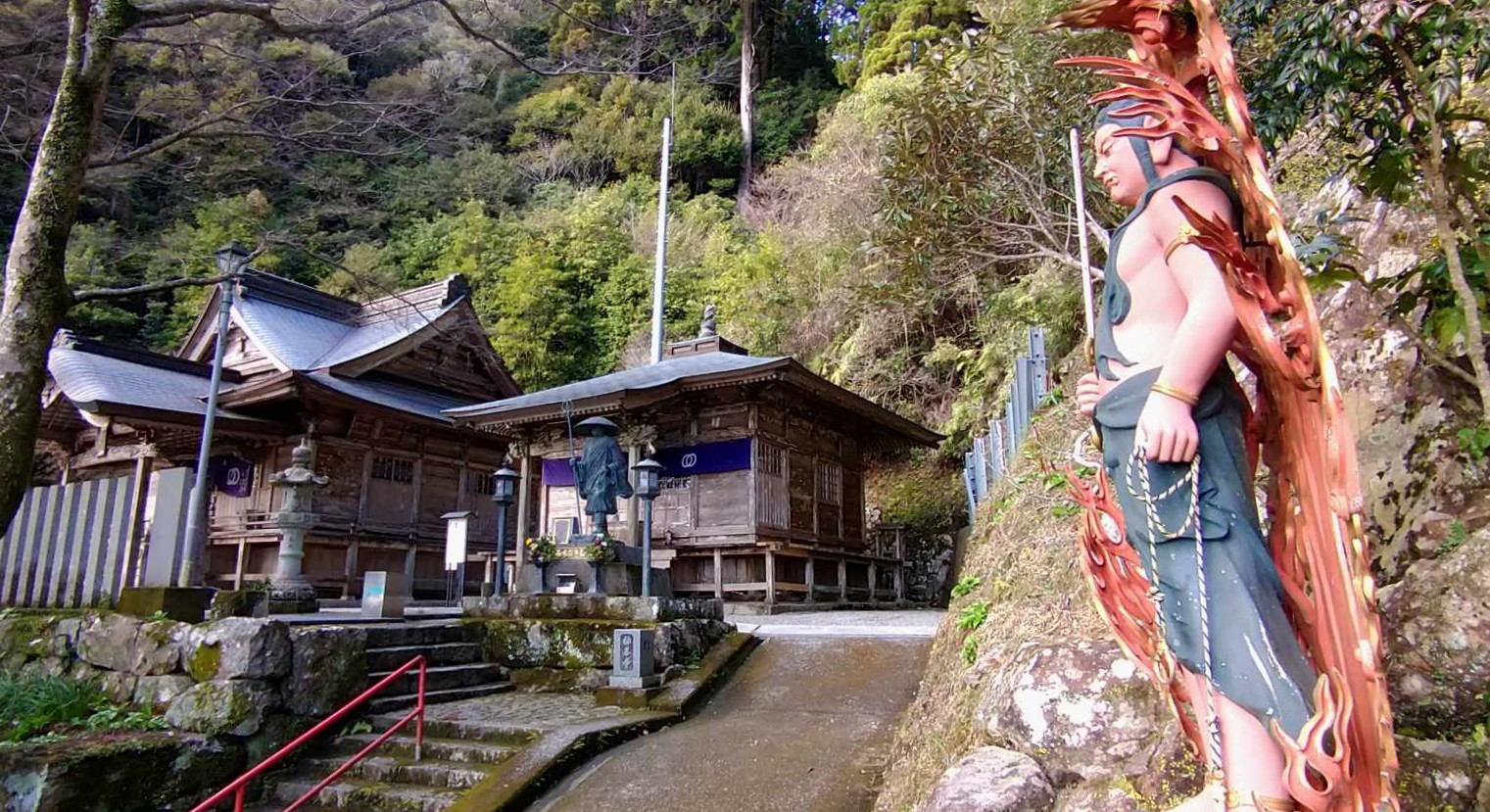
神峯寺（27番）
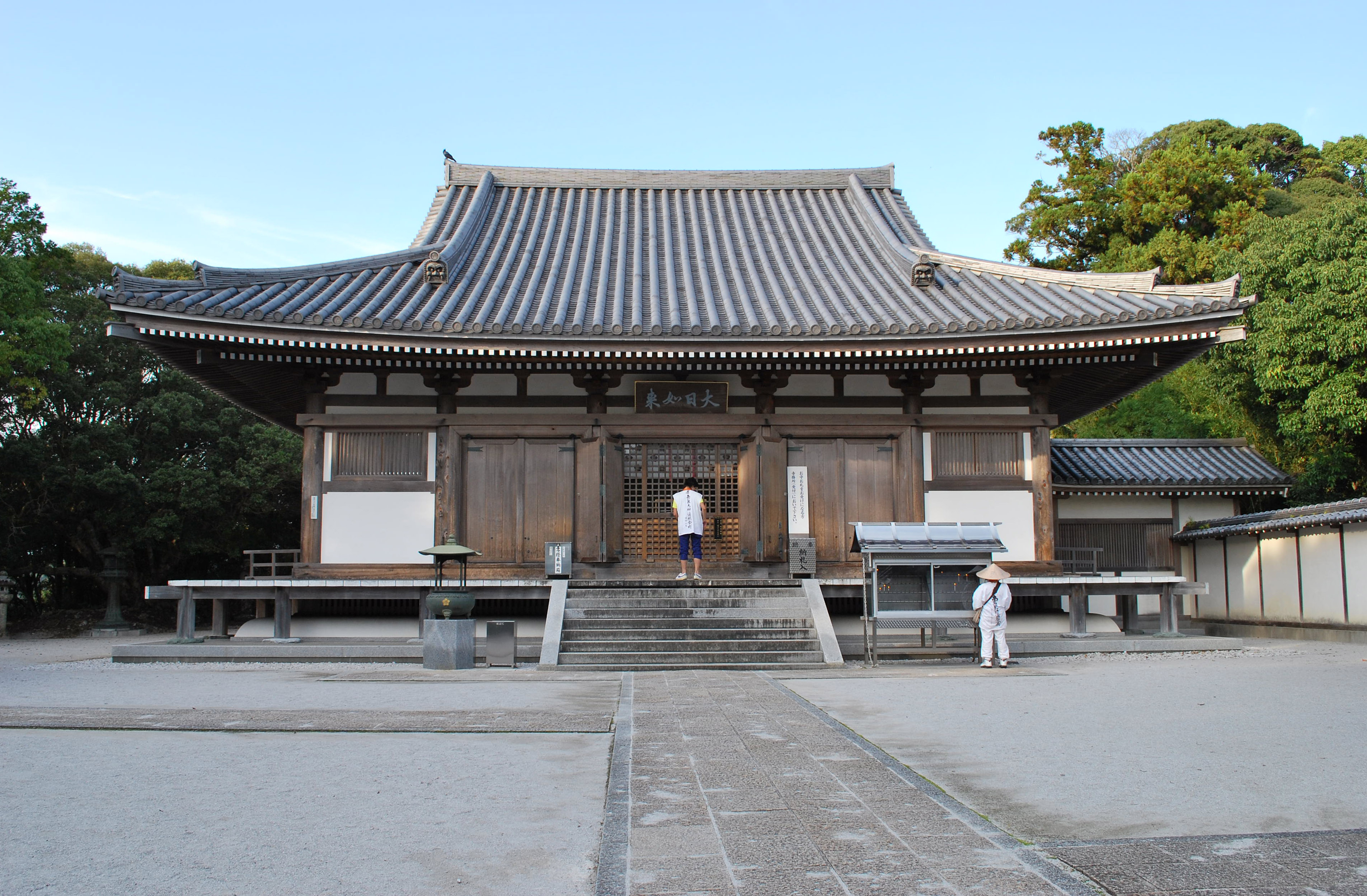
大日寺（28番）
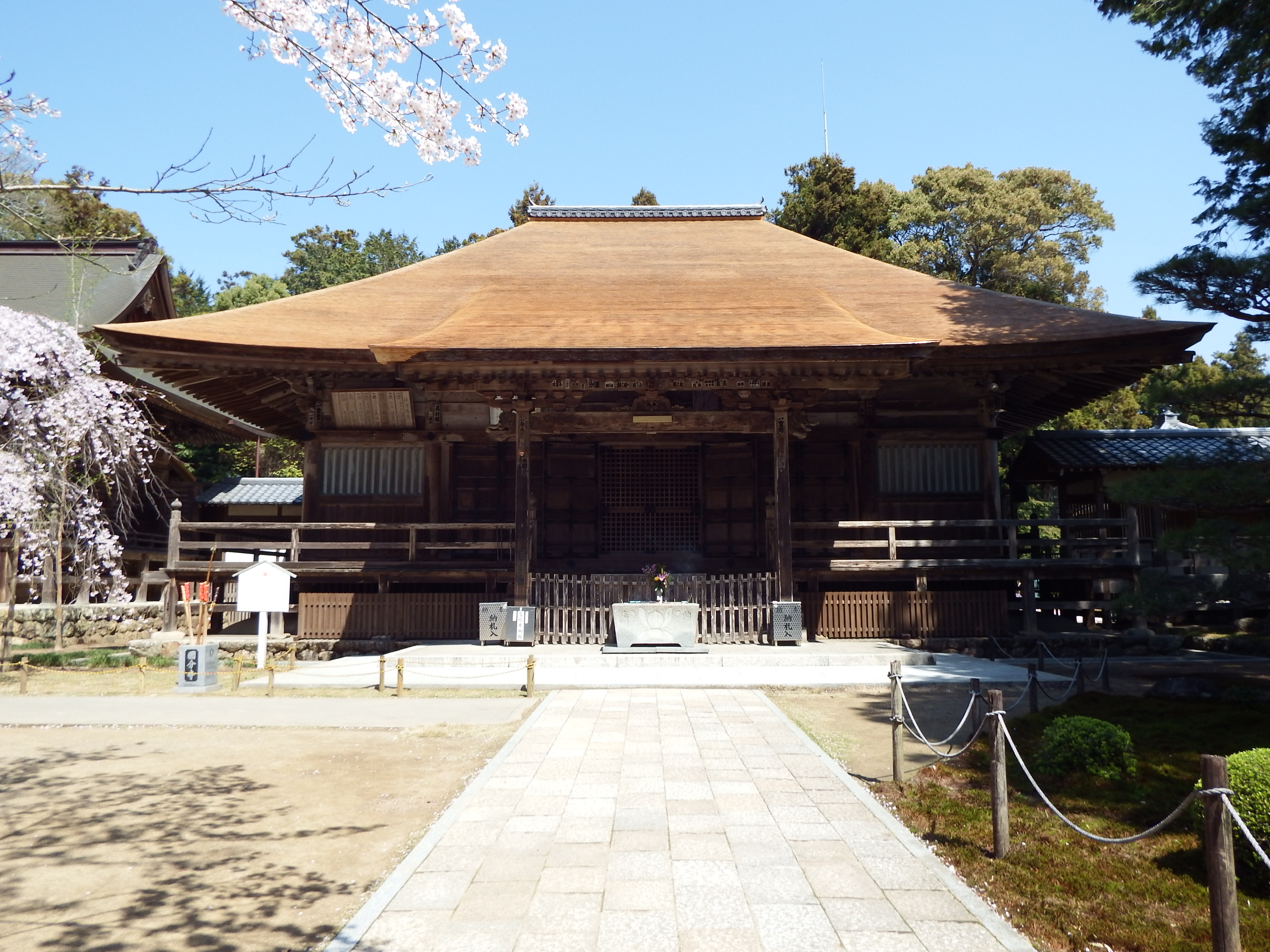
土佐国分寺（29番）
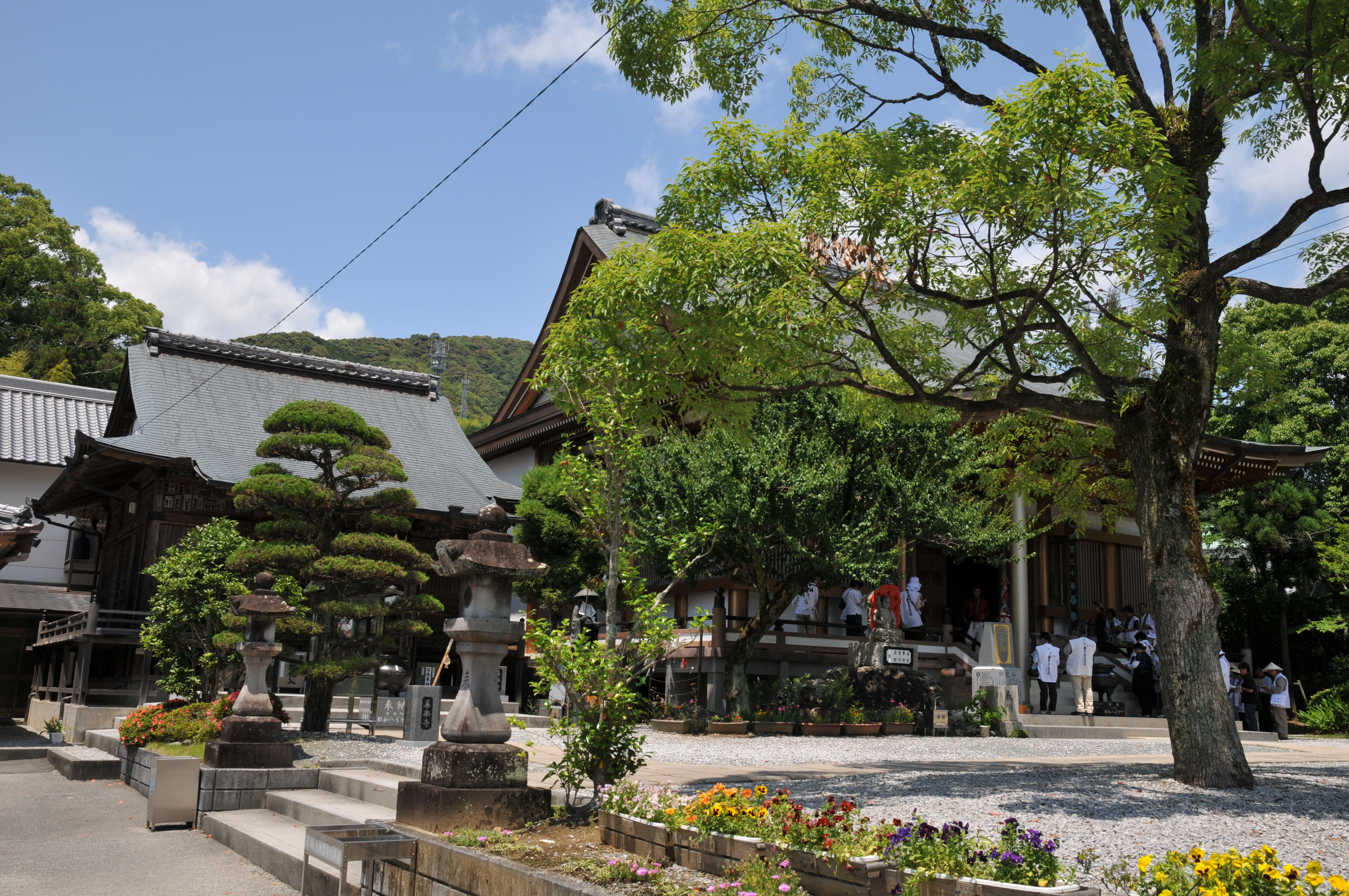
善楽寺（30番）
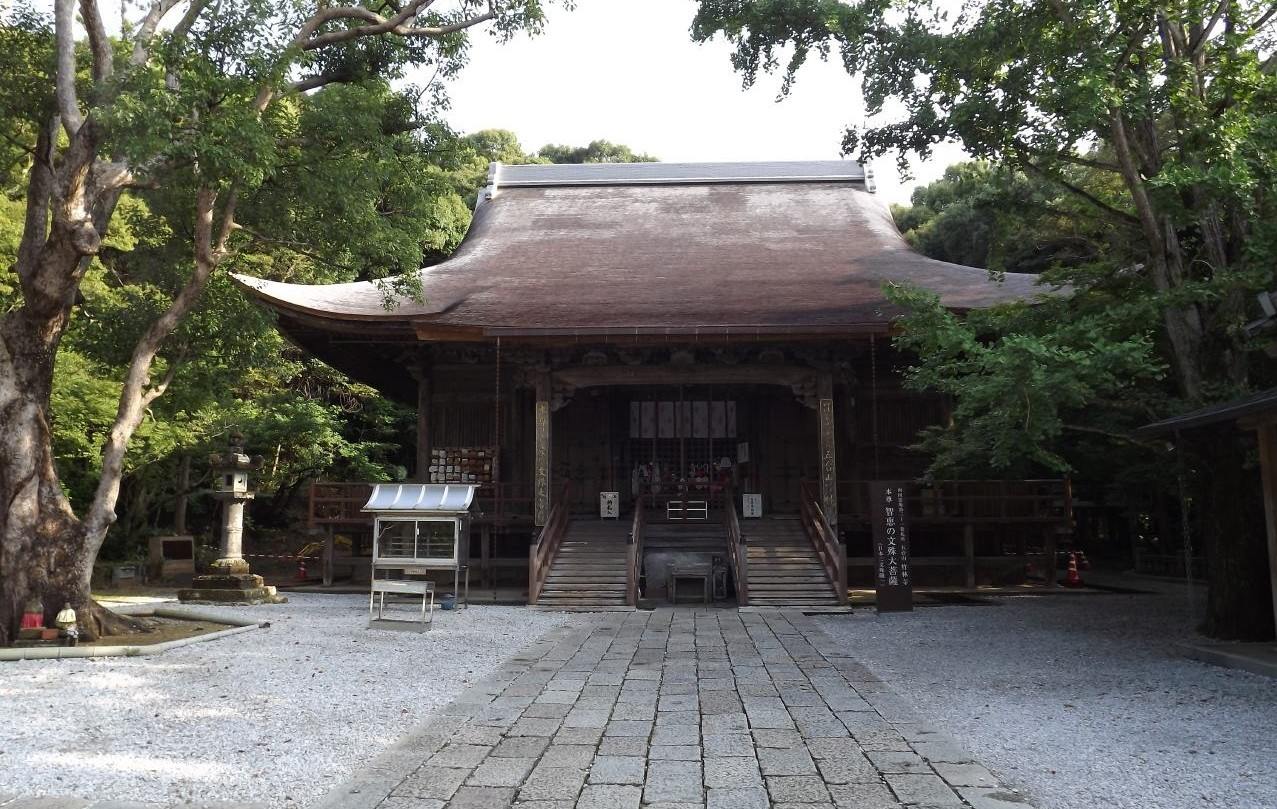
竹林寺（31番）
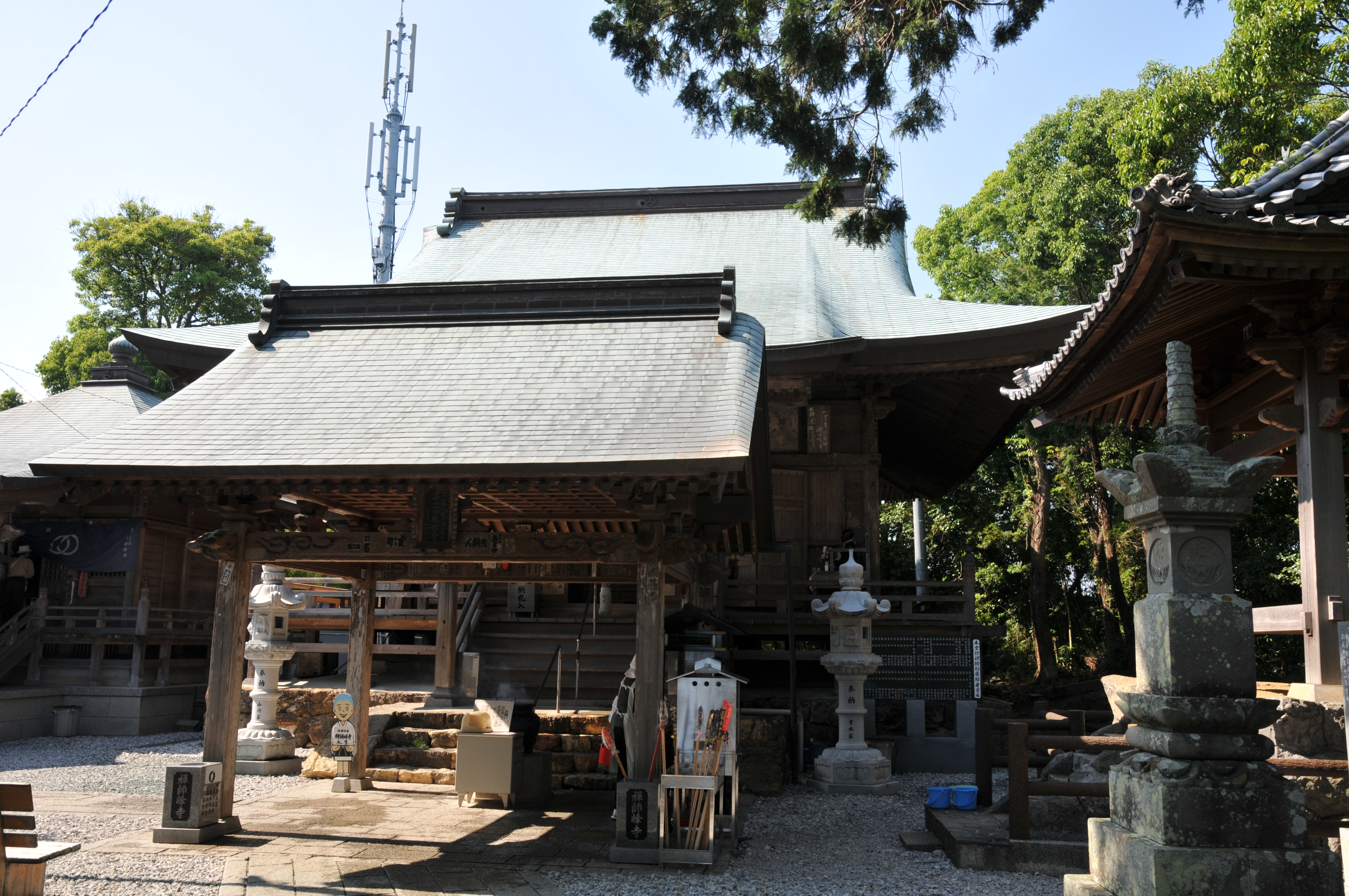
禅師峰寺（32番）
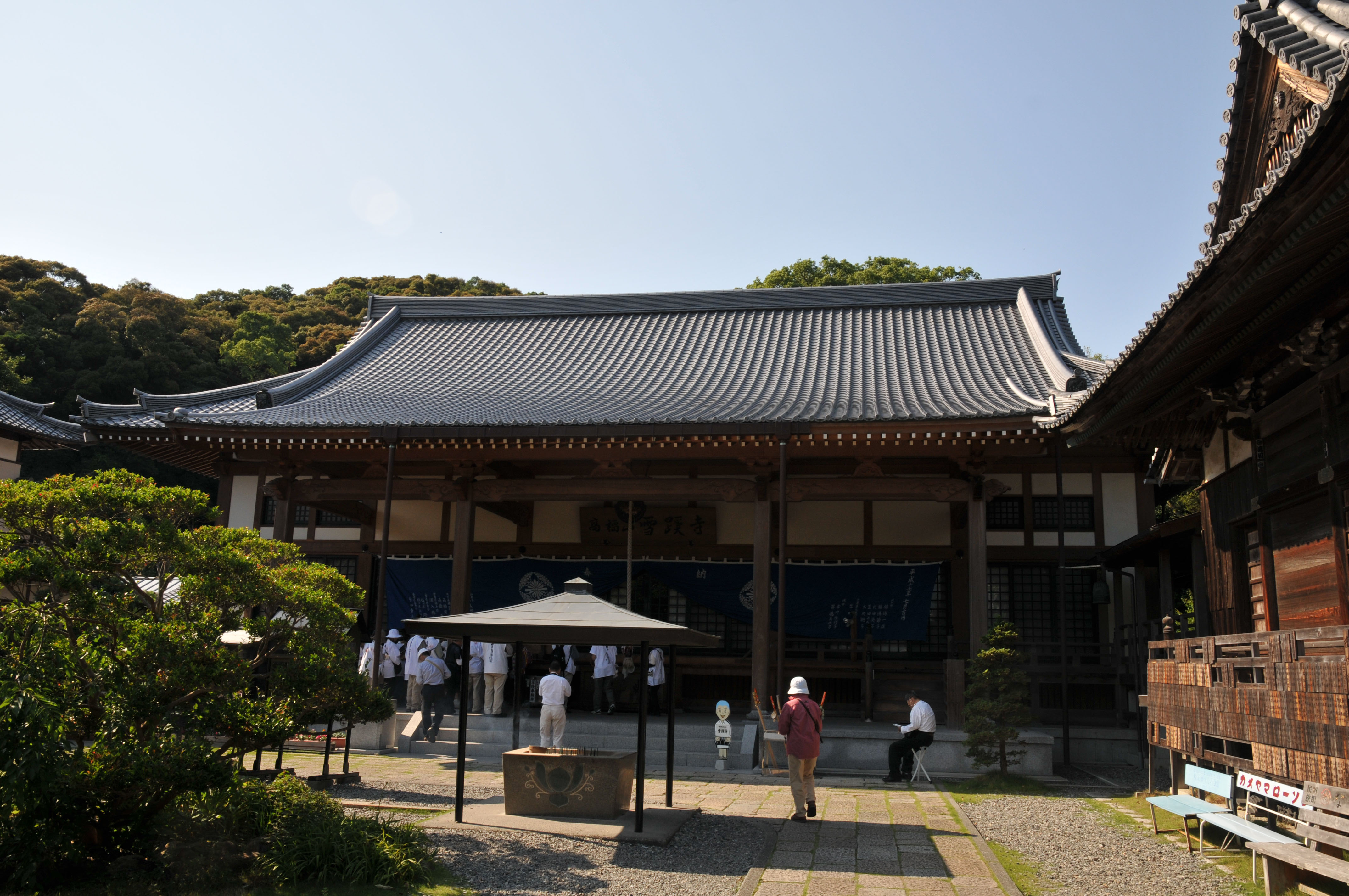
雪蹊寺（33番）
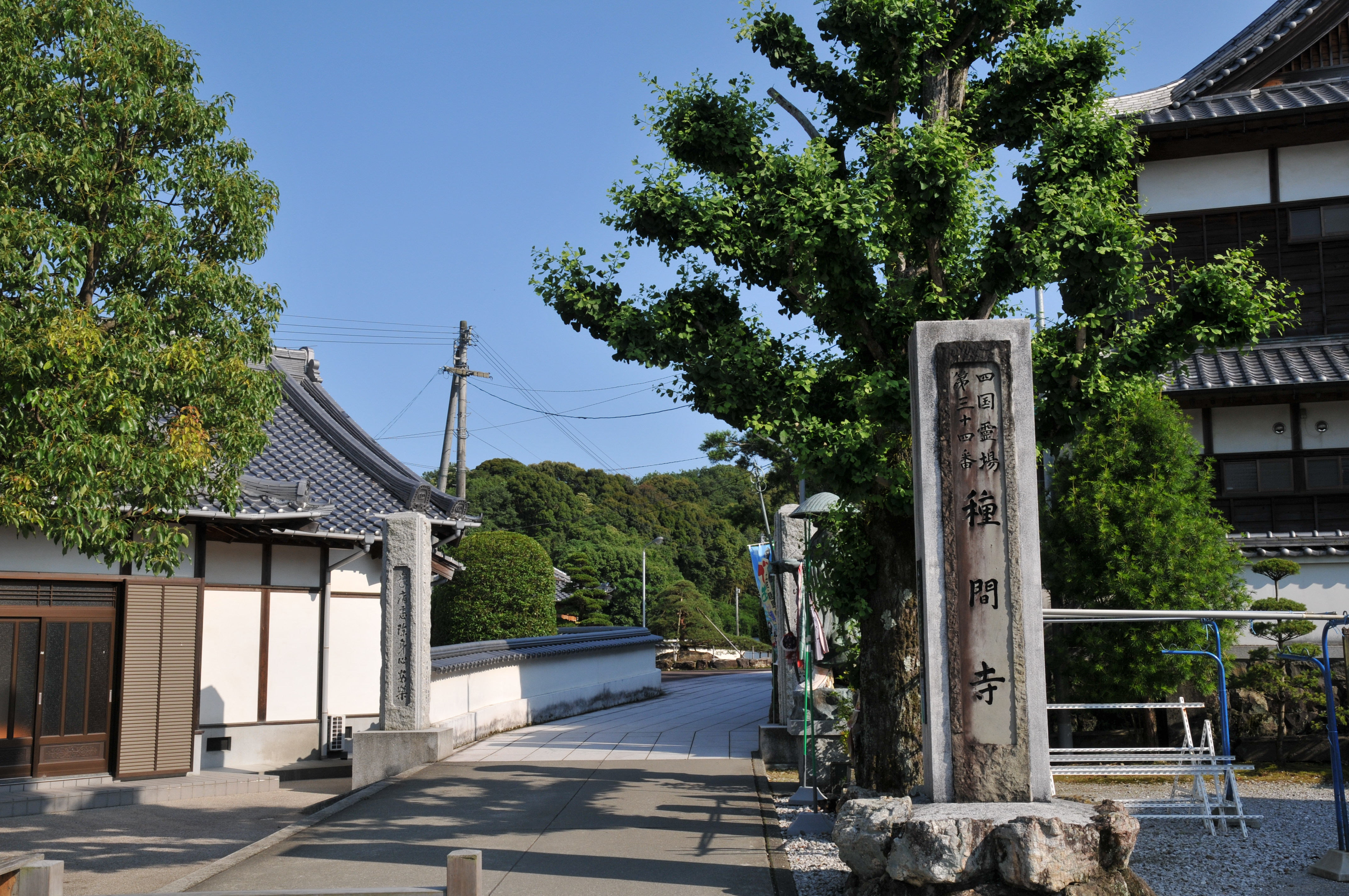
種間寺（34番）
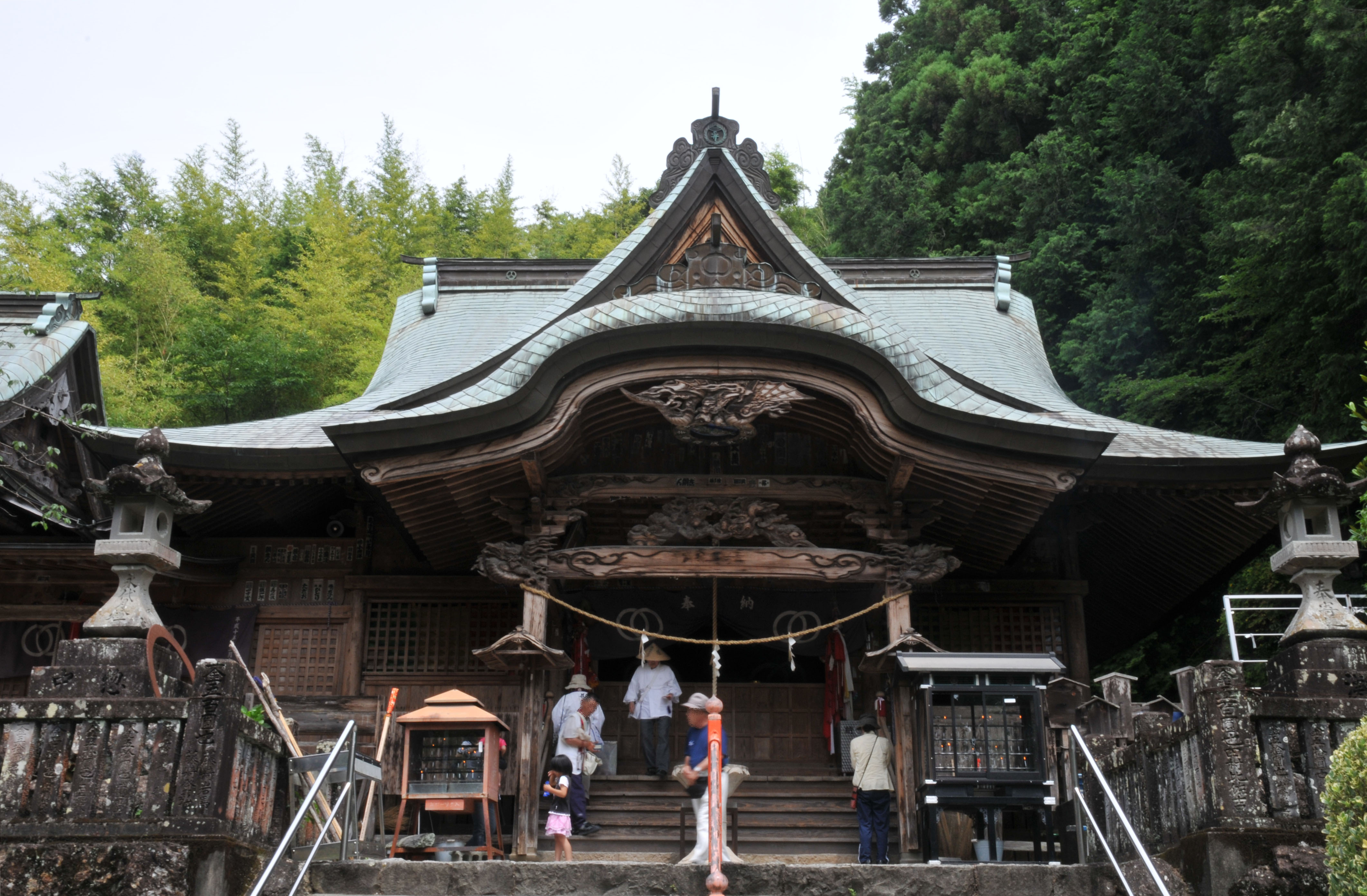
清瀧寺（35番）
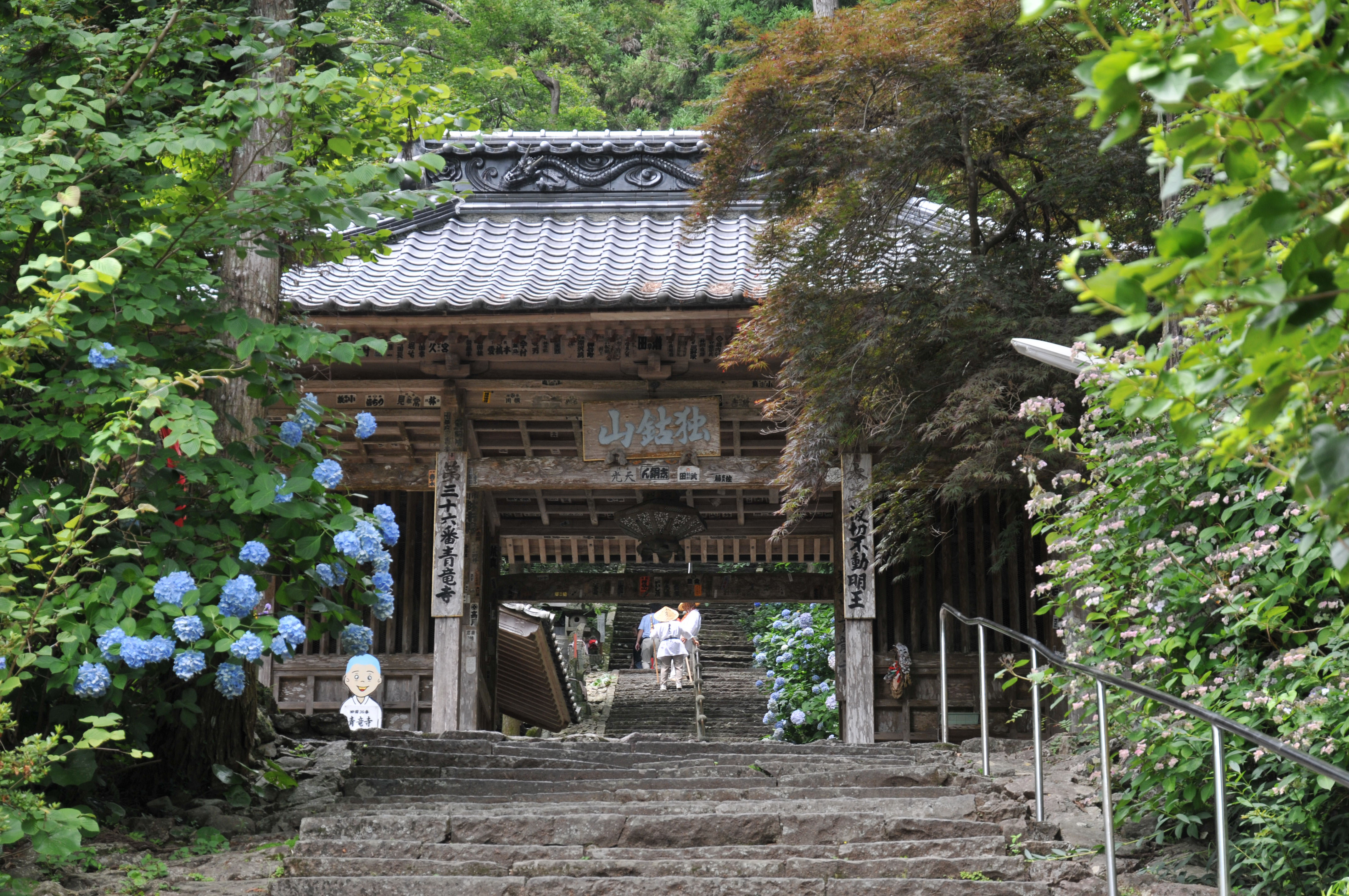
青龍寺（36番）
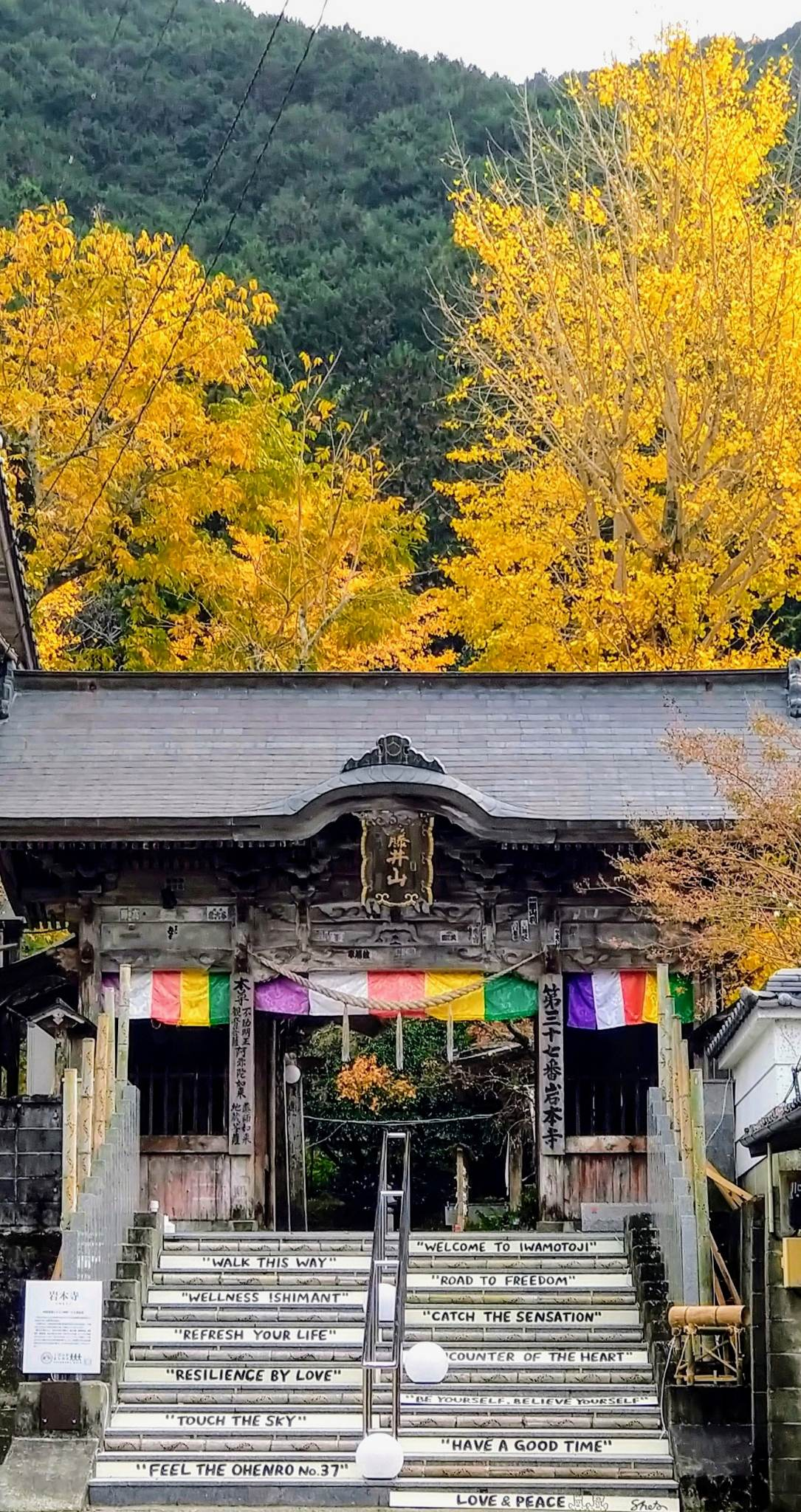
岩本寺（37番）
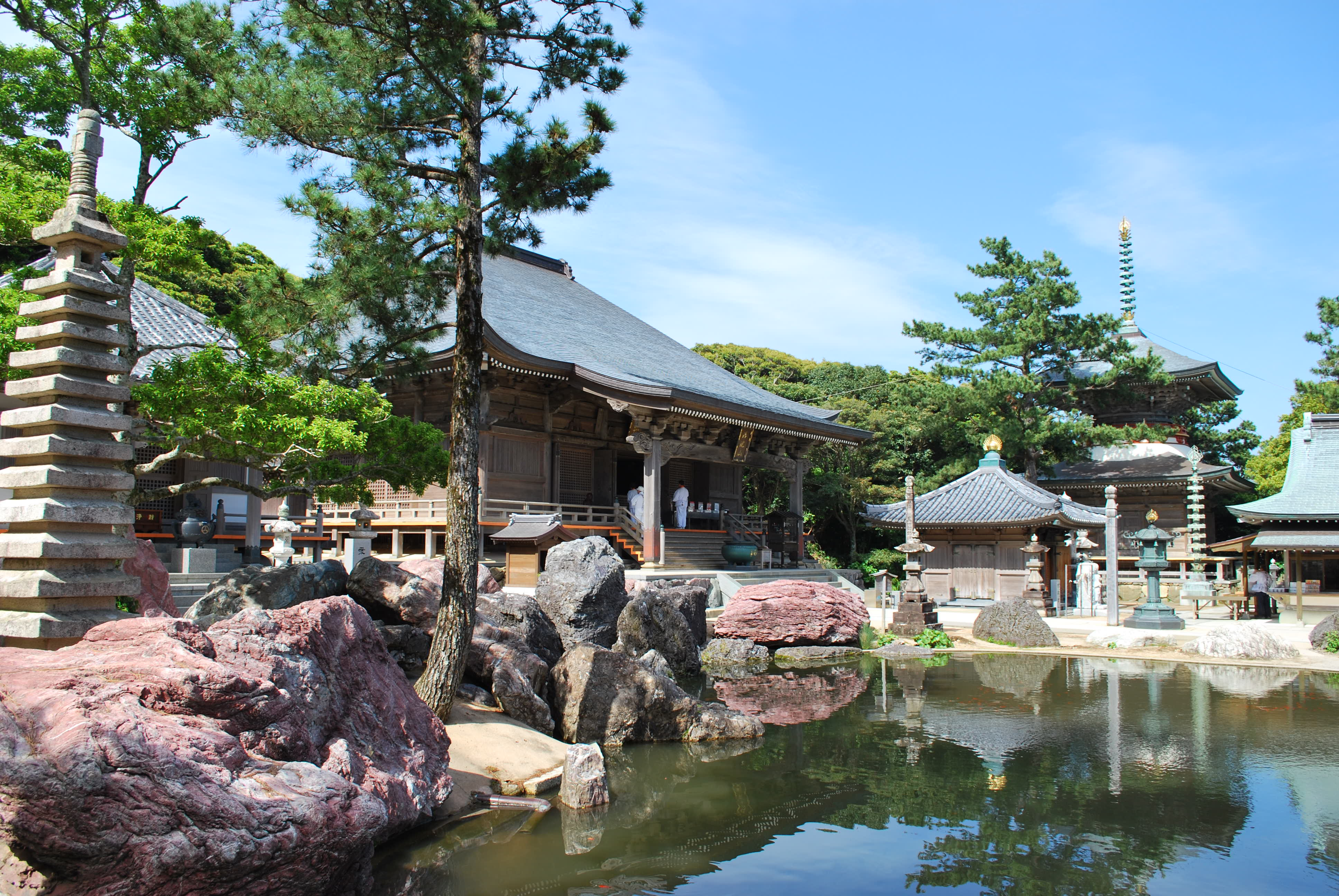
金剛福寺（38番）
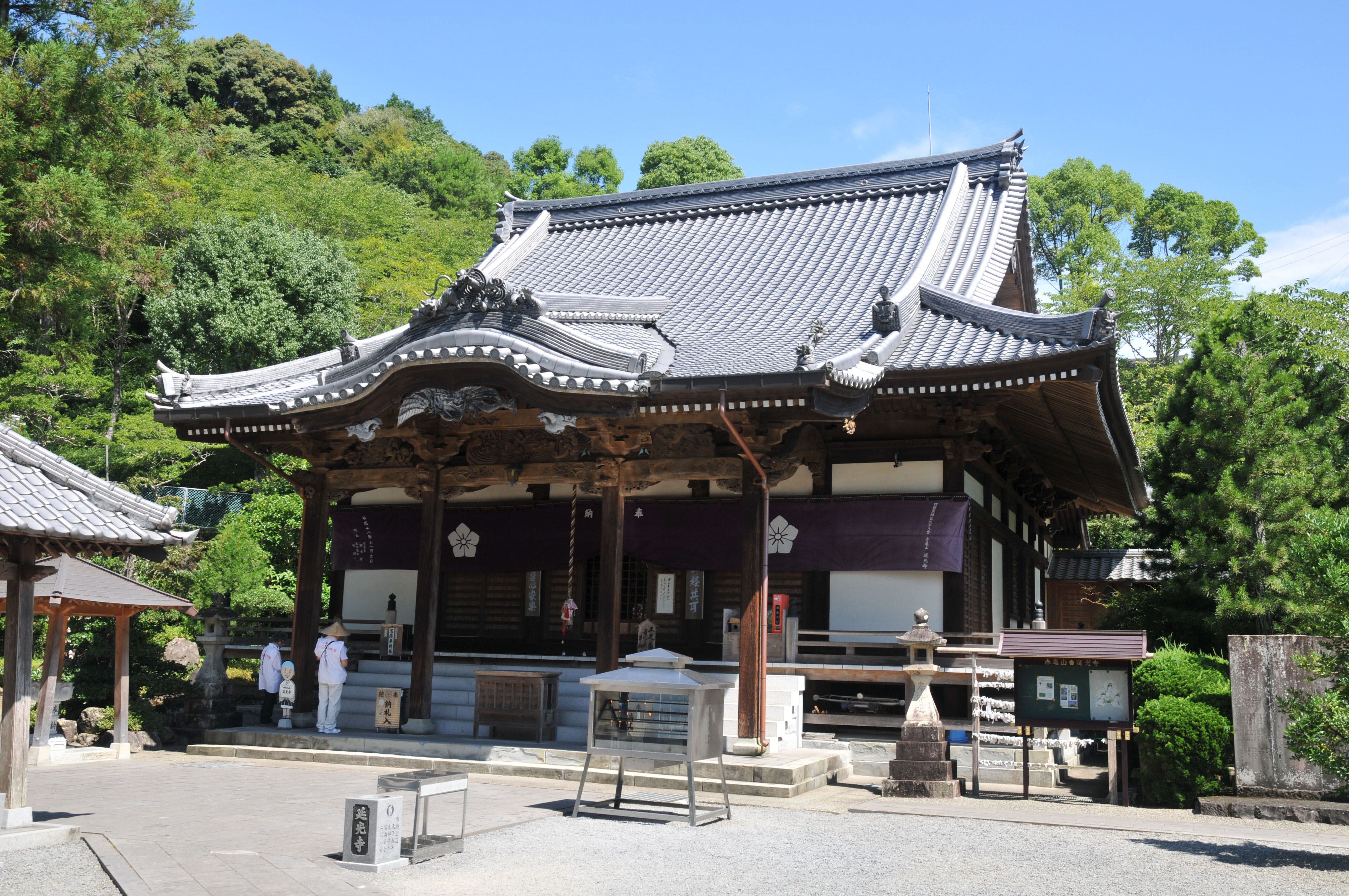
延光寺（39番）
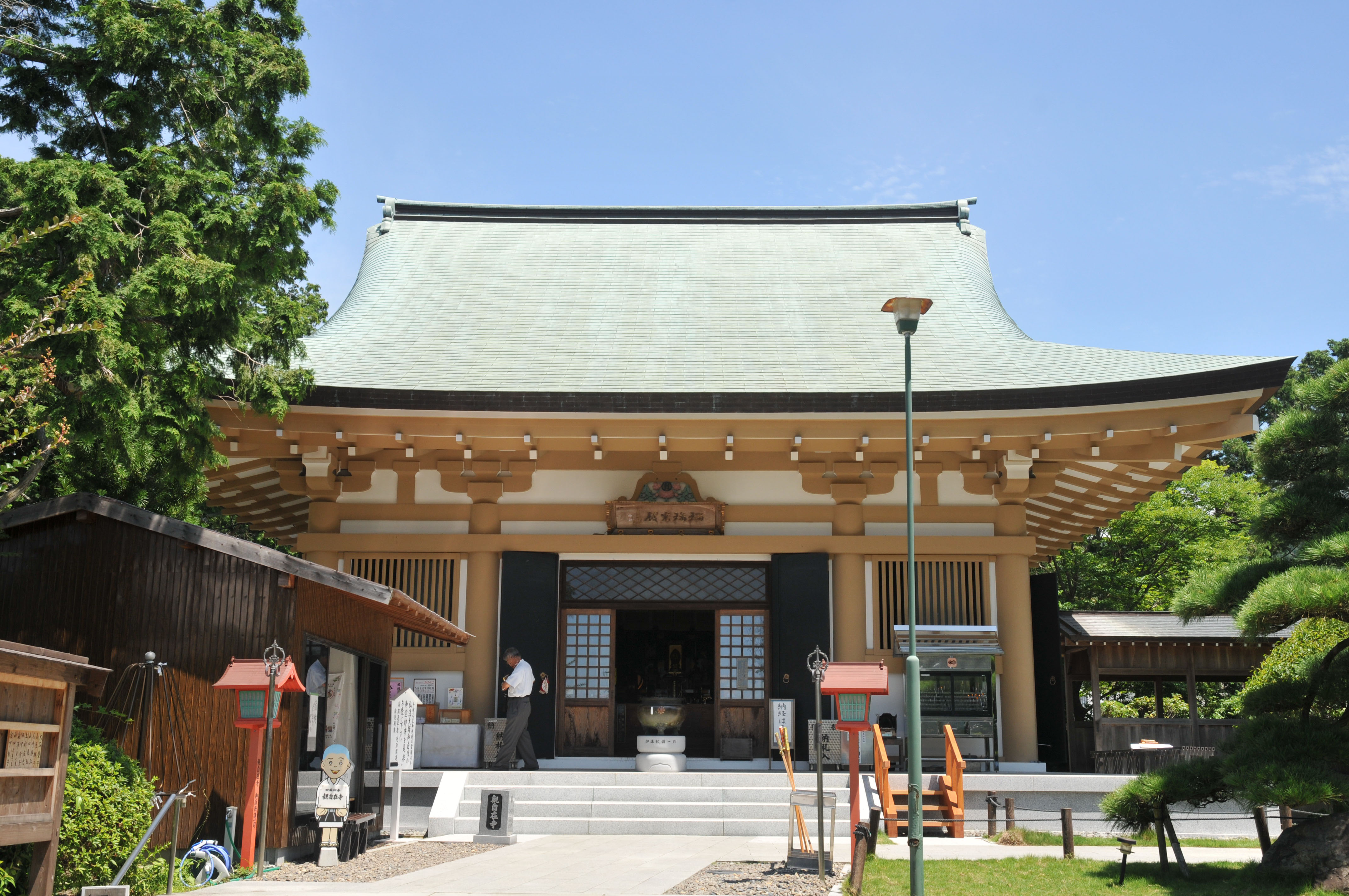
観自在寺（40番）
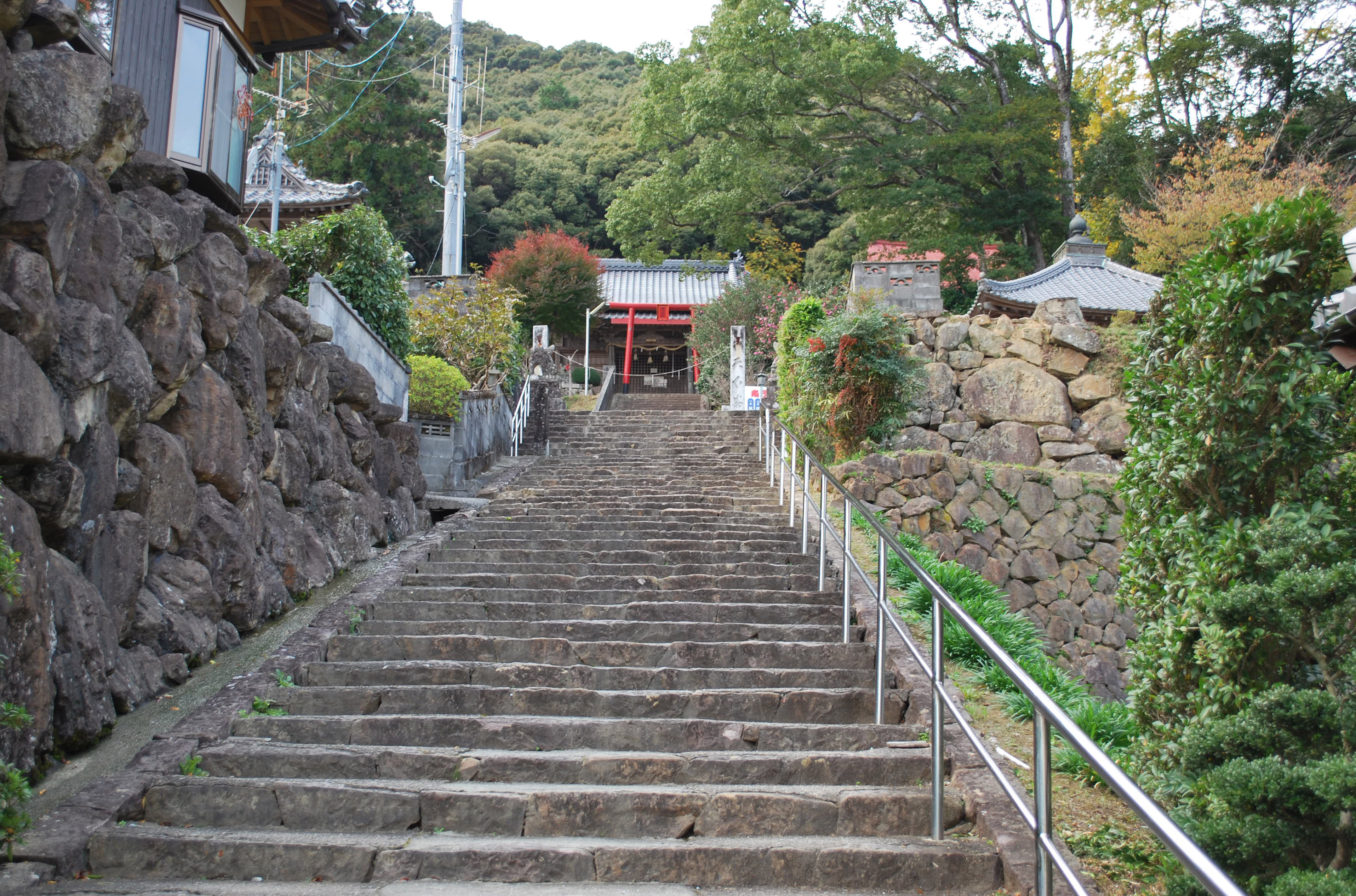
龍光寺（41番）
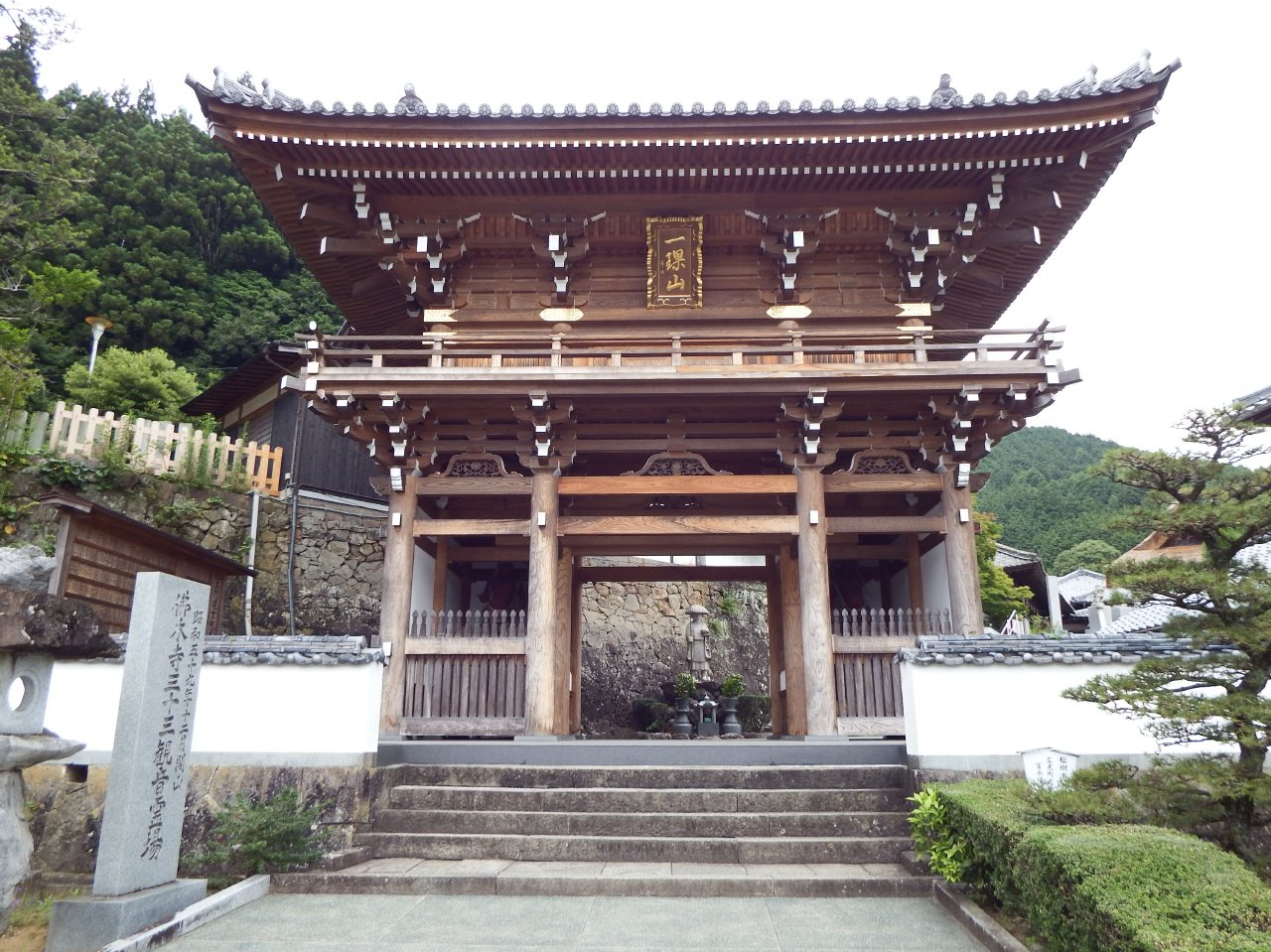
佛木寺（42番）
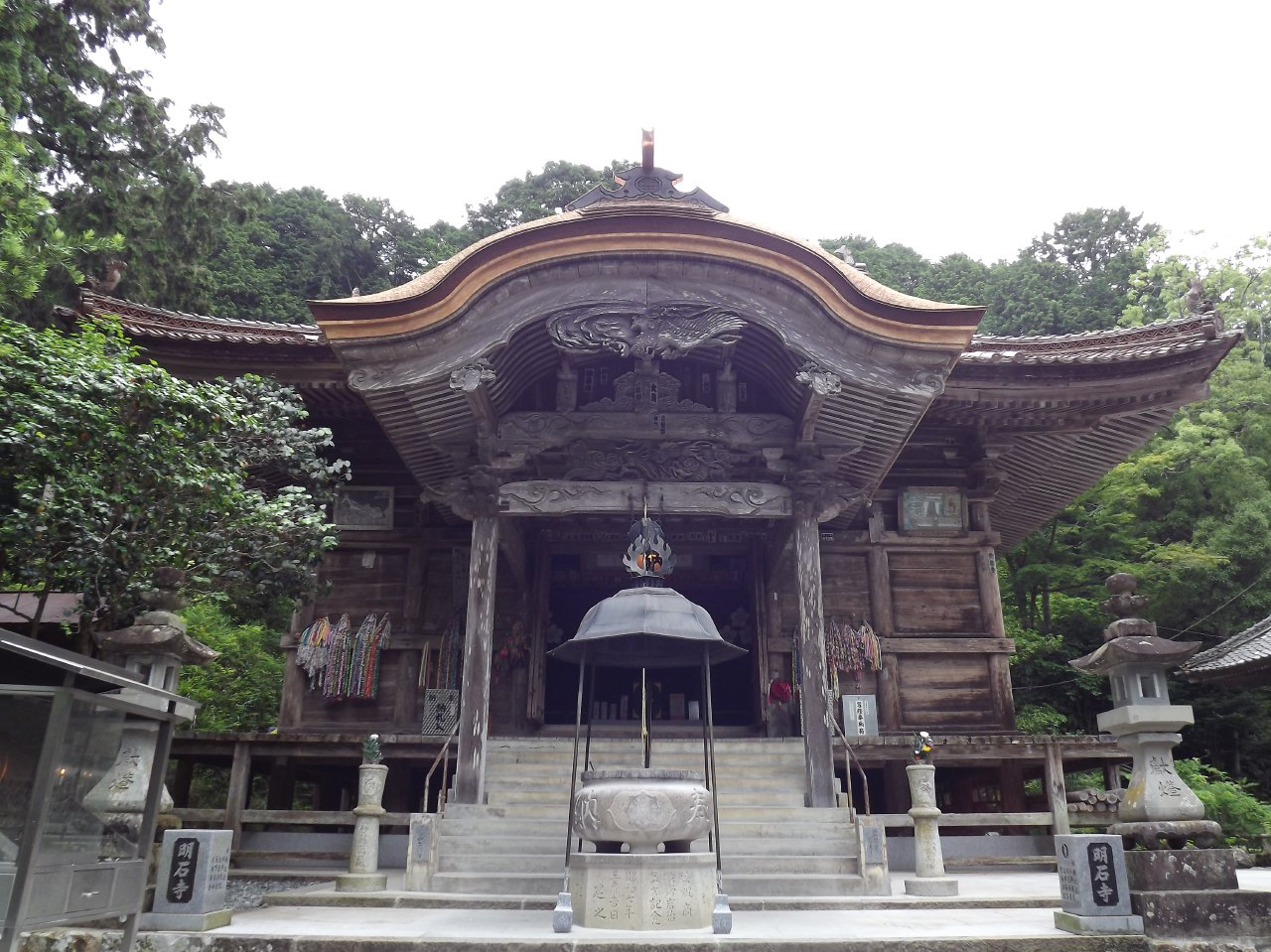
明石寺（43番）
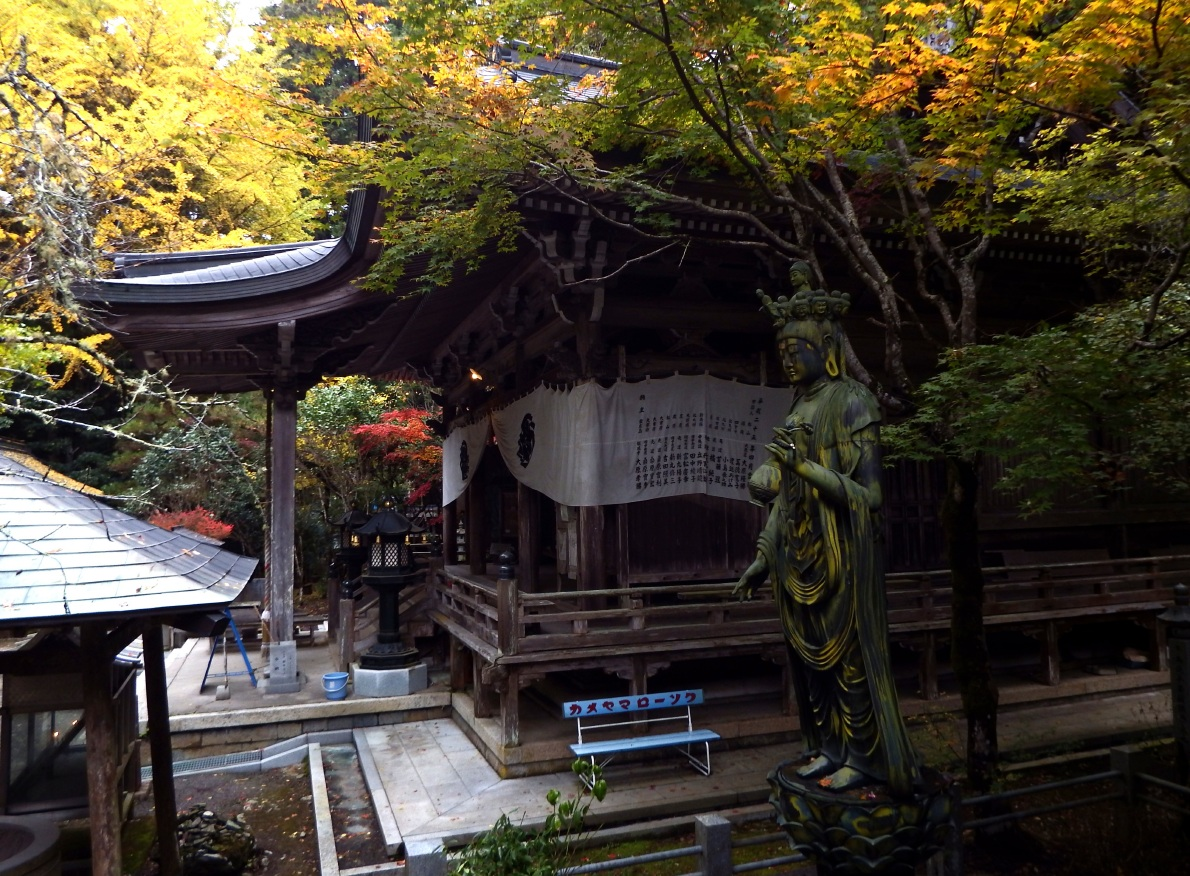
大寶寺（44番）
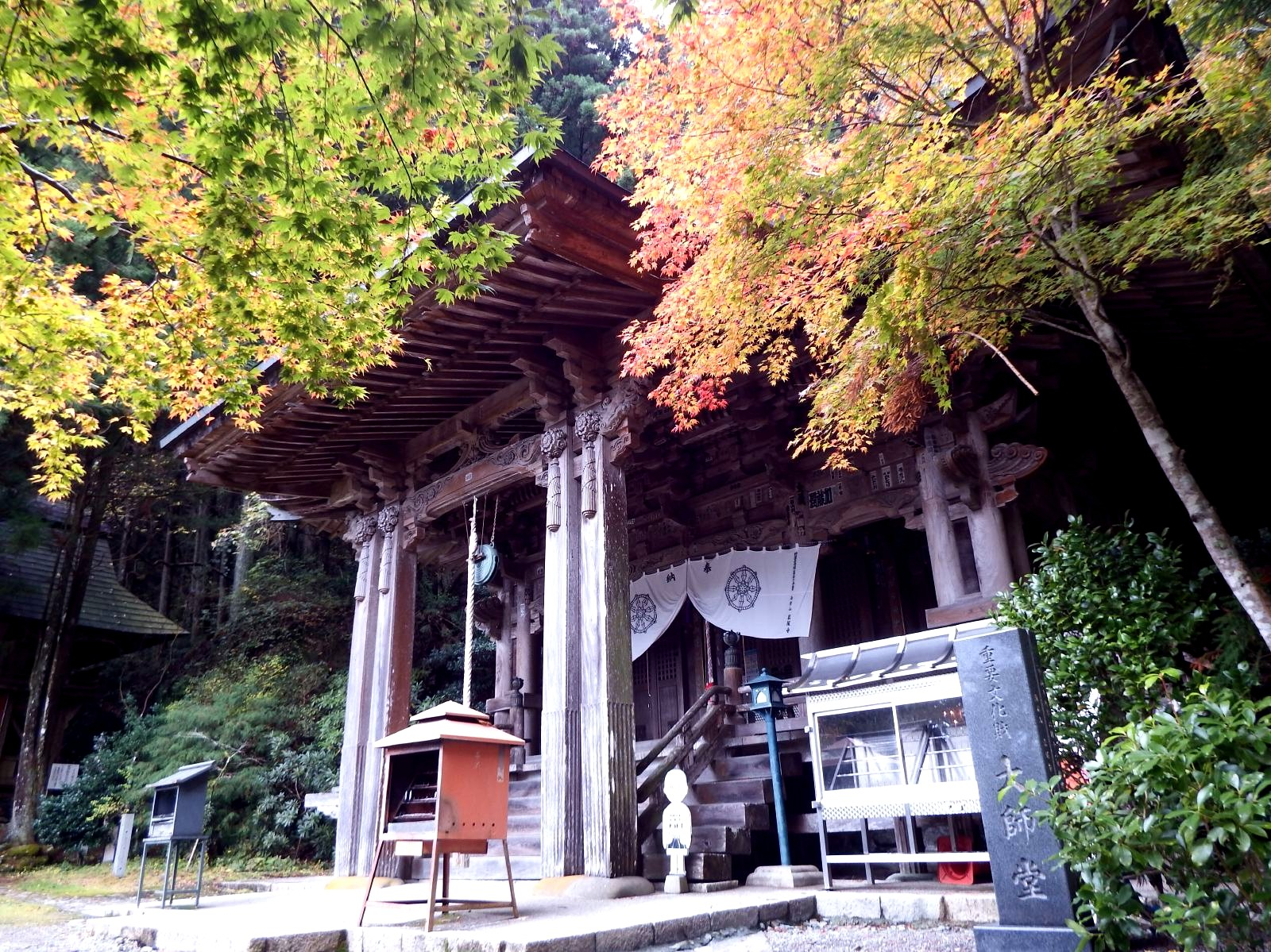
岩屋寺（45番）
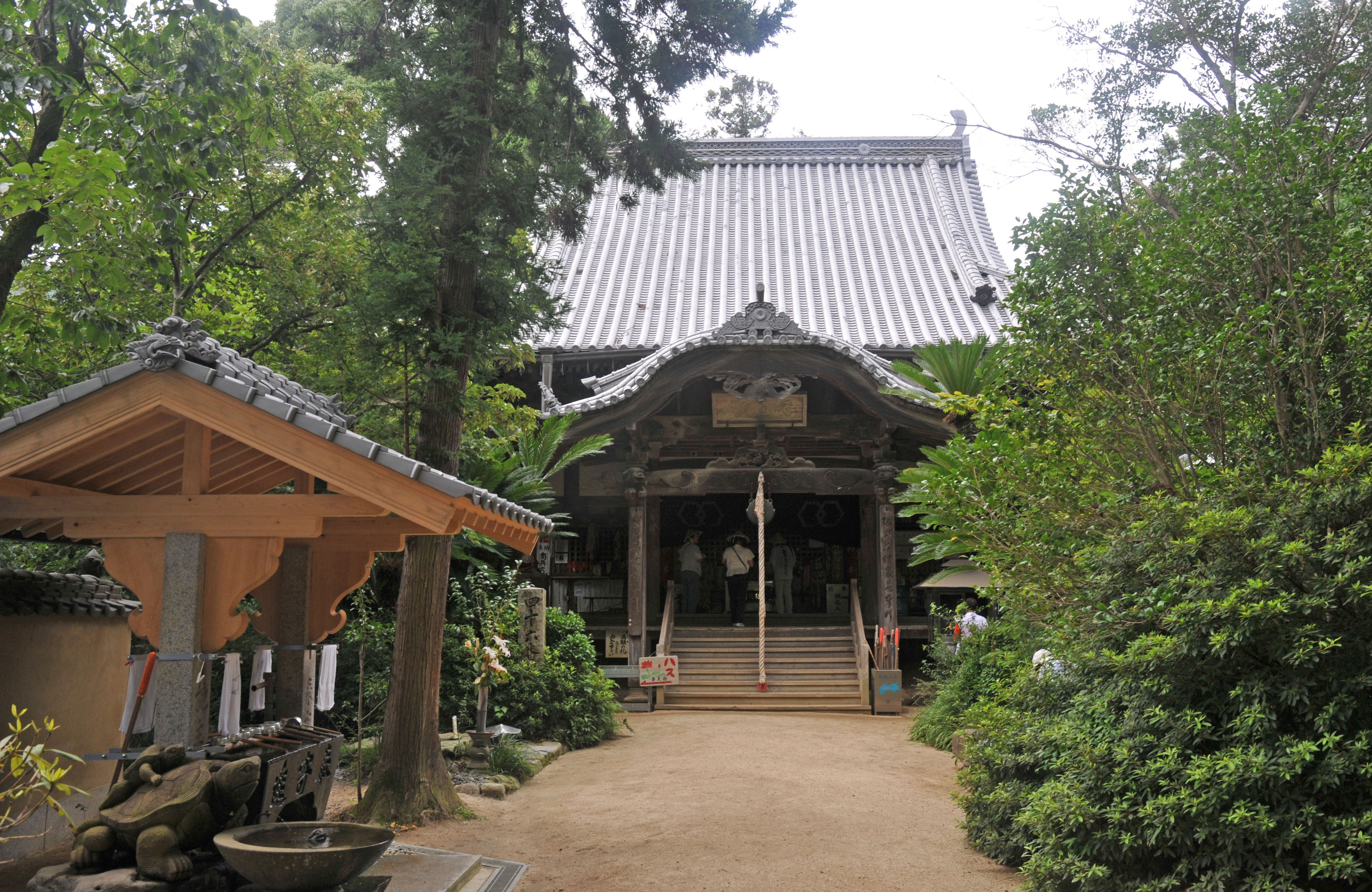
浄瑠璃寺（46番）
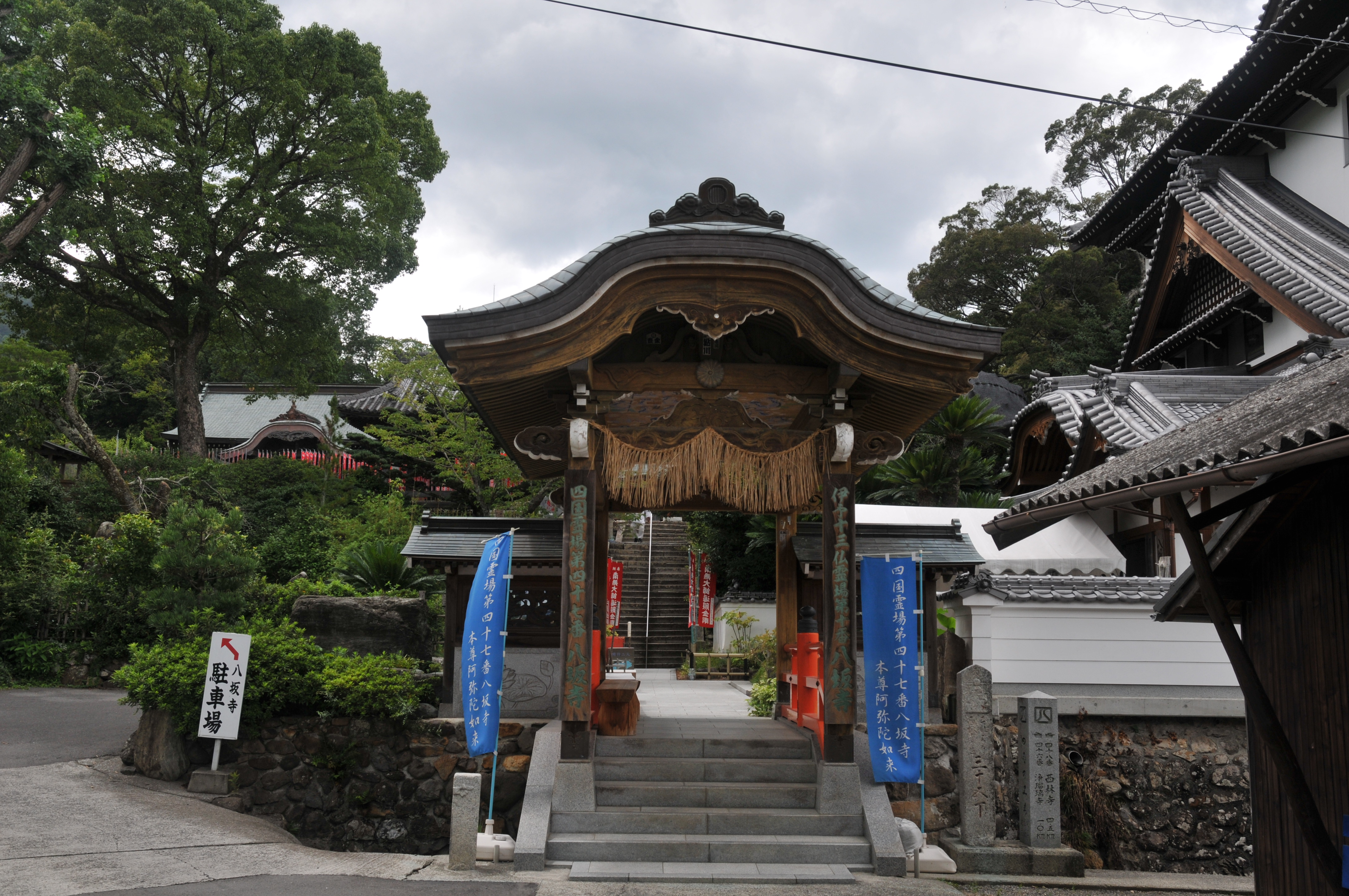
八坂寺（47番）
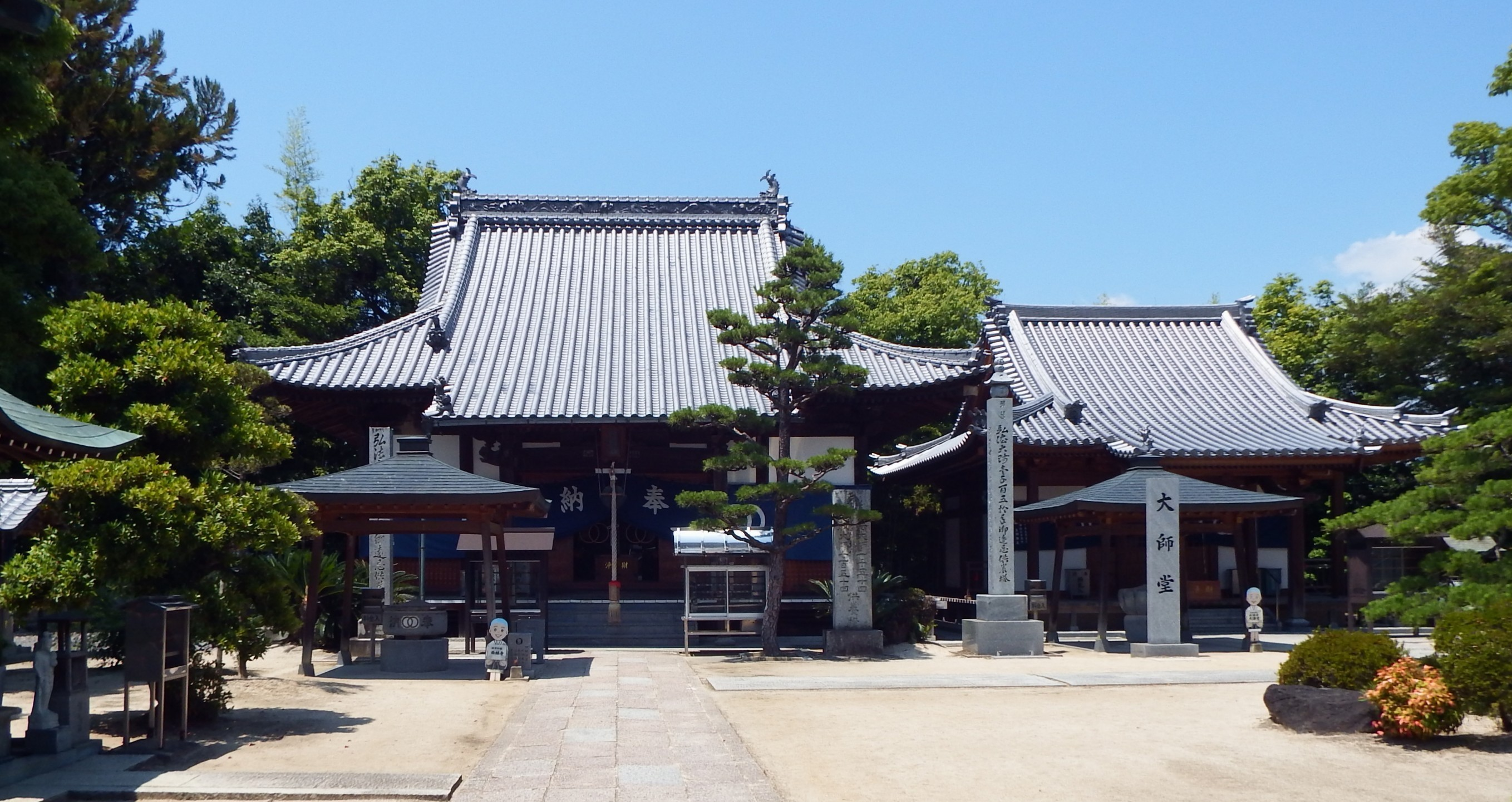
西林寺（48番）
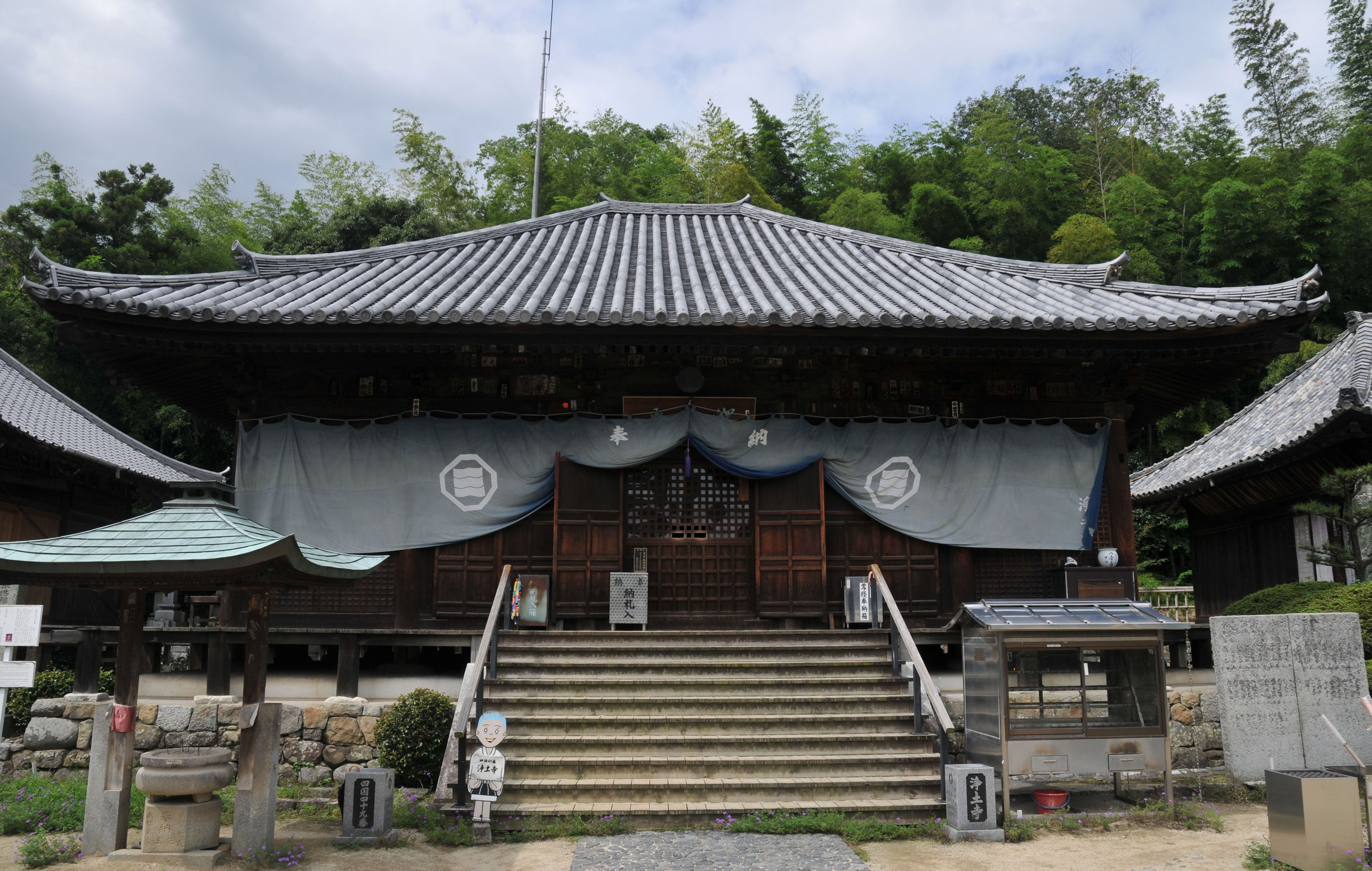
浄土寺（49番）
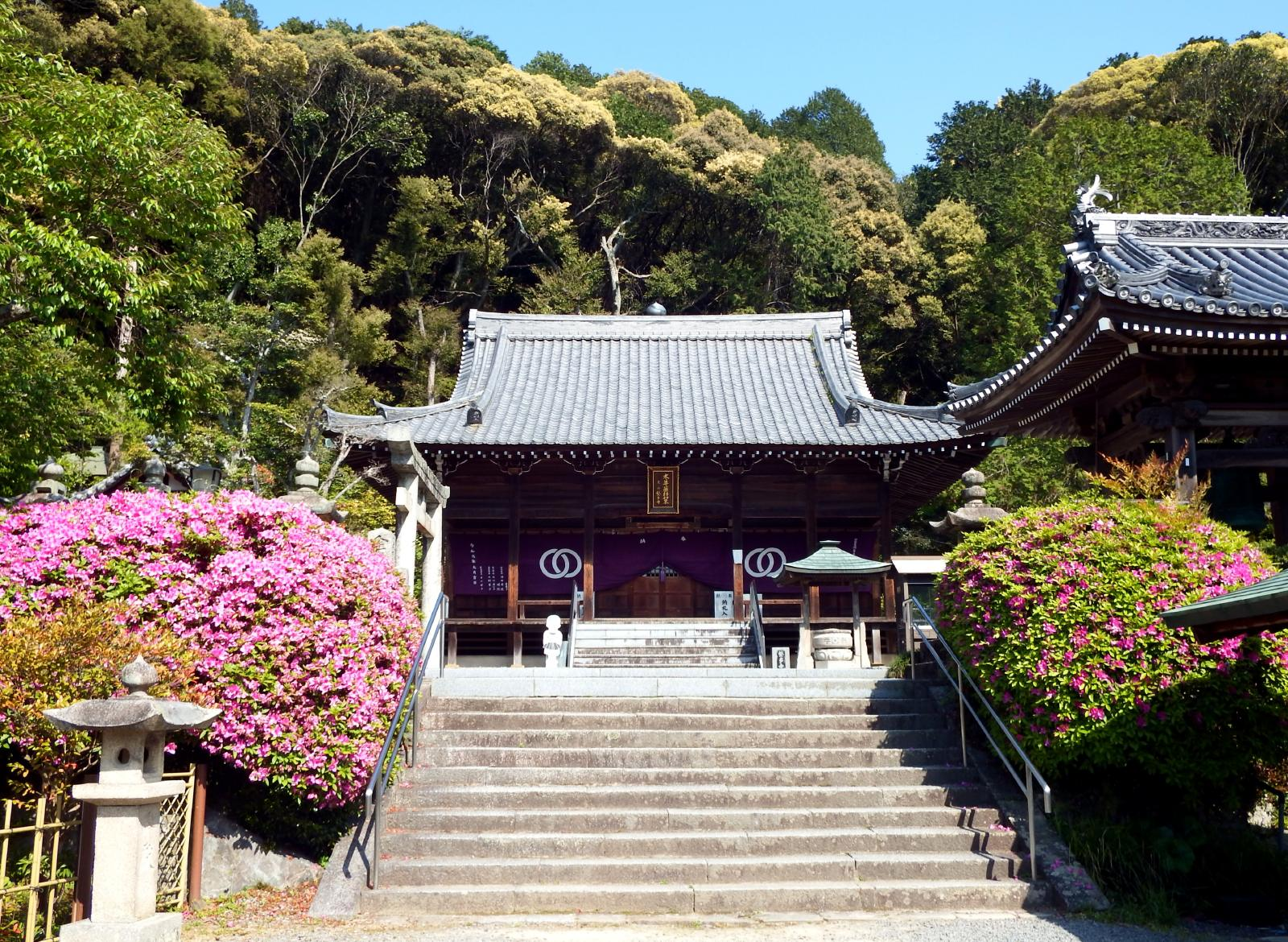
繁多寺（50番）
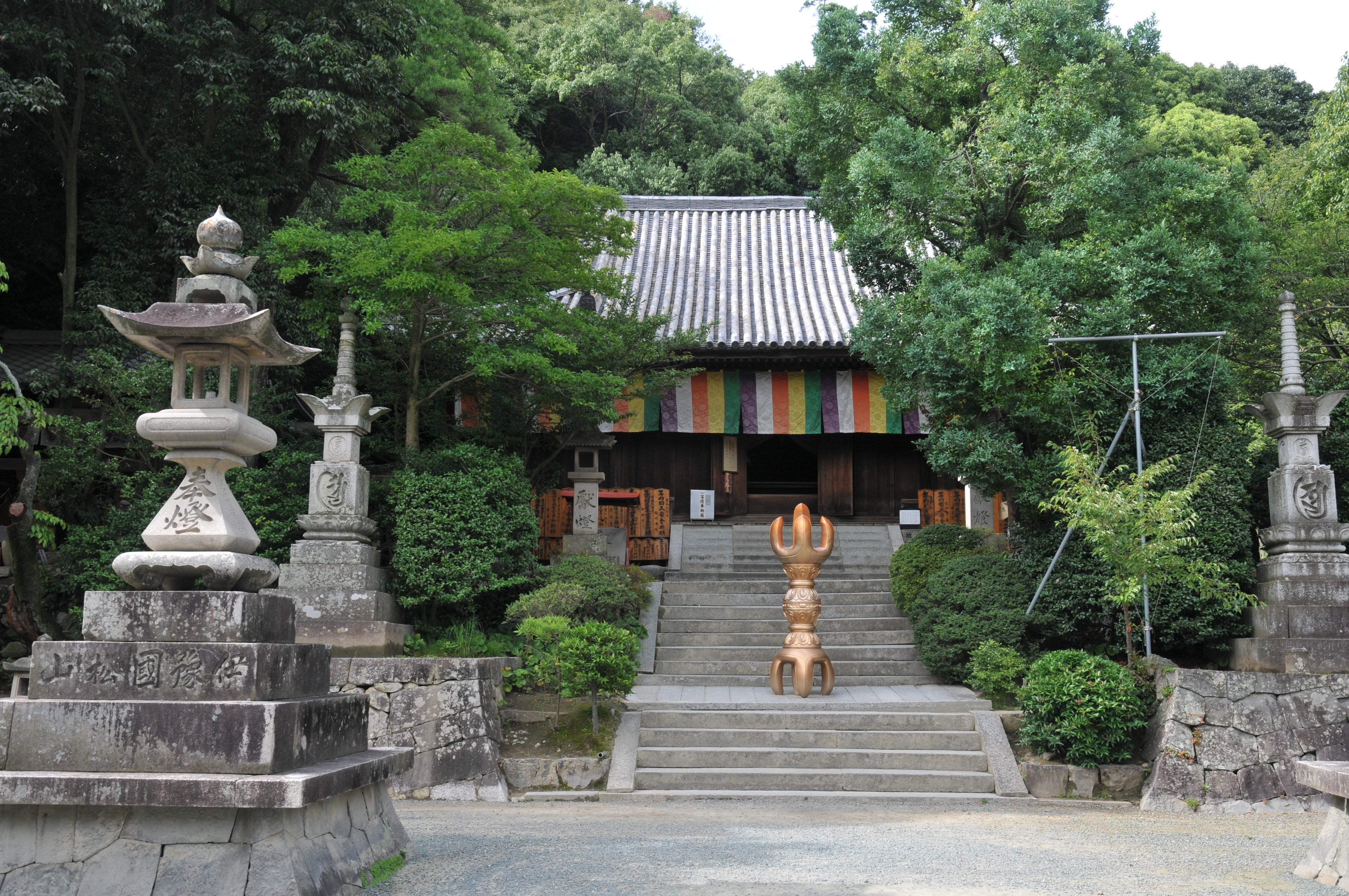
石手寺（51番）
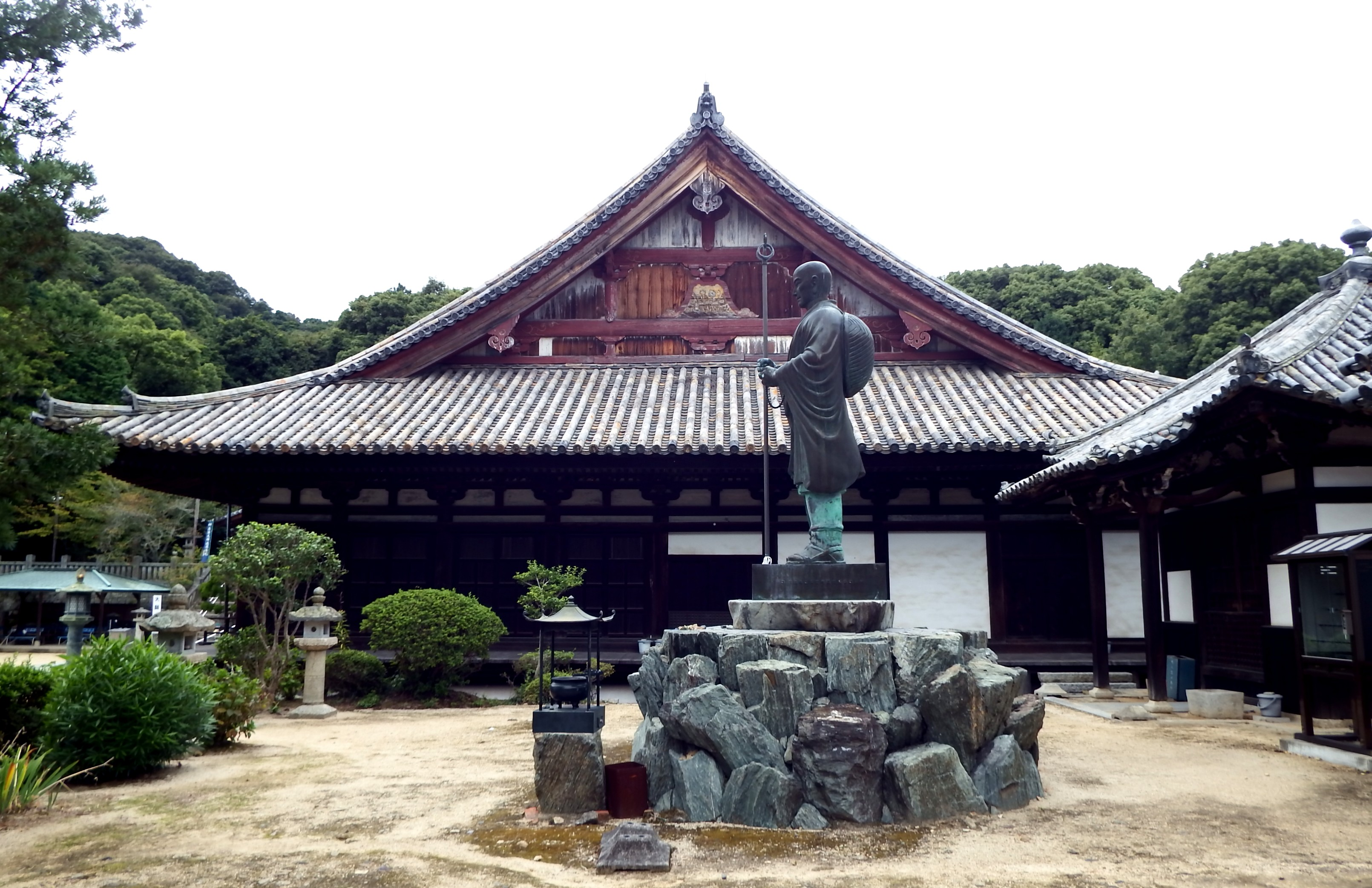
太山寺（52番）
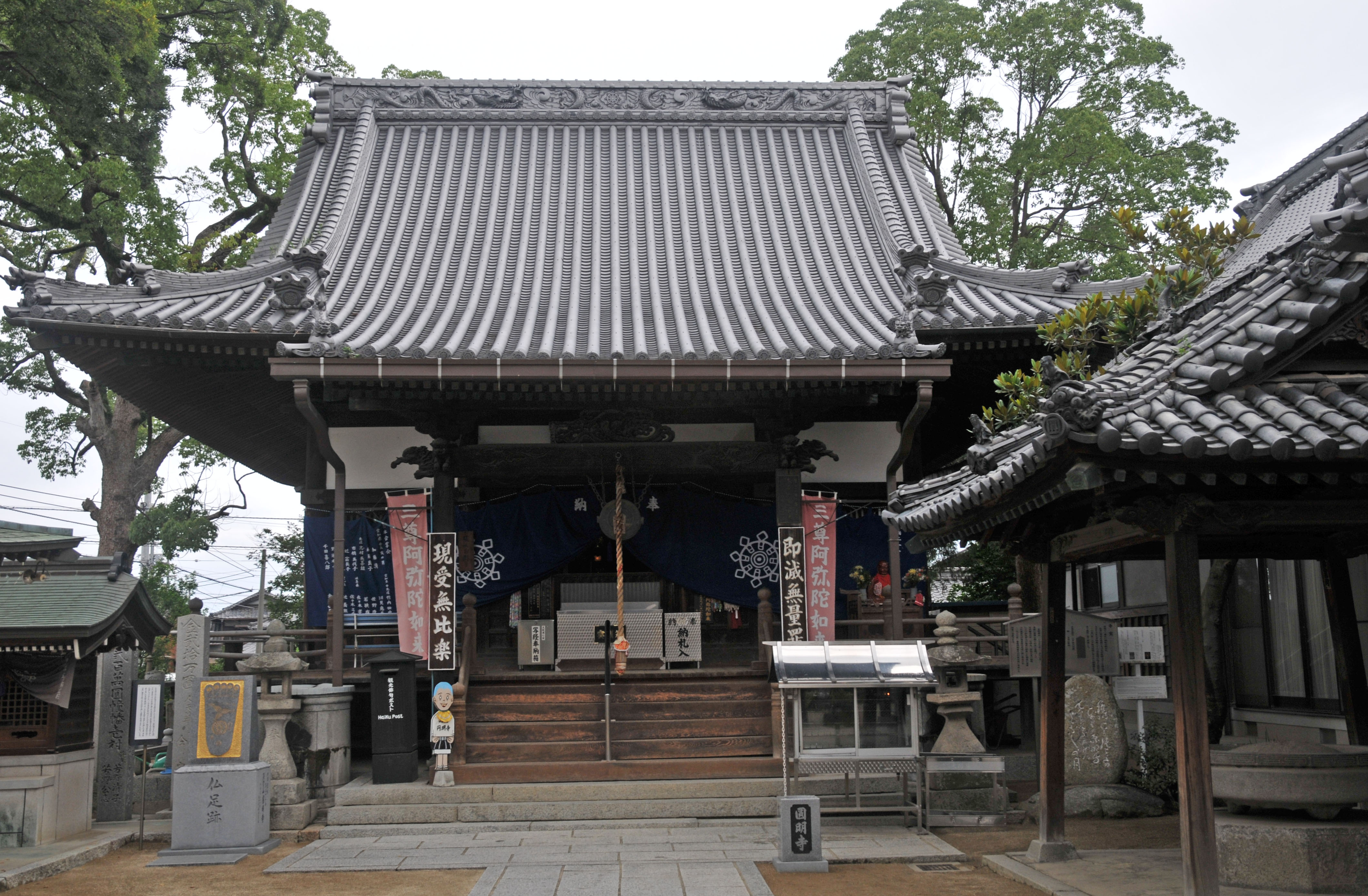
圓明寺（53番）
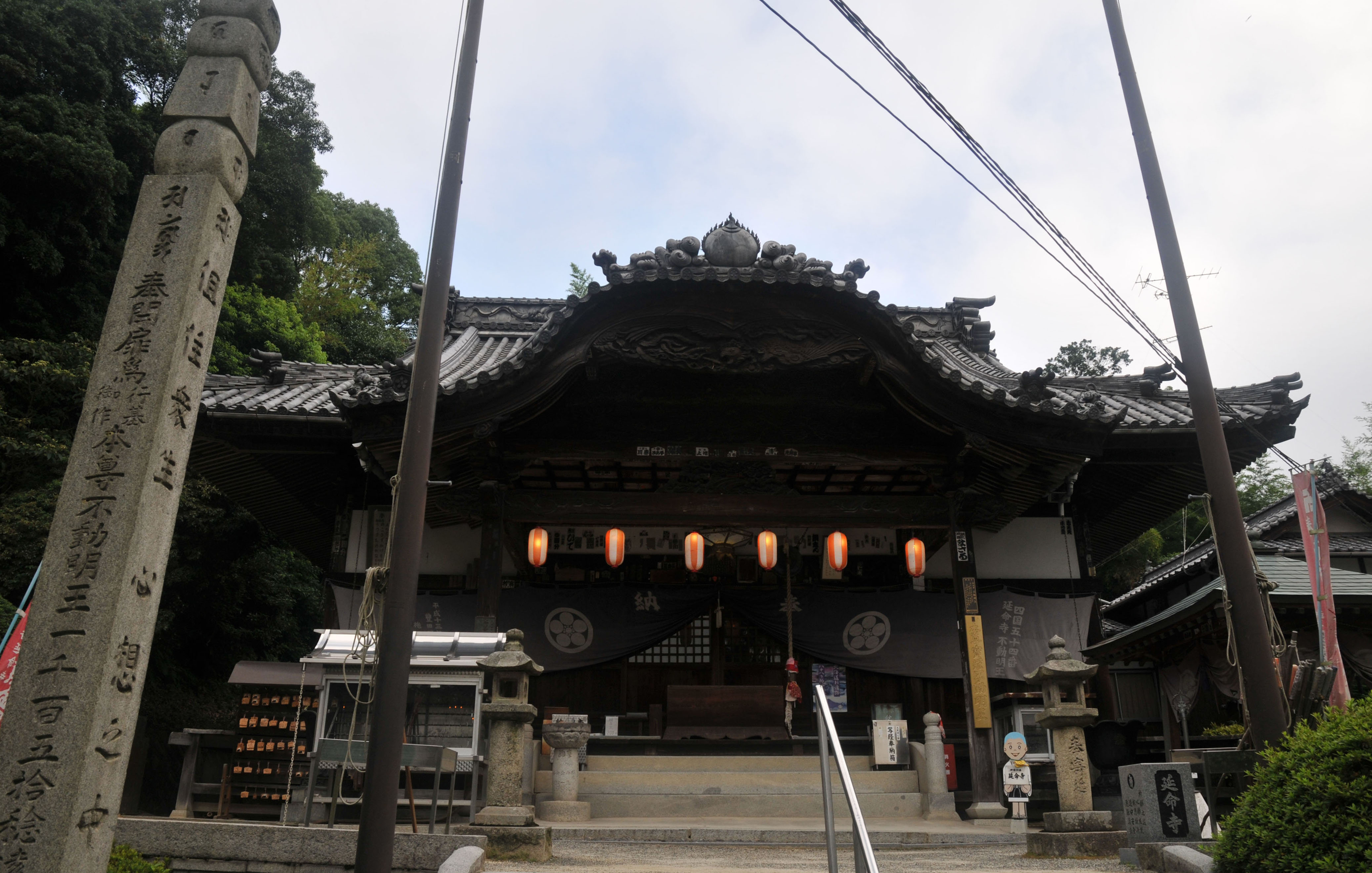
延命寺（54番）
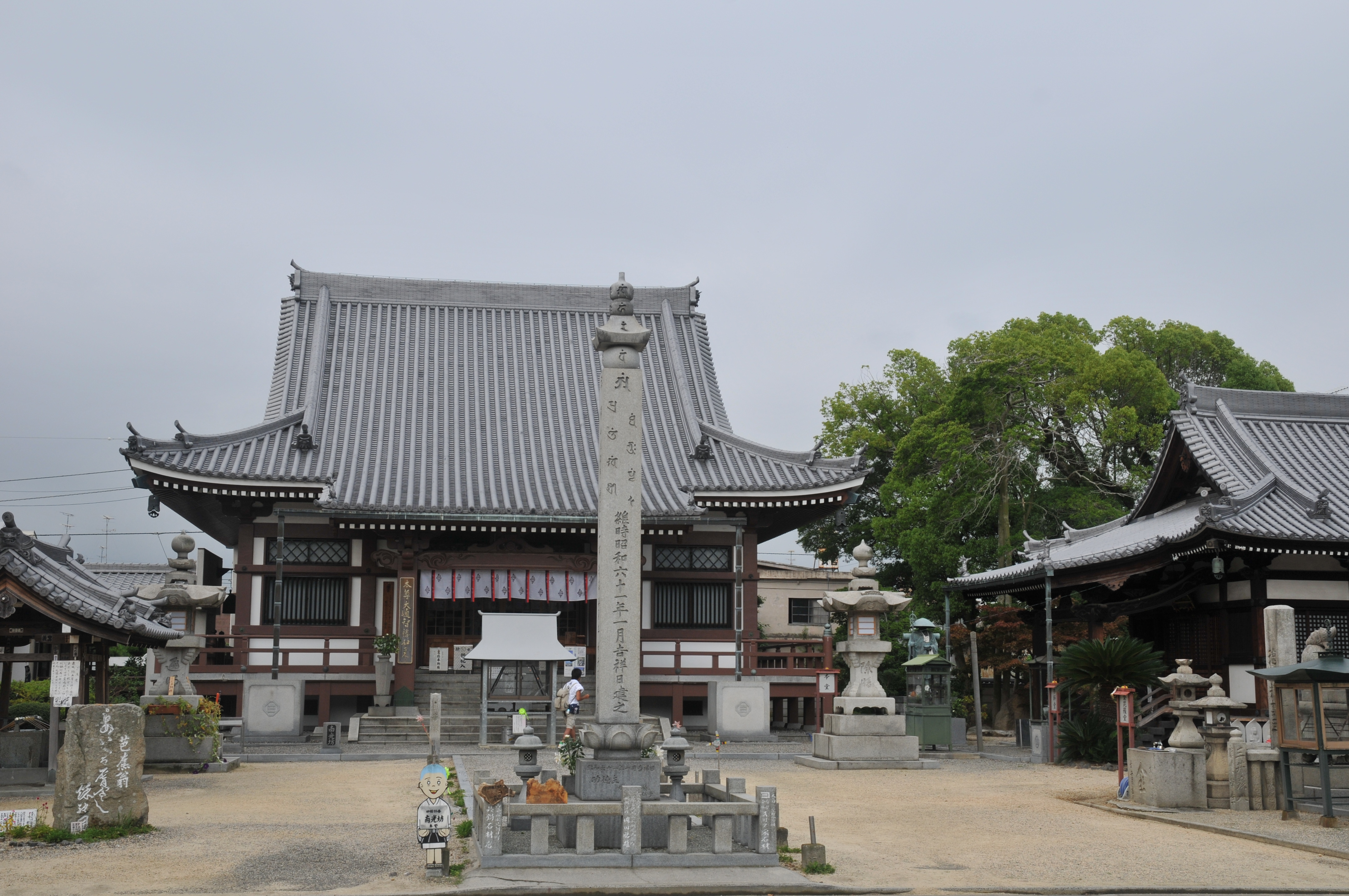
南光坊（55番）
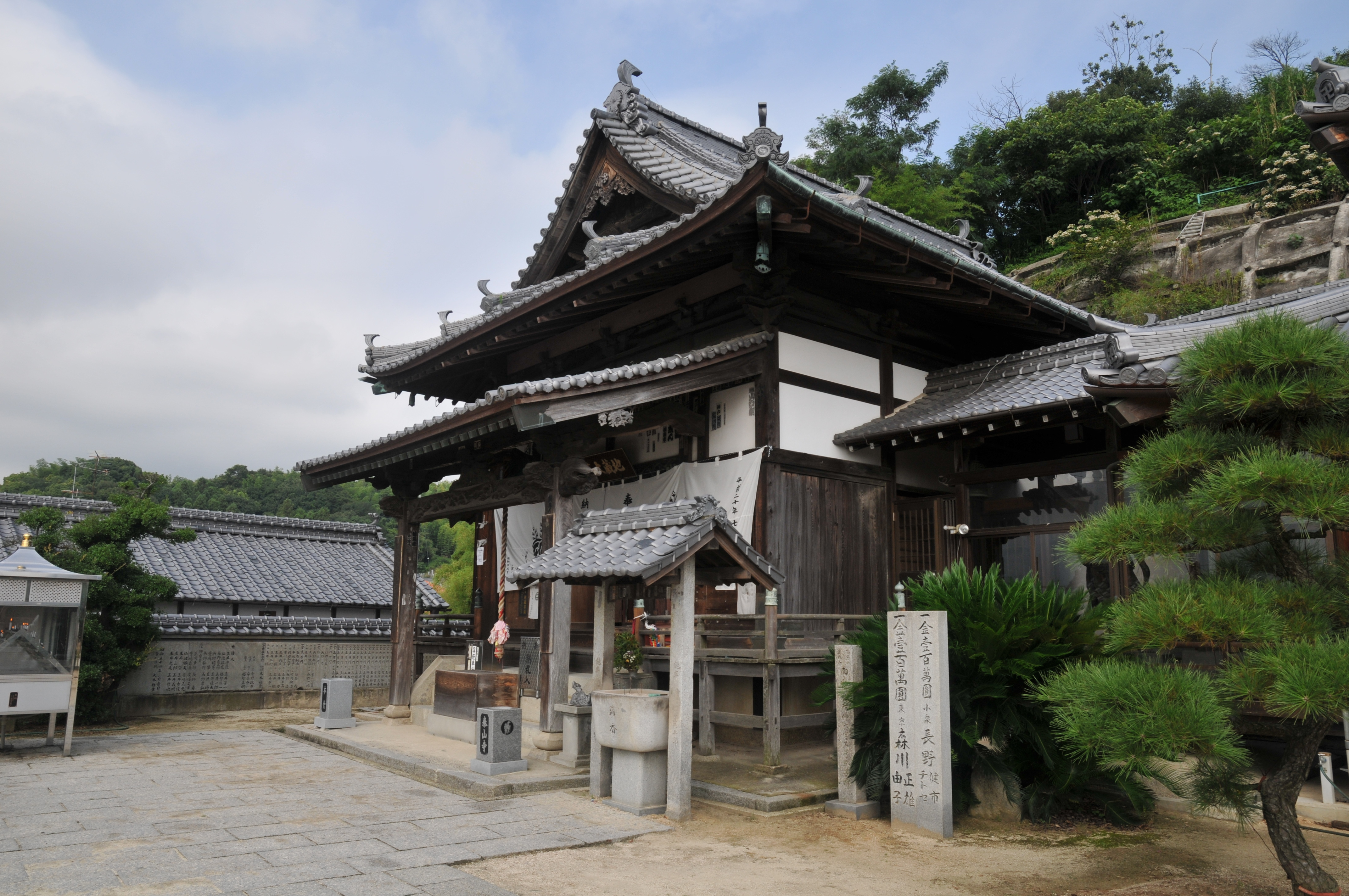
泰山寺（56番）
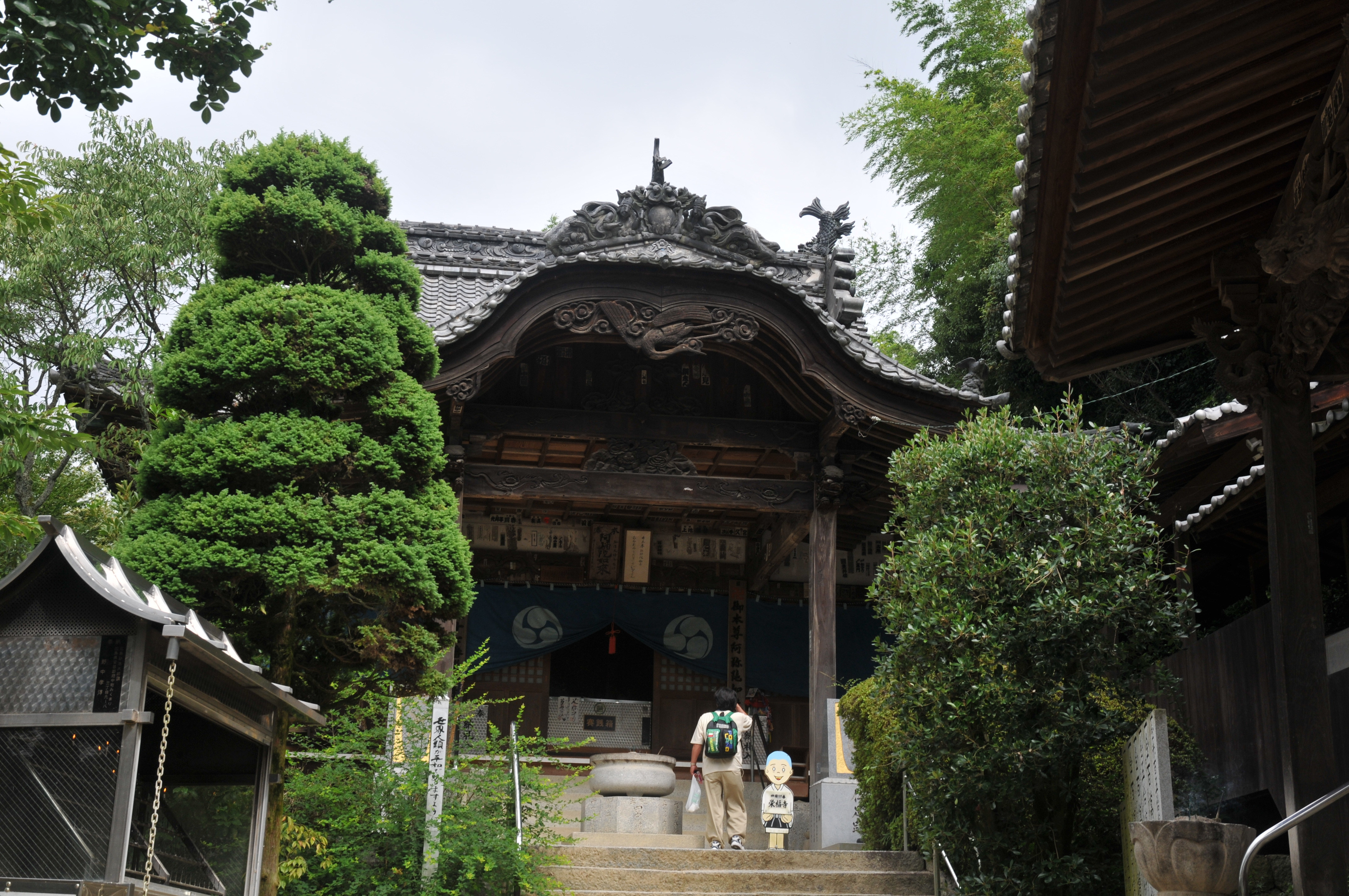
栄福寺（57番）
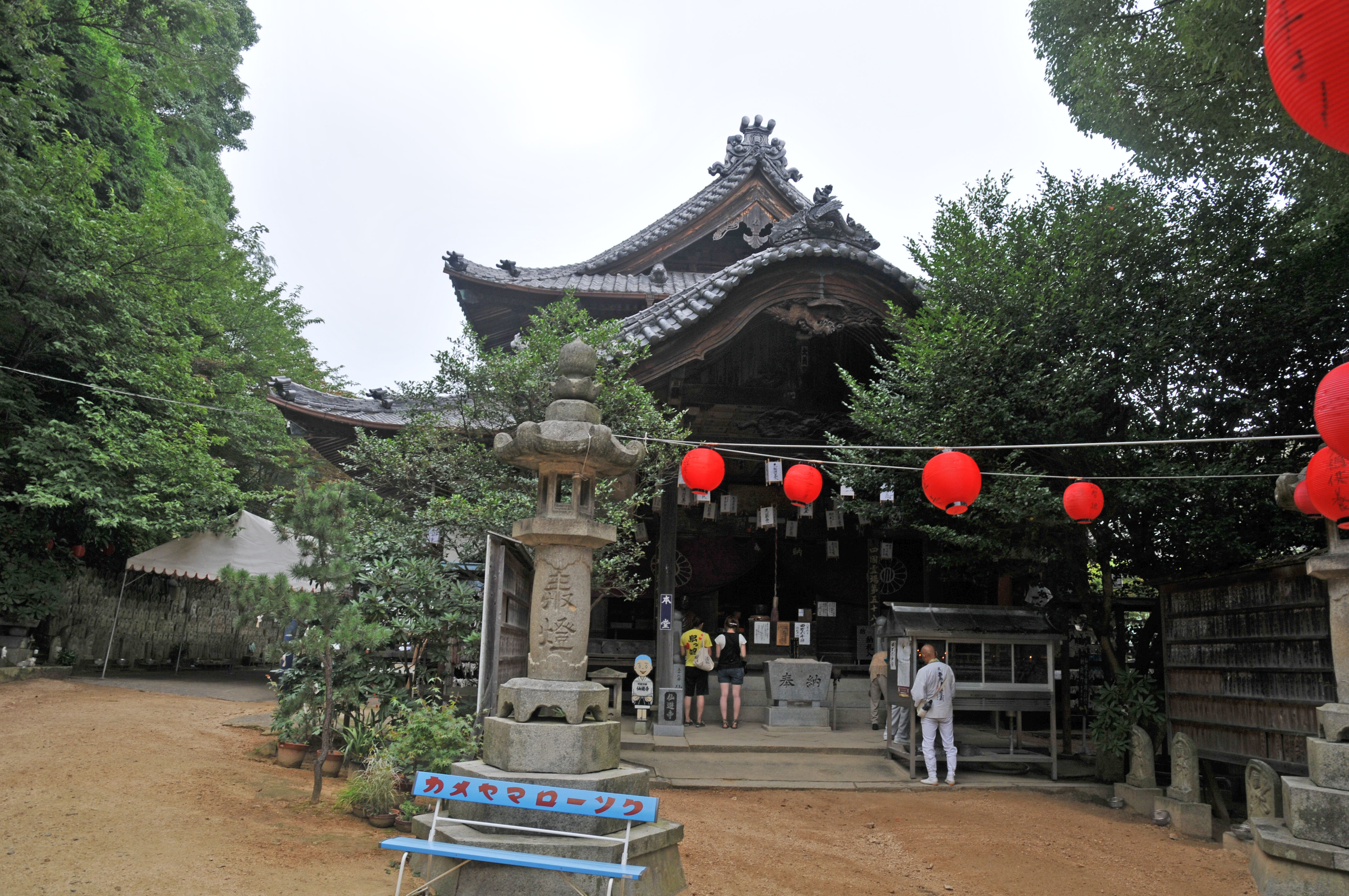
仙遊寺（58番）
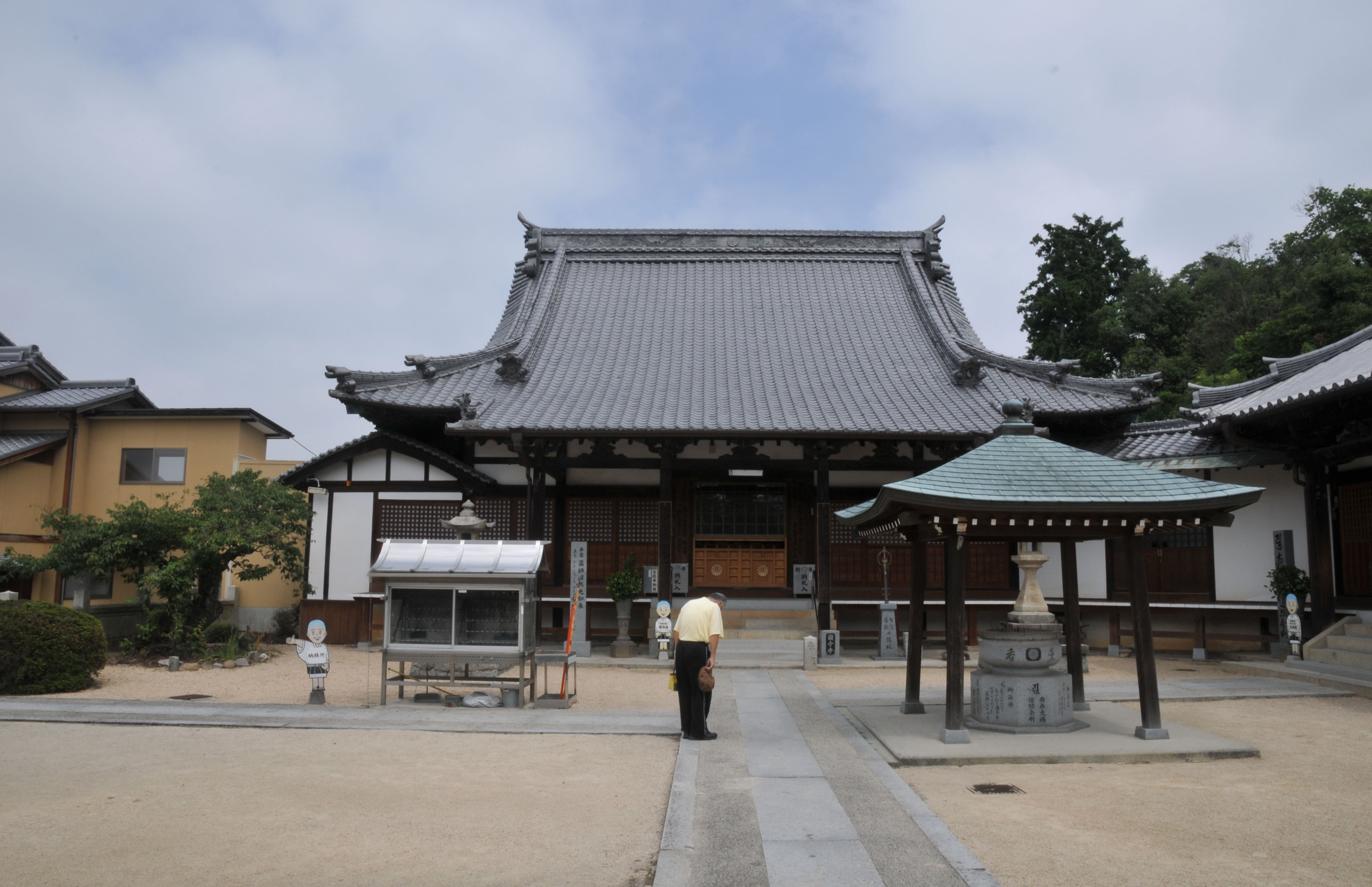
伊予国分寺（59番）
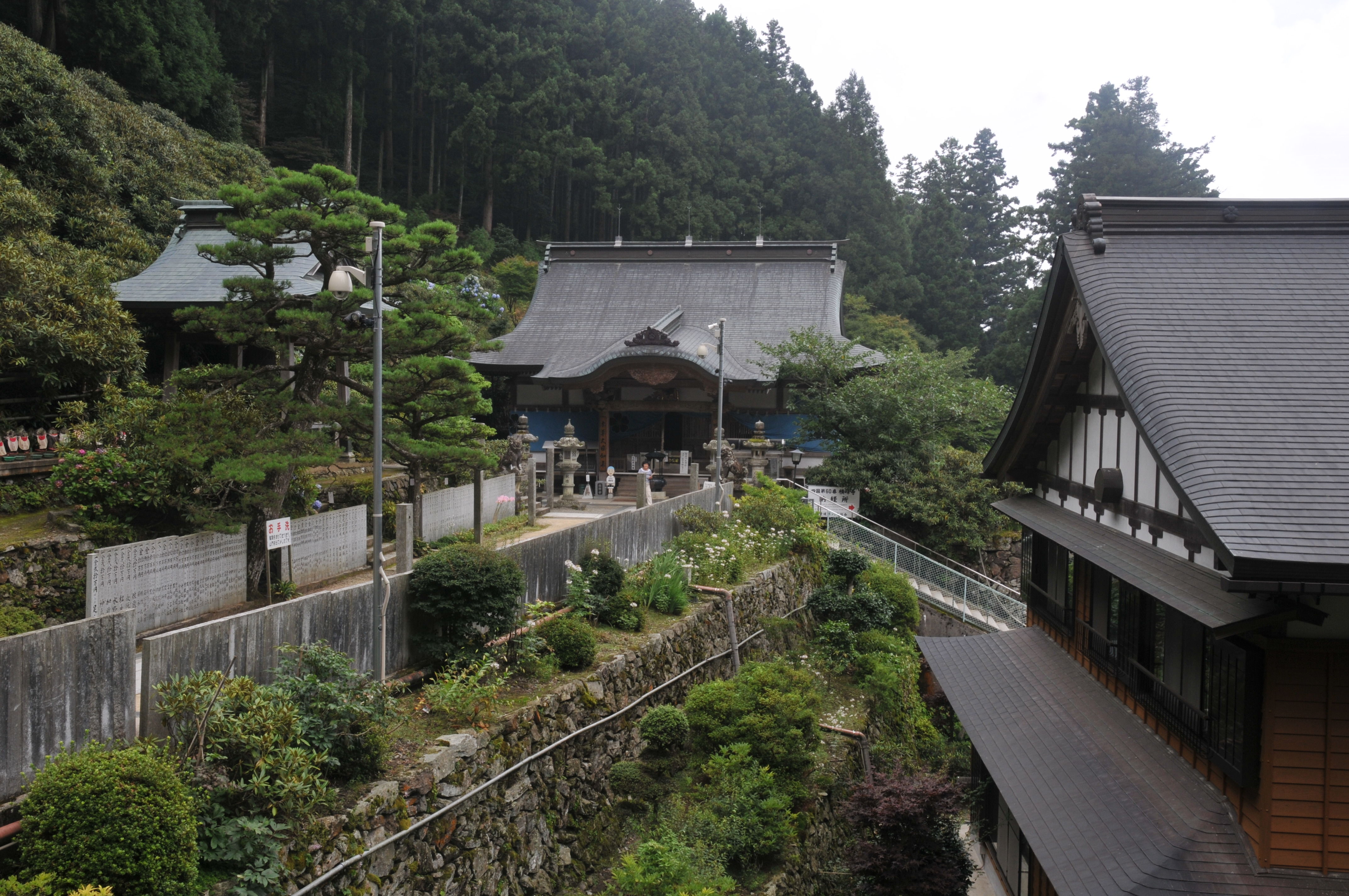
横峰寺（60番）
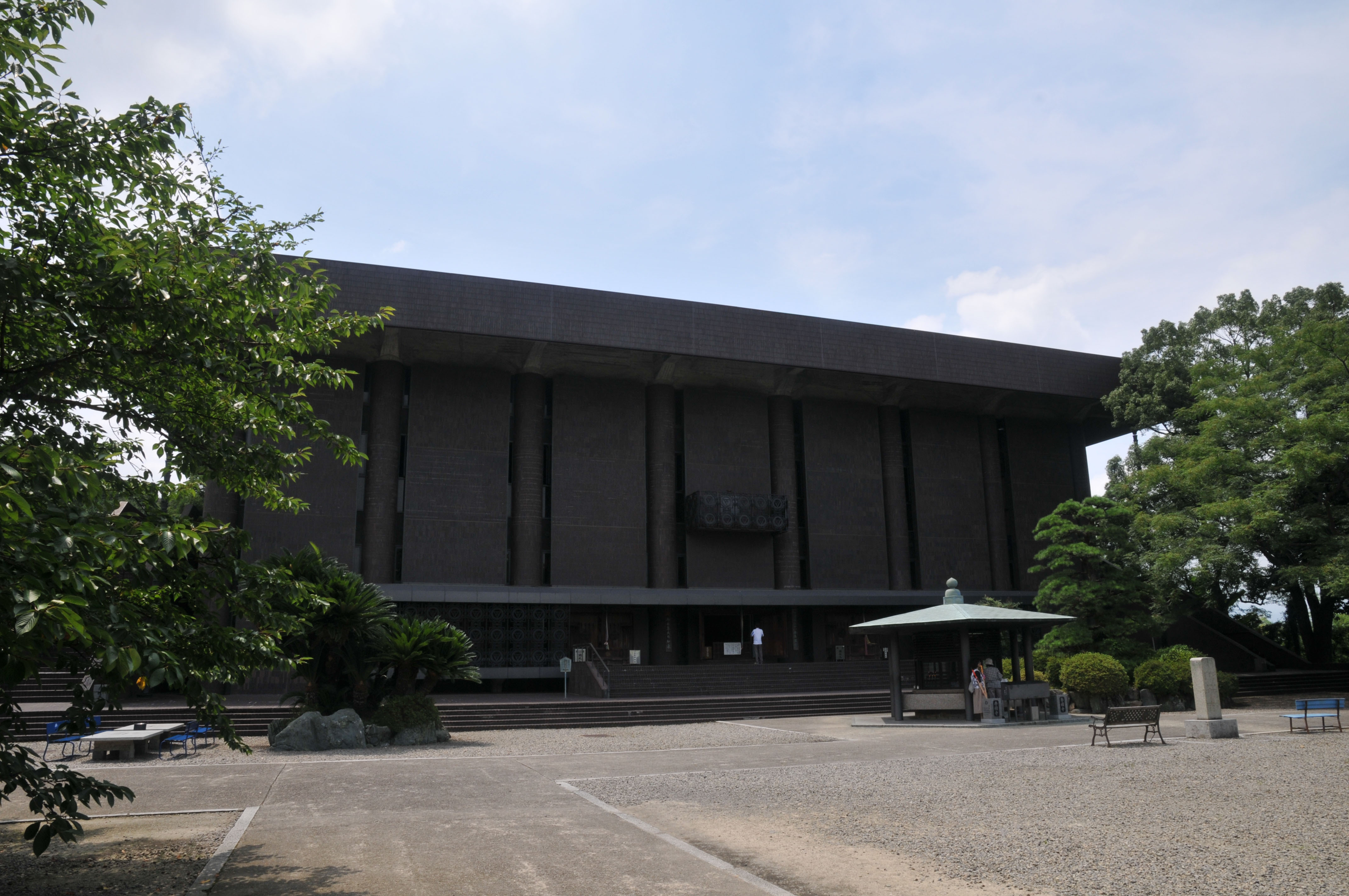
香園寺（61番）
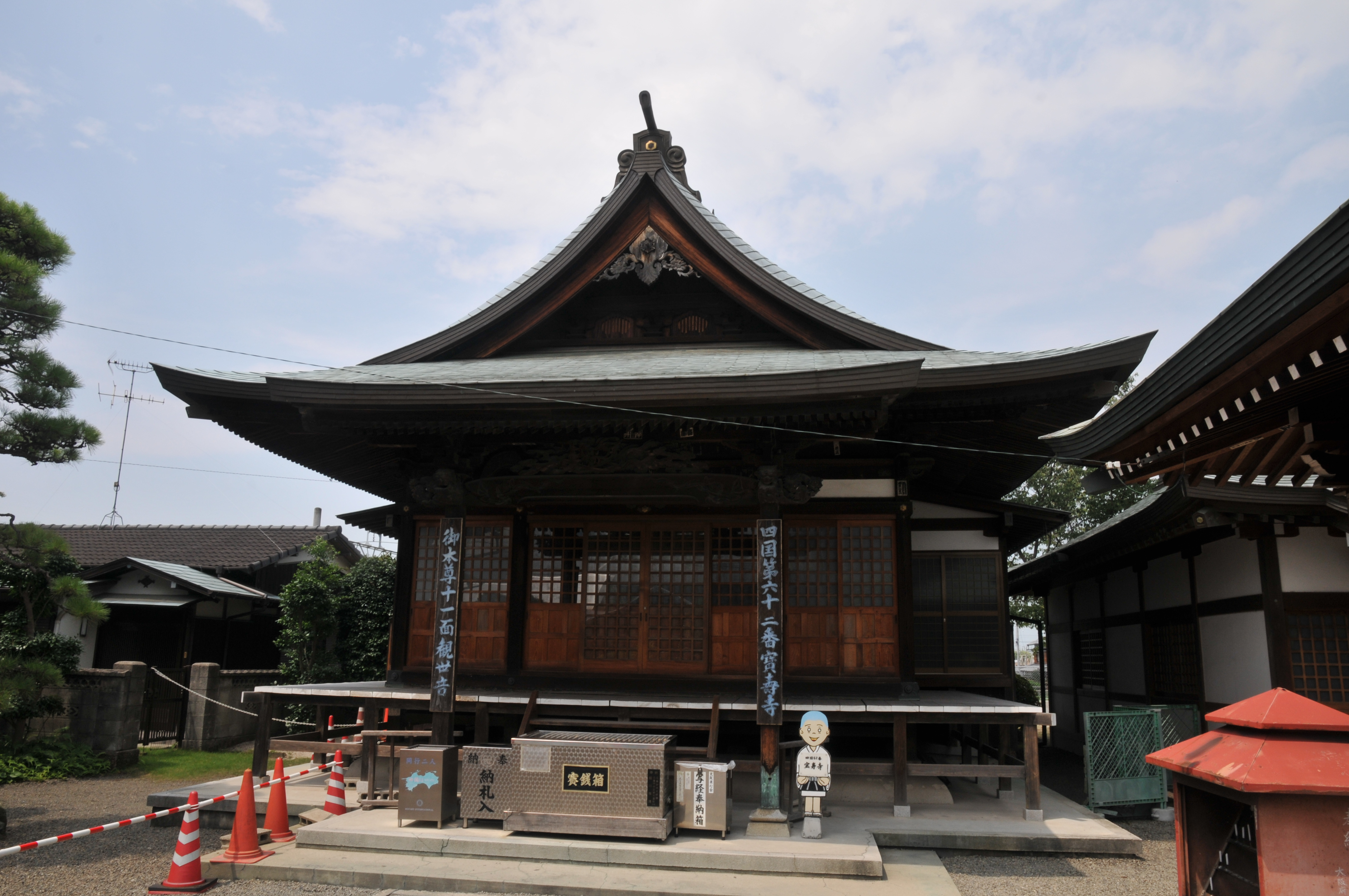
宝寿寺（62番）
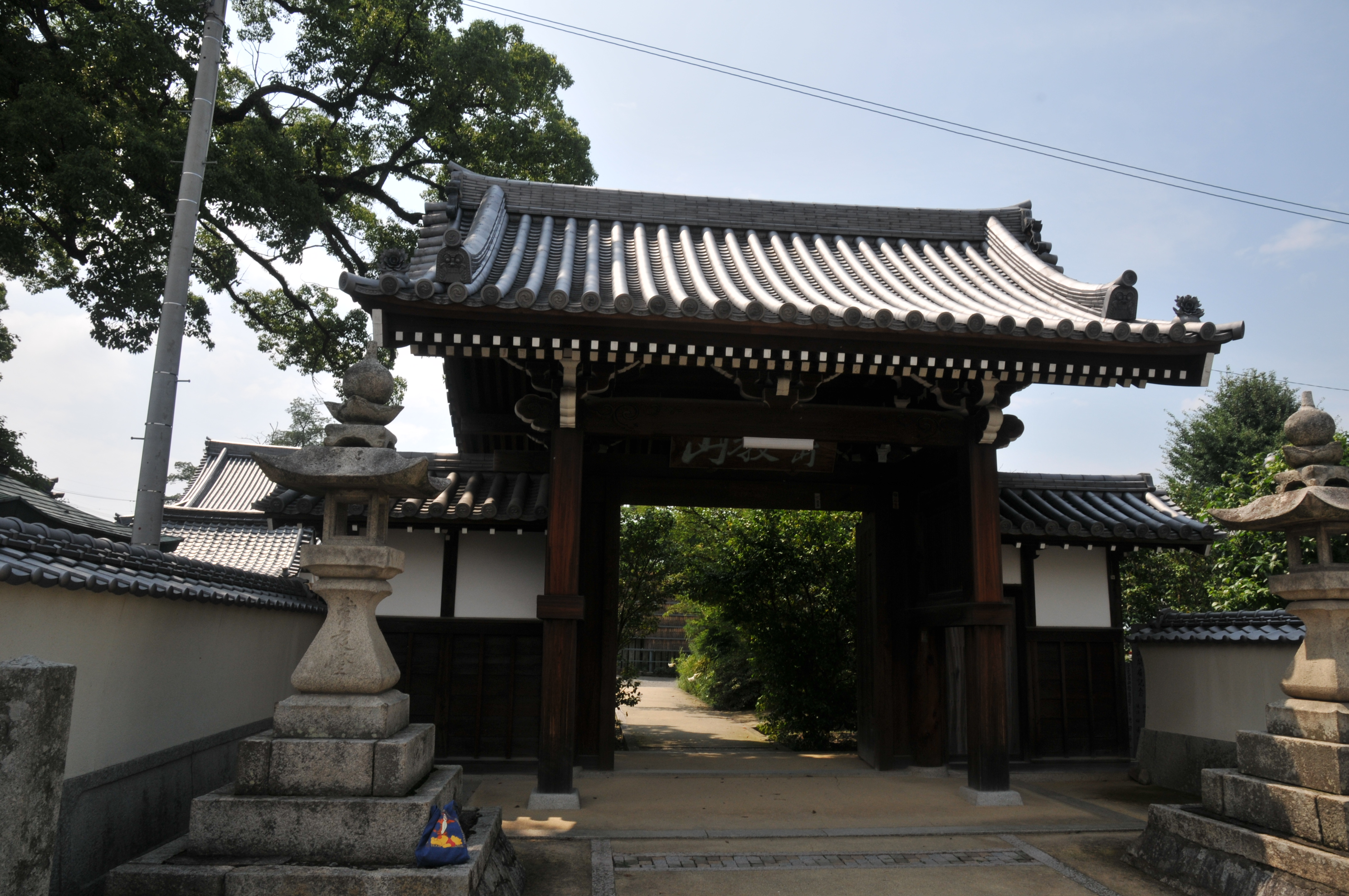
吉祥寺（63番）
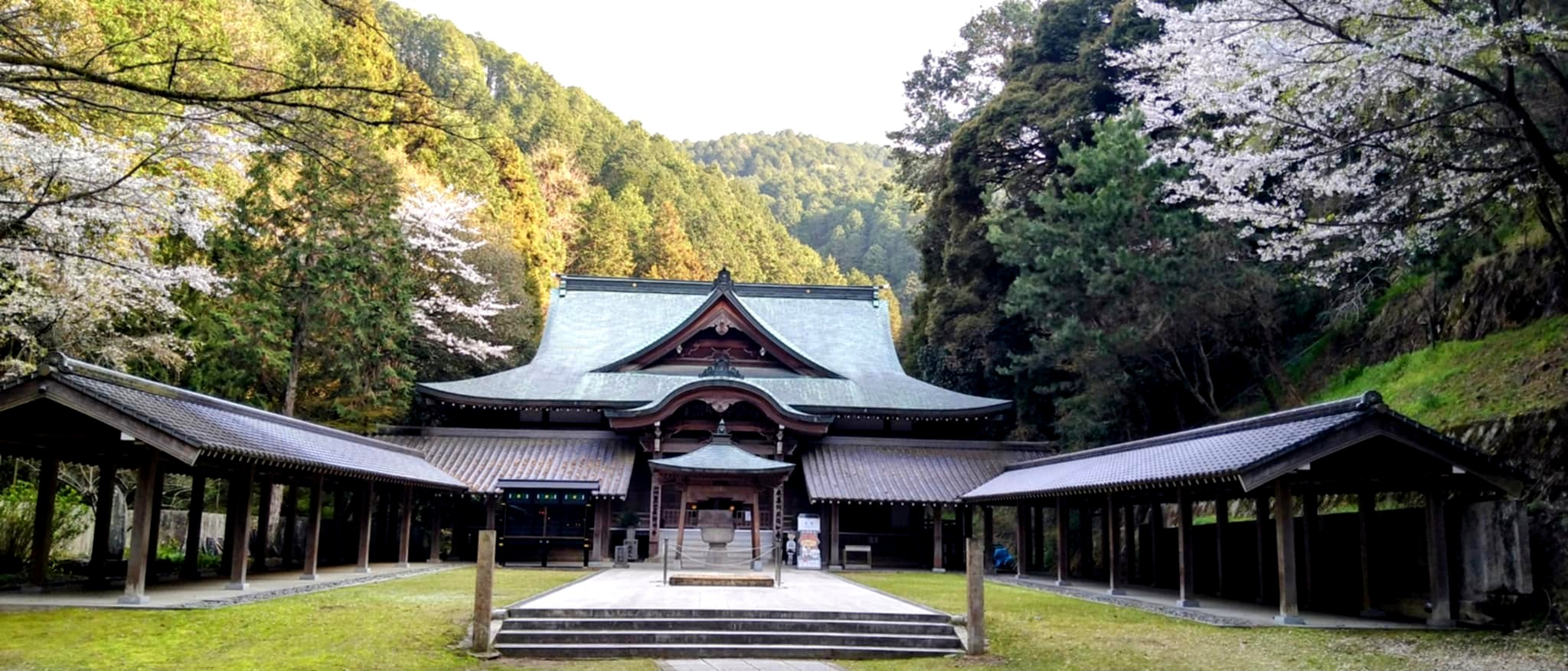
前神寺（64番）
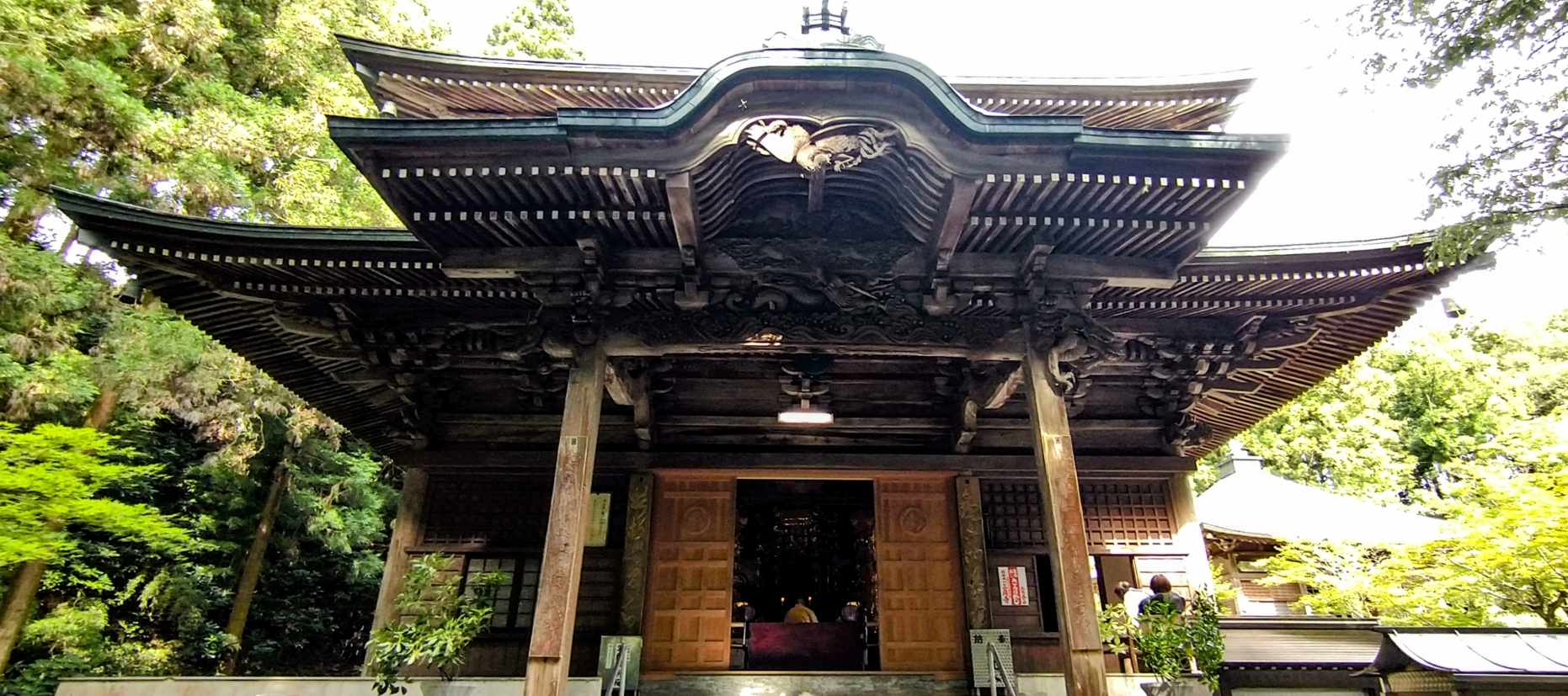
三角寺（65番）
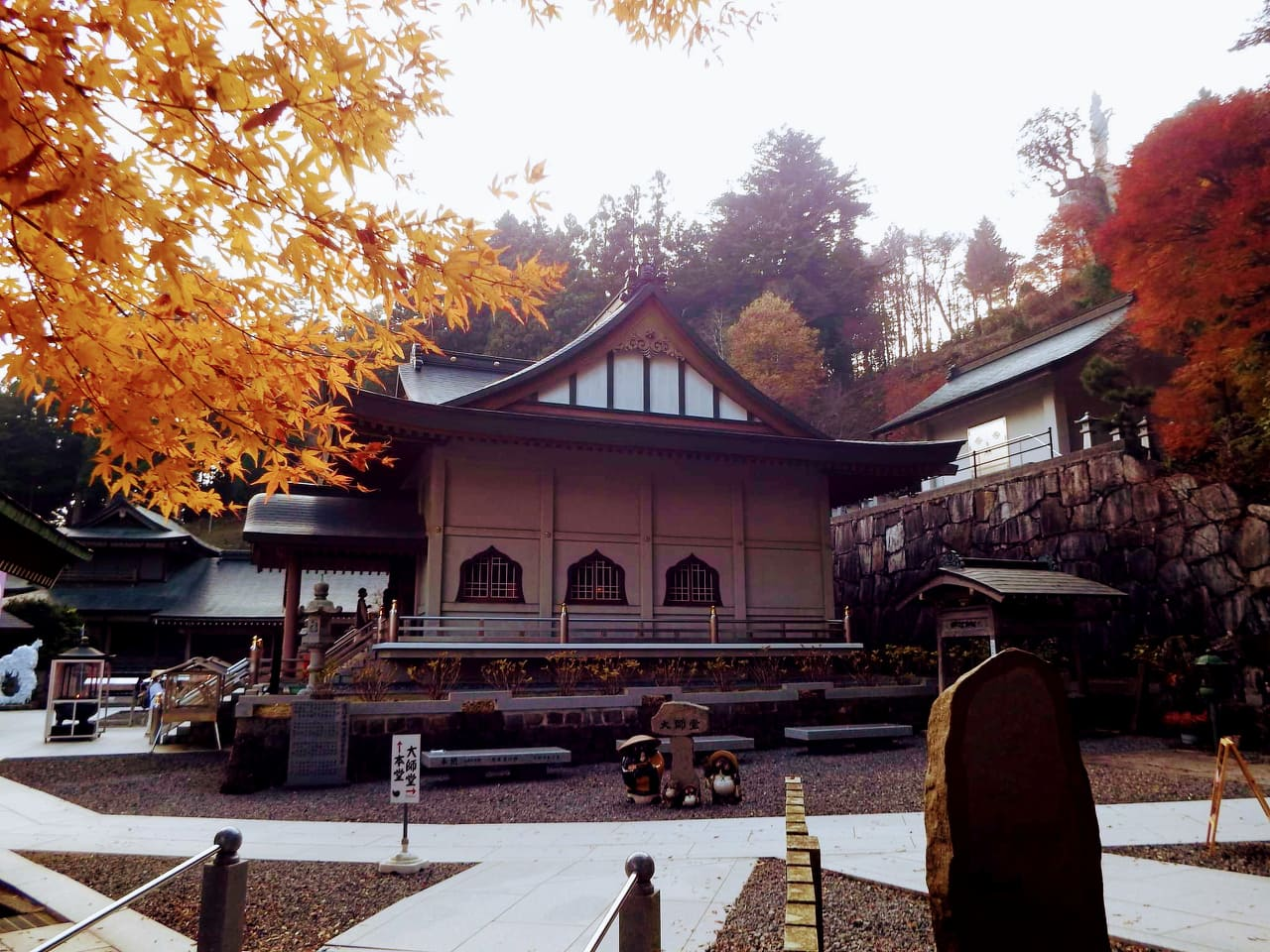
雲辺寺（66番）
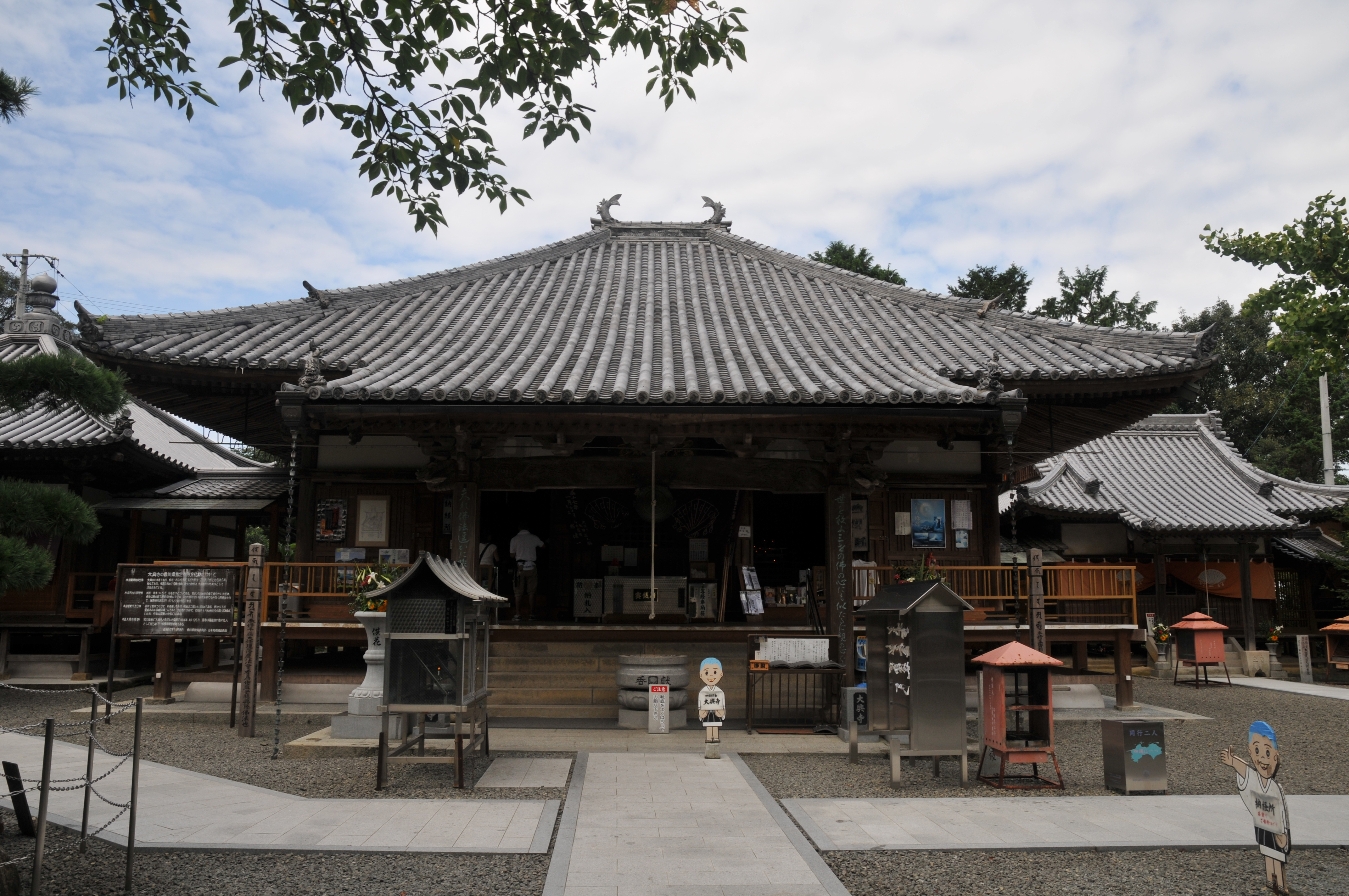
大興寺（67番）
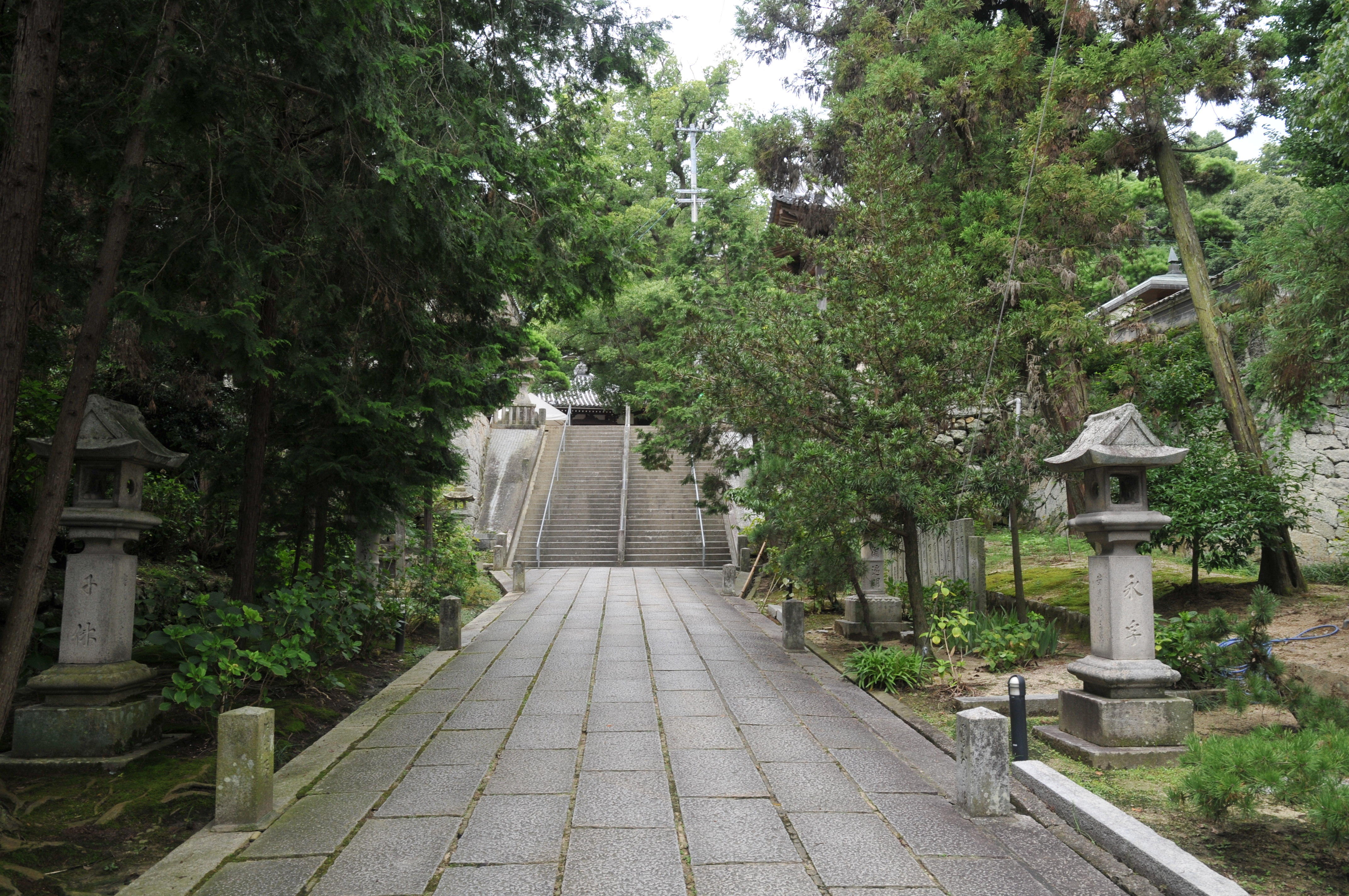
神恵院と観音寺の参道
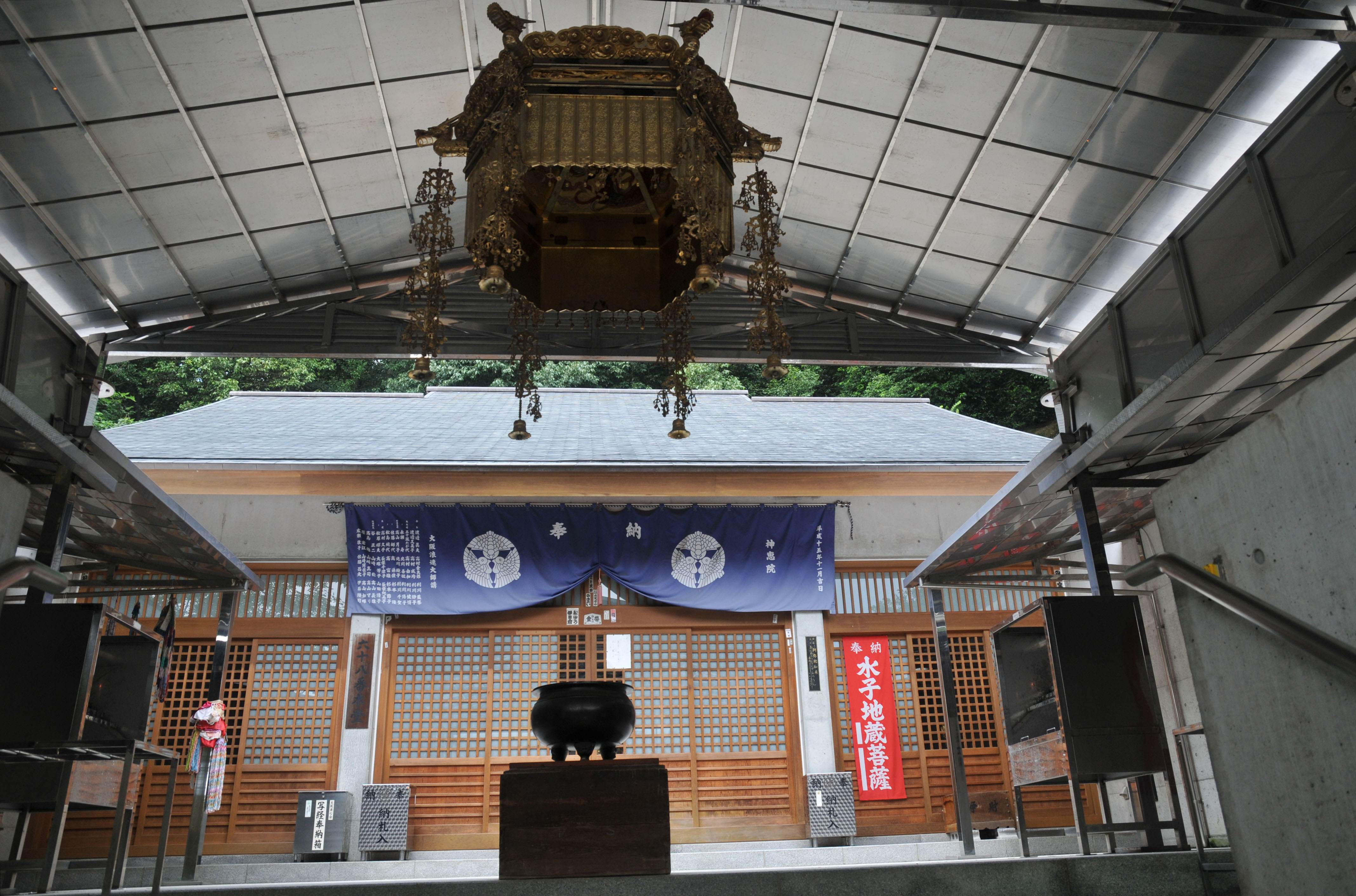
神恵院（68番）
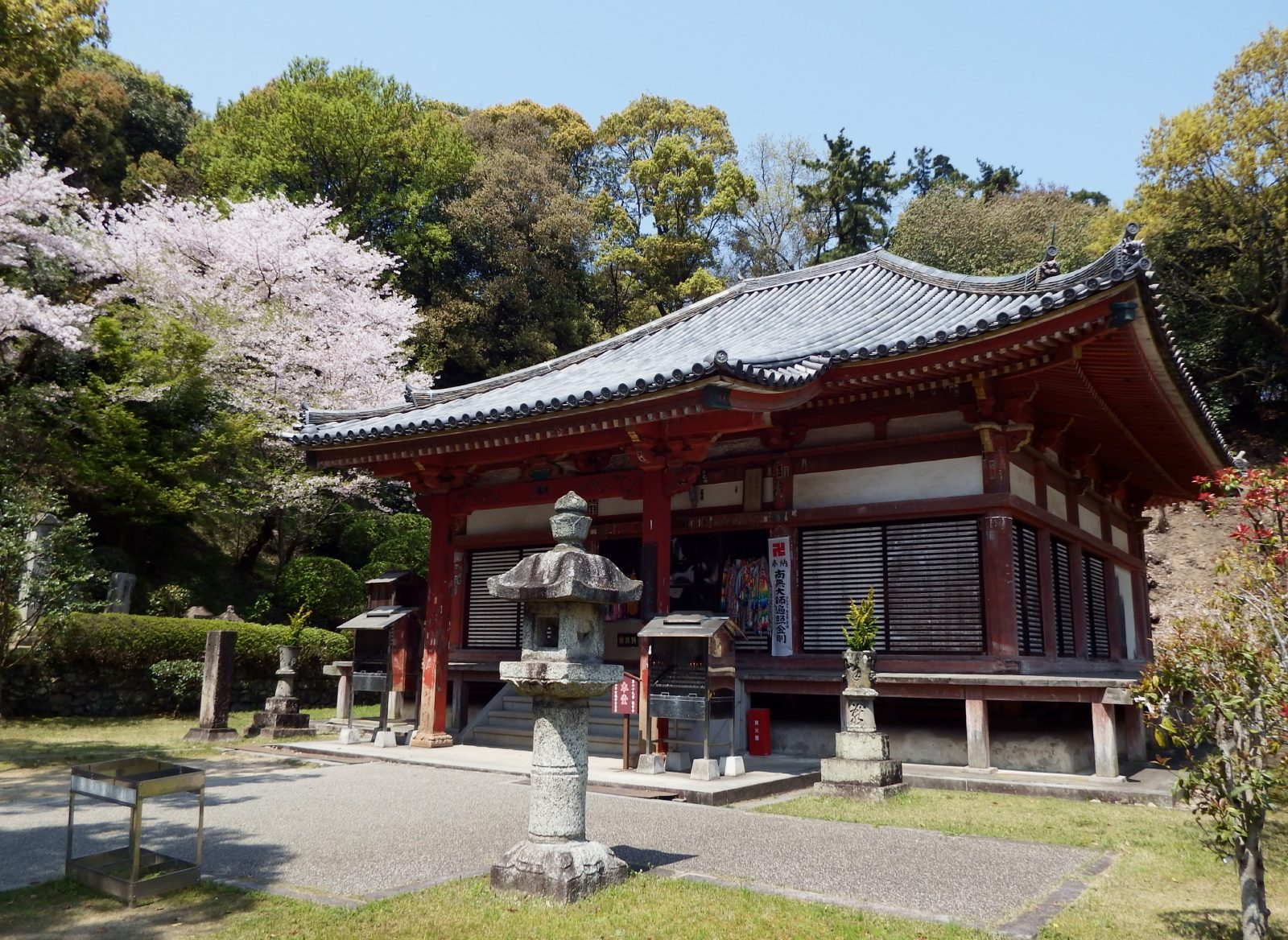
観音寺（69番）
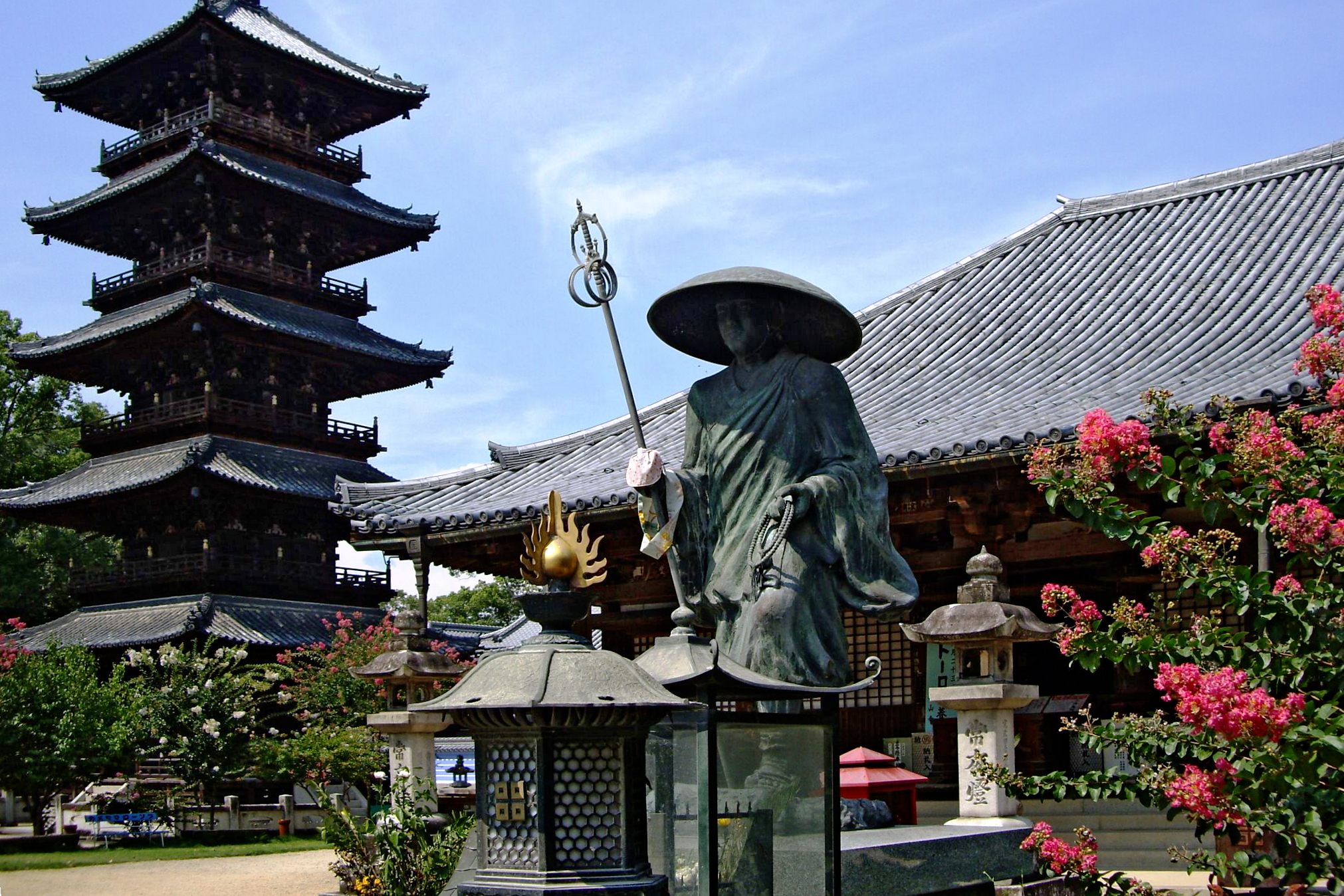
本山寺（70番）
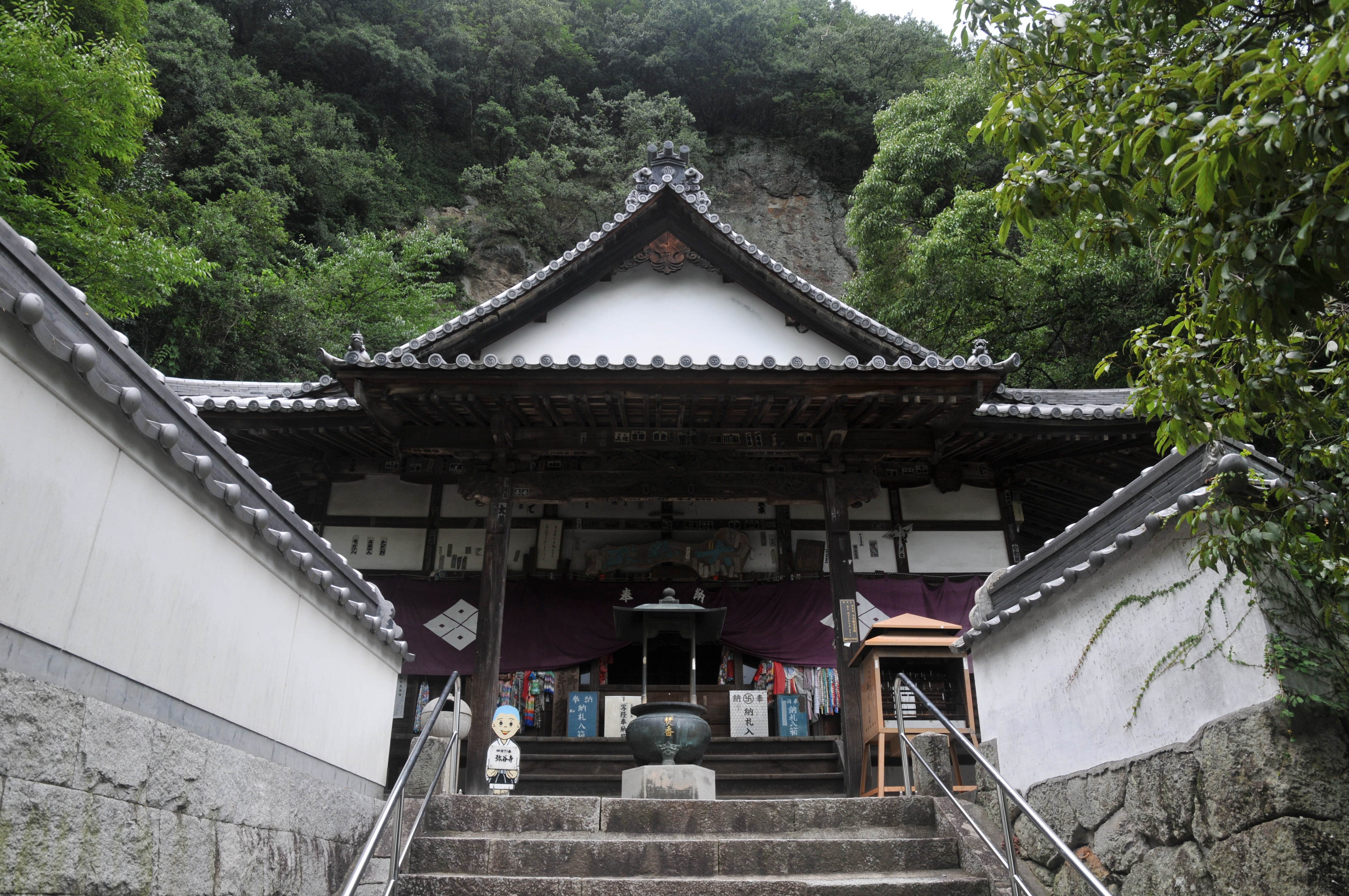
弥谷寺（71番）
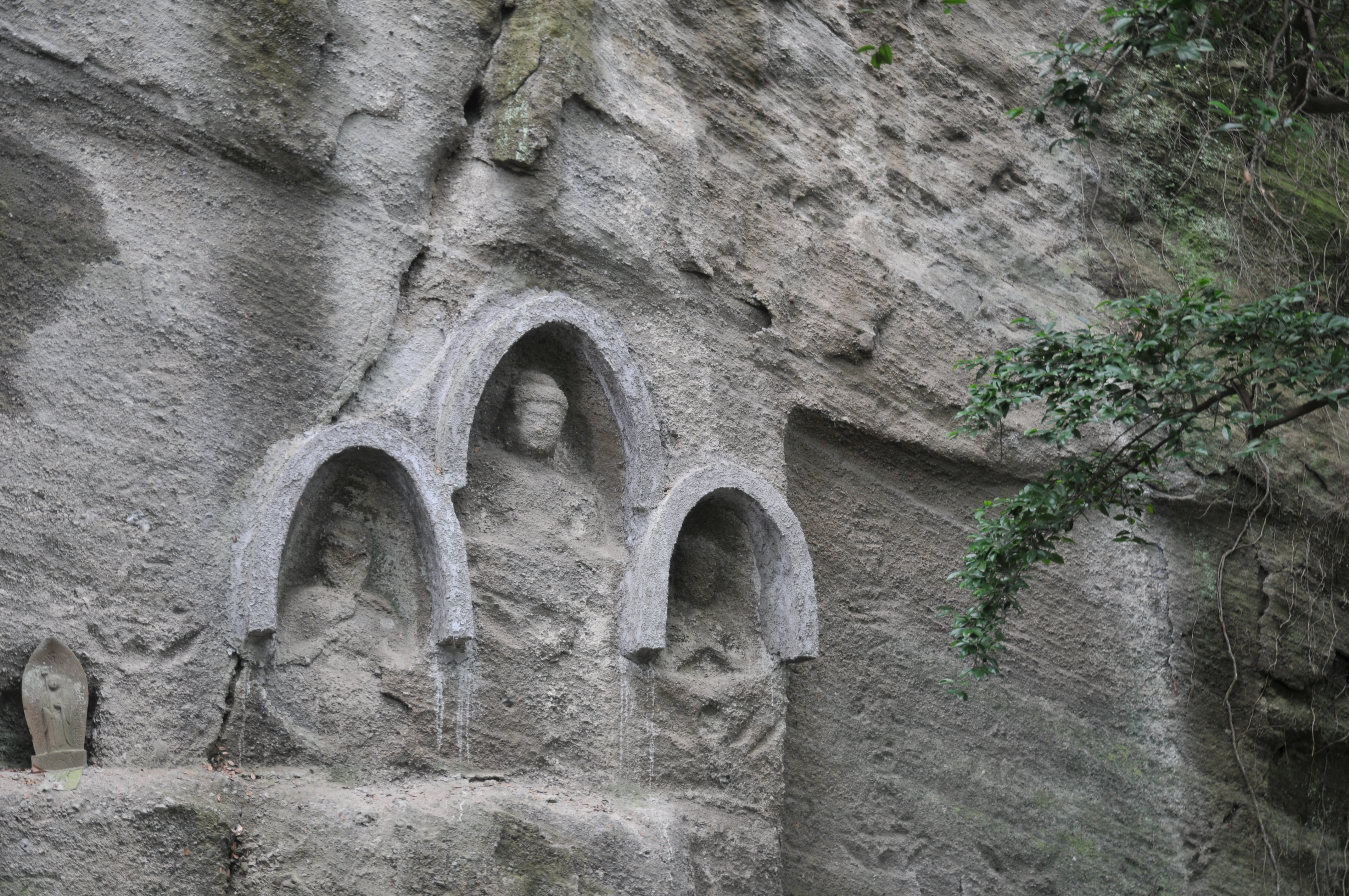
弥谷寺の磨崖仏
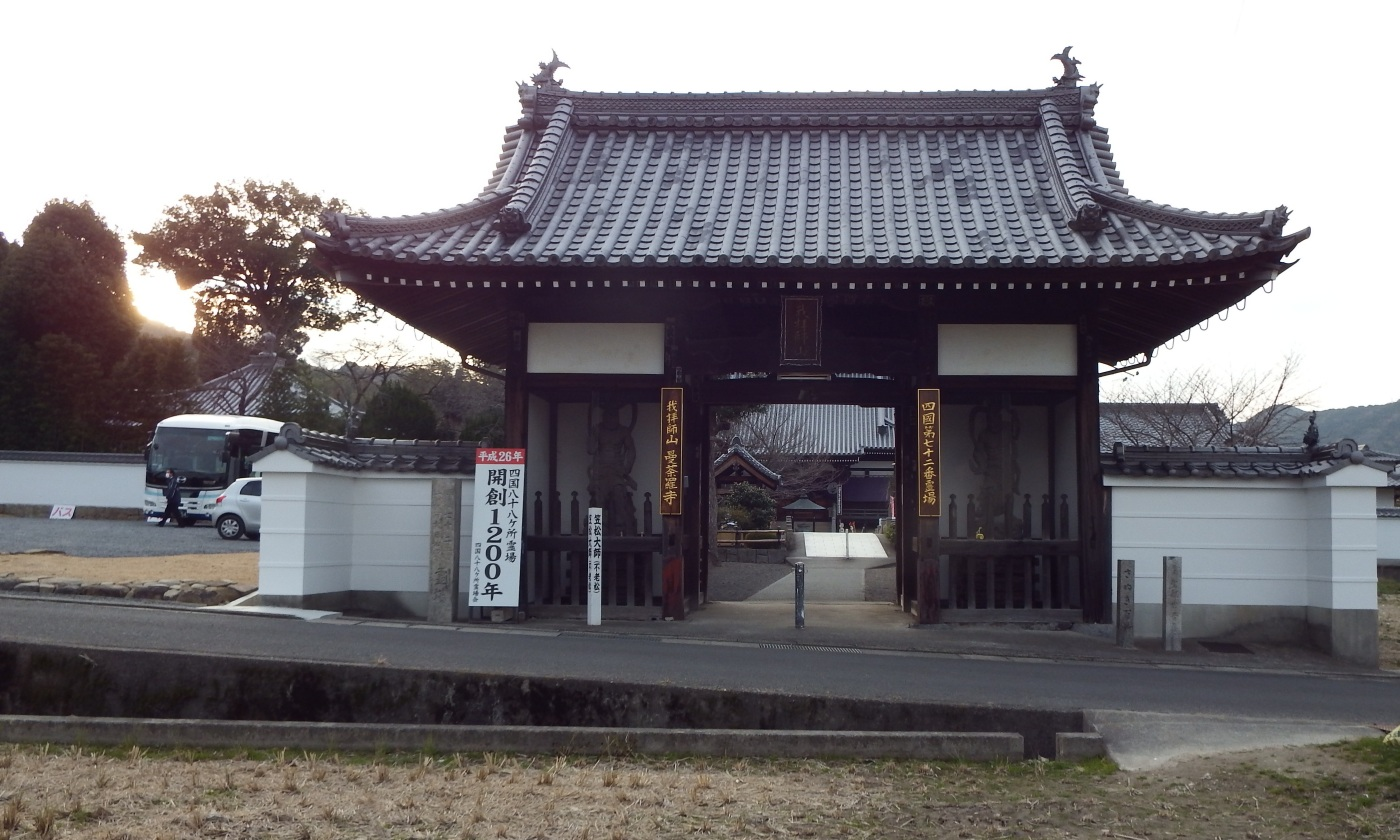
曼荼羅寺（72番）
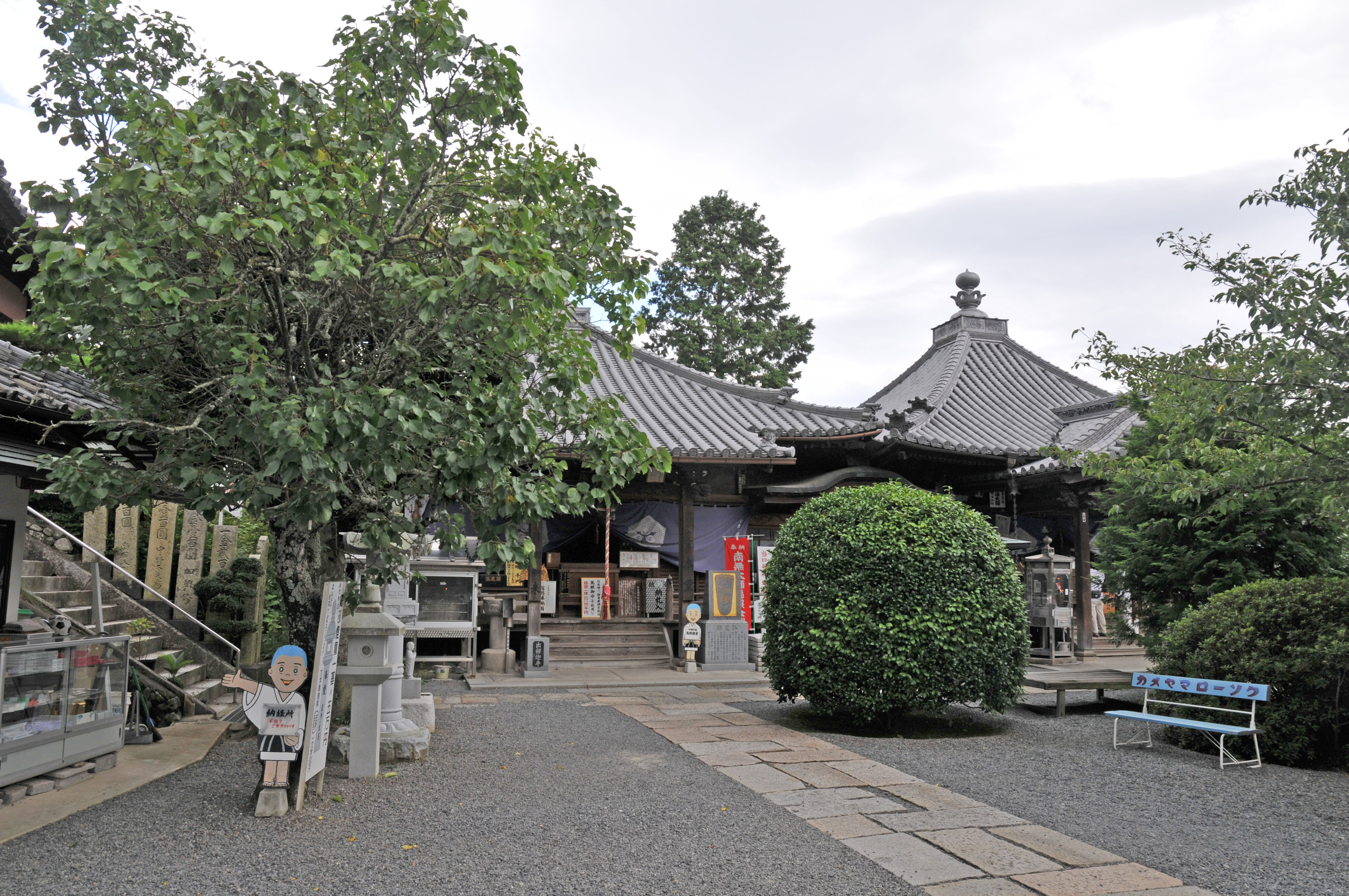
出釈迦寺（73番）
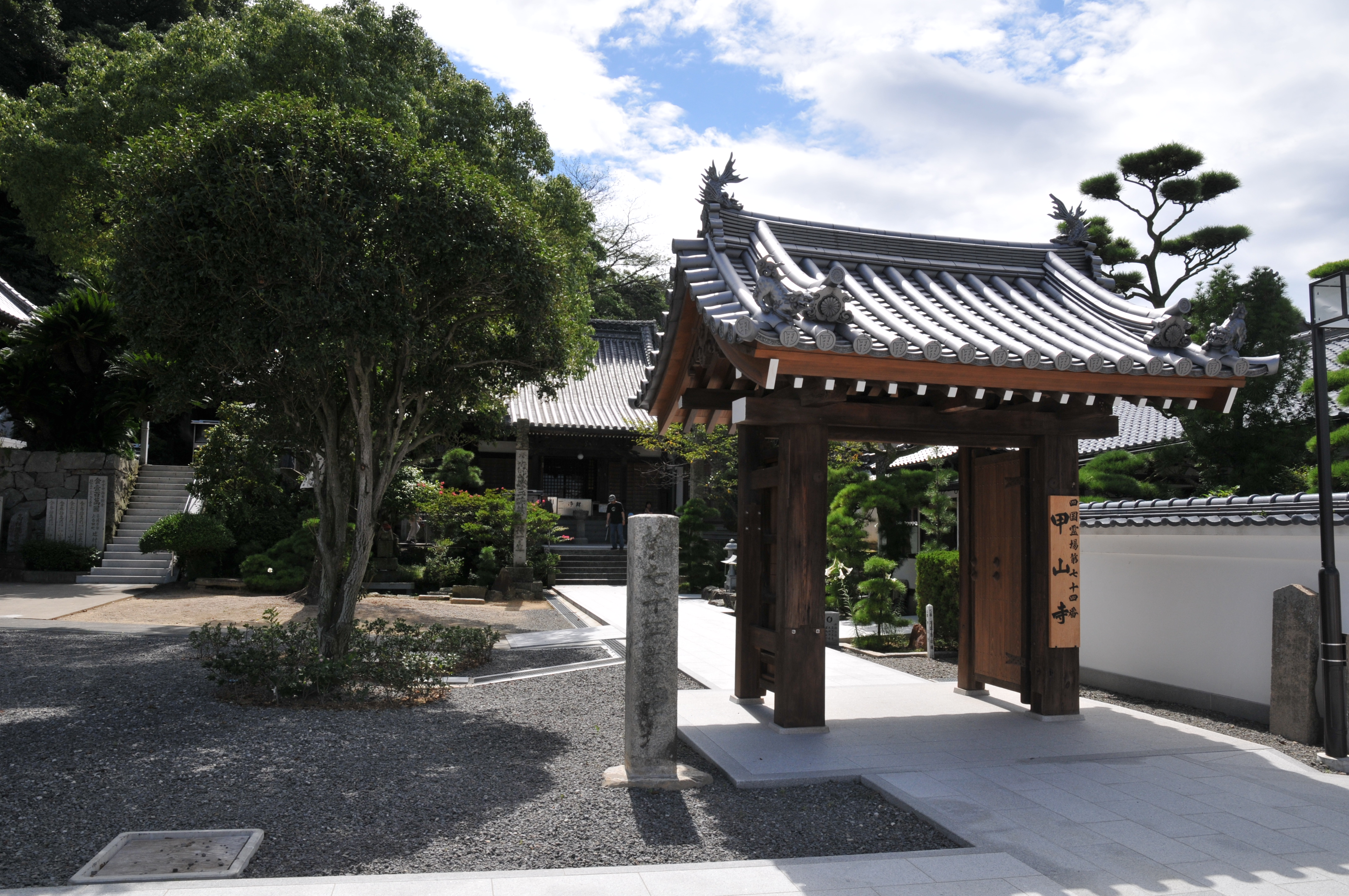
甲山寺（74番）
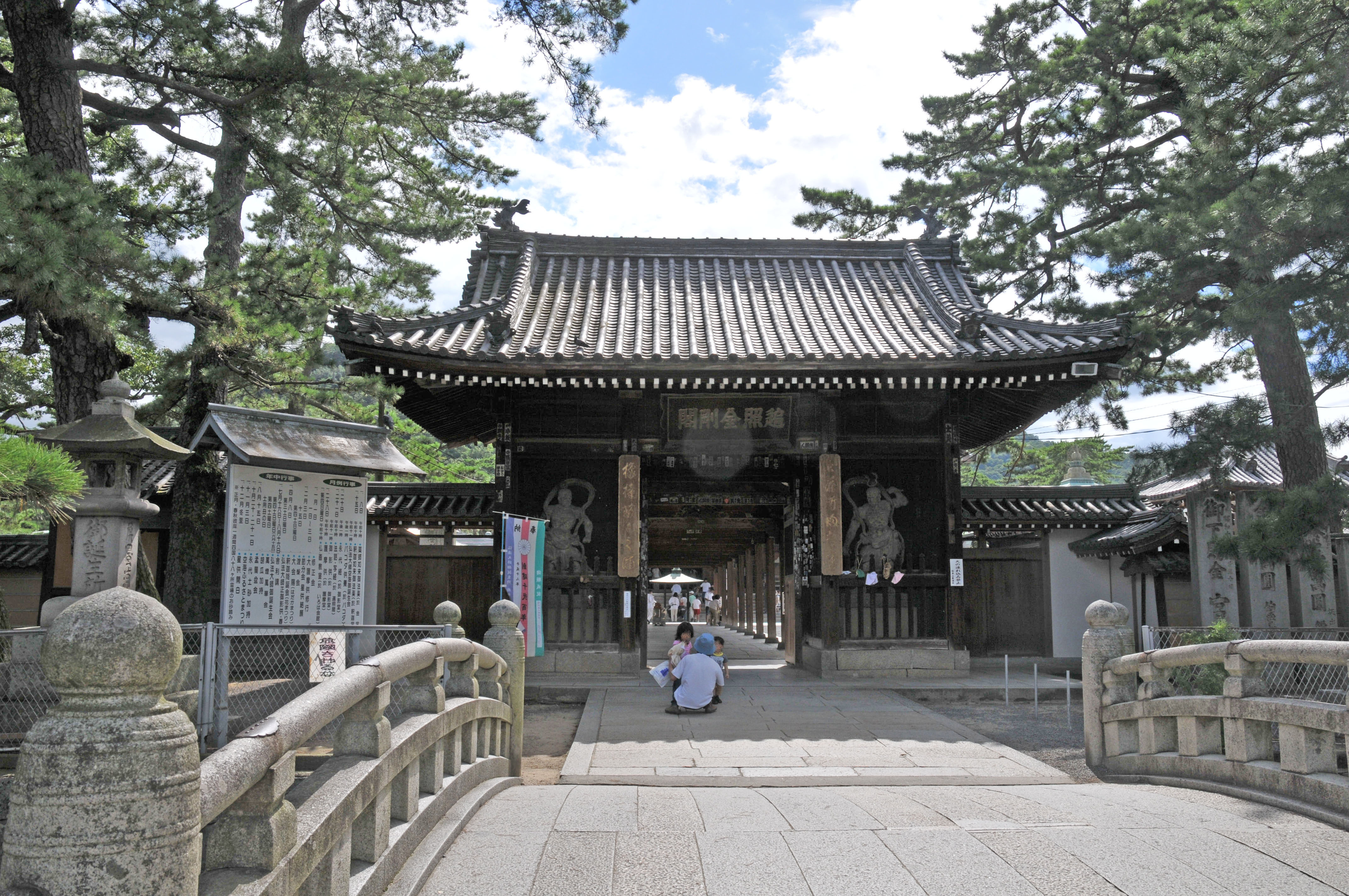
善通寺（75番）
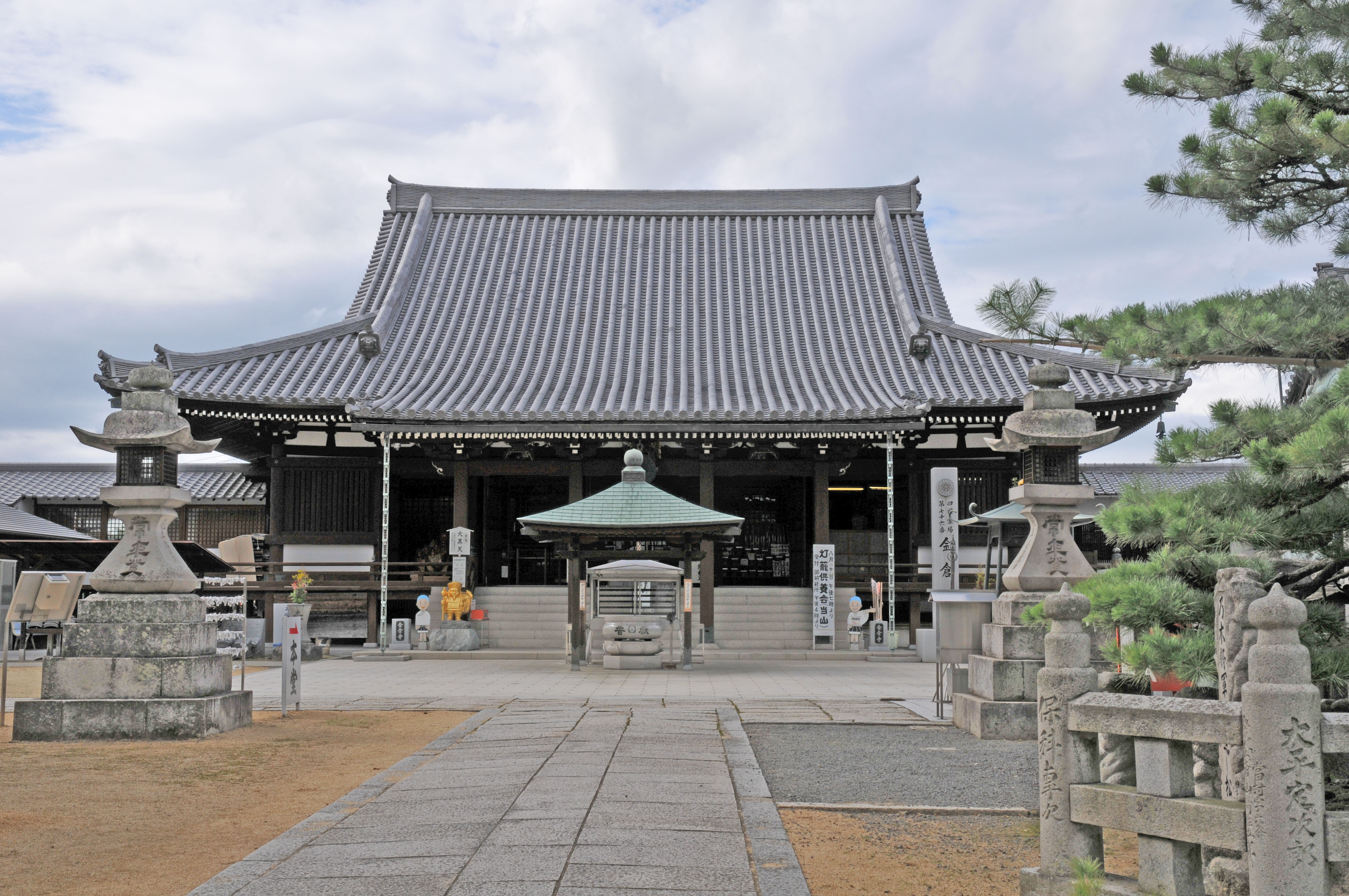
金倉寺（76番）
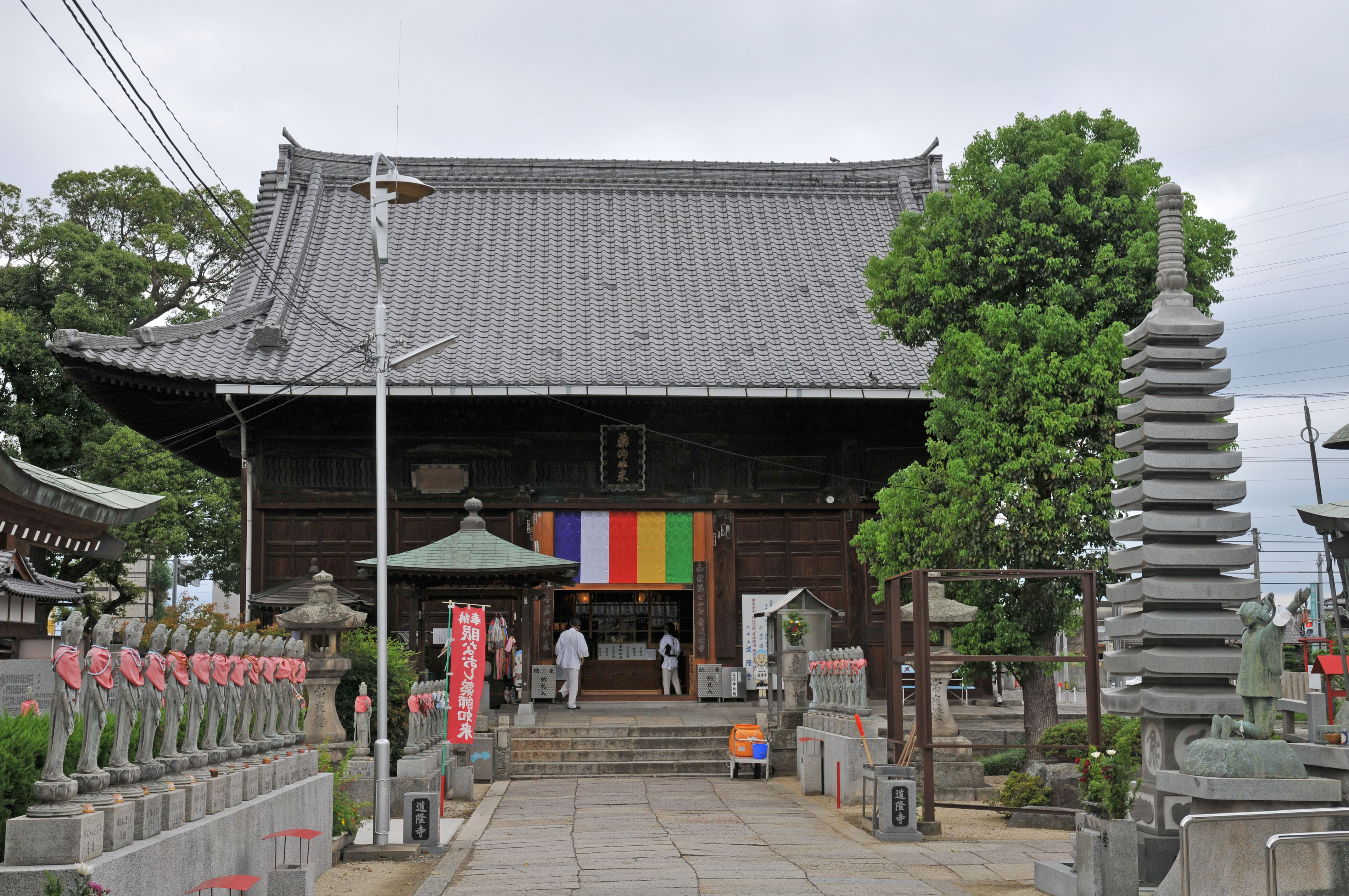
道隆寺（77番）
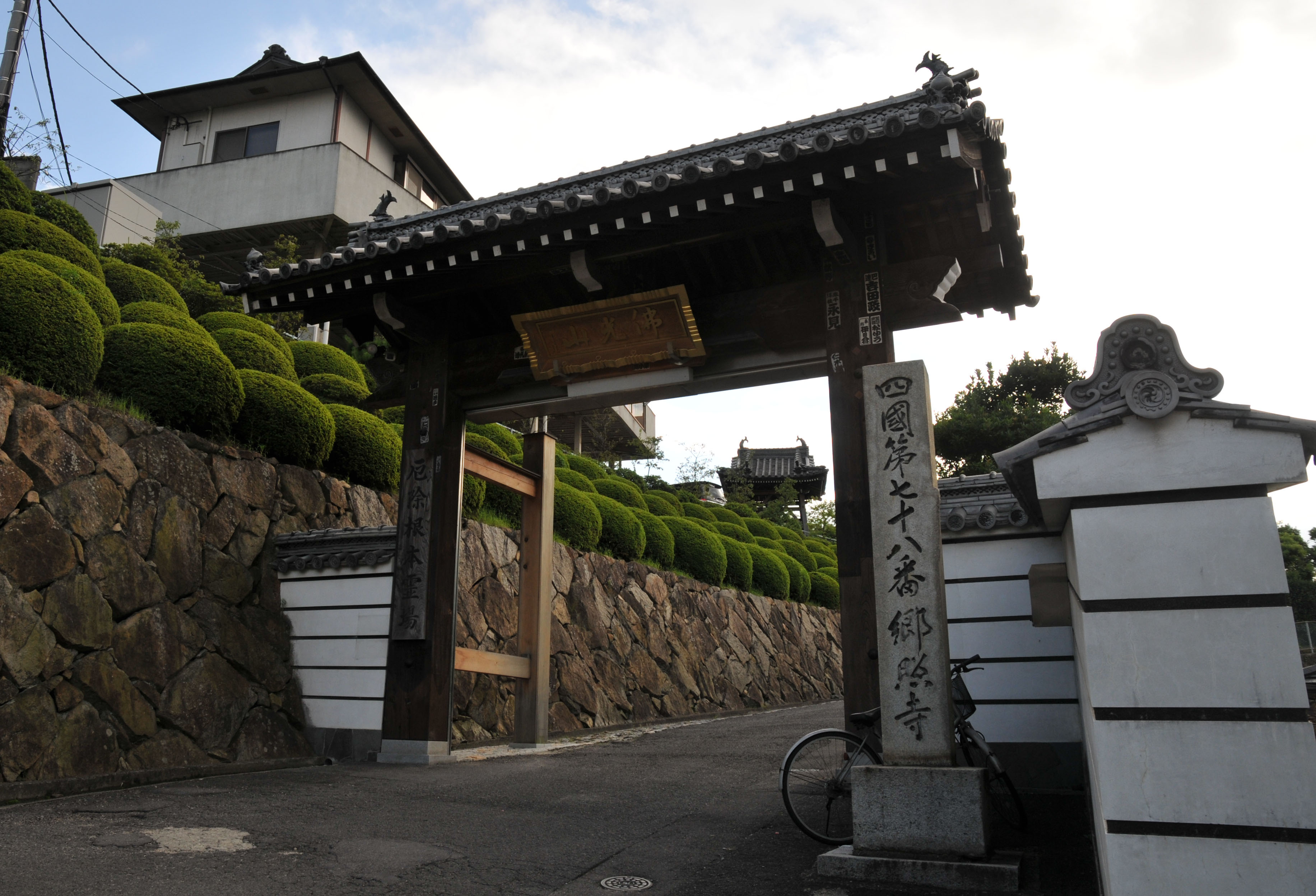
郷照寺（78番）
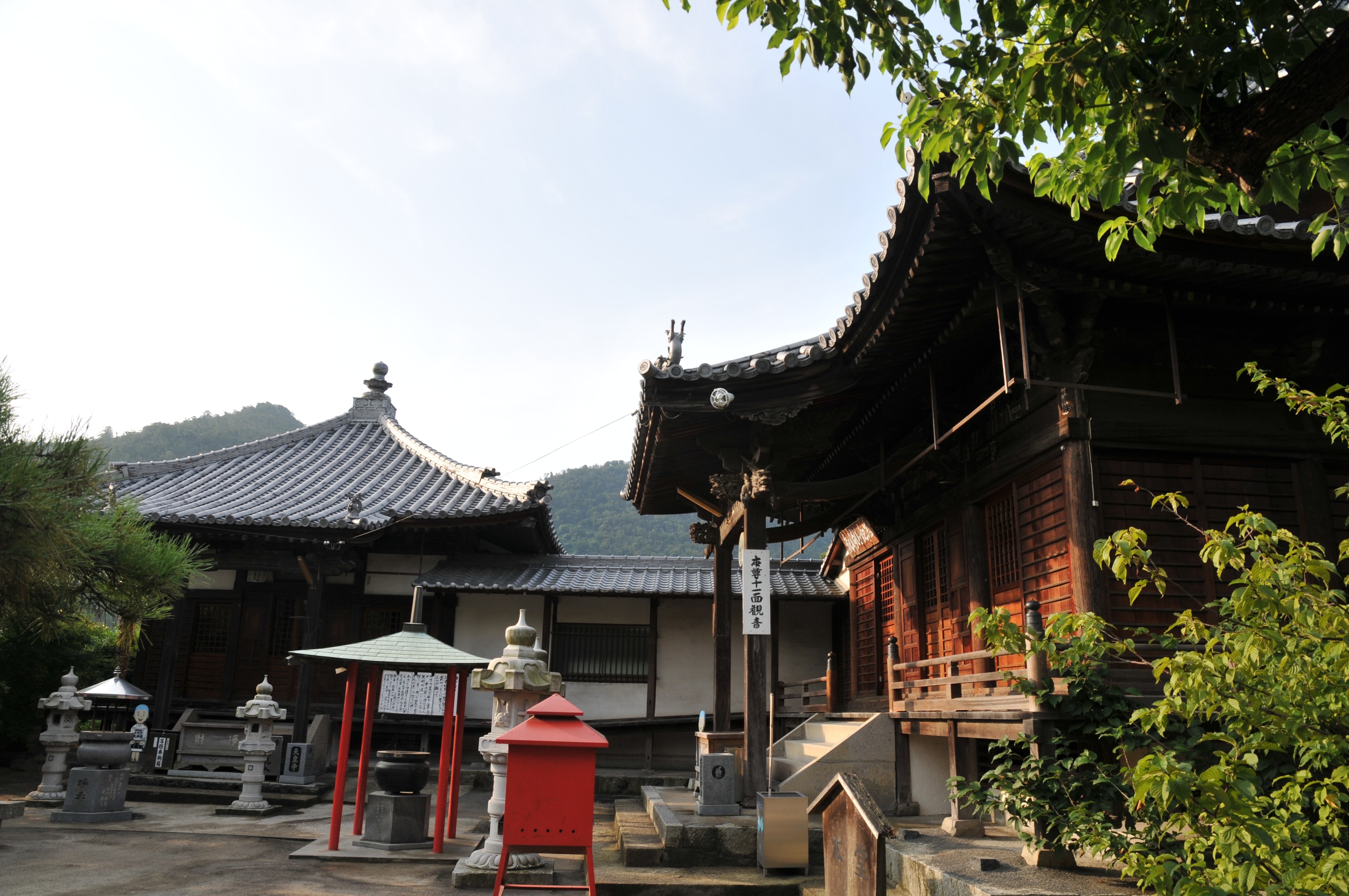
天皇寺（79番）
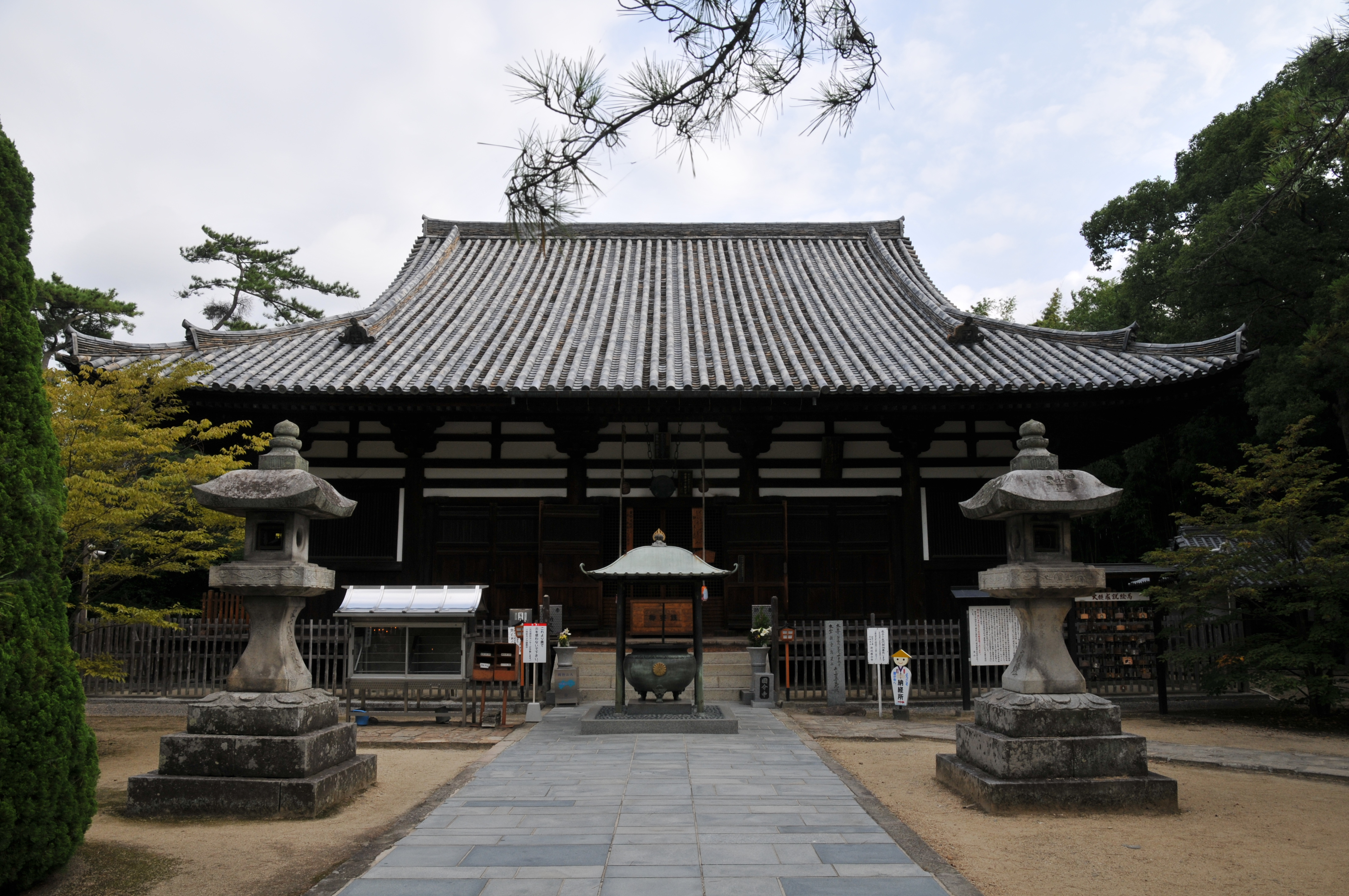
讃岐国分寺（80番）
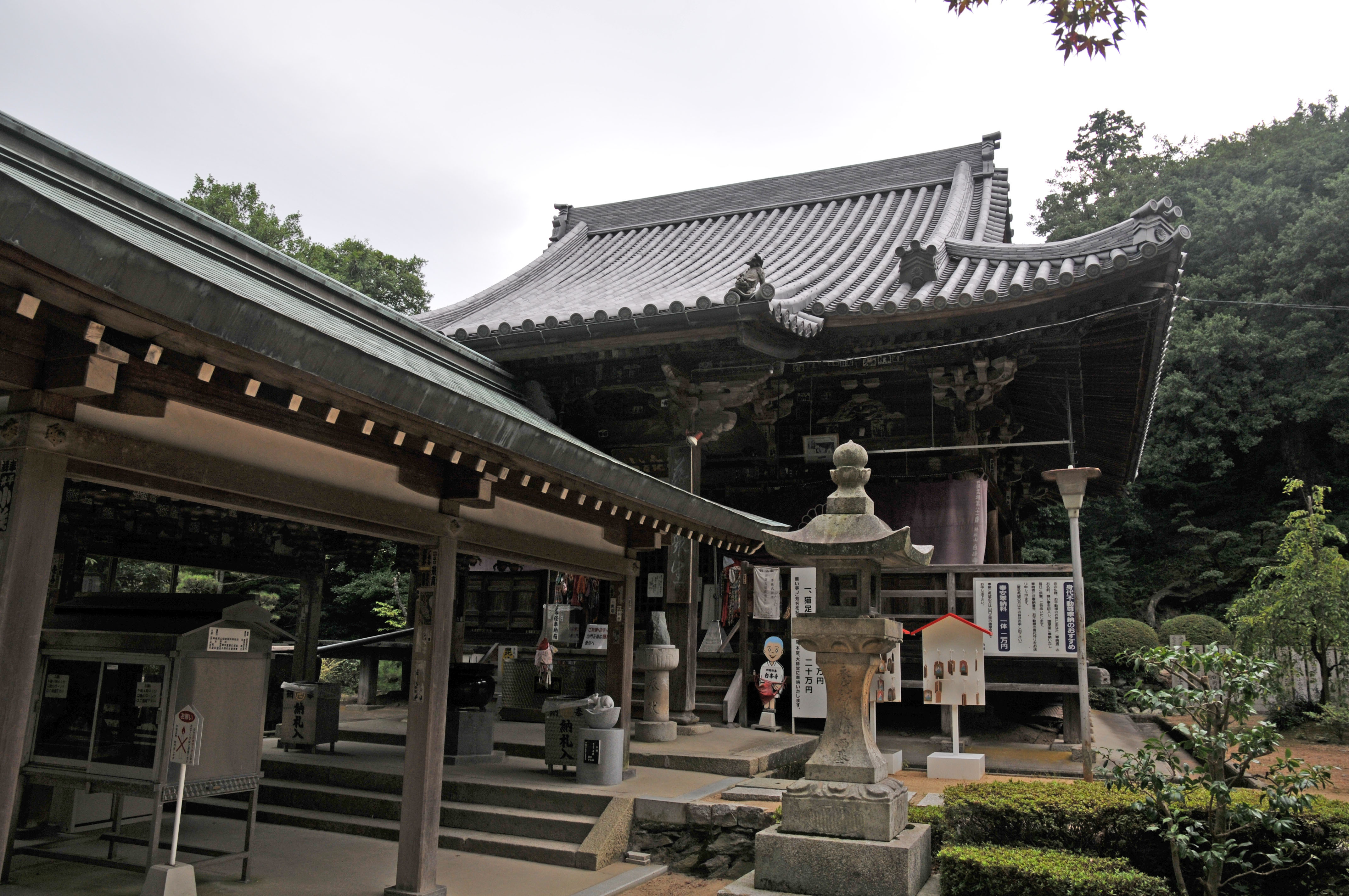
白峯寺（81番）
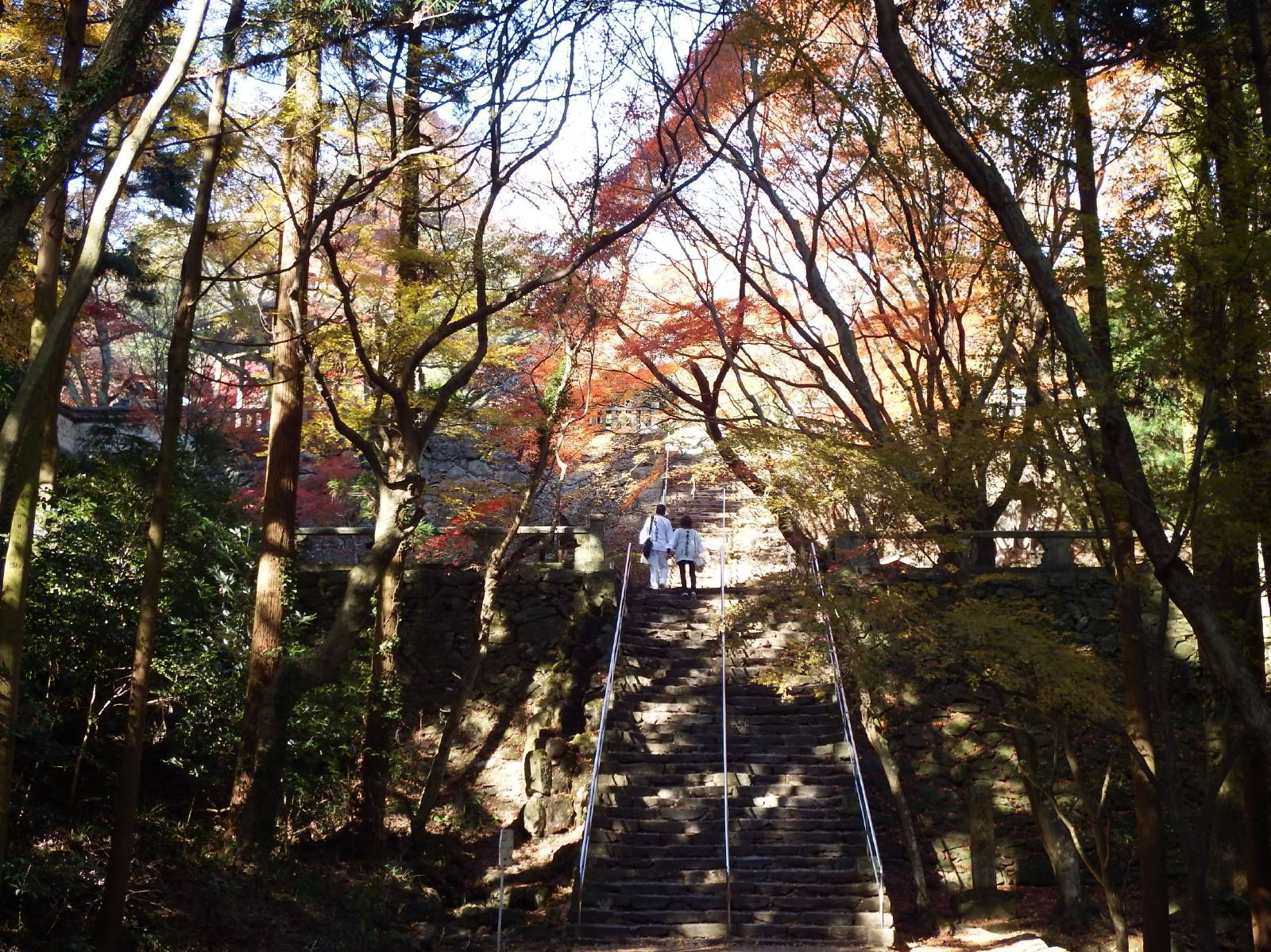
根香寺（82番）
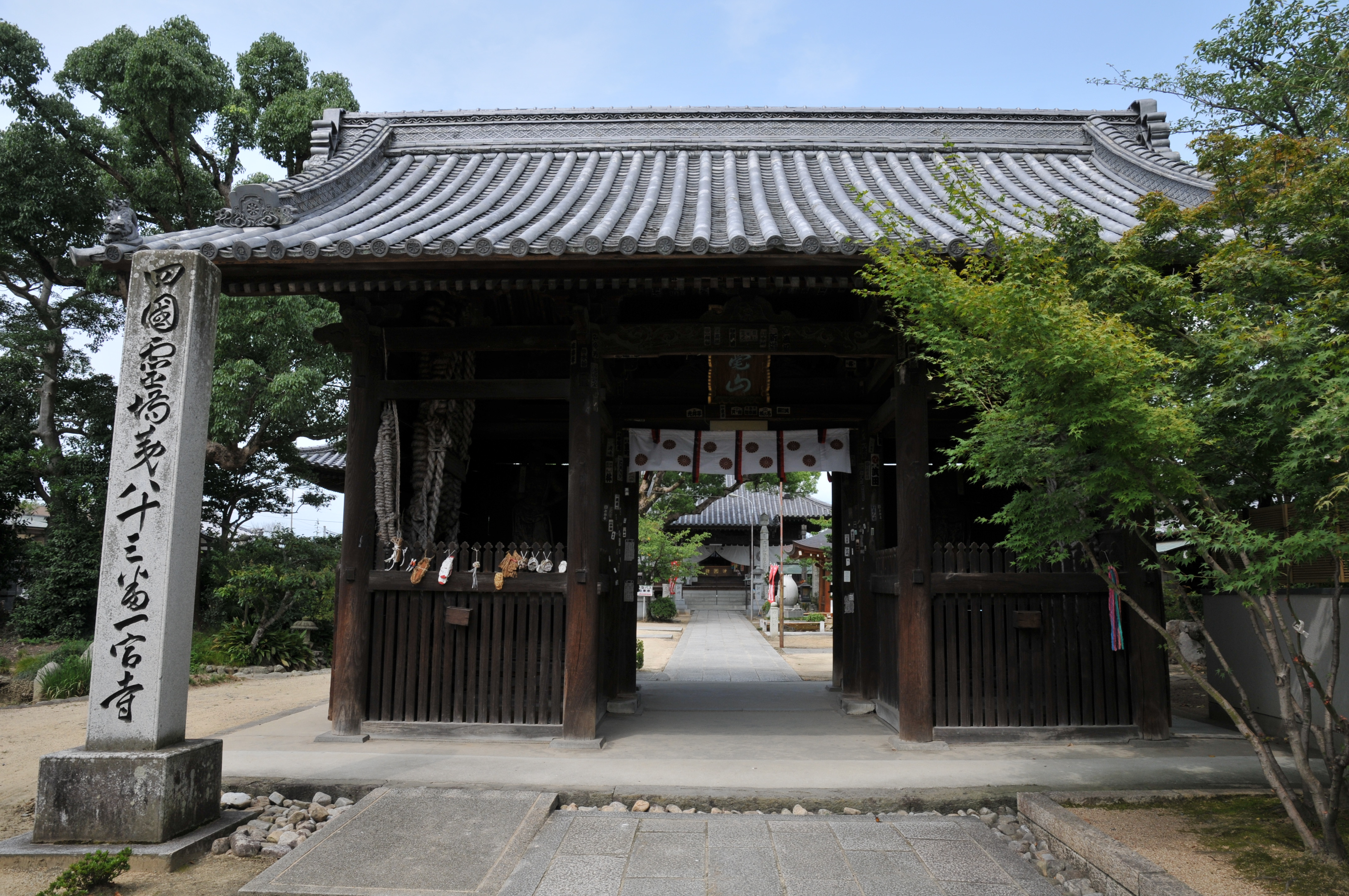
一宮寺（83番）
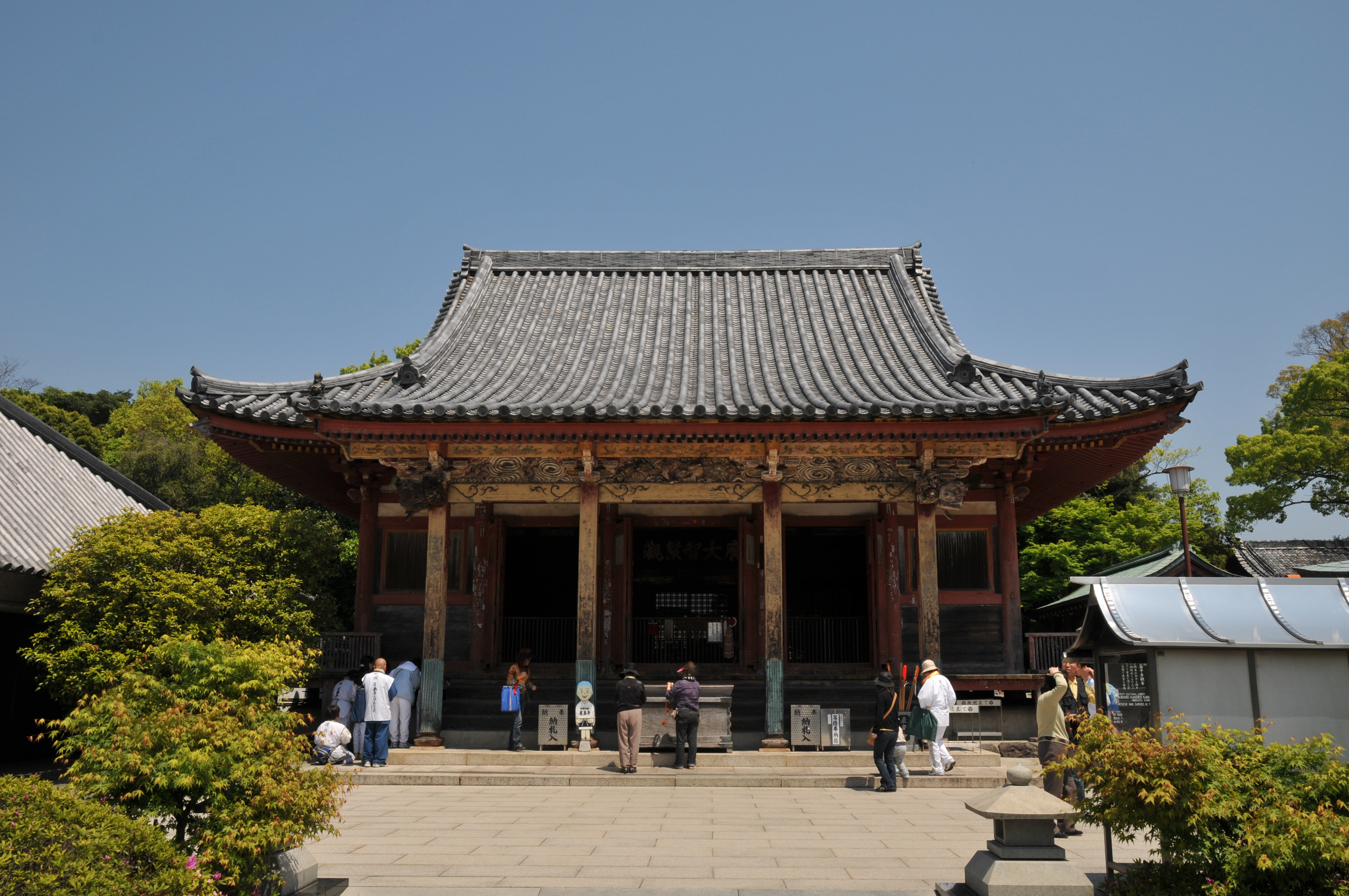
屋島寺（84番）
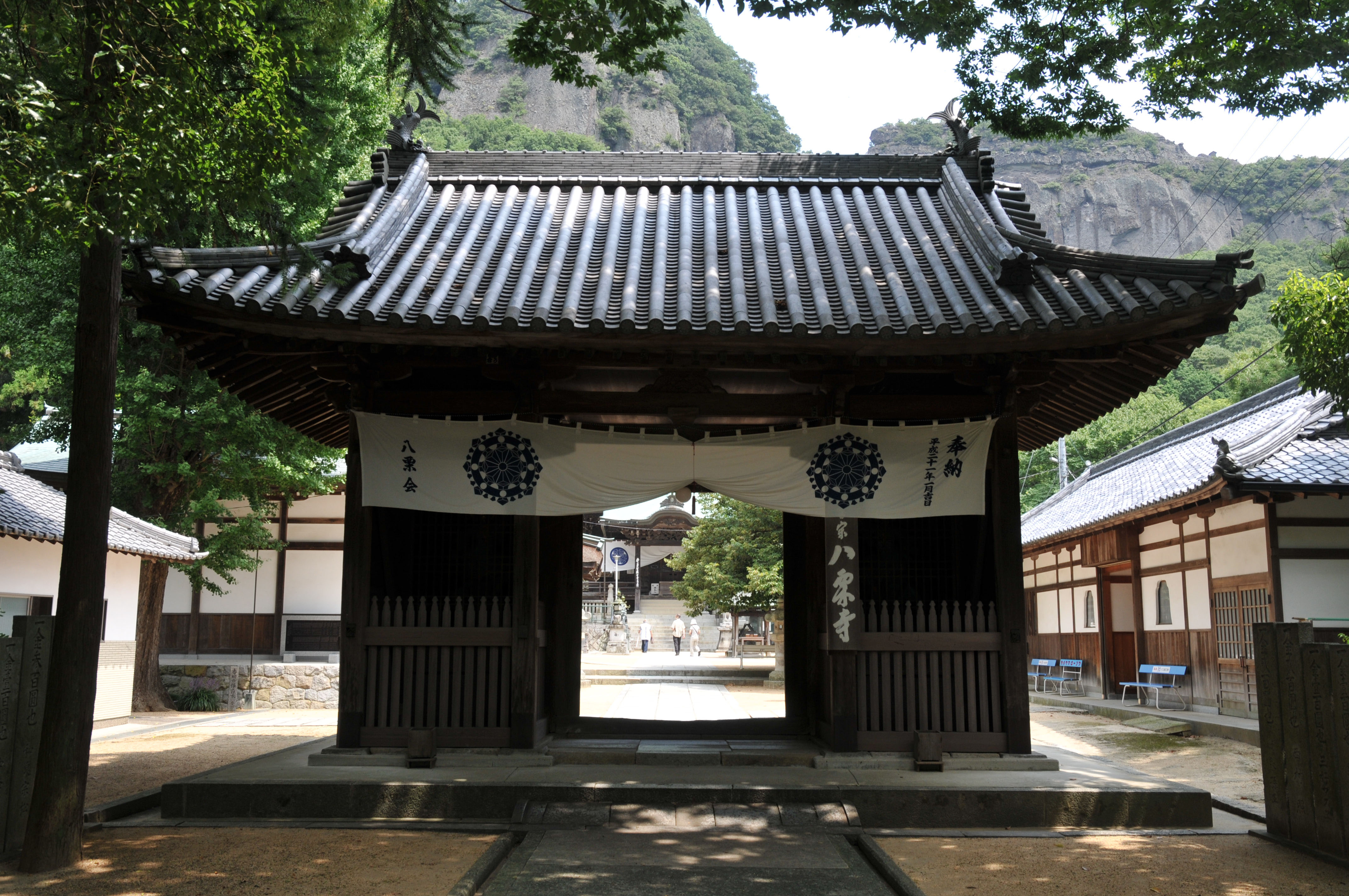
八栗寺（85番）
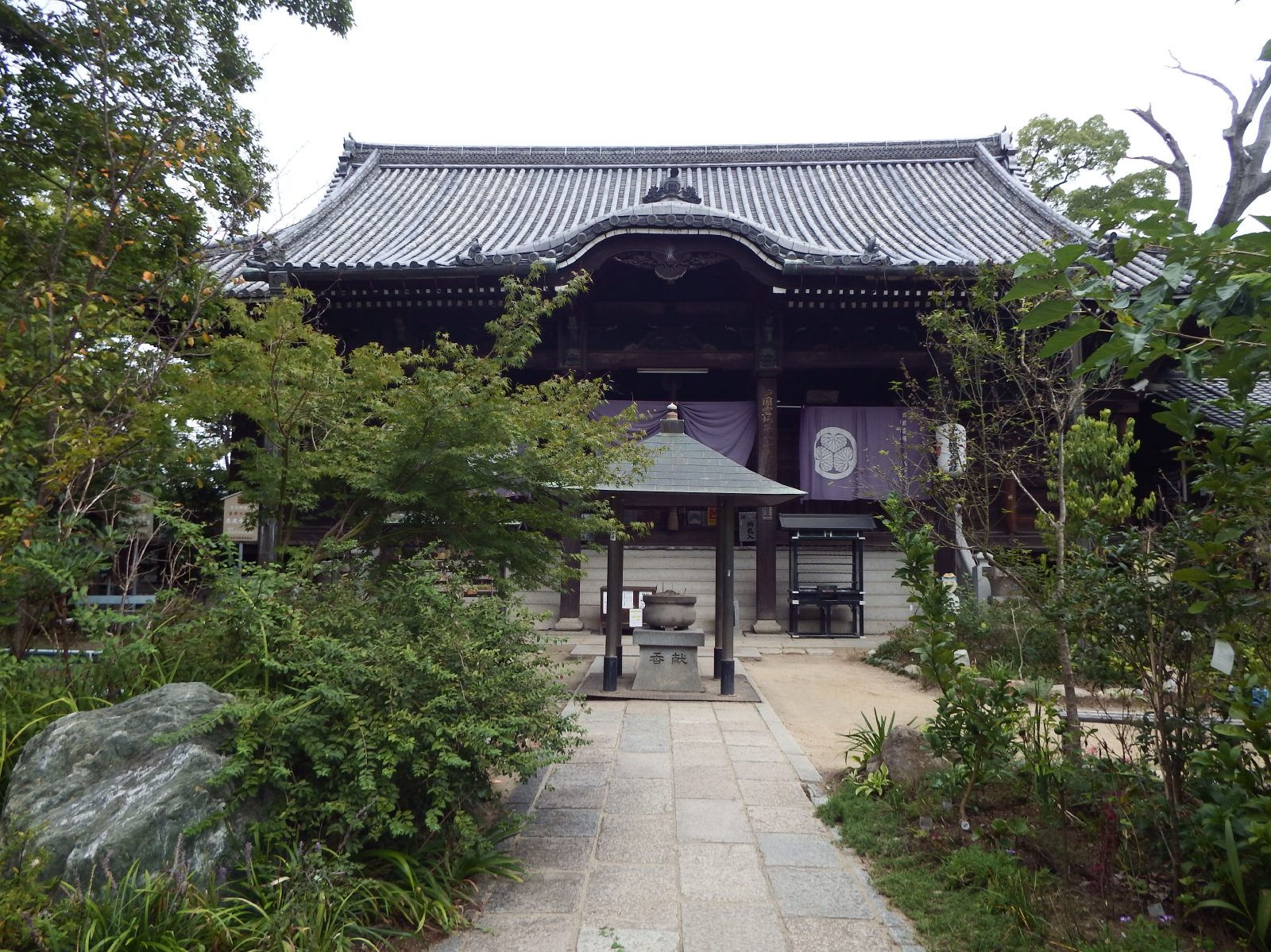
志度寺（86番）
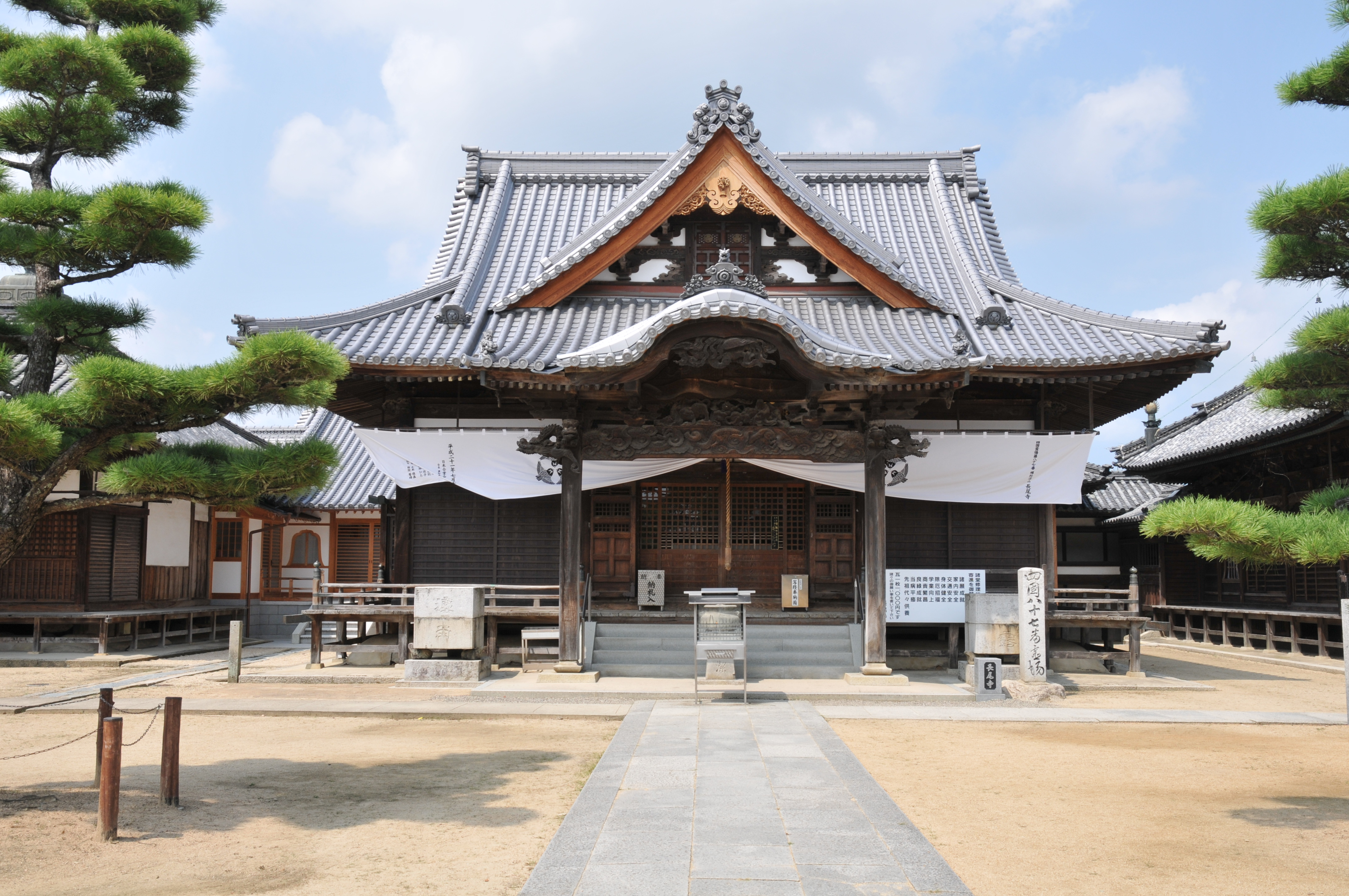
長尾寺（87番）
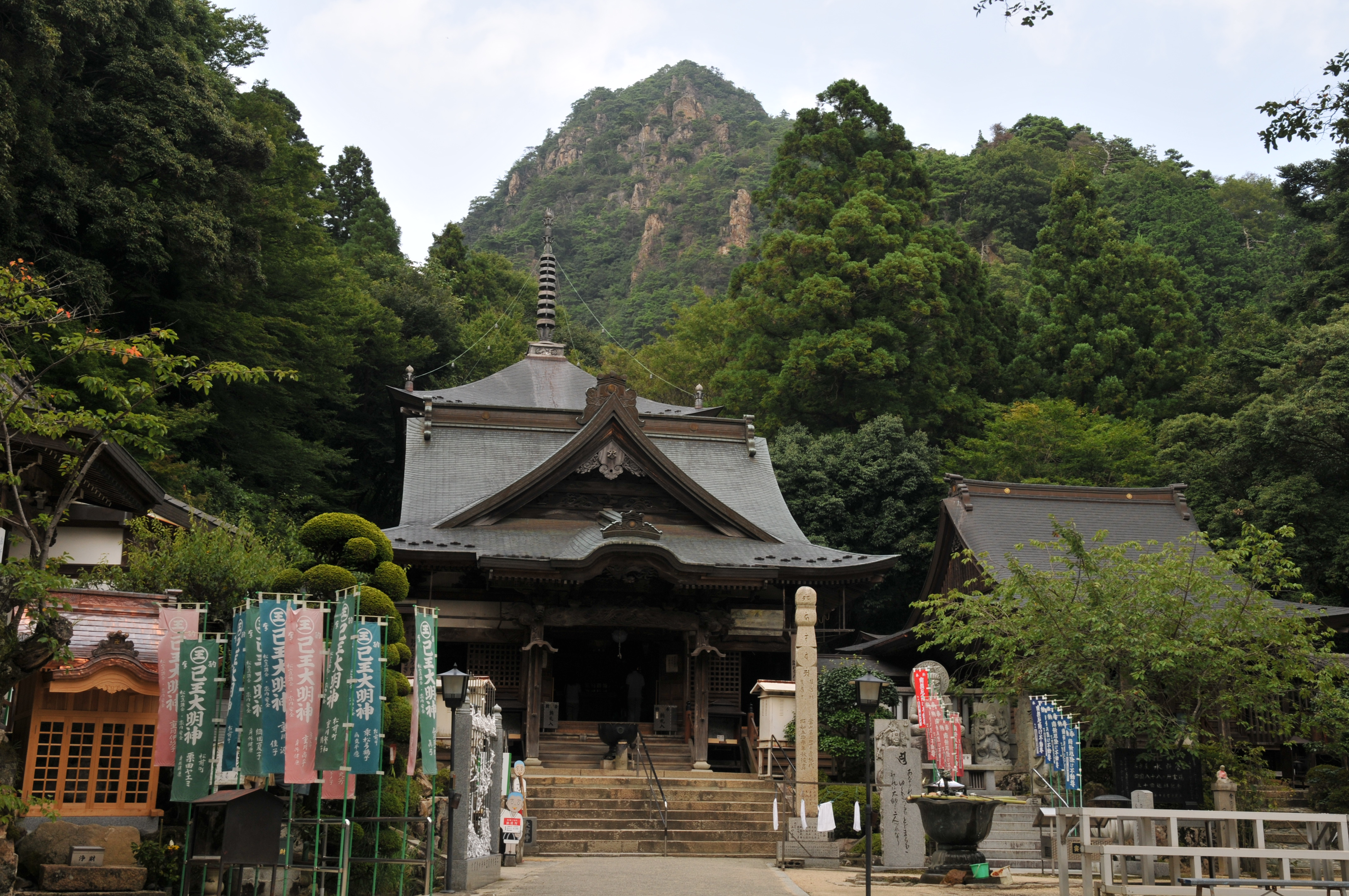
大窪寺（88番）

### テレビ

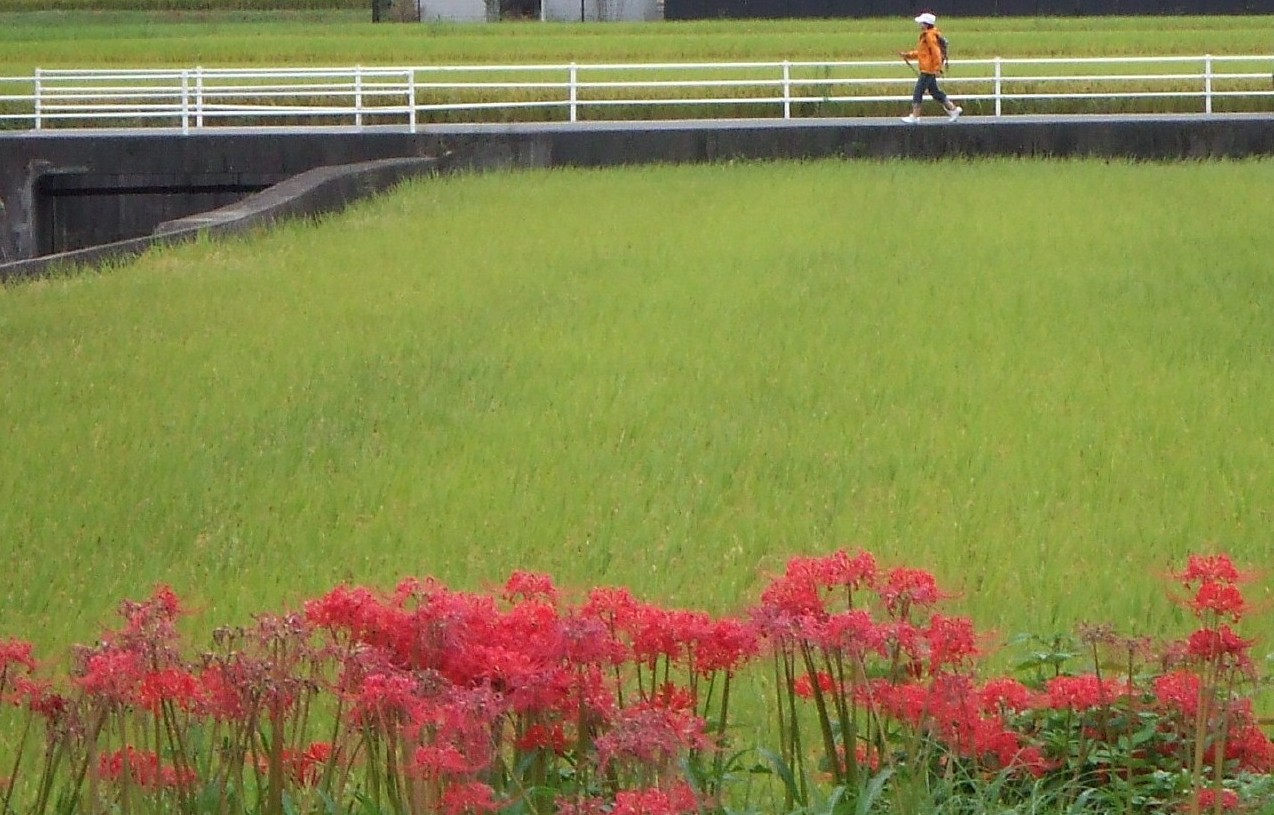
四元奈生美さん（新居浜市）